# Liste der Kulturdenkmale in Berlin-Prenzlauer Berg

Lage von Prenzlauer Berg in Berlin

In der Liste der Kulturdenkmale von Prenzlauer Berg sind die Kulturdenkmale des Berliner Ortsteils Prenzlauer Berg im Bezirk Pankow aufgeführt.

## Denkmalbereiche (Ensembles)
| Nr.      | Lage | Offizielle Bezeichnung | Bestandteile / Beschreibung | Bild                                               |
| -------- | --- | --- | --- | -------------------------------------------------- |
| 09050452 | Belforter Straße 15–18, 22, 23 Prenzlauer Allee 234 (Lage) | Berliner Arbeiter- und Studententheater und Mietshäuser Baudenkmal siehe: Belforter Straße 18 | Weitere Bestandteile des Ensembles: | Weitere Bestandteile des Ensembles:                |
| 09050452 | Belforter Straße 15–18, 22, 23 Prenzlauer Allee 234 (Lage) | Berliner Arbeiter- und Studententheater und Mietshäuser Baudenkmal siehe: Belforter Straße 18 | 09070136 – Belforter Straße 15, Saalgebäude, 1878–1879, Berliner-Arbeiter- und Studententheater (BAT), ab 1961; bis 2015 eigenständiges Baudenkmal                                                                   |                                                    |
| 09050452 | Belforter Straße 15–18, 22, 23 Prenzlauer Allee 234 (Lage) | Berliner Arbeiter- und Studententheater und Mietshäuser Baudenkmal siehe: Belforter Straße 18 | 09070146 – Belforter Straße 16, Mietshaus, 1876–1878 |                                                    |
| 09050452 | Belforter Straße 15–18, 22, 23 Prenzlauer Allee 234 (Lage) | Berliner Arbeiter- und Studententheater und Mietshäuser Baudenkmal siehe: Belforter Straße 18 | 09070147 – Belforter Straße 17, Mietshaus, 1876–1878 von Matz |                                                    |
| 09050452 | Belforter Straße 15–18, 22, 23 Prenzlauer Allee 234 (Lage) | Berliner Arbeiter- und Studententheater und Mietshäuser Baudenkmal siehe: Belforter Straße 18 | 09070148 – Belforter Straße 22, Mietshaus, 1876–1879 |                                                    |
| 09050452 | Belforter Straße 15–18, 22, 23 Prenzlauer Allee 234 (Lage) | Berliner Arbeiter- und Studententheater und Mietshäuser Baudenkmal siehe: Belforter Straße 18 | 09070149 – Belforter Straße 23, Mietshaus, 1877–1879 |                                                    |
| 09065186 | Bornholmer Straße 89/90 (Lage) | Miethäuser Baudenkmal siehe: Bornholmer Straße 90 | Weiterer Bestandteil des Ensembles: | Weiterer Bestandteil des Ensembles:                |
| 09065186 | Bornholmer Straße 89/90 (Lage) | Miethäuser Baudenkmal siehe: Bornholmer Straße 90 | 09065187 – Bornholmer Straße 89, Mietshaus, 1909–1910 von A. Wischkat |                                                    |
| 09065228 | Bötzowstraße 4–6, 9–11 (Lage) | Miethäuser und Schule Gesamtanlage siehe: Bötzowstraße 11 | Weitere Bestandteile des Ensembles: | Weitere Bestandteile des Ensembles:                |
| 09065228 | Bötzowstraße 4–6, 9–11 (Lage) | Miethäuser und Schule Gesamtanlage siehe: Bötzowstraße 11 | 09065229 – Bötzowstraße 4, Mietshaus, 1901 von Gustav Lanzendorf |                                                    |
| 09065228 | Bötzowstraße 4–6, 9–11 (Lage) | Miethäuser und Schule Gesamtanlage siehe: Bötzowstraße 11 | 09065230 – Bötzowstraße 6, Mietshaus, 1901–1903 von Gustav Lanzendorf |                                                    |
| 09065228 | Bötzowstraße 4–6, 9–11 (Lage) | Miethäuser und Schule Gesamtanlage siehe: Bötzowstraße 11 | 09065231 – Bötzowstraße 9, Mietshaus einschließlich Durchfahrt und Treppenanlagen, 1905–1906 von Gustav Messling |                                                    |
| 09065228 | Bötzowstraße 4–6, 9–11 (Lage) | Miethäuser und Schule Gesamtanlage siehe: Bötzowstraße 11 | Durchfahrt und Treppenanlagen |                                                    |
| 09090204 | Buchholzer Straße 10–22 Gneiststraße 1–20 Greifenhagener Straße 1–4, 65–68 Pappelallee 68–73 Schönhauser Allee 58/59B (Lage) | Wohnanlage und Männer-Siechenhaus (Bremer Höhe) Gesamtanlage siehe: Buchholzer Straße 10–22 Baudenkmal siehe: Schönhauser Allee 59 | 1856–1857, 1871–1913 | 1856–1857, 1871–1913                               |
| 09090204 | Buchholzer Straße 10–22 Gneiststraße 1–20 Greifenhagener Straße 1–4, 65–68 Pappelallee 68–73 Schönhauser Allee 58/59B (Lage) | Wohnanlage und Männer-Siechenhaus (Bremer Höhe) Gesamtanlage siehe: Buchholzer Straße 10–22 Baudenkmal siehe: Schönhauser Allee 59 | Weiterer Bestandteil des Ensembles: |                                                    |
| 09090204 | Buchholzer Straße 10–22 Gneiststraße 1–20 Greifenhagener Straße 1–4, 65–68 Pappelallee 68–73 Schönhauser Allee 58/59B (Lage) | Wohnanlage und Männer-Siechenhaus (Bremer Höhe) Gesamtanlage siehe: Buchholzer Straße 10–22 Baudenkmal siehe: Schönhauser Allee 59 | 09090206 – Pappelallee 68, Mietshaus, 1871–1874 |                                                    |
| 09055135 | Christburger Straße 48/49 (Lage) | Miethäuser | Bestandteile des Ensembles: | Bestandteile des Ensembles:                        |
| 09055135 | Christburger Straße 48/49 (Lage) | Miethäuser | 09055136 – Christburger Straße 48, Mietshaus, 1905 von Edmund Fuchs |                                                    |
| 09055135 | Christburger Straße 48/49 (Lage) | Miethäuser | 09055137 – Christburger Straße 49, Mietshaus, 1905 von M. Schulz | Gebäude in der Mitte des Bildes (links ist Nr. 50) |
| 09095423 | Christinenstraße 4–37 Angermünder Straße 7–8 Choriner Straße 2–6, 12–14 Fehrbelliner Straße 4–9, 85–99 Lottumstraße 1–29 Schönhauser Allee 173–177B, 182–184 Schwedter Straße 261–269 Templiner Straße 7–9, 15–19 Teutoburger Platz Zehdenicker Straße 2–3 Zionskirchstraße 59–63, 65–69, 71/79 (Lage)  | Teutoburger Platz, Platzanlage, Mietshäuser, Gewerbe- und Sozialbauten Gesamtanlagen siehe: Christinenstraße 18–19 Fehrbelliner Straße 98–99 Baudenkmale siehe: Choriner Straße 4 Christinenstraße 5; 8; 24; 25; 31; 35 Fehrbelliner Straße 87; 89; 91 Lottumstraße 29; Schönhauser Allee 173 Schwedter Straße 261–262; 263; 266; 267; 268 Zehdenicker Straße 2 Zionskirchstraße 66 Gartendenkmal siehe: Christinenstraße 18–19 | Weitere Bestandteile des Ensembles: | Weitere Bestandteile des Ensembles:                |
| 09095423 | Christinenstraße 4–37 Angermünder Straße 7–8 Choriner Straße 2–6, 12–14 Fehrbelliner Straße 4–9, 85–99 Lottumstraße 1–29 Schönhauser Allee 173–177B, 182–184 Schwedter Straße 261–269 Templiner Straße 7–9, 15–19 Teutoburger Platz Zehdenicker Straße 2–3 Zionskirchstraße 59–63, 65–69, 71/79 (Lage)  | Teutoburger Platz, Platzanlage, Mietshäuser, Gewerbe- und Sozialbauten Gesamtanlagen siehe: Christinenstraße 18–19 Fehrbelliner Straße 98–99 Baudenkmale siehe: Choriner Straße 4 Christinenstraße 5; 8; 24; 25; 31; 35 Fehrbelliner Straße 87; 89; 91 Lottumstraße 29; Schönhauser Allee 173 Schwedter Straße 261–262; 263; 266; 267; 268 Zehdenicker Straße 2 Zionskirchstraße 66 Gartendenkmal siehe: Christinenstraße 18–19 | 09095493 – Angermünder Straße 7 / Lottumstraße 26, Mietshaus, 1867 |                                                    |
| 09095423 | Christinenstraße 4–37 Angermünder Straße 7–8 Choriner Straße 2–6, 12–14 Fehrbelliner Straße 4–9, 85–99 Lottumstraße 1–29 Schönhauser Allee 173–177B, 182–184 Schwedter Straße 261–269 Templiner Straße 7–9, 15–19 Teutoburger Platz Zehdenicker Straße 2–3 Zionskirchstraße 59–63, 65–69, 71/79 (Lage)  | Teutoburger Platz, Platzanlage, Mietshäuser, Gewerbe- und Sozialbauten Gesamtanlagen siehe: Christinenstraße 18–19 Fehrbelliner Straße 98–99 Baudenkmale siehe: Choriner Straße 4 Christinenstraße 5; 8; 24; 25; 31; 35 Fehrbelliner Straße 87; 89; 91 Lottumstraße 29; Schönhauser Allee 173 Schwedter Straße 261–262; 263; 266; 267; 268 Zehdenicker Straße 2 Zionskirchstraße 66 Gartendenkmal siehe: Christinenstraße 18–19 | 09095494 – Angermünder Straße 8 / Lottumstraße 25, Mietshaus, 1867–1868 |                                                    |
| 09095423 | Christinenstraße 4–37 Angermünder Straße 7–8 Choriner Straße 2–6, 12–14 Fehrbelliner Straße 4–9, 85–99 Lottumstraße 1–29 Schönhauser Allee 173–177B, 182–184 Schwedter Straße 261–269 Templiner Straße 7–9, 15–19 Teutoburger Platz Zehdenicker Straße 2–3 Zionskirchstraße 59–63, 65–69, 71/79 (Lage)  | Teutoburger Platz, Platzanlage, Mietshäuser, Gewerbe- und Sozialbauten Gesamtanlagen siehe: Christinenstraße 18–19 Fehrbelliner Straße 98–99 Baudenkmale siehe: Choriner Straße 4 Christinenstraße 5; 8; 24; 25; 31; 35 Fehrbelliner Straße 87; 89; 91 Lottumstraße 29; Schönhauser Allee 173 Schwedter Straße 261–262; 263; 266; 267; 268 Zehdenicker Straße 2 Zionskirchstraße 66 Gartendenkmal siehe: Christinenstraße 18–19 | 09095500 – Choriner Straße 2, Mietshaus, 1865 |                                                    |
| 09095423 | Christinenstraße 4–37 Angermünder Straße 7–8 Choriner Straße 2–6, 12–14 Fehrbelliner Straße 4–9, 85–99 Lottumstraße 1–29 Schönhauser Allee 173–177B, 182–184 Schwedter Straße 261–269 Templiner Straße 7–9, 15–19 Teutoburger Platz Zehdenicker Straße 2–3 Zionskirchstraße 59–63, 65–69, 71/79 (Lage)  | Teutoburger Platz, Platzanlage, Mietshäuser, Gewerbe- und Sozialbauten Gesamtanlagen siehe: Christinenstraße 18–19 Fehrbelliner Straße 98–99 Baudenkmale siehe: Choriner Straße 4 Christinenstraße 5; 8; 24; 25; 31; 35 Fehrbelliner Straße 87; 89; 91 Lottumstraße 29; Schönhauser Allee 173 Schwedter Straße 261–262; 263; 266; 267; 268 Zehdenicker Straße 2 Zionskirchstraße 66 Gartendenkmal siehe: Christinenstraße 18–19 | 09095501 – Choriner Straße 3, Mietshaus, 1881 |                                                    |
| 09095423 | Christinenstraße 4–37 Angermünder Straße 7–8 Choriner Straße 2–6, 12–14 Fehrbelliner Straße 4–9, 85–99 Lottumstraße 1–29 Schönhauser Allee 173–177B, 182–184 Schwedter Straße 261–269 Templiner Straße 7–9, 15–19 Teutoburger Platz Zehdenicker Straße 2–3 Zionskirchstraße 59–63, 65–69, 71/79 (Lage)  | Teutoburger Platz, Platzanlage, Mietshäuser, Gewerbe- und Sozialbauten Gesamtanlagen siehe: Christinenstraße 18–19 Fehrbelliner Straße 98–99 Baudenkmale siehe: Choriner Straße 4 Christinenstraße 5; 8; 24; 25; 31; 35 Fehrbelliner Straße 87; 89; 91 Lottumstraße 29; Schönhauser Allee 173 Schwedter Straße 261–262; 263; 266; 267; 268 Zehdenicker Straße 2 Zionskirchstraße 66 Gartendenkmal siehe: Christinenstraße 18–19 | Werkstatt, 1888 |                                                    |
| 09095423 | Christinenstraße 4–37 Angermünder Straße 7–8 Choriner Straße 2–6, 12–14 Fehrbelliner Straße 4–9, 85–99 Lottumstraße 1–29 Schönhauser Allee 173–177B, 182–184 Schwedter Straße 261–269 Templiner Straße 7–9, 15–19 Teutoburger Platz Zehdenicker Straße 2–3 Zionskirchstraße 59–63, 65–69, 71/79 (Lage)  | Teutoburger Platz, Platzanlage, Mietshäuser, Gewerbe- und Sozialbauten Gesamtanlagen siehe: Christinenstraße 18–19 Fehrbelliner Straße 98–99 Baudenkmale siehe: Choriner Straße 4 Christinenstraße 5; 8; 24; 25; 31; 35 Fehrbelliner Straße 87; 89; 91 Lottumstraße 29; Schönhauser Allee 173 Schwedter Straße 261–262; 263; 266; 267; 268 Zehdenicker Straße 2 Zionskirchstraße 66 Gartendenkmal siehe: Christinenstraße 18–19 | 09095503 – Choriner Straße 5, Mietshaus, nach 1872 |                                                    |
| 09095423 | Christinenstraße 4–37 Angermünder Straße 7–8 Choriner Straße 2–6, 12–14 Fehrbelliner Straße 4–9, 85–99 Lottumstraße 1–29 Schönhauser Allee 173–177B, 182–184 Schwedter Straße 261–269 Templiner Straße 7–9, 15–19 Teutoburger Platz Zehdenicker Straße 2–3 Zionskirchstraße 59–63, 65–69, 71/79 (Lage)  | Teutoburger Platz, Platzanlage, Mietshäuser, Gewerbe- und Sozialbauten Gesamtanlagen siehe: Christinenstraße 18–19 Fehrbelliner Straße 98–99 Baudenkmale siehe: Choriner Straße 4 Christinenstraße 5; 8; 24; 25; 31; 35 Fehrbelliner Straße 87; 89; 91 Lottumstraße 29; Schönhauser Allee 173 Schwedter Straße 261–262; 263; 266; 267; 268 Zehdenicker Straße 2 Zionskirchstraße 66 Gartendenkmal siehe: Christinenstraße 18–19 | 09095504 – Choriner Straße 6 / Fehrbelliner Straße 85, Mietshaus, 1873, Umbauten 1876, 1884 |                                                    |
| 09095423 | Christinenstraße 4–37 Angermünder Straße 7–8 Choriner Straße 2–6, 12–14 Fehrbelliner Straße 4–9, 85–99 Lottumstraße 1–29 Schönhauser Allee 173–177B, 182–184 Schwedter Straße 261–269 Templiner Straße 7–9, 15–19 Teutoburger Platz Zehdenicker Straße 2–3 Zionskirchstraße 59–63, 65–69, 71/79 (Lage)  | Teutoburger Platz, Platzanlage, Mietshäuser, Gewerbe- und Sozialbauten Gesamtanlagen siehe: Christinenstraße 18–19 Fehrbelliner Straße 98–99 Baudenkmale siehe: Choriner Straße 4 Christinenstraße 5; 8; 24; 25; 31; 35 Fehrbelliner Straße 87; 89; 91 Lottumstraße 29; Schönhauser Allee 173 Schwedter Straße 261–262; 263; 266; 267; 268 Zehdenicker Straße 2 Zionskirchstraße 66 Gartendenkmal siehe: Christinenstraße 18–19 | 09095428 – Choriner Straße 12 / Zionskirchstraße, Mietshaus, 1871, Umbauten 1888, 1896 |                                                    |
| 09095423 | Christinenstraße 4–37 Angermünder Straße 7–8 Choriner Straße 2–6, 12–14 Fehrbelliner Straße 4–9, 85–99 Lottumstraße 1–29 Schönhauser Allee 173–177B, 182–184 Schwedter Straße 261–269 Templiner Straße 7–9, 15–19 Teutoburger Platz Zehdenicker Straße 2–3 Zionskirchstraße 59–63, 65–69, 71/79 (Lage)  | Teutoburger Platz, Platzanlage, Mietshäuser, Gewerbe- und Sozialbauten Gesamtanlagen siehe: Christinenstraße 18–19 Fehrbelliner Straße 98–99 Baudenkmale siehe: Choriner Straße 4 Christinenstraße 5; 8; 24; 25; 31; 35 Fehrbelliner Straße 87; 89; 91 Lottumstraße 29; Schönhauser Allee 173 Schwedter Straße 261–262; 263; 266; 267; 268 Zehdenicker Straße 2 Zionskirchstraße 66 Gartendenkmal siehe: Christinenstraße 18–19 | 09095429 – Choriner Straße 13, Mietshaus, 1878, Umbauten 1910 |                                                    |
| 09095423 | Christinenstraße 4–37 Angermünder Straße 7–8 Choriner Straße 2–6, 12–14 Fehrbelliner Straße 4–9, 85–99 Lottumstraße 1–29 Schönhauser Allee 173–177B, 182–184 Schwedter Straße 261–269 Templiner Straße 7–9, 15–19 Teutoburger Platz Zehdenicker Straße 2–3 Zionskirchstraße 59–63, 65–69, 71/79 (Lage)  | Teutoburger Platz, Platzanlage, Mietshäuser, Gewerbe- und Sozialbauten Gesamtanlagen siehe: Christinenstraße 18–19 Fehrbelliner Straße 98–99 Baudenkmale siehe: Choriner Straße 4 Christinenstraße 5; 8; 24; 25; 31; 35 Fehrbelliner Straße 87; 89; 91 Lottumstraße 29; Schönhauser Allee 173 Schwedter Straße 261–262; 263; 266; 267; 268 Zehdenicker Straße 2 Zionskirchstraße 66 Gartendenkmal siehe: Christinenstraße 18–19 | 09095430 – Choriner Straße 14, Mietshaus, um 1885 |                                                    |
| 09095423 | Christinenstraße 4–37 Angermünder Straße 7–8 Choriner Straße 2–6, 12–14 Fehrbelliner Straße 4–9, 85–99 Lottumstraße 1–29 Schönhauser Allee 173–177B, 182–184 Schwedter Straße 261–269 Templiner Straße 7–9, 15–19 Teutoburger Platz Zehdenicker Straße 2–3 Zionskirchstraße 59–63, 65–69, 71/79 (Lage)  | Teutoburger Platz, Platzanlage, Mietshäuser, Gewerbe- und Sozialbauten Gesamtanlagen siehe: Christinenstraße 18–19 Fehrbelliner Straße 98–99 Baudenkmale siehe: Choriner Straße 4 Christinenstraße 5; 8; 24; 25; 31; 35 Fehrbelliner Straße 87; 89; 91 Lottumstraße 29; Schönhauser Allee 173 Schwedter Straße 261–262; 263; 266; 267; 268 Zehdenicker Straße 2 Zionskirchstraße 66 Gartendenkmal siehe: Christinenstraße 18–19 | 09095507 – Christinenstraße 4, Mietshaus, 1860, Umbauten 1874, 1884 |                                                    |
| 09095423 | Christinenstraße 4–37 Angermünder Straße 7–8 Choriner Straße 2–6, 12–14 Fehrbelliner Straße 4–9, 85–99 Lottumstraße 1–29 Schönhauser Allee 173–177B, 182–184 Schwedter Straße 261–269 Templiner Straße 7–9, 15–19 Teutoburger Platz Zehdenicker Straße 2–3 Zionskirchstraße 59–63, 65–69, 71/79 (Lage)  | Teutoburger Platz, Platzanlage, Mietshäuser, Gewerbe- und Sozialbauten Gesamtanlagen siehe: Christinenstraße 18–19 Fehrbelliner Straße 98–99 Baudenkmale siehe: Choriner Straße 4 Christinenstraße 5; 8; 24; 25; 31; 35 Fehrbelliner Straße 87; 89; 91 Lottumstraße 29; Schönhauser Allee 173 Schwedter Straße 261–262; 263; 266; 267; 268 Zehdenicker Straße 2 Zionskirchstraße 66 Gartendenkmal siehe: Christinenstraße 18–19 | 09095509 – Christinenstraße 6, Mietshaus, 1861, Umbau 1872 |                                                    |
| 09095423 | Christinenstraße 4–37 Angermünder Straße 7–8 Choriner Straße 2–6, 12–14 Fehrbelliner Straße 4–9, 85–99 Lottumstraße 1–29 Schönhauser Allee 173–177B, 182–184 Schwedter Straße 261–269 Templiner Straße 7–9, 15–19 Teutoburger Platz Zehdenicker Straße 2–3 Zionskirchstraße 59–63, 65–69, 71/79 (Lage)  | Teutoburger Platz, Platzanlage, Mietshäuser, Gewerbe- und Sozialbauten Gesamtanlagen siehe: Christinenstraße 18–19 Fehrbelliner Straße 98–99 Baudenkmale siehe: Choriner Straße 4 Christinenstraße 5; 8; 24; 25; 31; 35 Fehrbelliner Straße 87; 89; 91 Lottumstraße 29; Schönhauser Allee 173 Schwedter Straße 261–262; 263; 266; 267; 268 Zehdenicker Straße 2 Zionskirchstraße 66 Gartendenkmal siehe: Christinenstraße 18–19 | 09095510 – Christinenstraße 7, Mietshaus, 1862 |                                                    |
| 09095423 | Christinenstraße 4–37 Angermünder Straße 7–8 Choriner Straße 2–6, 12–14 Fehrbelliner Straße 4–9, 85–99 Lottumstraße 1–29 Schönhauser Allee 173–177B, 182–184 Schwedter Straße 261–269 Templiner Straße 7–9, 15–19 Teutoburger Platz Zehdenicker Straße 2–3 Zionskirchstraße 59–63, 65–69, 71/79 (Lage)  | Teutoburger Platz, Platzanlage, Mietshäuser, Gewerbe- und Sozialbauten Gesamtanlagen siehe: Christinenstraße 18–19 Fehrbelliner Straße 98–99 Baudenkmale siehe: Choriner Straße 4 Christinenstraße 5; 8; 24; 25; 31; 35 Fehrbelliner Straße 87; 89; 91 Lottumstraße 29; Schönhauser Allee 173 Schwedter Straße 261–262; 263; 266; 267; 268 Zehdenicker Straße 2 Zionskirchstraße 66 Gartendenkmal siehe: Christinenstraße 18–19 | 09095512 – Christinenstraße 9 / Lottumstraße 6, Mietshaus, um 1865 |                                                    |
| 09095423 | Christinenstraße 4–37 Angermünder Straße 7–8 Choriner Straße 2–6, 12–14 Fehrbelliner Straße 4–9, 85–99 Lottumstraße 1–29 Schönhauser Allee 173–177B, 182–184 Schwedter Straße 261–269 Templiner Straße 7–9, 15–19 Teutoburger Platz Zehdenicker Straße 2–3 Zionskirchstraße 59–63, 65–69, 71/79 (Lage)  | Teutoburger Platz, Platzanlage, Mietshäuser, Gewerbe- und Sozialbauten Gesamtanlagen siehe: Christinenstraße 18–19 Fehrbelliner Straße 98–99 Baudenkmale siehe: Choriner Straße 4 Christinenstraße 5; 8; 24; 25; 31; 35 Fehrbelliner Straße 87; 89; 91 Lottumstraße 29; Schönhauser Allee 173 Schwedter Straße 261–262; 263; 266; 267; 268 Zehdenicker Straße 2 Zionskirchstraße 66 Gartendenkmal siehe: Christinenstraße 18–19 | 09095513 – Christinenstraße 10, Mietshaus, um 1865 |                                                    |
| 09095423 | Christinenstraße 4–37 Angermünder Straße 7–8 Choriner Straße 2–6, 12–14 Fehrbelliner Straße 4–9, 85–99 Lottumstraße 1–29 Schönhauser Allee 173–177B, 182–184 Schwedter Straße 261–269 Templiner Straße 7–9, 15–19 Teutoburger Platz Zehdenicker Straße 2–3 Zionskirchstraße 59–63, 65–69, 71/79 (Lage)  | Teutoburger Platz, Platzanlage, Mietshäuser, Gewerbe- und Sozialbauten Gesamtanlagen siehe: Christinenstraße 18–19 Fehrbelliner Straße 98–99 Baudenkmale siehe: Choriner Straße 4 Christinenstraße 5; 8; 24; 25; 31; 35 Fehrbelliner Straße 87; 89; 91 Lottumstraße 29; Schönhauser Allee 173 Schwedter Straße 261–262; 263; 266; 267; 268 Zehdenicker Straße 2 Zionskirchstraße 66 Gartendenkmal siehe: Christinenstraße 18–19 | 09095514 – Christinenstraße 11, Mietshaus, um 1865 |                                                    |
| 09095423 | Christinenstraße 4–37 Angermünder Straße 7–8 Choriner Straße 2–6, 12–14 Fehrbelliner Straße 4–9, 85–99 Lottumstraße 1–29 Schönhauser Allee 173–177B, 182–184 Schwedter Straße 261–269 Templiner Straße 7–9, 15–19 Teutoburger Platz Zehdenicker Straße 2–3 Zionskirchstraße 59–63, 65–69, 71/79 (Lage)  | Teutoburger Platz, Platzanlage, Mietshäuser, Gewerbe- und Sozialbauten Gesamtanlagen siehe: Christinenstraße 18–19 Fehrbelliner Straße 98–99 Baudenkmale siehe: Choriner Straße 4 Christinenstraße 5; 8; 24; 25; 31; 35 Fehrbelliner Straße 87; 89; 91 Lottumstraße 29; Schönhauser Allee 173 Schwedter Straße 261–262; 263; 266; 267; 268 Zehdenicker Straße 2 Zionskirchstraße 66 Gartendenkmal siehe: Christinenstraße 18–19 | 09095515 – Christinenstraße 12, Mietshaus, nach 1870 |                                                    |
| 09095423 | Christinenstraße 4–37 Angermünder Straße 7–8 Choriner Straße 2–6, 12–14 Fehrbelliner Straße 4–9, 85–99 Lottumstraße 1–29 Schönhauser Allee 173–177B, 182–184 Schwedter Straße 261–269 Templiner Straße 7–9, 15–19 Teutoburger Platz Zehdenicker Straße 2–3 Zionskirchstraße 59–63, 65–69, 71/79 (Lage)  | Teutoburger Platz, Platzanlage, Mietshäuser, Gewerbe- und Sozialbauten Gesamtanlagen siehe: Christinenstraße 18–19 Fehrbelliner Straße 98–99 Baudenkmale siehe: Choriner Straße 4 Christinenstraße 5; 8; 24; 25; 31; 35 Fehrbelliner Straße 87; 89; 91 Lottumstraße 29; Schönhauser Allee 173 Schwedter Straße 261–262; 263; 266; 267; 268 Zehdenicker Straße 2 Zionskirchstraße 66 Gartendenkmal siehe: Christinenstraße 18–19 | 09095431 – Christinenstraße 13 / Fehrbelliner Straße 9, Mietshaus, 1863, Umbauten 1876, 1883, 1929, 1941 |                                                    |
| 09095423 | Christinenstraße 4–37 Angermünder Straße 7–8 Choriner Straße 2–6, 12–14 Fehrbelliner Straße 4–9, 85–99 Lottumstraße 1–29 Schönhauser Allee 173–177B, 182–184 Schwedter Straße 261–269 Templiner Straße 7–9, 15–19 Teutoburger Platz Zehdenicker Straße 2–3 Zionskirchstraße 59–63, 65–69, 71/79 (Lage)  | Teutoburger Platz, Platzanlage, Mietshäuser, Gewerbe- und Sozialbauten Gesamtanlagen siehe: Christinenstraße 18–19 Fehrbelliner Straße 98–99 Baudenkmale siehe: Choriner Straße 4 Christinenstraße 5; 8; 24; 25; 31; 35 Fehrbelliner Straße 87; 89; 91 Lottumstraße 29; Schönhauser Allee 173 Schwedter Straße 261–262; 263; 266; 267; 268 Zehdenicker Straße 2 Zionskirchstraße 66 Gartendenkmal siehe: Christinenstraße 18–19 | 09095432 – Christinenstraße 14, Mietshaus, 1864, Umbauten 1874, 1891 |                                                    |
| 09095423 | Christinenstraße 4–37 Angermünder Straße 7–8 Choriner Straße 2–6, 12–14 Fehrbelliner Straße 4–9, 85–99 Lottumstraße 1–29 Schönhauser Allee 173–177B, 182–184 Schwedter Straße 261–269 Templiner Straße 7–9, 15–19 Teutoburger Platz Zehdenicker Straße 2–3 Zionskirchstraße 59–63, 65–69, 71/79 (Lage)  | Teutoburger Platz, Platzanlage, Mietshäuser, Gewerbe- und Sozialbauten Gesamtanlagen siehe: Christinenstraße 18–19 Fehrbelliner Straße 98–99 Baudenkmale siehe: Choriner Straße 4 Christinenstraße 5; 8; 24; 25; 31; 35 Fehrbelliner Straße 87; 89; 91 Lottumstraße 29; Schönhauser Allee 173 Schwedter Straße 261–262; 263; 266; 267; 268 Zehdenicker Straße 2 Zionskirchstraße 66 Gartendenkmal siehe: Christinenstraße 18–19 | 09095433 – Christinenstraße 15, Mietshaus, 1867, Umbauten 1887 |                                                    |
| 09095423 | Christinenstraße 4–37 Angermünder Straße 7–8 Choriner Straße 2–6, 12–14 Fehrbelliner Straße 4–9, 85–99 Lottumstraße 1–29 Schönhauser Allee 173–177B, 182–184 Schwedter Straße 261–269 Templiner Straße 7–9, 15–19 Teutoburger Platz Zehdenicker Straße 2–3 Zionskirchstraße 59–63, 65–69, 71/79 (Lage)  | Teutoburger Platz, Platzanlage, Mietshäuser, Gewerbe- und Sozialbauten Gesamtanlagen siehe: Christinenstraße 18–19 Fehrbelliner Straße 98–99 Baudenkmale siehe: Choriner Straße 4 Christinenstraße 5; 8; 24; 25; 31; 35 Fehrbelliner Straße 87; 89; 91 Lottumstraße 29; Schönhauser Allee 173 Schwedter Straße 261–262; 263; 266; 267; 268 Zehdenicker Straße 2 Zionskirchstraße 66 Gartendenkmal siehe: Christinenstraße 18–19 | 09095434 – Christinenstraße 16, Mietshaus, 1872 |                                                    |
| 09095423 | Christinenstraße 4–37 Angermünder Straße 7–8 Choriner Straße 2–6, 12–14 Fehrbelliner Straße 4–9, 85–99 Lottumstraße 1–29 Schönhauser Allee 173–177B, 182–184 Schwedter Straße 261–269 Templiner Straße 7–9, 15–19 Teutoburger Platz Zehdenicker Straße 2–3 Zionskirchstraße 59–63, 65–69, 71/79 (Lage)  | Teutoburger Platz, Platzanlage, Mietshäuser, Gewerbe- und Sozialbauten Gesamtanlagen siehe: Christinenstraße 18–19 Fehrbelliner Straße 98–99 Baudenkmale siehe: Choriner Straße 4 Christinenstraße 5; 8; 24; 25; 31; 35 Fehrbelliner Straße 87; 89; 91 Lottumstraße 29; Schönhauser Allee 173 Schwedter Straße 261–262; 263; 266; 267; 268 Zehdenicker Straße 2 Zionskirchstraße 66 Gartendenkmal siehe: Christinenstraße 18–19 | 09095435 – Christinenstraße 17, Mietshaus, 1864 |                                                    |
| 09095423 | Christinenstraße 4–37 Angermünder Straße 7–8 Choriner Straße 2–6, 12–14 Fehrbelliner Straße 4–9, 85–99 Lottumstraße 1–29 Schönhauser Allee 173–177B, 182–184 Schwedter Straße 261–269 Templiner Straße 7–9, 15–19 Teutoburger Platz Zehdenicker Straße 2–3 Zionskirchstraße 59–63, 65–69, 71/79 (Lage)  | Teutoburger Platz, Platzanlage, Mietshäuser, Gewerbe- und Sozialbauten Gesamtanlagen siehe: Christinenstraße 18–19 Fehrbelliner Straße 98–99 Baudenkmale siehe: Choriner Straße 4 Christinenstraße 5; 8; 24; 25; 31; 35 Fehrbelliner Straße 87; 89; 91 Lottumstraße 29; Schönhauser Allee 173 Schwedter Straße 261–262; 263; 266; 267; 268 Zehdenicker Straße 2 Zionskirchstraße 66 Gartendenkmal siehe: Christinenstraße 18–19 | 09095436 – Christinenstraße 20, Mietshaus, 1863 |                                                    |
| 09095423 | Christinenstraße 4–37 Angermünder Straße 7–8 Choriner Straße 2–6, 12–14 Fehrbelliner Straße 4–9, 85–99 Lottumstraße 1–29 Schönhauser Allee 173–177B, 182–184 Schwedter Straße 261–269 Templiner Straße 7–9, 15–19 Teutoburger Platz Zehdenicker Straße 2–3 Zionskirchstraße 59–63, 65–69, 71/79 (Lage)  | Teutoburger Platz, Platzanlage, Mietshäuser, Gewerbe- und Sozialbauten Gesamtanlagen siehe: Christinenstraße 18–19 Fehrbelliner Straße 98–99 Baudenkmale siehe: Choriner Straße 4 Christinenstraße 5; 8; 24; 25; 31; 35 Fehrbelliner Straße 87; 89; 91 Lottumstraße 29; Schönhauser Allee 173 Schwedter Straße 261–262; 263; 266; 267; 268 Zehdenicker Straße 2 Zionskirchstraße 66 Gartendenkmal siehe: Christinenstraße 18–19 | Abtrittsgebäude |                                                    |
| 09095423 | Christinenstraße 4–37 Angermünder Straße 7–8 Choriner Straße 2–6, 12–14 Fehrbelliner Straße 4–9, 85–99 Lottumstraße 1–29 Schönhauser Allee 173–177B, 182–184 Schwedter Straße 261–269 Templiner Straße 7–9, 15–19 Teutoburger Platz Zehdenicker Straße 2–3 Zionskirchstraße 59–63, 65–69, 71/79 (Lage)  | Teutoburger Platz, Platzanlage, Mietshäuser, Gewerbe- und Sozialbauten Gesamtanlagen siehe: Christinenstraße 18–19 Fehrbelliner Straße 98–99 Baudenkmale siehe: Choriner Straße 4 Christinenstraße 5; 8; 24; 25; 31; 35 Fehrbelliner Straße 87; 89; 91 Lottumstraße 29; Schönhauser Allee 173 Schwedter Straße 261–262; 263; 266; 267; 268 Zehdenicker Straße 2 Zionskirchstraße 66 Gartendenkmal siehe: Christinenstraße 18–19 | 09095437 – Christinenstraße 21, Mietshaus und Remise, 1863 |                                                    |
| 09095423 | Christinenstraße 4–37 Angermünder Straße 7–8 Choriner Straße 2–6, 12–14 Fehrbelliner Straße 4–9, 85–99 Lottumstraße 1–29 Schönhauser Allee 173–177B, 182–184 Schwedter Straße 261–269 Templiner Straße 7–9, 15–19 Teutoburger Platz Zehdenicker Straße 2–3 Zionskirchstraße 59–63, 65–69, 71/79 (Lage)  | Teutoburger Platz, Platzanlage, Mietshäuser, Gewerbe- und Sozialbauten Gesamtanlagen siehe: Christinenstraße 18–19 Fehrbelliner Straße 98–99 Baudenkmale siehe: Choriner Straße 4 Christinenstraße 5; 8; 24; 25; 31; 35 Fehrbelliner Straße 87; 89; 91 Lottumstraße 29; Schönhauser Allee 173 Schwedter Straße 261–262; 263; 266; 267; 268 Zehdenicker Straße 2 Zionskirchstraße 66 Gartendenkmal siehe: Christinenstraße 18–19 | Remise, 1863 |                                                    |
| 09095423 | Christinenstraße 4–37 Angermünder Straße 7–8 Choriner Straße 2–6, 12–14 Fehrbelliner Straße 4–9, 85–99 Lottumstraße 1–29 Schönhauser Allee 173–177B, 182–184 Schwedter Straße 261–269 Templiner Straße 7–9, 15–19 Teutoburger Platz Zehdenicker Straße 2–3 Zionskirchstraße 59–63, 65–69, 71/79 (Lage)  | Teutoburger Platz, Platzanlage, Mietshäuser, Gewerbe- und Sozialbauten Gesamtanlagen siehe: Christinenstraße 18–19 Fehrbelliner Straße 98–99 Baudenkmale siehe: Choriner Straße 4 Christinenstraße 5; 8; 24; 25; 31; 35 Fehrbelliner Straße 87; 89; 91 Lottumstraße 29; Schönhauser Allee 173 Schwedter Straße 261–262; 263; 266; 267; 268 Zehdenicker Straße 2 Zionskirchstraße 66 Gartendenkmal siehe: Christinenstraße 18–19 | 09095438 – Christinenstraße 22, Mietshaus und Werkstatt, 1864 |                                                    |
| 09095423 | Christinenstraße 4–37 Angermünder Straße 7–8 Choriner Straße 2–6, 12–14 Fehrbelliner Straße 4–9, 85–99 Lottumstraße 1–29 Schönhauser Allee 173–177B, 182–184 Schwedter Straße 261–269 Templiner Straße 7–9, 15–19 Teutoburger Platz Zehdenicker Straße 2–3 Zionskirchstraße 59–63, 65–69, 71/79 (Lage)  | Teutoburger Platz, Platzanlage, Mietshäuser, Gewerbe- und Sozialbauten Gesamtanlagen siehe: Christinenstraße 18–19 Fehrbelliner Straße 98–99 Baudenkmale siehe: Choriner Straße 4 Christinenstraße 5; 8; 24; 25; 31; 35 Fehrbelliner Straße 87; 89; 91 Lottumstraße 29; Schönhauser Allee 173 Schwedter Straße 261–262; 263; 266; 267; 268 Zehdenicker Straße 2 Zionskirchstraße 66 Gartendenkmal siehe: Christinenstraße 18–19 | Werkstatt, 1864 |                                                    |
| 09095423 | Christinenstraße 4–37 Angermünder Straße 7–8 Choriner Straße 2–6, 12–14 Fehrbelliner Straße 4–9, 85–99 Lottumstraße 1–29 Schönhauser Allee 173–177B, 182–184 Schwedter Straße 261–269 Templiner Straße 7–9, 15–19 Teutoburger Platz Zehdenicker Straße 2–3 Zionskirchstraße 59–63, 65–69, 71/79 (Lage)  | Teutoburger Platz, Platzanlage, Mietshäuser, Gewerbe- und Sozialbauten Gesamtanlagen siehe: Christinenstraße 18–19 Fehrbelliner Straße 98–99 Baudenkmale siehe: Choriner Straße 4 Christinenstraße 5; 8; 24; 25; 31; 35 Fehrbelliner Straße 87; 89; 91 Lottumstraße 29; Schönhauser Allee 173 Schwedter Straße 261–262; 263; 266; 267; 268 Zehdenicker Straße 2 Zionskirchstraße 66 Gartendenkmal siehe: Christinenstraße 18–19 | 09095439 – Christinenstraße 22A, Mietshaus, 1864 |                                                    |
| 09095423 | Christinenstraße 4–37 Angermünder Straße 7–8 Choriner Straße 2–6, 12–14 Fehrbelliner Straße 4–9, 85–99 Lottumstraße 1–29 Schönhauser Allee 173–177B, 182–184 Schwedter Straße 261–269 Templiner Straße 7–9, 15–19 Teutoburger Platz Zehdenicker Straße 2–3 Zionskirchstraße 59–63, 65–69, 71/79 (Lage)  | Teutoburger Platz, Platzanlage, Mietshäuser, Gewerbe- und Sozialbauten Gesamtanlagen siehe: Christinenstraße 18–19 Fehrbelliner Straße 98–99 Baudenkmale siehe: Choriner Straße 4 Christinenstraße 5; 8; 24; 25; 31; 35 Fehrbelliner Straße 87; 89; 91 Lottumstraße 29; Schönhauser Allee 173 Schwedter Straße 261–262; 263; 266; 267; 268 Zehdenicker Straße 2 Zionskirchstraße 66 Gartendenkmal siehe: Christinenstraße 18–19 | 09095440 – Christinenstraße 23, Mietshaus, 1864 |                                                    |
| 09095423 | Christinenstraße 4–37 Angermünder Straße 7–8 Choriner Straße 2–6, 12–14 Fehrbelliner Straße 4–9, 85–99 Lottumstraße 1–29 Schönhauser Allee 173–177B, 182–184 Schwedter Straße 261–269 Templiner Straße 7–9, 15–19 Teutoburger Platz Zehdenicker Straße 2–3 Zionskirchstraße 59–63, 65–69, 71/79 (Lage)  | Teutoburger Platz, Platzanlage, Mietshäuser, Gewerbe- und Sozialbauten Gesamtanlagen siehe: Christinenstraße 18–19 Fehrbelliner Straße 98–99 Baudenkmale siehe: Choriner Straße 4 Christinenstraße 5; 8; 24; 25; 31; 35 Fehrbelliner Straße 87; 89; 91 Lottumstraße 29; Schönhauser Allee 173 Schwedter Straße 261–262; 263; 266; 267; 268 Zehdenicker Straße 2 Zionskirchstraße 66 Gartendenkmal siehe: Christinenstraße 18–19 | 09095443 – Christinenstraße 26, Mietshaus, 1865 |                                                    |
| 09095423 | Christinenstraße 4–37 Angermünder Straße 7–8 Choriner Straße 2–6, 12–14 Fehrbelliner Straße 4–9, 85–99 Lottumstraße 1–29 Schönhauser Allee 173–177B, 182–184 Schwedter Straße 261–269 Templiner Straße 7–9, 15–19 Teutoburger Platz Zehdenicker Straße 2–3 Zionskirchstraße 59–63, 65–69, 71/79 (Lage)  | Teutoburger Platz, Platzanlage, Mietshäuser, Gewerbe- und Sozialbauten Gesamtanlagen siehe: Christinenstraße 18–19 Fehrbelliner Straße 98–99 Baudenkmale siehe: Choriner Straße 4 Christinenstraße 5; 8; 24; 25; 31; 35 Fehrbelliner Straße 87; 89; 91 Lottumstraße 29; Schönhauser Allee 173 Schwedter Straße 261–262; 263; 266; 267; 268 Zehdenicker Straße 2 Zionskirchstraße 66 Gartendenkmal siehe: Christinenstraße 18–19 | 09095444 – Christinenstraße 27, Mietshaus, 1879 |                                                    |
| 09095423 | Christinenstraße 4–37 Angermünder Straße 7–8 Choriner Straße 2–6, 12–14 Fehrbelliner Straße 4–9, 85–99 Lottumstraße 1–29 Schönhauser Allee 173–177B, 182–184 Schwedter Straße 261–269 Templiner Straße 7–9, 15–19 Teutoburger Platz Zehdenicker Straße 2–3 Zionskirchstraße 59–63, 65–69, 71/79 (Lage)  | Teutoburger Platz, Platzanlage, Mietshäuser, Gewerbe- und Sozialbauten Gesamtanlagen siehe: Christinenstraße 18–19 Fehrbelliner Straße 98–99 Baudenkmale siehe: Choriner Straße 4 Christinenstraße 5; 8; 24; 25; 31; 35 Fehrbelliner Straße 87; 89; 91 Lottumstraße 29; Schönhauser Allee 173 Schwedter Straße 261–262; 263; 266; 267; 268 Zehdenicker Straße 2 Zionskirchstraße 66 Gartendenkmal siehe: Christinenstraße 18–19 | 09095445 – Christinenstraße 28, Mietshaus, 1876 |                                                    |
| 09095423 | Christinenstraße 4–37 Angermünder Straße 7–8 Choriner Straße 2–6, 12–14 Fehrbelliner Straße 4–9, 85–99 Lottumstraße 1–29 Schönhauser Allee 173–177B, 182–184 Schwedter Straße 261–269 Templiner Straße 7–9, 15–19 Teutoburger Platz Zehdenicker Straße 2–3 Zionskirchstraße 59–63, 65–69, 71/79 (Lage)  | Teutoburger Platz, Platzanlage, Mietshäuser, Gewerbe- und Sozialbauten Gesamtanlagen siehe: Christinenstraße 18–19 Fehrbelliner Straße 98–99 Baudenkmale siehe: Choriner Straße 4 Christinenstraße 5; 8; 24; 25; 31; 35 Fehrbelliner Straße 87; 89; 91 Lottumstraße 29; Schönhauser Allee 173 Schwedter Straße 261–262; 263; 266; 267; 268 Zehdenicker Straße 2 Zionskirchstraße 66 Gartendenkmal siehe: Christinenstraße 18–19 | 09095446 – Christinenstraße 29, Mietshaus, 1876 |                                                    |
| 09095423 | Christinenstraße 4–37 Angermünder Straße 7–8 Choriner Straße 2–6, 12–14 Fehrbelliner Straße 4–9, 85–99 Lottumstraße 1–29 Schönhauser Allee 173–177B, 182–184 Schwedter Straße 261–269 Templiner Straße 7–9, 15–19 Teutoburger Platz Zehdenicker Straße 2–3 Zionskirchstraße 59–63, 65–69, 71/79 (Lage)  | Teutoburger Platz, Platzanlage, Mietshäuser, Gewerbe- und Sozialbauten Gesamtanlagen siehe: Christinenstraße 18–19 Fehrbelliner Straße 98–99 Baudenkmale siehe: Choriner Straße 4 Christinenstraße 5; 8; 24; 25; 31; 35 Fehrbelliner Straße 87; 89; 91 Lottumstraße 29; Schönhauser Allee 173 Schwedter Straße 261–262; 263; 266; 267; 268 Zehdenicker Straße 2 Zionskirchstraße 66 Gartendenkmal siehe: Christinenstraße 18–19 | 09095447 – Christinenstraße 30 / Zionskirchstraße 79, Mietshaus, 1875 |                                                    |
| 09095423 | Christinenstraße 4–37 Angermünder Straße 7–8 Choriner Straße 2–6, 12–14 Fehrbelliner Straße 4–9, 85–99 Lottumstraße 1–29 Schönhauser Allee 173–177B, 182–184 Schwedter Straße 261–269 Templiner Straße 7–9, 15–19 Teutoburger Platz Zehdenicker Straße 2–3 Zionskirchstraße 59–63, 65–69, 71/79 (Lage)  | Teutoburger Platz, Platzanlage, Mietshäuser, Gewerbe- und Sozialbauten Gesamtanlagen siehe: Christinenstraße 18–19 Fehrbelliner Straße 98–99 Baudenkmale siehe: Choriner Straße 4 Christinenstraße 5; 8; 24; 25; 31; 35 Fehrbelliner Straße 87; 89; 91 Lottumstraße 29; Schönhauser Allee 173 Schwedter Straße 261–262; 263; 266; 267; 268 Zehdenicker Straße 2 Zionskirchstraße 66 Gartendenkmal siehe: Christinenstraße 18–19 | 09095517 – Christinenstraße 32, Mietshaus, 1864 |                                                    |
| 09095423 | Christinenstraße 4–37 Angermünder Straße 7–8 Choriner Straße 2–6, 12–14 Fehrbelliner Straße 4–9, 85–99 Lottumstraße 1–29 Schönhauser Allee 173–177B, 182–184 Schwedter Straße 261–269 Templiner Straße 7–9, 15–19 Teutoburger Platz Zehdenicker Straße 2–3 Zionskirchstraße 59–63, 65–69, 71/79 (Lage)  | Teutoburger Platz, Platzanlage, Mietshäuser, Gewerbe- und Sozialbauten Gesamtanlagen siehe: Christinenstraße 18–19 Fehrbelliner Straße 98–99 Baudenkmale siehe: Choriner Straße 4 Christinenstraße 5; 8; 24; 25; 31; 35 Fehrbelliner Straße 87; 89; 91 Lottumstraße 29; Schönhauser Allee 173 Schwedter Straße 261–262; 263; 266; 267; 268 Zehdenicker Straße 2 Zionskirchstraße 66 Gartendenkmal siehe: Christinenstraße 18–19 | Werkstatt, 1889 |                                                    |
| 09095423 | Christinenstraße 4–37 Angermünder Straße 7–8 Choriner Straße 2–6, 12–14 Fehrbelliner Straße 4–9, 85–99 Lottumstraße 1–29 Schönhauser Allee 173–177B, 182–184 Schwedter Straße 261–269 Templiner Straße 7–9, 15–19 Teutoburger Platz Zehdenicker Straße 2–3 Zionskirchstraße 59–63, 65–69, 71/79 (Lage)  | Teutoburger Platz, Platzanlage, Mietshäuser, Gewerbe- und Sozialbauten Gesamtanlagen siehe: Christinenstraße 18–19 Fehrbelliner Straße 98–99 Baudenkmale siehe: Choriner Straße 4 Christinenstraße 5; 8; 24; 25; 31; 35 Fehrbelliner Straße 87; 89; 91 Lottumstraße 29; Schönhauser Allee 173 Schwedter Straße 261–262; 263; 266; 267; 268 Zehdenicker Straße 2 Zionskirchstraße 66 Gartendenkmal siehe: Christinenstraße 18–19 | 09095518 – Christinenstraße 33, Mietshaus und Remise, 1863 |                                                    |
| 09095423 | Christinenstraße 4–37 Angermünder Straße 7–8 Choriner Straße 2–6, 12–14 Fehrbelliner Straße 4–9, 85–99 Lottumstraße 1–29 Schönhauser Allee 173–177B, 182–184 Schwedter Straße 261–269 Templiner Straße 7–9, 15–19 Teutoburger Platz Zehdenicker Straße 2–3 Zionskirchstraße 59–63, 65–69, 71/79 (Lage)  | Teutoburger Platz, Platzanlage, Mietshäuser, Gewerbe- und Sozialbauten Gesamtanlagen siehe: Christinenstraße 18–19 Fehrbelliner Straße 98–99 Baudenkmale siehe: Choriner Straße 4 Christinenstraße 5; 8; 24; 25; 31; 35 Fehrbelliner Straße 87; 89; 91 Lottumstraße 29; Schönhauser Allee 173 Schwedter Straße 261–262; 263; 266; 267; 268 Zehdenicker Straße 2 Zionskirchstraße 66 Gartendenkmal siehe: Christinenstraße 18–19 | Remise, 1863, Remise wurde wegen Baufälligkeit abgerissen |                                                    |
| 09095423 | Christinenstraße 4–37 Angermünder Straße 7–8 Choriner Straße 2–6, 12–14 Fehrbelliner Straße 4–9, 85–99 Lottumstraße 1–29 Schönhauser Allee 173–177B, 182–184 Schwedter Straße 261–269 Templiner Straße 7–9, 15–19 Teutoburger Platz Zehdenicker Straße 2–3 Zionskirchstraße 59–63, 65–69, 71/79 (Lage)  | Teutoburger Platz, Platzanlage, Mietshäuser, Gewerbe- und Sozialbauten Gesamtanlagen siehe: Christinenstraße 18–19 Fehrbelliner Straße 98–99 Baudenkmale siehe: Choriner Straße 4 Christinenstraße 5; 8; 24; 25; 31; 35 Fehrbelliner Straße 87; 89; 91 Lottumstraße 29; Schönhauser Allee 173 Schwedter Straße 261–262; 263; 266; 267; 268 Zehdenicker Straße 2 Zionskirchstraße 66 Gartendenkmal siehe: Christinenstraße 18–19 | 09095519 – Christinenstraße 34, Mietshaus, 1862 |                                                    |
| 09095423 | Christinenstraße 4–37 Angermünder Straße 7–8 Choriner Straße 2–6, 12–14 Fehrbelliner Straße 4–9, 85–99 Lottumstraße 1–29 Schönhauser Allee 173–177B, 182–184 Schwedter Straße 261–269 Templiner Straße 7–9, 15–19 Teutoburger Platz Zehdenicker Straße 2–3 Zionskirchstraße 59–63, 65–69, 71/79 (Lage)  | Teutoburger Platz, Platzanlage, Mietshäuser, Gewerbe- und Sozialbauten Gesamtanlagen siehe: Christinenstraße 18–19 Fehrbelliner Straße 98–99 Baudenkmale siehe: Choriner Straße 4 Christinenstraße 5; 8; 24; 25; 31; 35 Fehrbelliner Straße 87; 89; 91 Lottumstraße 29; Schönhauser Allee 173 Schwedter Straße 261–262; 263; 266; 267; 268 Zehdenicker Straße 2 Zionskirchstraße 66 Gartendenkmal siehe: Christinenstraße 18–19 | 09095521 – Christinenstraße 36 / Lottumstraße 22, Mietshaus, 1884 |                                                    |
| 09095423 | Christinenstraße 4–37 Angermünder Straße 7–8 Choriner Straße 2–6, 12–14 Fehrbelliner Straße 4–9, 85–99 Lottumstraße 1–29 Schönhauser Allee 173–177B, 182–184 Schwedter Straße 261–269 Templiner Straße 7–9, 15–19 Teutoburger Platz Zehdenicker Straße 2–3 Zionskirchstraße 59–63, 65–69, 71/79 (Lage)  | Teutoburger Platz, Platzanlage, Mietshäuser, Gewerbe- und Sozialbauten Gesamtanlagen siehe: Christinenstraße 18–19 Fehrbelliner Straße 98–99 Baudenkmale siehe: Choriner Straße 4 Christinenstraße 5; 8; 24; 25; 31; 35 Fehrbelliner Straße 87; 89; 91 Lottumstraße 29; Schönhauser Allee 173 Schwedter Straße 261–262; 263; 266; 267; 268 Zehdenicker Straße 2 Zionskirchstraße 66 Gartendenkmal siehe: Christinenstraße 18–19 | 09095522 – Christinenstraße 37, Mietshaus, 1884 |                                                    |
| 09095423 | Christinenstraße 4–37 Angermünder Straße 7–8 Choriner Straße 2–6, 12–14 Fehrbelliner Straße 4–9, 85–99 Lottumstraße 1–29 Schönhauser Allee 173–177B, 182–184 Schwedter Straße 261–269 Templiner Straße 7–9, 15–19 Teutoburger Platz Zehdenicker Straße 2–3 Zionskirchstraße 59–63, 65–69, 71/79 (Lage)  | Teutoburger Platz, Platzanlage, Mietshäuser, Gewerbe- und Sozialbauten Gesamtanlagen siehe: Christinenstraße 18–19 Fehrbelliner Straße 98–99 Baudenkmale siehe: Choriner Straße 4 Christinenstraße 5; 8; 24; 25; 31; 35 Fehrbelliner Straße 87; 89; 91 Lottumstraße 29; Schönhauser Allee 173 Schwedter Straße 261–262; 263; 266; 267; 268 Zehdenicker Straße 2 Zionskirchstraße 66 Gartendenkmal siehe: Christinenstraße 18–19 | 09095448 – Fehrbelliner Straße 4, Mietshaus, 1859 |                                                    |
| 09095423 | Christinenstraße 4–37 Angermünder Straße 7–8 Choriner Straße 2–6, 12–14 Fehrbelliner Straße 4–9, 85–99 Lottumstraße 1–29 Schönhauser Allee 173–177B, 182–184 Schwedter Straße 261–269 Templiner Straße 7–9, 15–19 Teutoburger Platz Zehdenicker Straße 2–3 Zionskirchstraße 59–63, 65–69, 71/79 (Lage)  | Teutoburger Platz, Platzanlage, Mietshäuser, Gewerbe- und Sozialbauten Gesamtanlagen siehe: Christinenstraße 18–19 Fehrbelliner Straße 98–99 Baudenkmale siehe: Choriner Straße 4 Christinenstraße 5; 8; 24; 25; 31; 35 Fehrbelliner Straße 87; 89; 91 Lottumstraße 29; Schönhauser Allee 173 Schwedter Straße 261–262; 263; 266; 267; 268 Zehdenicker Straße 2 Zionskirchstraße 66 Gartendenkmal siehe: Christinenstraße 18–19 | 09095449 – Fehrbelliner Straße 5, Mietshaus und Remise, 1863 |                                                    |
| 09095423 | Christinenstraße 4–37 Angermünder Straße 7–8 Choriner Straße 2–6, 12–14 Fehrbelliner Straße 4–9, 85–99 Lottumstraße 1–29 Schönhauser Allee 173–177B, 182–184 Schwedter Straße 261–269 Templiner Straße 7–9, 15–19 Teutoburger Platz Zehdenicker Straße 2–3 Zionskirchstraße 59–63, 65–69, 71/79 (Lage)  | Teutoburger Platz, Platzanlage, Mietshäuser, Gewerbe- und Sozialbauten Gesamtanlagen siehe: Christinenstraße 18–19 Fehrbelliner Straße 98–99 Baudenkmale siehe: Choriner Straße 4 Christinenstraße 5; 8; 24; 25; 31; 35 Fehrbelliner Straße 87; 89; 91 Lottumstraße 29; Schönhauser Allee 173 Schwedter Straße 261–262; 263; 266; 267; 268 Zehdenicker Straße 2 Zionskirchstraße 66 Gartendenkmal siehe: Christinenstraße 18–19 | Remise, 1863 |                                                    |
| 09095423 | Christinenstraße 4–37 Angermünder Straße 7–8 Choriner Straße 2–6, 12–14 Fehrbelliner Straße 4–9, 85–99 Lottumstraße 1–29 Schönhauser Allee 173–177B, 182–184 Schwedter Straße 261–269 Templiner Straße 7–9, 15–19 Teutoburger Platz Zehdenicker Straße 2–3 Zionskirchstraße 59–63, 65–69, 71/79 (Lage)  | Teutoburger Platz, Platzanlage, Mietshäuser, Gewerbe- und Sozialbauten Gesamtanlagen siehe: Christinenstraße 18–19 Fehrbelliner Straße 98–99 Baudenkmale siehe: Choriner Straße 4 Christinenstraße 5; 8; 24; 25; 31; 35 Fehrbelliner Straße 87; 89; 91 Lottumstraße 29; Schönhauser Allee 173 Schwedter Straße 261–262; 263; 266; 267; 268 Zehdenicker Straße 2 Zionskirchstraße 66 Gartendenkmal siehe: Christinenstraße 18–19 | 09095450 – Fehrbelliner Straße 6, Mietshaus, 1863 |                                                    |
| 09095423 | Christinenstraße 4–37 Angermünder Straße 7–8 Choriner Straße 2–6, 12–14 Fehrbelliner Straße 4–9, 85–99 Lottumstraße 1–29 Schönhauser Allee 173–177B, 182–184 Schwedter Straße 261–269 Templiner Straße 7–9, 15–19 Teutoburger Platz Zehdenicker Straße 2–3 Zionskirchstraße 59–63, 65–69, 71/79 (Lage)  | Teutoburger Platz, Platzanlage, Mietshäuser, Gewerbe- und Sozialbauten Gesamtanlagen siehe: Christinenstraße 18–19 Fehrbelliner Straße 98–99 Baudenkmale siehe: Choriner Straße 4 Christinenstraße 5; 8; 24; 25; 31; 35 Fehrbelliner Straße 87; 89; 91 Lottumstraße 29; Schönhauser Allee 173 Schwedter Straße 261–262; 263; 266; 267; 268 Zehdenicker Straße 2 Zionskirchstraße 66 Gartendenkmal siehe: Christinenstraße 18–19 | 09095451 – Fehrbelliner Straße 7, Mietshaus, 1862 |                                                    |
| 09095423 | Christinenstraße 4–37 Angermünder Straße 7–8 Choriner Straße 2–6, 12–14 Fehrbelliner Straße 4–9, 85–99 Lottumstraße 1–29 Schönhauser Allee 173–177B, 182–184 Schwedter Straße 261–269 Templiner Straße 7–9, 15–19 Teutoburger Platz Zehdenicker Straße 2–3 Zionskirchstraße 59–63, 65–69, 71/79 (Lage)  | Teutoburger Platz, Platzanlage, Mietshäuser, Gewerbe- und Sozialbauten Gesamtanlagen siehe: Christinenstraße 18–19 Fehrbelliner Straße 98–99 Baudenkmale siehe: Choriner Straße 4 Christinenstraße 5; 8; 24; 25; 31; 35 Fehrbelliner Straße 87; 89; 91 Lottumstraße 29; Schönhauser Allee 173 Schwedter Straße 261–262; 263; 266; 267; 268 Zehdenicker Straße 2 Zionskirchstraße 66 Gartendenkmal siehe: Christinenstraße 18–19 | 09095452 – Fehrbelliner Straße 8, Mietshaus, 1862 |                                                    |
| 09095423 | Christinenstraße 4–37 Angermünder Straße 7–8 Choriner Straße 2–6, 12–14 Fehrbelliner Straße 4–9, 85–99 Lottumstraße 1–29 Schönhauser Allee 173–177B, 182–184 Schwedter Straße 261–269 Templiner Straße 7–9, 15–19 Teutoburger Platz Zehdenicker Straße 2–3 Zionskirchstraße 59–63, 65–69, 71/79 (Lage)  | Teutoburger Platz, Platzanlage, Mietshäuser, Gewerbe- und Sozialbauten Gesamtanlagen siehe: Christinenstraße 18–19 Fehrbelliner Straße 98–99 Baudenkmale siehe: Choriner Straße 4 Christinenstraße 5; 8; 24; 25; 31; 35 Fehrbelliner Straße 87; 89; 91 Lottumstraße 29; Schönhauser Allee 173 Schwedter Straße 261–262; 263; 266; 267; 268 Zehdenicker Straße 2 Zionskirchstraße 66 Gartendenkmal siehe: Christinenstraße 18–19 | 09095525 – Fehrbelliner Straße 86, Mietshaus, 1873 |                                                    |
| 09095423 | Christinenstraße 4–37 Angermünder Straße 7–8 Choriner Straße 2–6, 12–14 Fehrbelliner Straße 4–9, 85–99 Lottumstraße 1–29 Schönhauser Allee 173–177B, 182–184 Schwedter Straße 261–269 Templiner Straße 7–9, 15–19 Teutoburger Platz Zehdenicker Straße 2–3 Zionskirchstraße 59–63, 65–69, 71/79 (Lage)  | Teutoburger Platz, Platzanlage, Mietshäuser, Gewerbe- und Sozialbauten Gesamtanlagen siehe: Christinenstraße 18–19 Fehrbelliner Straße 98–99 Baudenkmale siehe: Choriner Straße 4 Christinenstraße 5; 8; 24; 25; 31; 35 Fehrbelliner Straße 87; 89; 91 Lottumstraße 29; Schönhauser Allee 173 Schwedter Straße 261–262; 263; 266; 267; 268 Zehdenicker Straße 2 Zionskirchstraße 66 Gartendenkmal siehe: Christinenstraße 18–19 | 09095527 – Fehrbelliner Straße 88, Mietshaus, 1872 |                                                    |
| 09095423 | Christinenstraße 4–37 Angermünder Straße 7–8 Choriner Straße 2–6, 12–14 Fehrbelliner Straße 4–9, 85–99 Lottumstraße 1–29 Schönhauser Allee 173–177B, 182–184 Schwedter Straße 261–269 Templiner Straße 7–9, 15–19 Teutoburger Platz Zehdenicker Straße 2–3 Zionskirchstraße 59–63, 65–69, 71/79 (Lage)  | Teutoburger Platz, Platzanlage, Mietshäuser, Gewerbe- und Sozialbauten Gesamtanlagen siehe: Christinenstraße 18–19 Fehrbelliner Straße 98–99 Baudenkmale siehe: Choriner Straße 4 Christinenstraße 5; 8; 24; 25; 31; 35 Fehrbelliner Straße 87; 89; 91 Lottumstraße 29; Schönhauser Allee 173 Schwedter Straße 261–262; 263; 266; 267; 268 Zehdenicker Straße 2 Zionskirchstraße 66 Gartendenkmal siehe: Christinenstraße 18–19 | 09095531 – Fehrbelliner Straße 92, Mietshaus, 1864 |                                                    |
| 09095423 | Christinenstraße 4–37 Angermünder Straße 7–8 Choriner Straße 2–6, 12–14 Fehrbelliner Straße 4–9, 85–99 Lottumstraße 1–29 Schönhauser Allee 173–177B, 182–184 Schwedter Straße 261–269 Templiner Straße 7–9, 15–19 Teutoburger Platz Zehdenicker Straße 2–3 Zionskirchstraße 59–63, 65–69, 71/79 (Lage)  | Teutoburger Platz, Platzanlage, Mietshäuser, Gewerbe- und Sozialbauten Gesamtanlagen siehe: Christinenstraße 18–19 Fehrbelliner Straße 98–99 Baudenkmale siehe: Choriner Straße 4 Christinenstraße 5; 8; 24; 25; 31; 35 Fehrbelliner Straße 87; 89; 91 Lottumstraße 29; Schönhauser Allee 173 Schwedter Straße 261–262; 263; 266; 267; 268 Zehdenicker Straße 2 Zionskirchstraße 66 Gartendenkmal siehe: Christinenstraße 18–19 | Jüdisches Kinderheim, 1910–1911, von Paul Lewy |                                                    |
| 09095423 | Christinenstraße 4–37 Angermünder Straße 7–8 Choriner Straße 2–6, 12–14 Fehrbelliner Straße 4–9, 85–99 Lottumstraße 1–29 Schönhauser Allee 173–177B, 182–184 Schwedter Straße 261–269 Templiner Straße 7–9, 15–19 Teutoburger Platz Zehdenicker Straße 2–3 Zionskirchstraße 59–63, 65–69, 71/79 (Lage)  | Teutoburger Platz, Platzanlage, Mietshäuser, Gewerbe- und Sozialbauten Gesamtanlagen siehe: Christinenstraße 18–19 Fehrbelliner Straße 98–99 Baudenkmale siehe: Choriner Straße 4 Christinenstraße 5; 8; 24; 25; 31; 35 Fehrbelliner Straße 87; 89; 91 Lottumstraße 29; Schönhauser Allee 173 Schwedter Straße 261–262; 263; 266; 267; 268 Zehdenicker Straße 2 Zionskirchstraße 66 Gartendenkmal siehe: Christinenstraße 18–19 | 09095532 – Fehrbelliner Straße 93, Mietshaus, 1864 |                                                    |
| 09095423 | Christinenstraße 4–37 Angermünder Straße 7–8 Choriner Straße 2–6, 12–14 Fehrbelliner Straße 4–9, 85–99 Lottumstraße 1–29 Schönhauser Allee 173–177B, 182–184 Schwedter Straße 261–269 Templiner Straße 7–9, 15–19 Teutoburger Platz Zehdenicker Straße 2–3 Zionskirchstraße 59–63, 65–69, 71/79 (Lage)  | Teutoburger Platz, Platzanlage, Mietshäuser, Gewerbe- und Sozialbauten Gesamtanlagen siehe: Christinenstraße 18–19 Fehrbelliner Straße 98–99 Baudenkmale siehe: Choriner Straße 4 Christinenstraße 5; 8; 24; 25; 31; 35 Fehrbelliner Straße 87; 89; 91 Lottumstraße 29; Schönhauser Allee 173 Schwedter Straße 261–262; 263; 266; 267; 268 Zehdenicker Straße 2 Zionskirchstraße 66 Gartendenkmal siehe: Christinenstraße 18–19 | 09095533 – Fehrbelliner Straße 95 / Christinenstraße, Mietshaus, 1865 |                                                    |
| 09095423 | Christinenstraße 4–37 Angermünder Straße 7–8 Choriner Straße 2–6, 12–14 Fehrbelliner Straße 4–9, 85–99 Lottumstraße 1–29 Schönhauser Allee 173–177B, 182–184 Schwedter Straße 261–269 Templiner Straße 7–9, 15–19 Teutoburger Platz Zehdenicker Straße 2–3 Zionskirchstraße 59–63, 65–69, 71/79 (Lage)  | Teutoburger Platz, Platzanlage, Mietshäuser, Gewerbe- und Sozialbauten Gesamtanlagen siehe: Christinenstraße 18–19 Fehrbelliner Straße 98–99 Baudenkmale siehe: Choriner Straße 4 Christinenstraße 5; 8; 24; 25; 31; 35 Fehrbelliner Straße 87; 89; 91 Lottumstraße 29; Schönhauser Allee 173 Schwedter Straße 261–262; 263; 266; 267; 268 Zehdenicker Straße 2 Zionskirchstraße 66 Gartendenkmal siehe: Christinenstraße 18–19 | 09095534 – Fehrbelliner Straße 96, Mietshaus, 1864 |                                                    |
| 09095423 | Christinenstraße 4–37 Angermünder Straße 7–8 Choriner Straße 2–6, 12–14 Fehrbelliner Straße 4–9, 85–99 Lottumstraße 1–29 Schönhauser Allee 173–177B, 182–184 Schwedter Straße 261–269 Templiner Straße 7–9, 15–19 Teutoburger Platz Zehdenicker Straße 2–3 Zionskirchstraße 59–63, 65–69, 71/79 (Lage)  | Teutoburger Platz, Platzanlage, Mietshäuser, Gewerbe- und Sozialbauten Gesamtanlagen siehe: Christinenstraße 18–19 Fehrbelliner Straße 98–99 Baudenkmale siehe: Choriner Straße 4 Christinenstraße 5; 8; 24; 25; 31; 35 Fehrbelliner Straße 87; 89; 91 Lottumstraße 29; Schönhauser Allee 173 Schwedter Straße 261–262; 263; 266; 267; 268 Zehdenicker Straße 2 Zionskirchstraße 66 Gartendenkmal siehe: Christinenstraße 18–19 | 09095535 – Fehrbelliner Straße 97, Mietshaus, 1877 |                                                    |
| 09095423 | Christinenstraße 4–37 Angermünder Straße 7–8 Choriner Straße 2–6, 12–14 Fehrbelliner Straße 4–9, 85–99 Lottumstraße 1–29 Schönhauser Allee 173–177B, 182–184 Schwedter Straße 261–269 Templiner Straße 7–9, 15–19 Teutoburger Platz Zehdenicker Straße 2–3 Zionskirchstraße 59–63, 65–69, 71/79 (Lage)  | Teutoburger Platz, Platzanlage, Mietshäuser, Gewerbe- und Sozialbauten Gesamtanlagen siehe: Christinenstraße 18–19 Fehrbelliner Straße 98–99 Baudenkmale siehe: Choriner Straße 4 Christinenstraße 5; 8; 24; 25; 31; 35 Fehrbelliner Straße 87; 89; 91 Lottumstraße 29; Schönhauser Allee 173 Schwedter Straße 261–262; 263; 266; 267; 268 Zehdenicker Straße 2 Zionskirchstraße 66 Gartendenkmal siehe: Christinenstraße 18–19 | 09095539 – Lottumstraße 1, Mietshaus, 1874 |                                                    |
| 09095423 | Christinenstraße 4–37 Angermünder Straße 7–8 Choriner Straße 2–6, 12–14 Fehrbelliner Straße 4–9, 85–99 Lottumstraße 1–29 Schönhauser Allee 173–177B, 182–184 Schwedter Straße 261–269 Templiner Straße 7–9, 15–19 Teutoburger Platz Zehdenicker Straße 2–3 Zionskirchstraße 59–63, 65–69, 71/79 (Lage)  | Teutoburger Platz, Platzanlage, Mietshäuser, Gewerbe- und Sozialbauten Gesamtanlagen siehe: Christinenstraße 18–19 Fehrbelliner Straße 98–99 Baudenkmale siehe: Choriner Straße 4 Christinenstraße 5; 8; 24; 25; 31; 35 Fehrbelliner Straße 87; 89; 91 Lottumstraße 29; Schönhauser Allee 173 Schwedter Straße 261–262; 263; 266; 267; 268 Zehdenicker Straße 2 Zionskirchstraße 66 Gartendenkmal siehe: Christinenstraße 18–19 | 09095540 – Lottumstraße 1B, Mietshaus, 1873 |                                                    |
| 09095423 | Christinenstraße 4–37 Angermünder Straße 7–8 Choriner Straße 2–6, 12–14 Fehrbelliner Straße 4–9, 85–99 Lottumstraße 1–29 Schönhauser Allee 173–177B, 182–184 Schwedter Straße 261–269 Templiner Straße 7–9, 15–19 Teutoburger Platz Zehdenicker Straße 2–3 Zionskirchstraße 59–63, 65–69, 71/79 (Lage)  | Teutoburger Platz, Platzanlage, Mietshäuser, Gewerbe- und Sozialbauten Gesamtanlagen siehe: Christinenstraße 18–19 Fehrbelliner Straße 98–99 Baudenkmale siehe: Choriner Straße 4 Christinenstraße 5; 8; 24; 25; 31; 35 Fehrbelliner Straße 87; 89; 91 Lottumstraße 29; Schönhauser Allee 173 Schwedter Straße 261–262; 263; 266; 267; 268 Zehdenicker Straße 2 Zionskirchstraße 66 Gartendenkmal siehe: Christinenstraße 18–19 | 09095541 – Lottumstraße 2, Mietshaus, nach 1870 |                                                    |
| 09095423 | Christinenstraße 4–37 Angermünder Straße 7–8 Choriner Straße 2–6, 12–14 Fehrbelliner Straße 4–9, 85–99 Lottumstraße 1–29 Schönhauser Allee 173–177B, 182–184 Schwedter Straße 261–269 Templiner Straße 7–9, 15–19 Teutoburger Platz Zehdenicker Straße 2–3 Zionskirchstraße 59–63, 65–69, 71/79 (Lage)  | Teutoburger Platz, Platzanlage, Mietshäuser, Gewerbe- und Sozialbauten Gesamtanlagen siehe: Christinenstraße 18–19 Fehrbelliner Straße 98–99 Baudenkmale siehe: Choriner Straße 4 Christinenstraße 5; 8; 24; 25; 31; 35 Fehrbelliner Straße 87; 89; 91 Lottumstraße 29; Schönhauser Allee 173 Schwedter Straße 261–262; 263; 266; 267; 268 Zehdenicker Straße 2 Zionskirchstraße 66 Gartendenkmal siehe: Christinenstraße 18–19 | 09095542 – Lottumstraße 3, Mietshaus, nach 1870 |                                                    |
| 09095423 | Christinenstraße 4–37 Angermünder Straße 7–8 Choriner Straße 2–6, 12–14 Fehrbelliner Straße 4–9, 85–99 Lottumstraße 1–29 Schönhauser Allee 173–177B, 182–184 Schwedter Straße 261–269 Templiner Straße 7–9, 15–19 Teutoburger Platz Zehdenicker Straße 2–3 Zionskirchstraße 59–63, 65–69, 71/79 (Lage)  | Teutoburger Platz, Platzanlage, Mietshäuser, Gewerbe- und Sozialbauten Gesamtanlagen siehe: Christinenstraße 18–19 Fehrbelliner Straße 98–99 Baudenkmale siehe: Choriner Straße 4 Christinenstraße 5; 8; 24; 25; 31; 35 Fehrbelliner Straße 87; 89; 91 Lottumstraße 29; Schönhauser Allee 173 Schwedter Straße 261–262; 263; 266; 267; 268 Zehdenicker Straße 2 Zionskirchstraße 66 Gartendenkmal siehe: Christinenstraße 18–19 | 09095543 – Lottumstraße 4, Mietshaus, um 1865 |                                                    |
| 09095423 | Christinenstraße 4–37 Angermünder Straße 7–8 Choriner Straße 2–6, 12–14 Fehrbelliner Straße 4–9, 85–99 Lottumstraße 1–29 Schönhauser Allee 173–177B, 182–184 Schwedter Straße 261–269 Templiner Straße 7–9, 15–19 Teutoburger Platz Zehdenicker Straße 2–3 Zionskirchstraße 59–63, 65–69, 71/79 (Lage)  | Teutoburger Platz, Platzanlage, Mietshäuser, Gewerbe- und Sozialbauten Gesamtanlagen siehe: Christinenstraße 18–19 Fehrbelliner Straße 98–99 Baudenkmale siehe: Choriner Straße 4 Christinenstraße 5; 8; 24; 25; 31; 35 Fehrbelliner Straße 87; 89; 91 Lottumstraße 29; Schönhauser Allee 173 Schwedter Straße 261–262; 263; 266; 267; 268 Zehdenicker Straße 2 Zionskirchstraße 66 Gartendenkmal siehe: Christinenstraße 18–19 | 09095544 – Lottumstraße 5, Mietshaus, vor 1865 |                                                    |
| 09095423 | Christinenstraße 4–37 Angermünder Straße 7–8 Choriner Straße 2–6, 12–14 Fehrbelliner Straße 4–9, 85–99 Lottumstraße 1–29 Schönhauser Allee 173–177B, 182–184 Schwedter Straße 261–269 Templiner Straße 7–9, 15–19 Teutoburger Platz Zehdenicker Straße 2–3 Zionskirchstraße 59–63, 65–69, 71/79 (Lage)  | Teutoburger Platz, Platzanlage, Mietshäuser, Gewerbe- und Sozialbauten Gesamtanlagen siehe: Christinenstraße 18–19 Fehrbelliner Straße 98–99 Baudenkmale siehe: Choriner Straße 4 Christinenstraße 5; 8; 24; 25; 31; 35 Fehrbelliner Straße 87; 89; 91 Lottumstraße 29; Schönhauser Allee 173 Schwedter Straße 261–262; 263; 266; 267; 268 Zehdenicker Straße 2 Zionskirchstraße 66 Gartendenkmal siehe: Christinenstraße 18–19 | 09095545 – Lottumstraße 8, Mietshaus, vor 1865 |                                                    |
| 09095423 | Christinenstraße 4–37 Angermünder Straße 7–8 Choriner Straße 2–6, 12–14 Fehrbelliner Straße 4–9, 85–99 Lottumstraße 1–29 Schönhauser Allee 173–177B, 182–184 Schwedter Straße 261–269 Templiner Straße 7–9, 15–19 Teutoburger Platz Zehdenicker Straße 2–3 Zionskirchstraße 59–63, 65–69, 71/79 (Lage)  | Teutoburger Platz, Platzanlage, Mietshäuser, Gewerbe- und Sozialbauten Gesamtanlagen siehe: Christinenstraße 18–19 Fehrbelliner Straße 98–99 Baudenkmale siehe: Choriner Straße 4 Christinenstraße 5; 8; 24; 25; 31; 35 Fehrbelliner Straße 87; 89; 91 Lottumstraße 29; Schönhauser Allee 173 Schwedter Straße 261–262; 263; 266; 267; 268 Zehdenicker Straße 2 Zionskirchstraße 66 Gartendenkmal siehe: Christinenstraße 18–19 | 09095546 – Lottumstraße 9, Mietshaus, 1863–1864 |                                                    |
| 09095423 | Christinenstraße 4–37 Angermünder Straße 7–8 Choriner Straße 2–6, 12–14 Fehrbelliner Straße 4–9, 85–99 Lottumstraße 1–29 Schönhauser Allee 173–177B, 182–184 Schwedter Straße 261–269 Templiner Straße 7–9, 15–19 Teutoburger Platz Zehdenicker Straße 2–3 Zionskirchstraße 59–63, 65–69, 71/79 (Lage)  | Teutoburger Platz, Platzanlage, Mietshäuser, Gewerbe- und Sozialbauten Gesamtanlagen siehe: Christinenstraße 18–19 Fehrbelliner Straße 98–99 Baudenkmale siehe: Choriner Straße 4 Christinenstraße 5; 8; 24; 25; 31; 35 Fehrbelliner Straße 87; 89; 91 Lottumstraße 29; Schönhauser Allee 173 Schwedter Straße 261–262; 263; 266; 267; 268 Zehdenicker Straße 2 Zionskirchstraße 66 Gartendenkmal siehe: Christinenstraße 18–19 | 09095547 – Lottumstraße 9A-B, Fabrikgebäude, 1903 |                                                    |
| 09095423 | Christinenstraße 4–37 Angermünder Straße 7–8 Choriner Straße 2–6, 12–14 Fehrbelliner Straße 4–9, 85–99 Lottumstraße 1–29 Schönhauser Allee 173–177B, 182–184 Schwedter Straße 261–269 Templiner Straße 7–9, 15–19 Teutoburger Platz Zehdenicker Straße 2–3 Zionskirchstraße 59–63, 65–69, 71/79 (Lage)  | Teutoburger Platz, Platzanlage, Mietshäuser, Gewerbe- und Sozialbauten Gesamtanlagen siehe: Christinenstraße 18–19 Fehrbelliner Straße 98–99 Baudenkmale siehe: Choriner Straße 4 Christinenstraße 5; 8; 24; 25; 31; 35 Fehrbelliner Straße 87; 89; 91 Lottumstraße 29; Schönhauser Allee 173 Schwedter Straße 261–262; 263; 266; 267; 268 Zehdenicker Straße 2 Zionskirchstraße 66 Gartendenkmal siehe: Christinenstraße 18–19 | 09095364 – Lottumstraße 10, Mietshaus, 1863–1864 |                                                    |
| 09095423 | Christinenstraße 4–37 Angermünder Straße 7–8 Choriner Straße 2–6, 12–14 Fehrbelliner Straße 4–9, 85–99 Lottumstraße 1–29 Schönhauser Allee 173–177B, 182–184 Schwedter Straße 261–269 Templiner Straße 7–9, 15–19 Teutoburger Platz Zehdenicker Straße 2–3 Zionskirchstraße 59–63, 65–69, 71/79 (Lage)  | Teutoburger Platz, Platzanlage, Mietshäuser, Gewerbe- und Sozialbauten Gesamtanlagen siehe: Christinenstraße 18–19 Fehrbelliner Straße 98–99 Baudenkmale siehe: Choriner Straße 4 Christinenstraße 5; 8; 24; 25; 31; 35 Fehrbelliner Straße 87; 89; 91 Lottumstraße 29; Schönhauser Allee 173 Schwedter Straße 261–262; 263; 266; 267; 268 Zehdenicker Straße 2 Zionskirchstraße 66 Gartendenkmal siehe: Christinenstraße 18–19 | 09095548 – Lottumstraße 10A, Mietshaus, 1864 |                                                    |
| 09095423 | Christinenstraße 4–37 Angermünder Straße 7–8 Choriner Straße 2–6, 12–14 Fehrbelliner Straße 4–9, 85–99 Lottumstraße 1–29 Schönhauser Allee 173–177B, 182–184 Schwedter Straße 261–269 Templiner Straße 7–9, 15–19 Teutoburger Platz Zehdenicker Straße 2–3 Zionskirchstraße 59–63, 65–69, 71/79 (Lage)  | Teutoburger Platz, Platzanlage, Mietshäuser, Gewerbe- und Sozialbauten Gesamtanlagen siehe: Christinenstraße 18–19 Fehrbelliner Straße 98–99 Baudenkmale siehe: Choriner Straße 4 Christinenstraße 5; 8; 24; 25; 31; 35 Fehrbelliner Straße 87; 89; 91 Lottumstraße 29; Schönhauser Allee 173 Schwedter Straße 261–262; 263; 266; 267; 268 Zehdenicker Straße 2 Zionskirchstraße 66 Gartendenkmal siehe: Christinenstraße 18–19 | 09095549 – Lottumstraße 11, Mietshaus, 1863 |                                                    |
| 09095423 | Christinenstraße 4–37 Angermünder Straße 7–8 Choriner Straße 2–6, 12–14 Fehrbelliner Straße 4–9, 85–99 Lottumstraße 1–29 Schönhauser Allee 173–177B, 182–184 Schwedter Straße 261–269 Templiner Straße 7–9, 15–19 Teutoburger Platz Zehdenicker Straße 2–3 Zionskirchstraße 59–63, 65–69, 71/79 (Lage)  | Teutoburger Platz, Platzanlage, Mietshäuser, Gewerbe- und Sozialbauten Gesamtanlagen siehe: Christinenstraße 18–19 Fehrbelliner Straße 98–99 Baudenkmale siehe: Choriner Straße 4 Christinenstraße 5; 8; 24; 25; 31; 35 Fehrbelliner Straße 87; 89; 91 Lottumstraße 29; Schönhauser Allee 173 Schwedter Straße 261–262; 263; 266; 267; 268 Zehdenicker Straße 2 Zionskirchstraße 66 Gartendenkmal siehe: Christinenstraße 18–19 | Remise, 1863 |                                                    |
| 09095423 | Christinenstraße 4–37 Angermünder Straße 7–8 Choriner Straße 2–6, 12–14 Fehrbelliner Straße 4–9, 85–99 Lottumstraße 1–29 Schönhauser Allee 173–177B, 182–184 Schwedter Straße 261–269 Templiner Straße 7–9, 15–19 Teutoburger Platz Zehdenicker Straße 2–3 Zionskirchstraße 59–63, 65–69, 71/79 (Lage)  | Teutoburger Platz, Platzanlage, Mietshäuser, Gewerbe- und Sozialbauten Gesamtanlagen siehe: Christinenstraße 18–19 Fehrbelliner Straße 98–99 Baudenkmale siehe: Choriner Straße 4 Christinenstraße 5; 8; 24; 25; 31; 35 Fehrbelliner Straße 87; 89; 91 Lottumstraße 29; Schönhauser Allee 173 Schwedter Straße 261–262; 263; 266; 267; 268 Zehdenicker Straße 2 Zionskirchstraße 66 Gartendenkmal siehe: Christinenstraße 18–19 | Seitenflügel mit Stall und Remise 1910–1911 |                                                    |
| 09095423 | Christinenstraße 4–37 Angermünder Straße 7–8 Choriner Straße 2–6, 12–14 Fehrbelliner Straße 4–9, 85–99 Lottumstraße 1–29 Schönhauser Allee 173–177B, 182–184 Schwedter Straße 261–269 Templiner Straße 7–9, 15–19 Teutoburger Platz Zehdenicker Straße 2–3 Zionskirchstraße 59–63, 65–69, 71/79 (Lage)  | Teutoburger Platz, Platzanlage, Mietshäuser, Gewerbe- und Sozialbauten Gesamtanlagen siehe: Christinenstraße 18–19 Fehrbelliner Straße 98–99 Baudenkmale siehe: Choriner Straße 4 Christinenstraße 5; 8; 24; 25; 31; 35 Fehrbelliner Straße 87; 89; 91 Lottumstraße 29; Schönhauser Allee 173 Schwedter Straße 261–262; 263; 266; 267; 268 Zehdenicker Straße 2 Zionskirchstraße 66 Gartendenkmal siehe: Christinenstraße 18–19 | 09095550 – Lottumstraße 12, Werkstattgebäude, 1889–1890 |                                                    |
| 09095423 | Christinenstraße 4–37 Angermünder Straße 7–8 Choriner Straße 2–6, 12–14 Fehrbelliner Straße 4–9, 85–99 Lottumstraße 1–29 Schönhauser Allee 173–177B, 182–184 Schwedter Straße 261–269 Templiner Straße 7–9, 15–19 Teutoburger Platz Zehdenicker Straße 2–3 Zionskirchstraße 59–63, 65–69, 71/79 (Lage)  | Teutoburger Platz, Platzanlage, Mietshäuser, Gewerbe- und Sozialbauten Gesamtanlagen siehe: Christinenstraße 18–19 Fehrbelliner Straße 98–99 Baudenkmale siehe: Choriner Straße 4 Christinenstraße 5; 8; 24; 25; 31; 35 Fehrbelliner Straße 87; 89; 91 Lottumstraße 29; Schönhauser Allee 173 Schwedter Straße 261–262; 263; 266; 267; 268 Zehdenicker Straße 2 Zionskirchstraße 66 Gartendenkmal siehe: Christinenstraße 18–19 | Remise, 1870 |                                                    |
| 09095423 | Christinenstraße 4–37 Angermünder Straße 7–8 Choriner Straße 2–6, 12–14 Fehrbelliner Straße 4–9, 85–99 Lottumstraße 1–29 Schönhauser Allee 173–177B, 182–184 Schwedter Straße 261–269 Templiner Straße 7–9, 15–19 Teutoburger Platz Zehdenicker Straße 2–3 Zionskirchstraße 59–63, 65–69, 71/79 (Lage)  | Teutoburger Platz, Platzanlage, Mietshäuser, Gewerbe- und Sozialbauten Gesamtanlagen siehe: Christinenstraße 18–19 Fehrbelliner Straße 98–99 Baudenkmale siehe: Choriner Straße 4 Christinenstraße 5; 8; 24; 25; 31; 35 Fehrbelliner Straße 87; 89; 91 Lottumstraße 29; Schönhauser Allee 173 Schwedter Straße 261–262; 263; 266; 267; 268 Zehdenicker Straße 2 Zionskirchstraße 66 Gartendenkmal siehe: Christinenstraße 18–19 | 09095551 – Lottumstraße 13, Mietshaus, 1864 |                                                    |
| 09095423 | Christinenstraße 4–37 Angermünder Straße 7–8 Choriner Straße 2–6, 12–14 Fehrbelliner Straße 4–9, 85–99 Lottumstraße 1–29 Schönhauser Allee 173–177B, 182–184 Schwedter Straße 261–269 Templiner Straße 7–9, 15–19 Teutoburger Platz Zehdenicker Straße 2–3 Zionskirchstraße 59–63, 65–69, 71/79 (Lage)  | Teutoburger Platz, Platzanlage, Mietshäuser, Gewerbe- und Sozialbauten Gesamtanlagen siehe: Christinenstraße 18–19 Fehrbelliner Straße 98–99 Baudenkmale siehe: Choriner Straße 4 Christinenstraße 5; 8; 24; 25; 31; 35 Fehrbelliner Straße 87; 89; 91 Lottumstraße 29; Schönhauser Allee 173 Schwedter Straße 261–262; 263; 266; 267; 268 Zehdenicker Straße 2 Zionskirchstraße 66 Gartendenkmal siehe: Christinenstraße 18–19 | 09095552 – Lottumstraße 13A, Mietshaus, 1864 |                                                    |
| 09095423 | Christinenstraße 4–37 Angermünder Straße 7–8 Choriner Straße 2–6, 12–14 Fehrbelliner Straße 4–9, 85–99 Lottumstraße 1–29 Schönhauser Allee 173–177B, 182–184 Schwedter Straße 261–269 Templiner Straße 7–9, 15–19 Teutoburger Platz Zehdenicker Straße 2–3 Zionskirchstraße 59–63, 65–69, 71/79 (Lage)  | Teutoburger Platz, Platzanlage, Mietshäuser, Gewerbe- und Sozialbauten Gesamtanlagen siehe: Christinenstraße 18–19 Fehrbelliner Straße 98–99 Baudenkmale siehe: Choriner Straße 4 Christinenstraße 5; 8; 24; 25; 31; 35 Fehrbelliner Straße 87; 89; 91 Lottumstraße 29; Schönhauser Allee 173 Schwedter Straße 261–262; 263; 266; 267; 268 Zehdenicker Straße 2 Zionskirchstraße 66 Gartendenkmal siehe: Christinenstraße 18–19 | 09095220 – Lottumstraße 14, Mietshaus, 1866 |                                                    |
| 09095423 | Christinenstraße 4–37 Angermünder Straße 7–8 Choriner Straße 2–6, 12–14 Fehrbelliner Straße 4–9, 85–99 Lottumstraße 1–29 Schönhauser Allee 173–177B, 182–184 Schwedter Straße 261–269 Templiner Straße 7–9, 15–19 Teutoburger Platz Zehdenicker Straße 2–3 Zionskirchstraße 59–63, 65–69, 71/79 (Lage)  | Teutoburger Platz, Platzanlage, Mietshäuser, Gewerbe- und Sozialbauten Gesamtanlagen siehe: Christinenstraße 18–19 Fehrbelliner Straße 98–99 Baudenkmale siehe: Choriner Straße 4 Christinenstraße 5; 8; 24; 25; 31; 35 Fehrbelliner Straße 87; 89; 91 Lottumstraße 29; Schönhauser Allee 173 Schwedter Straße 261–262; 263; 266; 267; 268 Zehdenicker Straße 2 Zionskirchstraße 66 Gartendenkmal siehe: Christinenstraße 18–19 | 09095553 – Lottumstraße 15 / Choriner Straße, Mietshaus, 1872 |                                                    |
| 09095423 | Christinenstraße 4–37 Angermünder Straße 7–8 Choriner Straße 2–6, 12–14 Fehrbelliner Straße 4–9, 85–99 Lottumstraße 1–29 Schönhauser Allee 173–177B, 182–184 Schwedter Straße 261–269 Templiner Straße 7–9, 15–19 Teutoburger Platz Zehdenicker Straße 2–3 Zionskirchstraße 59–63, 65–69, 71/79 (Lage)  | Teutoburger Platz, Platzanlage, Mietshäuser, Gewerbe- und Sozialbauten Gesamtanlagen siehe: Christinenstraße 18–19 Fehrbelliner Straße 98–99 Baudenkmale siehe: Choriner Straße 4 Christinenstraße 5; 8; 24; 25; 31; 35 Fehrbelliner Straße 87; 89; 91 Lottumstraße 29; Schönhauser Allee 173 Schwedter Straße 261–262; 263; 266; 267; 268 Zehdenicker Straße 2 Zionskirchstraße 66 Gartendenkmal siehe: Christinenstraße 18–19 | 09095554 – Lottumstraße 16, Mietshaus, 1864 |                                                    |
| 09095423 | Christinenstraße 4–37 Angermünder Straße 7–8 Choriner Straße 2–6, 12–14 Fehrbelliner Straße 4–9, 85–99 Lottumstraße 1–29 Schönhauser Allee 173–177B, 182–184 Schwedter Straße 261–269 Templiner Straße 7–9, 15–19 Teutoburger Platz Zehdenicker Straße 2–3 Zionskirchstraße 59–63, 65–69, 71/79 (Lage)  | Teutoburger Platz, Platzanlage, Mietshäuser, Gewerbe- und Sozialbauten Gesamtanlagen siehe: Christinenstraße 18–19 Fehrbelliner Straße 98–99 Baudenkmale siehe: Choriner Straße 4 Christinenstraße 5; 8; 24; 25; 31; 35 Fehrbelliner Straße 87; 89; 91 Lottumstraße 29; Schönhauser Allee 173 Schwedter Straße 261–262; 263; 266; 267; 268 Zehdenicker Straße 2 Zionskirchstraße 66 Gartendenkmal siehe: Christinenstraße 18–19 | 09095555 – Lottumstraße 17, Mietshaus, 1865 |                                                    |
| 09095423 | Christinenstraße 4–37 Angermünder Straße 7–8 Choriner Straße 2–6, 12–14 Fehrbelliner Straße 4–9, 85–99 Lottumstraße 1–29 Schönhauser Allee 173–177B, 182–184 Schwedter Straße 261–269 Templiner Straße 7–9, 15–19 Teutoburger Platz Zehdenicker Straße 2–3 Zionskirchstraße 59–63, 65–69, 71/79 (Lage)  | Teutoburger Platz, Platzanlage, Mietshäuser, Gewerbe- und Sozialbauten Gesamtanlagen siehe: Christinenstraße 18–19 Fehrbelliner Straße 98–99 Baudenkmale siehe: Choriner Straße 4 Christinenstraße 5; 8; 24; 25; 31; 35 Fehrbelliner Straße 87; 89; 91 Lottumstraße 29; Schönhauser Allee 173 Schwedter Straße 261–262; 263; 266; 267; 268 Zehdenicker Straße 2 Zionskirchstraße 66 Gartendenkmal siehe: Christinenstraße 18–19 | 09095556 – Lottumstraße 18, Mietshaus, 1870 |                                                    |
| 09095423 | Christinenstraße 4–37 Angermünder Straße 7–8 Choriner Straße 2–6, 12–14 Fehrbelliner Straße 4–9, 85–99 Lottumstraße 1–29 Schönhauser Allee 173–177B, 182–184 Schwedter Straße 261–269 Templiner Straße 7–9, 15–19 Teutoburger Platz Zehdenicker Straße 2–3 Zionskirchstraße 59–63, 65–69, 71/79 (Lage)  | Teutoburger Platz, Platzanlage, Mietshäuser, Gewerbe- und Sozialbauten Gesamtanlagen siehe: Christinenstraße 18–19 Fehrbelliner Straße 98–99 Baudenkmale siehe: Choriner Straße 4 Christinenstraße 5; 8; 24; 25; 31; 35 Fehrbelliner Straße 87; 89; 91 Lottumstraße 29; Schönhauser Allee 173 Schwedter Straße 261–262; 263; 266; 267; 268 Zehdenicker Straße 2 Zionskirchstraße 66 Gartendenkmal siehe: Christinenstraße 18–19 | 09095557 – Lottumstraße 18A, Mietshaus, 1870 |                                                    |
| 09095423 | Christinenstraße 4–37 Angermünder Straße 7–8 Choriner Straße 2–6, 12–14 Fehrbelliner Straße 4–9, 85–99 Lottumstraße 1–29 Schönhauser Allee 173–177B, 182–184 Schwedter Straße 261–269 Templiner Straße 7–9, 15–19 Teutoburger Platz Zehdenicker Straße 2–3 Zionskirchstraße 59–63, 65–69, 71/79 (Lage)  | Teutoburger Platz, Platzanlage, Mietshäuser, Gewerbe- und Sozialbauten Gesamtanlagen siehe: Christinenstraße 18–19 Fehrbelliner Straße 98–99 Baudenkmale siehe: Choriner Straße 4 Christinenstraße 5; 8; 24; 25; 31; 35 Fehrbelliner Straße 87; 89; 91 Lottumstraße 29; Schönhauser Allee 173 Schwedter Straße 261–262; 263; 266; 267; 268 Zehdenicker Straße 2 Zionskirchstraße 66 Gartendenkmal siehe: Christinenstraße 18–19 | 09095558 – Lottumstraße 19, Mietshaus, 1868 |                                                    |
| 09095423 | Christinenstraße 4–37 Angermünder Straße 7–8 Choriner Straße 2–6, 12–14 Fehrbelliner Straße 4–9, 85–99 Lottumstraße 1–29 Schönhauser Allee 173–177B, 182–184 Schwedter Straße 261–269 Templiner Straße 7–9, 15–19 Teutoburger Platz Zehdenicker Straße 2–3 Zionskirchstraße 59–63, 65–69, 71/79 (Lage)  | Teutoburger Platz, Platzanlage, Mietshäuser, Gewerbe- und Sozialbauten Gesamtanlagen siehe: Christinenstraße 18–19 Fehrbelliner Straße 98–99 Baudenkmale siehe: Choriner Straße 4 Christinenstraße 5; 8; 24; 25; 31; 35 Fehrbelliner Straße 87; 89; 91 Lottumstraße 29; Schönhauser Allee 173 Schwedter Straße 261–262; 263; 266; 267; 268 Zehdenicker Straße 2 Zionskirchstraße 66 Gartendenkmal siehe: Christinenstraße 18–19 | 09095559 – Lottumstraße 20, Mietshaus, 1867 |                                                    |
| 09095423 | Christinenstraße 4–37 Angermünder Straße 7–8 Choriner Straße 2–6, 12–14 Fehrbelliner Straße 4–9, 85–99 Lottumstraße 1–29 Schönhauser Allee 173–177B, 182–184 Schwedter Straße 261–269 Templiner Straße 7–9, 15–19 Teutoburger Platz Zehdenicker Straße 2–3 Zionskirchstraße 59–63, 65–69, 71/79 (Lage)  | Teutoburger Platz, Platzanlage, Mietshäuser, Gewerbe- und Sozialbauten Gesamtanlagen siehe: Christinenstraße 18–19 Fehrbelliner Straße 98–99 Baudenkmale siehe: Choriner Straße 4 Christinenstraße 5; 8; 24; 25; 31; 35 Fehrbelliner Straße 87; 89; 91 Lottumstraße 29; Schönhauser Allee 173 Schwedter Straße 261–262; 263; 266; 267; 268 Zehdenicker Straße 2 Zionskirchstraße 66 Gartendenkmal siehe: Christinenstraße 18–19 | 09095560 – Lottumstraße 21, Mietshaus, 1865 |                                                    |
| 09095423 | Christinenstraße 4–37 Angermünder Straße 7–8 Choriner Straße 2–6, 12–14 Fehrbelliner Straße 4–9, 85–99 Lottumstraße 1–29 Schönhauser Allee 173–177B, 182–184 Schwedter Straße 261–269 Templiner Straße 7–9, 15–19 Teutoburger Platz Zehdenicker Straße 2–3 Zionskirchstraße 59–63, 65–69, 71/79 (Lage)  | Teutoburger Platz, Platzanlage, Mietshäuser, Gewerbe- und Sozialbauten Gesamtanlagen siehe: Christinenstraße 18–19 Fehrbelliner Straße 98–99 Baudenkmale siehe: Choriner Straße 4 Christinenstraße 5; 8; 24; 25; 31; 35 Fehrbelliner Straße 87; 89; 91 Lottumstraße 29; Schönhauser Allee 173 Schwedter Straße 261–262; 263; 266; 267; 268 Zehdenicker Straße 2 Zionskirchstraße 66 Gartendenkmal siehe: Christinenstraße 18–19 | 09095561 – Lottumstraße 24, Mietshaus, 1862 |                                                    |
| 09095423 | Christinenstraße 4–37 Angermünder Straße 7–8 Choriner Straße 2–6, 12–14 Fehrbelliner Straße 4–9, 85–99 Lottumstraße 1–29 Schönhauser Allee 173–177B, 182–184 Schwedter Straße 261–269 Templiner Straße 7–9, 15–19 Teutoburger Platz Zehdenicker Straße 2–3 Zionskirchstraße 59–63, 65–69, 71/79 (Lage)  | Teutoburger Platz, Platzanlage, Mietshäuser, Gewerbe- und Sozialbauten Gesamtanlagen siehe: Christinenstraße 18–19 Fehrbelliner Straße 98–99 Baudenkmale siehe: Choriner Straße 4 Christinenstraße 5; 8; 24; 25; 31; 35 Fehrbelliner Straße 87; 89; 91 Lottumstraße 29; Schönhauser Allee 173 Schwedter Straße 261–262; 263; 266; 267; 268 Zehdenicker Straße 2 Zionskirchstraße 66 Gartendenkmal siehe: Christinenstraße 18–19 | 09095562 – Lottumstraße 27, Mietshaus, 1867 |                                                    |
| 09095423 | Christinenstraße 4–37 Angermünder Straße 7–8 Choriner Straße 2–6, 12–14 Fehrbelliner Straße 4–9, 85–99 Lottumstraße 1–29 Schönhauser Allee 173–177B, 182–184 Schwedter Straße 261–269 Templiner Straße 7–9, 15–19 Teutoburger Platz Zehdenicker Straße 2–3 Zionskirchstraße 59–63, 65–69, 71/79 (Lage)  | Teutoburger Platz, Platzanlage, Mietshäuser, Gewerbe- und Sozialbauten Gesamtanlagen siehe: Christinenstraße 18–19 Fehrbelliner Straße 98–99 Baudenkmale siehe: Choriner Straße 4 Christinenstraße 5; 8; 24; 25; 31; 35 Fehrbelliner Straße 87; 89; 91 Lottumstraße 29; Schönhauser Allee 173 Schwedter Straße 261–262; 263; 266; 267; 268 Zehdenicker Straße 2 Zionskirchstraße 66 Gartendenkmal siehe: Christinenstraße 18–19 | 09095563 – Lottumstraße 28, Mietshaus, 1868 |                                                    |
| 09095423 | Christinenstraße 4–37 Angermünder Straße 7–8 Choriner Straße 2–6, 12–14 Fehrbelliner Straße 4–9, 85–99 Lottumstraße 1–29 Schönhauser Allee 173–177B, 182–184 Schwedter Straße 261–269 Templiner Straße 7–9, 15–19 Teutoburger Platz Zehdenicker Straße 2–3 Zionskirchstraße 59–63, 65–69, 71/79 (Lage)  | Teutoburger Platz, Platzanlage, Mietshäuser, Gewerbe- und Sozialbauten Gesamtanlagen siehe: Christinenstraße 18–19 Fehrbelliner Straße 98–99 Baudenkmale siehe: Choriner Straße 4 Christinenstraße 5; 8; 24; 25; 31; 35 Fehrbelliner Straße 87; 89; 91 Lottumstraße 29; Schönhauser Allee 173 Schwedter Straße 261–262; 263; 266; 267; 268 Zehdenicker Straße 2 Zionskirchstraße 66 Gartendenkmal siehe: Christinenstraße 18–19 | 09095455 – Schönhauser Allee 174, Mietshaus, 1873 |                                                    |
| 09095423 | Christinenstraße 4–37 Angermünder Straße 7–8 Choriner Straße 2–6, 12–14 Fehrbelliner Straße 4–9, 85–99 Lottumstraße 1–29 Schönhauser Allee 173–177B, 182–184 Schwedter Straße 261–269 Templiner Straße 7–9, 15–19 Teutoburger Platz Zehdenicker Straße 2–3 Zionskirchstraße 59–63, 65–69, 71/79 (Lage)  | Teutoburger Platz, Platzanlage, Mietshäuser, Gewerbe- und Sozialbauten Gesamtanlagen siehe: Christinenstraße 18–19 Fehrbelliner Straße 98–99 Baudenkmale siehe: Choriner Straße 4 Christinenstraße 5; 8; 24; 25; 31; 35 Fehrbelliner Straße 87; 89; 91 Lottumstraße 29; Schönhauser Allee 173 Schwedter Straße 261–262; 263; 266; 267; 268 Zehdenicker Straße 2 Zionskirchstraße 66 Gartendenkmal siehe: Christinenstraße 18–19 | 09095456 – Schönhauser Allee 175, Mietshaus, 1899 von E. Schütze |                                                    |
| 09095423 | Christinenstraße 4–37 Angermünder Straße 7–8 Choriner Straße 2–6, 12–14 Fehrbelliner Straße 4–9, 85–99 Lottumstraße 1–29 Schönhauser Allee 173–177B, 182–184 Schwedter Straße 261–269 Templiner Straße 7–9, 15–19 Teutoburger Platz Zehdenicker Straße 2–3 Zionskirchstraße 59–63, 65–69, 71/79 (Lage)  | Teutoburger Platz, Platzanlage, Mietshäuser, Gewerbe- und Sozialbauten Gesamtanlagen siehe: Christinenstraße 18–19 Fehrbelliner Straße 98–99 Baudenkmale siehe: Choriner Straße 4 Christinenstraße 5; 8; 24; 25; 31; 35 Fehrbelliner Straße 87; 89; 91 Lottumstraße 29; Schönhauser Allee 173 Schwedter Straße 261–262; 263; 266; 267; 268 Zehdenicker Straße 2 Zionskirchstraße 66 Gartendenkmal siehe: Christinenstraße 18–19 | Schulgebäude |                                                    |
| 09095423 | Christinenstraße 4–37 Angermünder Straße 7–8 Choriner Straße 2–6, 12–14 Fehrbelliner Straße 4–9, 85–99 Lottumstraße 1–29 Schönhauser Allee 173–177B, 182–184 Schwedter Straße 261–269 Templiner Straße 7–9, 15–19 Teutoburger Platz Zehdenicker Straße 2–3 Zionskirchstraße 59–63, 65–69, 71/79 (Lage)  | Teutoburger Platz, Platzanlage, Mietshäuser, Gewerbe- und Sozialbauten Gesamtanlagen siehe: Christinenstraße 18–19 Fehrbelliner Straße 98–99 Baudenkmale siehe: Choriner Straße 4 Christinenstraße 5; 8; 24; 25; 31; 35 Fehrbelliner Straße 87; 89; 91 Lottumstraße 29; Schönhauser Allee 173 Schwedter Straße 261–262; 263; 266; 267; 268 Zehdenicker Straße 2 Zionskirchstraße 66 Gartendenkmal siehe: Christinenstraße 18–19 | 09095457 – Schönhauser Allee 177, Seiten- und Quergebäude, 1889–1890 |                                                    |
| 09095423 | Christinenstraße 4–37 Angermünder Straße 7–8 Choriner Straße 2–6, 12–14 Fehrbelliner Straße 4–9, 85–99 Lottumstraße 1–29 Schönhauser Allee 173–177B, 182–184 Schwedter Straße 261–269 Templiner Straße 7–9, 15–19 Teutoburger Platz Zehdenicker Straße 2–3 Zionskirchstraße 59–63, 65–69, 71/79 (Lage)  | Teutoburger Platz, Platzanlage, Mietshäuser, Gewerbe- und Sozialbauten Gesamtanlagen siehe: Christinenstraße 18–19 Fehrbelliner Straße 98–99 Baudenkmale siehe: Choriner Straße 4 Christinenstraße 5; 8; 24; 25; 31; 35 Fehrbelliner Straße 87; 89; 91 Lottumstraße 29; Schönhauser Allee 173 Schwedter Straße 261–262; 263; 266; 267; 268 Zehdenicker Straße 2 Zionskirchstraße 66 Gartendenkmal siehe: Christinenstraße 18–19 | 09095458 – Schönhauser Allee 177A, Mietshaus, um 1850 |                                                    |
| 09095423 | Christinenstraße 4–37 Angermünder Straße 7–8 Choriner Straße 2–6, 12–14 Fehrbelliner Straße 4–9, 85–99 Lottumstraße 1–29 Schönhauser Allee 173–177B, 182–184 Schwedter Straße 261–269 Templiner Straße 7–9, 15–19 Teutoburger Platz Zehdenicker Straße 2–3 Zionskirchstraße 59–63, 65–69, 71/79 (Lage)  | Teutoburger Platz, Platzanlage, Mietshäuser, Gewerbe- und Sozialbauten Gesamtanlagen siehe: Christinenstraße 18–19 Fehrbelliner Straße 98–99 Baudenkmale siehe: Choriner Straße 4 Christinenstraße 5; 8; 24; 25; 31; 35 Fehrbelliner Straße 87; 89; 91 Lottumstraße 29; Schönhauser Allee 173 Schwedter Straße 261–262; 263; 266; 267; 268 Zehdenicker Straße 2 Zionskirchstraße 66 Gartendenkmal siehe: Christinenstraße 18–19 | 09095459 – Schönhauser Allee 177B, Mietshaus, um 1850 |                                                    |
| 09095423 | Christinenstraße 4–37 Angermünder Straße 7–8 Choriner Straße 2–6, 12–14 Fehrbelliner Straße 4–9, 85–99 Lottumstraße 1–29 Schönhauser Allee 173–177B, 182–184 Schwedter Straße 261–269 Templiner Straße 7–9, 15–19 Teutoburger Platz Zehdenicker Straße 2–3 Zionskirchstraße 59–63, 65–69, 71/79 (Lage)  | Teutoburger Platz, Platzanlage, Mietshäuser, Gewerbe- und Sozialbauten Gesamtanlagen siehe: Christinenstraße 18–19 Fehrbelliner Straße 98–99 Baudenkmale siehe: Choriner Straße 4 Christinenstraße 5; 8; 24; 25; 31; 35 Fehrbelliner Straße 87; 89; 91 Lottumstraße 29; Schönhauser Allee 173 Schwedter Straße 261–262; 263; 266; 267; 268 Zehdenicker Straße 2 Zionskirchstraße 66 Gartendenkmal siehe: Christinenstraße 18–19 | Quergebäude, um 1880 |                                                    |
| 09095423 | Christinenstraße 4–37 Angermünder Straße 7–8 Choriner Straße 2–6, 12–14 Fehrbelliner Straße 4–9, 85–99 Lottumstraße 1–29 Schönhauser Allee 173–177B, 182–184 Schwedter Straße 261–269 Templiner Straße 7–9, 15–19 Teutoburger Platz Zehdenicker Straße 2–3 Zionskirchstraße 59–63, 65–69, 71/79 (Lage)  | Teutoburger Platz, Platzanlage, Mietshäuser, Gewerbe- und Sozialbauten Gesamtanlagen siehe: Christinenstraße 18–19 Fehrbelliner Straße 98–99 Baudenkmale siehe: Choriner Straße 4 Christinenstraße 5; 8; 24; 25; 31; 35 Fehrbelliner Straße 87; 89; 91 Lottumstraße 29; Schönhauser Allee 173 Schwedter Straße 261–262; 263; 266; 267; 268 Zehdenicker Straße 2 Zionskirchstraße 66 Gartendenkmal siehe: Christinenstraße 18–19 | 09095565 – Schönhauser Allee 182A, Mietshaus, um 1875 |                                                    |
| 09095423 | Christinenstraße 4–37 Angermünder Straße 7–8 Choriner Straße 2–6, 12–14 Fehrbelliner Straße 4–9, 85–99 Lottumstraße 1–29 Schönhauser Allee 173–177B, 182–184 Schwedter Straße 261–269 Templiner Straße 7–9, 15–19 Teutoburger Platz Zehdenicker Straße 2–3 Zionskirchstraße 59–63, 65–69, 71/79 (Lage)  | Teutoburger Platz, Platzanlage, Mietshäuser, Gewerbe- und Sozialbauten Gesamtanlagen siehe: Christinenstraße 18–19 Fehrbelliner Straße 98–99 Baudenkmale siehe: Choriner Straße 4 Christinenstraße 5; 8; 24; 25; 31; 35 Fehrbelliner Straße 87; 89; 91 Lottumstraße 29; Schönhauser Allee 173 Schwedter Straße 261–262; 263; 266; 267; 268 Zehdenicker Straße 2 Zionskirchstraße 66 Gartendenkmal siehe: Christinenstraße 18–19 | 09095566 – Schönhauser Allee 183 / Lottumstraße, Mietshaus, 1875 |                                                    |
| 09095423 | Christinenstraße 4–37 Angermünder Straße 7–8 Choriner Straße 2–6, 12–14 Fehrbelliner Straße 4–9, 85–99 Lottumstraße 1–29 Schönhauser Allee 173–177B, 182–184 Schwedter Straße 261–269 Templiner Straße 7–9, 15–19 Teutoburger Platz Zehdenicker Straße 2–3 Zionskirchstraße 59–63, 65–69, 71/79 (Lage)  | Teutoburger Platz, Platzanlage, Mietshäuser, Gewerbe- und Sozialbauten Gesamtanlagen siehe: Christinenstraße 18–19 Fehrbelliner Straße 98–99 Baudenkmale siehe: Choriner Straße 4 Christinenstraße 5; 8; 24; 25; 31; 35 Fehrbelliner Straße 87; 89; 91 Lottumstraße 29; Schönhauser Allee 173 Schwedter Straße 261–262; 263; 266; 267; 268 Zehdenicker Straße 2 Zionskirchstraße 66 Gartendenkmal siehe: Christinenstraße 18–19 | 09095467 – Templiner Straße 7 / Zionskirchstraße 69, Mietshaus, 1873 |                                                    |
| 09095423 | Christinenstraße 4–37 Angermünder Straße 7–8 Choriner Straße 2–6, 12–14 Fehrbelliner Straße 4–9, 85–99 Lottumstraße 1–29 Schönhauser Allee 173–177B, 182–184 Schwedter Straße 261–269 Templiner Straße 7–9, 15–19 Teutoburger Platz Zehdenicker Straße 2–3 Zionskirchstraße 59–63, 65–69, 71/79 (Lage)  | Teutoburger Platz, Platzanlage, Mietshäuser, Gewerbe- und Sozialbauten Gesamtanlagen siehe: Christinenstraße 18–19 Fehrbelliner Straße 98–99 Baudenkmale siehe: Choriner Straße 4 Christinenstraße 5; 8; 24; 25; 31; 35 Fehrbelliner Straße 87; 89; 91 Lottumstraße 29; Schönhauser Allee 173 Schwedter Straße 261–262; 263; 266; 267; 268 Zehdenicker Straße 2 Zionskirchstraße 66 Gartendenkmal siehe: Christinenstraße 18–19 | 09095468 – Templiner Straße 8/9 / Zionskirchstraße 68, Mietshaus, 1875 |                                                    |
| 09095423 | Christinenstraße 4–37 Angermünder Straße 7–8 Choriner Straße 2–6, 12–14 Fehrbelliner Straße 4–9, 85–99 Lottumstraße 1–29 Schönhauser Allee 173–177B, 182–184 Schwedter Straße 261–269 Templiner Straße 7–9, 15–19 Teutoburger Platz Zehdenicker Straße 2–3 Zionskirchstraße 59–63, 65–69, 71/79 (Lage)  | Teutoburger Platz, Platzanlage, Mietshäuser, Gewerbe- und Sozialbauten Gesamtanlagen siehe: Christinenstraße 18–19 Fehrbelliner Straße 98–99 Baudenkmale siehe: Choriner Straße 4 Christinenstraße 5; 8; 24; 25; 31; 35 Fehrbelliner Straße 87; 89; 91 Lottumstraße 29; Schönhauser Allee 173 Schwedter Straße 261–262; 263; 266; 267; 268 Zehdenicker Straße 2 Zionskirchstraße 66 Gartendenkmal siehe: Christinenstraße 18–19 | 09095471 – Templiner Straße 15 / Zionskirchstraße 71, Mietshaus, um 1875 |                                                    |
| 09095423 | Christinenstraße 4–37 Angermünder Straße 7–8 Choriner Straße 2–6, 12–14 Fehrbelliner Straße 4–9, 85–99 Lottumstraße 1–29 Schönhauser Allee 173–177B, 182–184 Schwedter Straße 261–269 Templiner Straße 7–9, 15–19 Teutoburger Platz Zehdenicker Straße 2–3 Zionskirchstraße 59–63, 65–69, 71/79 (Lage)  | Teutoburger Platz, Platzanlage, Mietshäuser, Gewerbe- und Sozialbauten Gesamtanlagen siehe: Christinenstraße 18–19 Fehrbelliner Straße 98–99 Baudenkmale siehe: Choriner Straße 4 Christinenstraße 5; 8; 24; 25; 31; 35 Fehrbelliner Straße 87; 89; 91 Lottumstraße 29; Schönhauser Allee 173 Schwedter Straße 261–262; 263; 266; 267; 268 Zehdenicker Straße 2 Zionskirchstraße 66 Gartendenkmal siehe: Christinenstraße 18–19 | 09095472 – Templiner Straße 16, Mietshaus, 1876 |                                                    |
| 09095423 | Christinenstraße 4–37 Angermünder Straße 7–8 Choriner Straße 2–6, 12–14 Fehrbelliner Straße 4–9, 85–99 Lottumstraße 1–29 Schönhauser Allee 173–177B, 182–184 Schwedter Straße 261–269 Templiner Straße 7–9, 15–19 Teutoburger Platz Zehdenicker Straße 2–3 Zionskirchstraße 59–63, 65–69, 71/79 (Lage)  | Teutoburger Platz, Platzanlage, Mietshäuser, Gewerbe- und Sozialbauten Gesamtanlagen siehe: Christinenstraße 18–19 Fehrbelliner Straße 98–99 Baudenkmale siehe: Choriner Straße 4 Christinenstraße 5; 8; 24; 25; 31; 35 Fehrbelliner Straße 87; 89; 91 Lottumstraße 29; Schönhauser Allee 173 Schwedter Straße 261–262; 263; 266; 267; 268 Zehdenicker Straße 2 Zionskirchstraße 66 Gartendenkmal siehe: Christinenstraße 18–19 | 09095473 – Templiner Straße 17, Mietshaus, 1876 |                                                    |
| 09095423 | Christinenstraße 4–37 Angermünder Straße 7–8 Choriner Straße 2–6, 12–14 Fehrbelliner Straße 4–9, 85–99 Lottumstraße 1–29 Schönhauser Allee 173–177B, 182–184 Schwedter Straße 261–269 Templiner Straße 7–9, 15–19 Teutoburger Platz Zehdenicker Straße 2–3 Zionskirchstraße 59–63, 65–69, 71/79 (Lage)  | Teutoburger Platz, Platzanlage, Mietshäuser, Gewerbe- und Sozialbauten Gesamtanlagen siehe: Christinenstraße 18–19 Fehrbelliner Straße 98–99 Baudenkmale siehe: Choriner Straße 4 Christinenstraße 5; 8; 24; 25; 31; 35 Fehrbelliner Straße 87; 89; 91 Lottumstraße 29; Schönhauser Allee 173 Schwedter Straße 261–262; 263; 266; 267; 268 Zehdenicker Straße 2 Zionskirchstraße 66 Gartendenkmal siehe: Christinenstraße 18–19 | 09095474 – Templiner Straße 18, Mietshaus, 1877 |                                                    |
| 09095423 | Christinenstraße 4–37 Angermünder Straße 7–8 Choriner Straße 2–6, 12–14 Fehrbelliner Straße 4–9, 85–99 Lottumstraße 1–29 Schönhauser Allee 173–177B, 182–184 Schwedter Straße 261–269 Templiner Straße 7–9, 15–19 Teutoburger Platz Zehdenicker Straße 2–3 Zionskirchstraße 59–63, 65–69, 71/79 (Lage)  | Teutoburger Platz, Platzanlage, Mietshäuser, Gewerbe- und Sozialbauten Gesamtanlagen siehe: Christinenstraße 18–19 Fehrbelliner Straße 98–99 Baudenkmale siehe: Choriner Straße 4 Christinenstraße 5; 8; 24; 25; 31; 35 Fehrbelliner Straße 87; 89; 91 Lottumstraße 29; Schönhauser Allee 173 Schwedter Straße 261–262; 263; 266; 267; 268 Zehdenicker Straße 2 Zionskirchstraße 66 Gartendenkmal siehe: Christinenstraße 18–19 | 09095576 – Zehdenicker Straße 3, Mietshaus, 1866 |                                                    |
| 09095423 | Christinenstraße 4–37 Angermünder Straße 7–8 Choriner Straße 2–6, 12–14 Fehrbelliner Straße 4–9, 85–99 Lottumstraße 1–29 Schönhauser Allee 173–177B, 182–184 Schwedter Straße 261–269 Templiner Straße 7–9, 15–19 Teutoburger Platz Zehdenicker Straße 2–3 Zionskirchstraße 59–63, 65–69, 71/79 (Lage)  | Teutoburger Platz, Platzanlage, Mietshäuser, Gewerbe- und Sozialbauten Gesamtanlagen siehe: Christinenstraße 18–19 Fehrbelliner Straße 98–99 Baudenkmale siehe: Choriner Straße 4 Christinenstraße 5; 8; 24; 25; 31; 35 Fehrbelliner Straße 87; 89; 91 Lottumstraße 29; Schönhauser Allee 173 Schwedter Straße 261–262; 263; 266; 267; 268 Zehdenicker Straße 2 Zionskirchstraße 66 Gartendenkmal siehe: Christinenstraße 18–19 | Bürogebäude, 1885 |                                                    |
| 09095423 | Christinenstraße 4–37 Angermünder Straße 7–8 Choriner Straße 2–6, 12–14 Fehrbelliner Straße 4–9, 85–99 Lottumstraße 1–29 Schönhauser Allee 173–177B, 182–184 Schwedter Straße 261–269 Templiner Straße 7–9, 15–19 Teutoburger Platz Zehdenicker Straße 2–3 Zionskirchstraße 59–63, 65–69, 71/79 (Lage)  | Teutoburger Platz, Platzanlage, Mietshäuser, Gewerbe- und Sozialbauten Gesamtanlagen siehe: Christinenstraße 18–19 Fehrbelliner Straße 98–99 Baudenkmale siehe: Choriner Straße 4 Christinenstraße 5; 8; 24; 25; 31; 35 Fehrbelliner Straße 87; 89; 91 Lottumstraße 29; Schönhauser Allee 173 Schwedter Straße 261–262; 263; 266; 267; 268 Zehdenicker Straße 2 Zionskirchstraße 66 Gartendenkmal siehe: Christinenstraße 18–19 | 09095475 – Zionskirchstraße 59 / Choriner Straße, Mietshaus, 1878 |                                                    |
| 09095423 | Christinenstraße 4–37 Angermünder Straße 7–8 Choriner Straße 2–6, 12–14 Fehrbelliner Straße 4–9, 85–99 Lottumstraße 1–29 Schönhauser Allee 173–177B, 182–184 Schwedter Straße 261–269 Templiner Straße 7–9, 15–19 Teutoburger Platz Zehdenicker Straße 2–3 Zionskirchstraße 59–63, 65–69, 71/79 (Lage)  | Teutoburger Platz, Platzanlage, Mietshäuser, Gewerbe- und Sozialbauten Gesamtanlagen siehe: Christinenstraße 18–19 Fehrbelliner Straße 98–99 Baudenkmale siehe: Choriner Straße 4 Christinenstraße 5; 8; 24; 25; 31; 35 Fehrbelliner Straße 87; 89; 91 Lottumstraße 29; Schönhauser Allee 173 Schwedter Straße 261–262; 263; 266; 267; 268 Zehdenicker Straße 2 Zionskirchstraße 66 Gartendenkmal siehe: Christinenstraße 18–19 | 09095476 – Zionskirchstraße 60, Mietshaus, 1872 |                                                    |
| 09095423 | Christinenstraße 4–37 Angermünder Straße 7–8 Choriner Straße 2–6, 12–14 Fehrbelliner Straße 4–9, 85–99 Lottumstraße 1–29 Schönhauser Allee 173–177B, 182–184 Schwedter Straße 261–269 Templiner Straße 7–9, 15–19 Teutoburger Platz Zehdenicker Straße 2–3 Zionskirchstraße 59–63, 65–69, 71/79 (Lage)  | Teutoburger Platz, Platzanlage, Mietshäuser, Gewerbe- und Sozialbauten Gesamtanlagen siehe: Christinenstraße 18–19 Fehrbelliner Straße 98–99 Baudenkmale siehe: Choriner Straße 4 Christinenstraße 5; 8; 24; 25; 31; 35 Fehrbelliner Straße 87; 89; 91 Lottumstraße 29; Schönhauser Allee 173 Schwedter Straße 261–262; 263; 266; 267; 268 Zehdenicker Straße 2 Zionskirchstraße 66 Gartendenkmal siehe: Christinenstraße 18–19 | 09095477 – Zionskirchstraße 61, Mietshaus, 1878 |                                                    |
| 09095423 | Christinenstraße 4–37 Angermünder Straße 7–8 Choriner Straße 2–6, 12–14 Fehrbelliner Straße 4–9, 85–99 Lottumstraße 1–29 Schönhauser Allee 173–177B, 182–184 Schwedter Straße 261–269 Templiner Straße 7–9, 15–19 Teutoburger Platz Zehdenicker Straße 2–3 Zionskirchstraße 59–63, 65–69, 71/79 (Lage)  | Teutoburger Platz, Platzanlage, Mietshäuser, Gewerbe- und Sozialbauten Gesamtanlagen siehe: Christinenstraße 18–19 Fehrbelliner Straße 98–99 Baudenkmale siehe: Choriner Straße 4 Christinenstraße 5; 8; 24; 25; 31; 35 Fehrbelliner Straße 87; 89; 91 Lottumstraße 29; Schönhauser Allee 173 Schwedter Straße 261–262; 263; 266; 267; 268 Zehdenicker Straße 2 Zionskirchstraße 66 Gartendenkmal siehe: Christinenstraße 18–19 | 09095478 – Zionskirchstraße 62, Mietshaus, 1873 |                                                    |
| 09095423 | Christinenstraße 4–37 Angermünder Straße 7–8 Choriner Straße 2–6, 12–14 Fehrbelliner Straße 4–9, 85–99 Lottumstraße 1–29 Schönhauser Allee 173–177B, 182–184 Schwedter Straße 261–269 Templiner Straße 7–9, 15–19 Teutoburger Platz Zehdenicker Straße 2–3 Zionskirchstraße 59–63, 65–69, 71/79 (Lage)  | Teutoburger Platz, Platzanlage, Mietshäuser, Gewerbe- und Sozialbauten Gesamtanlagen siehe: Christinenstraße 18–19 Fehrbelliner Straße 98–99 Baudenkmale siehe: Choriner Straße 4 Christinenstraße 5; 8; 24; 25; 31; 35 Fehrbelliner Straße 87; 89; 91 Lottumstraße 29; Schönhauser Allee 173 Schwedter Straße 261–262; 263; 266; 267; 268 Zehdenicker Straße 2 Zionskirchstraße 66 Gartendenkmal siehe: Christinenstraße 18–19 | 09095479 – Zionskirchstraße 63, Mietshaus, 1873 |                                                    |
| 09095423 | Christinenstraße 4–37 Angermünder Straße 7–8 Choriner Straße 2–6, 12–14 Fehrbelliner Straße 4–9, 85–99 Lottumstraße 1–29 Schönhauser Allee 173–177B, 182–184 Schwedter Straße 261–269 Templiner Straße 7–9, 15–19 Teutoburger Platz Zehdenicker Straße 2–3 Zionskirchstraße 59–63, 65–69, 71/79 (Lage)  | Teutoburger Platz, Platzanlage, Mietshäuser, Gewerbe- und Sozialbauten Gesamtanlagen siehe: Christinenstraße 18–19 Fehrbelliner Straße 98–99 Baudenkmale siehe: Choriner Straße 4 Christinenstraße 5; 8; 24; 25; 31; 35 Fehrbelliner Straße 87; 89; 91 Lottumstraße 29; Schönhauser Allee 173 Schwedter Straße 261–262; 263; 266; 267; 268 Zehdenicker Straße 2 Zionskirchstraße 66 Gartendenkmal siehe: Christinenstraße 18–19 | 09095482 – Zionskirchstraße 67, Mietshaus, um 1875 |                                                    |
| 09095423 | Christinenstraße 4–37 Angermünder Straße 7–8 Choriner Straße 2–6, 12–14 Fehrbelliner Straße 4–9, 85–99 Lottumstraße 1–29 Schönhauser Allee 173–177B, 182–184 Schwedter Straße 261–269 Templiner Straße 7–9, 15–19 Teutoburger Platz Zehdenicker Straße 2–3 Zionskirchstraße 59–63, 65–69, 71/79 (Lage)  | Teutoburger Platz, Platzanlage, Mietshäuser, Gewerbe- und Sozialbauten Gesamtanlagen siehe: Christinenstraße 18–19 Fehrbelliner Straße 98–99 Baudenkmale siehe: Choriner Straße 4 Christinenstraße 5; 8; 24; 25; 31; 35 Fehrbelliner Straße 87; 89; 91 Lottumstraße 29; Schönhauser Allee 173 Schwedter Straße 261–262; 263; 266; 267; 268 Zehdenicker Straße 2 Zionskirchstraße 66 Gartendenkmal siehe: Christinenstraße 18–19 | 09095483 – Zionskirchstraße 73, Mietshaus, 1875 |                                                    |
| 09095423 | Christinenstraße 4–37 Angermünder Straße 7–8 Choriner Straße 2–6, 12–14 Fehrbelliner Straße 4–9, 85–99 Lottumstraße 1–29 Schönhauser Allee 173–177B, 182–184 Schwedter Straße 261–269 Templiner Straße 7–9, 15–19 Teutoburger Platz Zehdenicker Straße 2–3 Zionskirchstraße 59–63, 65–69, 71/79 (Lage)  | Teutoburger Platz, Platzanlage, Mietshäuser, Gewerbe- und Sozialbauten Gesamtanlagen siehe: Christinenstraße 18–19 Fehrbelliner Straße 98–99 Baudenkmale siehe: Choriner Straße 4 Christinenstraße 5; 8; 24; 25; 31; 35 Fehrbelliner Straße 87; 89; 91 Lottumstraße 29; Schönhauser Allee 173 Schwedter Straße 261–262; 263; 266; 267; 268 Zehdenicker Straße 2 Zionskirchstraße 66 Gartendenkmal siehe: Christinenstraße 18–19 | Fabrikgebäude, 1905–1906 von Georg Lewy |                                                    |
| 09095423 | Christinenstraße 4–37 Angermünder Straße 7–8 Choriner Straße 2–6, 12–14 Fehrbelliner Straße 4–9, 85–99 Lottumstraße 1–29 Schönhauser Allee 173–177B, 182–184 Schwedter Straße 261–269 Templiner Straße 7–9, 15–19 Teutoburger Platz Zehdenicker Straße 2–3 Zionskirchstraße 59–63, 65–69, 71/79 (Lage)  | Teutoburger Platz, Platzanlage, Mietshäuser, Gewerbe- und Sozialbauten Gesamtanlagen siehe: Christinenstraße 18–19 Fehrbelliner Straße 98–99 Baudenkmale siehe: Choriner Straße 4 Christinenstraße 5; 8; 24; 25; 31; 35 Fehrbelliner Straße 87; 89; 91 Lottumstraße 29; Schönhauser Allee 173 Schwedter Straße 261–262; 263; 266; 267; 268 Zehdenicker Straße 2 Zionskirchstraße 66 Gartendenkmal siehe: Christinenstraße 18–19 | 09095485 – Zionskirchstraße 75, Mietshaus, 1878 |                                                    |
| 09095423 | Christinenstraße 4–37 Angermünder Straße 7–8 Choriner Straße 2–6, 12–14 Fehrbelliner Straße 4–9, 85–99 Lottumstraße 1–29 Schönhauser Allee 173–177B, 182–184 Schwedter Straße 261–269 Templiner Straße 7–9, 15–19 Teutoburger Platz Zehdenicker Straße 2–3 Zionskirchstraße 59–63, 65–69, 71/79 (Lage)  | Teutoburger Platz, Platzanlage, Mietshäuser, Gewerbe- und Sozialbauten Gesamtanlagen siehe: Christinenstraße 18–19 Fehrbelliner Straße 98–99 Baudenkmale siehe: Choriner Straße 4 Christinenstraße 5; 8; 24; 25; 31; 35 Fehrbelliner Straße 87; 89; 91 Lottumstraße 29; Schönhauser Allee 173 Schwedter Straße 261–262; 263; 266; 267; 268 Zehdenicker Straße 2 Zionskirchstraße 66 Gartendenkmal siehe: Christinenstraße 18–19 | Remise, um 1896 |                                                    |
| 09095423 | Christinenstraße 4–37 Angermünder Straße 7–8 Choriner Straße 2–6, 12–14 Fehrbelliner Straße 4–9, 85–99 Lottumstraße 1–29 Schönhauser Allee 173–177B, 182–184 Schwedter Straße 261–269 Templiner Straße 7–9, 15–19 Teutoburger Platz Zehdenicker Straße 2–3 Zionskirchstraße 59–63, 65–69, 71/79 (Lage)  | Teutoburger Platz, Platzanlage, Mietshäuser, Gewerbe- und Sozialbauten Gesamtanlagen siehe: Christinenstraße 18–19 Fehrbelliner Straße 98–99 Baudenkmale siehe: Choriner Straße 4 Christinenstraße 5; 8; 24; 25; 31; 35 Fehrbelliner Straße 87; 89; 91 Lottumstraße 29; Schönhauser Allee 173 Schwedter Straße 261–262; 263; 266; 267; 268 Zehdenicker Straße 2 Zionskirchstraße 66 Gartendenkmal siehe: Christinenstraße 18–19 | 09095486 – Zionskirchstraße 77, Mietshaus, 1879 |                                                    |
| 09095423 | Christinenstraße 4–37 Angermünder Straße 7–8 Choriner Straße 2–6, 12–14 Fehrbelliner Straße 4–9, 85–99 Lottumstraße 1–29 Schönhauser Allee 173–177B, 182–184 Schwedter Straße 261–269 Templiner Straße 7–9, 15–19 Teutoburger Platz Zehdenicker Straße 2–3 Zionskirchstraße 59–63, 65–69, 71/79 (Lage)  | Teutoburger Platz, Platzanlage, Mietshäuser, Gewerbe- und Sozialbauten Gesamtanlagen siehe: Christinenstraße 18–19 Fehrbelliner Straße 98–99 Baudenkmale siehe: Choriner Straße 4 Christinenstraße 5; 8; 24; 25; 31; 35 Fehrbelliner Straße 87; 89; 91 Lottumstraße 29; Schönhauser Allee 173 Schwedter Straße 261–262; 263; 266; 267; 268 Zehdenicker Straße 2 Zionskirchstraße 66 Gartendenkmal siehe: Christinenstraße 18–19 | Stall- und Remisengebäude, 1879 |                                                    |
| 09095423 | Christinenstraße 4–37 Angermünder Straße 7–8 Choriner Straße 2–6, 12–14 Fehrbelliner Straße 4–9, 85–99 Lottumstraße 1–29 Schönhauser Allee 173–177B, 182–184 Schwedter Straße 261–269 Templiner Straße 7–9, 15–19 Teutoburger Platz Zehdenicker Straße 2–3 Zionskirchstraße 59–63, 65–69, 71/79 (Lage)  | Teutoburger Platz, Platzanlage, Mietshäuser, Gewerbe- und Sozialbauten Gesamtanlagen siehe: Christinenstraße 18–19 Fehrbelliner Straße 98–99 Baudenkmale siehe: Choriner Straße 4 Christinenstraße 5; 8; 24; 25; 31; 35 Fehrbelliner Straße 87; 89; 91 Lottumstraße 29; Schönhauser Allee 173 Schwedter Straße 261–262; 263; 266; 267; 268 Zehdenicker Straße 2 Zionskirchstraße 66 Gartendenkmal siehe: Christinenstraße 18–19 | Ehemalige Bestandteile des Ensembles: |                                                    |
| 09095423 | Christinenstraße 4–37 Angermünder Straße 7–8 Choriner Straße 2–6, 12–14 Fehrbelliner Straße 4–9, 85–99 Lottumstraße 1–29 Schönhauser Allee 173–177B, 182–184 Schwedter Straße 261–269 Templiner Straße 7–9, 15–19 Teutoburger Platz Zehdenicker Straße 2–3 Zionskirchstraße 59–63, 65–69, 71/79 (Lage)  | Teutoburger Platz, Platzanlage, Mietshäuser, Gewerbe- und Sozialbauten Gesamtanlagen siehe: Christinenstraße 18–19 Fehrbelliner Straße 98–99 Baudenkmale siehe: Choriner Straße 4 Christinenstraße 5; 8; 24; 25; 31; 35 Fehrbelliner Straße 87; 89; 91 Lottumstraße 29; Schönhauser Allee 173 Schwedter Straße 261–262; 263; 266; 267; 268 Zehdenicker Straße 2 Zionskirchstraße 66 Gartendenkmal siehe: Christinenstraße 18–19 | unbekannt – Christinenstraße 1 / Torstraße 69, Mietshaus, 1887 |                                                    |
| 09095423 | Christinenstraße 4–37 Angermünder Straße 7–8 Choriner Straße 2–6, 12–14 Fehrbelliner Straße 4–9, 85–99 Lottumstraße 1–29 Schönhauser Allee 173–177B, 182–184 Schwedter Straße 261–269 Templiner Straße 7–9, 15–19 Teutoburger Platz Zehdenicker Straße 2–3 Zionskirchstraße 59–63, 65–69, 71/79 (Lage)  | Teutoburger Platz, Platzanlage, Mietshäuser, Gewerbe- und Sozialbauten Gesamtanlagen siehe: Christinenstraße 18–19 Fehrbelliner Straße 98–99 Baudenkmale siehe: Choriner Straße 4 Christinenstraße 5; 8; 24; 25; 31; 35 Fehrbelliner Straße 87; 89; 91 Lottumstraße 29; Schönhauser Allee 173 Schwedter Straße 261–262; 263; 266; 267; 268 Zehdenicker Straße 2 Zionskirchstraße 66 Gartendenkmal siehe: Christinenstraße 18–19 | unbekannt – Christinenstraße 2, Mietshaus, 1864 |                                                    |
| 09095423 | Christinenstraße 4–37 Angermünder Straße 7–8 Choriner Straße 2–6, 12–14 Fehrbelliner Straße 4–9, 85–99 Lottumstraße 1–29 Schönhauser Allee 173–177B, 182–184 Schwedter Straße 261–269 Templiner Straße 7–9, 15–19 Teutoburger Platz Zehdenicker Straße 2–3 Zionskirchstraße 59–63, 65–69, 71/79 (Lage)  | Teutoburger Platz, Platzanlage, Mietshäuser, Gewerbe- und Sozialbauten Gesamtanlagen siehe: Christinenstraße 18–19 Fehrbelliner Straße 98–99 Baudenkmale siehe: Choriner Straße 4 Christinenstraße 5; 8; 24; 25; 31; 35 Fehrbelliner Straße 87; 89; 91 Lottumstraße 29; Schönhauser Allee 173 Schwedter Straße 261–262; 263; 266; 267; 268 Zehdenicker Straße 2 Zionskirchstraße 66 Gartendenkmal siehe: Christinenstraße 18–19 | unbekannt – Christinenstraße 38, Mietshaus, 1863 |                                                    |
| 09095423 | Christinenstraße 4–37 Angermünder Straße 7–8 Choriner Straße 2–6, 12–14 Fehrbelliner Straße 4–9, 85–99 Lottumstraße 1–29 Schönhauser Allee 173–177B, 182–184 Schwedter Straße 261–269 Templiner Straße 7–9, 15–19 Teutoburger Platz Zehdenicker Straße 2–3 Zionskirchstraße 59–63, 65–69, 71/79 (Lage)  | Teutoburger Platz, Platzanlage, Mietshäuser, Gewerbe- und Sozialbauten Gesamtanlagen siehe: Christinenstraße 18–19 Fehrbelliner Straße 98–99 Baudenkmale siehe: Choriner Straße 4 Christinenstraße 5; 8; 24; 25; 31; 35 Fehrbelliner Straße 87; 89; 91 Lottumstraße 29; Schönhauser Allee 173 Schwedter Straße 261–262; 263; 266; 267; 268 Zehdenicker Straße 2 Zionskirchstraße 66 Gartendenkmal siehe: Christinenstraße 18–19 | unbekannt – Christinenstraße 40 / Zehdenickerstraße 1, Mietshaus, 1861 |                                                    |
| 09060025 | Erich-Weinert-Straße 2–6, 8–10, 14–16, 20–24 Schönhauser Allee 86 (Lage) | Miethäuser Baudenkmal siehe: Erich-Weinert-Straße 5 | Weitere Bestandteile des Ensembles: | Weitere Bestandteile des Ensembles:                |
| 09060025 | Erich-Weinert-Straße 2–6, 8–10, 14–16, 20–24 Schönhauser Allee 86 (Lage) | Miethäuser Baudenkmal siehe: Erich-Weinert-Straße 5 | 09060026 – Erich-Weinert-Straße 2 / Schönhauser Allee 86, Mietshaus, 1903 |                                                    |
| 09060025 | Erich-Weinert-Straße 2–6, 8–10, 14–16, 20–24 Schönhauser Allee 86 (Lage) | Miethäuser Baudenkmal siehe: Erich-Weinert-Straße 5 | 09060027 – Erich-Weinert-Straße 3, Mietshaus, 1903 von Wilhelm Heinrich |                                                    |
| 09060025 | Erich-Weinert-Straße 2–6, 8–10, 14–16, 20–24 Schönhauser Allee 86 (Lage) | Miethäuser Baudenkmal siehe: Erich-Weinert-Straße 5 | 09060028 – Erich-Weinert-Straße 4, Mietshaus, 1903 von H. Kriegel |                                                    |
| 09060025 | Erich-Weinert-Straße 2–6, 8–10, 14–16, 20–24 Schönhauser Allee 86 (Lage) | Miethäuser Baudenkmal siehe: Erich-Weinert-Straße 5 | 09060030 – Erich-Weinert-Straße 6, Mietshaus, 1903 von Gustav Messling |                                                    |
| 09060025 | Erich-Weinert-Straße 2–6, 8–10, 14–16, 20–24 Schönhauser Allee 86 (Lage) | Miethäuser Baudenkmal siehe: Erich-Weinert-Straße 5 | 09060031 – Erich-Weinert-Straße 8, Mietshaus, 1903 |                                                    |
| 09060025 | Erich-Weinert-Straße 2–6, 8–10, 14–16, 20–24 Schönhauser Allee 86 (Lage) | Miethäuser Baudenkmal siehe: Erich-Weinert-Straße 5 | 09060032 – Erich-Weinert-Straße 10, Mietshaus, 1903–1904 von Wilhelm Heinrich |                                                    |
| 09060025 | Erich-Weinert-Straße 2–6, 8–10, 14–16, 20–24 Schönhauser Allee 86 (Lage) | Miethäuser Baudenkmal siehe: Erich-Weinert-Straße 5 | 09060033 – Erich-Weinert-Straße 14, Mietshaus, 1904 von Wilhelm Heinrich |                                                    |
| 09060025 | Erich-Weinert-Straße 2–6, 8–10, 14–16, 20–24 Schönhauser Allee 86 (Lage) | Miethäuser Baudenkmal siehe: Erich-Weinert-Straße 5 | 09060034 – Erich-Weinert-Straße 16, Mietshaus, 1904 von Wilhelm Heinrich |                                                    |
| 09060025 | Erich-Weinert-Straße 2–6, 8–10, 14–16, 20–24 Schönhauser Allee 86 (Lage) | Miethäuser Baudenkmal siehe: Erich-Weinert-Straße 5 | 09060035 – Erich-Weinert-Straße 20, Mietshaus, 1903–1904 von Wilhelm Heinrich (?) |                                                    |
| 09060025 | Erich-Weinert-Straße 2–6, 8–10, 14–16, 20–24 Schönhauser Allee 86 (Lage) | Miethäuser Baudenkmal siehe: Erich-Weinert-Straße 5 | 09060036 – Erich-Weinert-Straße 22, Mietshaus, 1903 von Gustav Engel |                                                    |
| 09060025 | Erich-Weinert-Straße 2–6, 8–10, 14–16, 20–24 Schönhauser Allee 86 (Lage) | Miethäuser Baudenkmal siehe: Erich-Weinert-Straße 5 | 09060037 – Erich-Weinert-Straße 24, Mietshaus, 1903 von Gustav Engel |                                                    |
| 09090281 | Erich-Weinert-Straße 98–100, 101 Georg-Blank-Straße 1–5, 19–21 Grellstraße 62–73 Gubitzstraße 32–46, 47A–49 Küselstraße 1–27, 4–6, 16–18, 28–30, 34 Lindenhoekweg 2–6, 12–16 Sodtkestraße 1–34, 36–46 Sültstraße 11–27, 29–45, 47–59 Trachtenbrodtstraße 2–34 (Lage)                                    | Wohnstadt Carl Legien, Wohnanlagen Gesamtanlage siehe: Erich-Weinert-Straße 98–100, 101 | Weitere Bestandteile des Ensembles: | Weitere Bestandteile des Ensembles:                |
| 09090281 | Erich-Weinert-Straße 98–100, 101 Georg-Blank-Straße 1–5, 19–21 Grellstraße 62–73 Gubitzstraße 32–46, 47A–49 Küselstraße 1–27, 4–6, 16–18, 28–30, 34 Lindenhoekweg 2–6, 12–16 Sodtkestraße 1–34, 36–46 Sültstraße 11–27, 29–45, 47–59 Trachtenbrodtstraße 2–34 (Lage)                                    | Wohnstadt Carl Legien, Wohnanlagen Gesamtanlage siehe: Erich-Weinert-Straße 98–100, 101 | 09090283 – Küselstraße 1–27 / Gubitzstraße 47A–49 / Grellstraße 62–73, Wohnanlage Küselstraße, 1927–1929 von Hermann Dernburg                                                                                        |                                                    |
| 09090281 | Erich-Weinert-Straße 98–100, 101 Georg-Blank-Straße 1–5, 19–21 Grellstraße 62–73 Gubitzstraße 32–46, 47A–49 Küselstraße 1–27, 4–6, 16–18, 28–30, 34 Lindenhoekweg 2–6, 12–16 Sodtkestraße 1–34, 36–46 Sültstraße 11–27, 29–45, 47–59 Trachtenbrodtstraße 2–34 (Lage)                                    | Wohnstadt Carl Legien, Wohnanlagen Gesamtanlage siehe: Erich-Weinert-Straße 98–100, 101 | 09050450 – Sültstraße 27–33, Wohnanlage, 1979 |                                                    |
| 09090281 | Erich-Weinert-Straße 98–100, 101 Georg-Blank-Straße 1–5, 19–21 Grellstraße 62–73 Gubitzstraße 32–46, 47A–49 Küselstraße 1–27, 4–6, 16–18, 28–30, 34 Lindenhoekweg 2–6, 12–16 Sodtkestraße 1–34, 36–46 Sültstraße 11–27, 29–45, 47–59 Trachtenbrodtstraße 2–34 (Lage)                                    | Wohnstadt Carl Legien, Wohnanlagen Gesamtanlage siehe: Erich-Weinert-Straße 98–100, 101 | 09090284 – Sültstraße 35–57 / Georg-Blank-Straße 19–21, Wohnanlage Sültstraße |                                                    |
| 09090256 | Gethsemanestraße 1–11 Greifenhagener Straße 17, 18, 49–59 Stargarder Straße 3–9, 75–78 (Lage) | Gethsemanekirche und Platzumbauung Gesamtanlagen siehe: Greifenhagener Straße 56/57; 58/59 Baudenkmale siehe: Gethsemanestraße 8 Stargarder Straße 7; 8; 9; 77 Gartendenkmale siehe: Greifenhagener Straße 56/57 Stargarder Straße 77 | Weitere Bestandteile des Ensembles: | Weitere Bestandteile des Ensembles:                |
| 09090256 | Gethsemanestraße 1–11 Greifenhagener Straße 17, 18, 49–59 Stargarder Straße 3–9, 75–78 (Lage) | Gethsemanekirche und Platzumbauung Gesamtanlagen siehe: Greifenhagener Straße 56/57; 58/59 Baudenkmale siehe: Gethsemanestraße 8 Stargarder Straße 7; 8; 9; 77 Gartendenkmale siehe: Greifenhagener Straße 56/57 Stargarder Straße 77 | 09090264 – Gethsemanestraße 1 / Stargarder Straße 76, Mietshaus, nach 1890 |                                                    |
| 09090256 | Gethsemanestraße 1–11 Greifenhagener Straße 17, 18, 49–59 Stargarder Straße 3–9, 75–78 (Lage) | Gethsemanekirche und Platzumbauung Gesamtanlagen siehe: Greifenhagener Straße 56/57; 58/59 Baudenkmale siehe: Gethsemanestraße 8 Stargarder Straße 7; 8; 9; 77 Gartendenkmale siehe: Greifenhagener Straße 56/57 Stargarder Straße 77 | 09090308 – Gethsemanestraße 2, Mietshaus, 1901–1902 von Curt Bonnet |                                                    |
| 09090256 | Gethsemanestraße 1–11 Greifenhagener Straße 17, 18, 49–59 Stargarder Straße 3–9, 75–78 (Lage) | Gethsemanekirche und Platzumbauung Gesamtanlagen siehe: Greifenhagener Straße 56/57; 58/59 Baudenkmale siehe: Gethsemanestraße 8 Stargarder Straße 7; 8; 9; 77 Gartendenkmale siehe: Greifenhagener Straße 56/57 Stargarder Straße 77 | 09090265 – Gethsemanestraße 3, Mietshaus, 1902–1903 von Curt Bonnet |                                                    |
| 09090256 | Gethsemanestraße 1–11 Greifenhagener Straße 17, 18, 49–59 Stargarder Straße 3–9, 75–78 (Lage) | Gethsemanekirche und Platzumbauung Gesamtanlagen siehe: Greifenhagener Straße 56/57; 58/59 Baudenkmale siehe: Gethsemanestraße 8 Stargarder Straße 7; 8; 9; 77 Gartendenkmale siehe: Greifenhagener Straße 56/57 Stargarder Straße 77 | 09090266 – Gethsemanestraße 4, Mietshaus mit Schule, 1905–1906 von H. Möller |                                                    |
| 09090256 | Gethsemanestraße 1–11 Greifenhagener Straße 17, 18, 49–59 Stargarder Straße 3–9, 75–78 (Lage) | Gethsemanekirche und Platzumbauung Gesamtanlagen siehe: Greifenhagener Straße 56/57; 58/59 Baudenkmale siehe: Gethsemanestraße 8 Stargarder Straße 7; 8; 9; 77 Gartendenkmale siehe: Greifenhagener Straße 56/57 Stargarder Straße 77 | |                                                    |
| 09090256 | Gethsemanestraße 1–11 Greifenhagener Straße 17, 18, 49–59 Stargarder Straße 3–9, 75–78 (Lage) | Gethsemanekirche und Platzumbauung Gesamtanlagen siehe: Greifenhagener Straße 56/57; 58/59 Baudenkmale siehe: Gethsemanestraße 8 Stargarder Straße 7; 8; 9; 77 Gartendenkmale siehe: Greifenhagener Straße 56/57 Stargarder Straße 77 | 09090267 – Gethsemanestraße 5, Mietshaus, 1906 von H. Möller |                                                    |
| 09090256 | Gethsemanestraße 1–11 Greifenhagener Straße 17, 18, 49–59 Stargarder Straße 3–9, 75–78 (Lage) | Gethsemanekirche und Platzumbauung Gesamtanlagen siehe: Greifenhagener Straße 56/57; 58/59 Baudenkmale siehe: Gethsemanestraße 8 Stargarder Straße 7; 8; 9; 77 Gartendenkmale siehe: Greifenhagener Straße 56/57 Stargarder Straße 77 | 09090268 – Gethsemanestraße 6, Mietshaus, 1905–1906 von H. Möller |                                                    |
| 09090256 | Gethsemanestraße 1–11 Greifenhagener Straße 17, 18, 49–59 Stargarder Straße 3–9, 75–78 (Lage) | Gethsemanekirche und Platzumbauung Gesamtanlagen siehe: Greifenhagener Straße 56/57; 58/59 Baudenkmale siehe: Gethsemanestraße 8 Stargarder Straße 7; 8; 9; 77 Gartendenkmale siehe: Greifenhagener Straße 56/57 Stargarder Straße 77 | 09090269 – Gethsemanestraße 7, Mietshaus, 1905–1906 von H. Möller |                                                    |
| 09090256 | Gethsemanestraße 1–11 Greifenhagener Straße 17, 18, 49–59 Stargarder Straße 3–9, 75–78 (Lage) | Gethsemanekirche und Platzumbauung Gesamtanlagen siehe: Greifenhagener Straße 56/57; 58/59 Baudenkmale siehe: Gethsemanestraße 8 Stargarder Straße 7; 8; 9; 77 Gartendenkmale siehe: Greifenhagener Straße 56/57 Stargarder Straße 77 | 09090270 – Gethsemanestraße 9, Mietshaus, 1911–1912 von Hermann Kramm |                                                    |
| 09090256 | Gethsemanestraße 1–11 Greifenhagener Straße 17, 18, 49–59 Stargarder Straße 3–9, 75–78 (Lage) | Gethsemanekirche und Platzumbauung Gesamtanlagen siehe: Greifenhagener Straße 56/57; 58/59 Baudenkmale siehe: Gethsemanestraße 8 Stargarder Straße 7; 8; 9; 77 Gartendenkmale siehe: Greifenhagener Straße 56/57 Stargarder Straße 77 | 09090271 – Gethsemanestraße 10, Mietshaus, 1901–1902 von H. Enders |                                                    |
| 09090256 | Gethsemanestraße 1–11 Greifenhagener Straße 17, 18, 49–59 Stargarder Straße 3–9, 75–78 (Lage) | Gethsemanekirche und Platzumbauung Gesamtanlagen siehe: Greifenhagener Straße 56/57; 58/59 Baudenkmale siehe: Gethsemanestraße 8 Stargarder Straße 7; 8; 9; 77 Gartendenkmale siehe: Greifenhagener Straße 56/57 Stargarder Straße 77 | 09090272 – Gethsemanestraße 11 / Greifenhagener Straße 18, Mietshaus, 1898–1899 von Rudolph Miethe |                                                    |
| 09090256 | Gethsemanestraße 1–11 Greifenhagener Straße 17, 18, 49–59 Stargarder Straße 3–9, 75–78 (Lage) | Gethsemanekirche und Platzumbauung Gesamtanlagen siehe: Greifenhagener Straße 56/57; 58/59 Baudenkmale siehe: Gethsemanestraße 8 Stargarder Straße 7; 8; 9; 77 Gartendenkmale siehe: Greifenhagener Straße 56/57 Stargarder Straße 77 | 09090273 – Greifenhagener Straße 17 / Stargarder Straße 6, Mietshaus, 1892–1893 von Eduard Friedrich |                                                    |
| 09090256 | Gethsemanestraße 1–11 Greifenhagener Straße 17, 18, 49–59 Stargarder Straße 3–9, 75–78 (Lage) | Gethsemanekirche und Platzumbauung Gesamtanlagen siehe: Greifenhagener Straße 56/57; 58/59 Baudenkmale siehe: Gethsemanestraße 8 Stargarder Straße 7; 8; 9; 77 Gartendenkmale siehe: Greifenhagener Straße 56/57 Stargarder Straße 77 | 09090274 – Greifenhagener Straße 49, Mietshaus, 1898–1899 von H. Franzke |                                                    |
| 09090256 | Gethsemanestraße 1–11 Greifenhagener Straße 17, 18, 49–59 Stargarder Straße 3–9, 75–78 (Lage) | Gethsemanekirche und Platzumbauung Gesamtanlagen siehe: Greifenhagener Straße 56/57; 58/59 Baudenkmale siehe: Gethsemanestraße 8 Stargarder Straße 7; 8; 9; 77 Gartendenkmale siehe: Greifenhagener Straße 56/57 Stargarder Straße 77 | 09090275 – Greifenhagener Straße 50, Mietshaus, 1896–1897 von E. Puhlmann |                                                    |
| 09090256 | Gethsemanestraße 1–11 Greifenhagener Straße 17, 18, 49–59 Stargarder Straße 3–9, 75–78 (Lage) | Gethsemanekirche und Platzumbauung Gesamtanlagen siehe: Greifenhagener Straße 56/57; 58/59 Baudenkmale siehe: Gethsemanestraße 8 Stargarder Straße 7; 8; 9; 77 Gartendenkmale siehe: Greifenhagener Straße 56/57 Stargarder Straße 77 | 09090276 – Greifenhagener Straße 51, Mietshaus, 1896–1897 von E. Puhlmann |                                                    |
| 09090256 | Gethsemanestraße 1–11 Greifenhagener Straße 17, 18, 49–59 Stargarder Straße 3–9, 75–78 (Lage) | Gethsemanekirche und Platzumbauung Gesamtanlagen siehe: Greifenhagener Straße 56/57; 58/59 Baudenkmale siehe: Gethsemanestraße 8 Stargarder Straße 7; 8; 9; 77 Gartendenkmale siehe: Greifenhagener Straße 56/57 Stargarder Straße 77 | 09090277 – Greifenhagener Straße 52, Mietshaus, 1897–1898 von Gustav Messling |                                                    |
| 09090256 | Gethsemanestraße 1–11 Greifenhagener Straße 17, 18, 49–59 Stargarder Straße 3–9, 75–78 (Lage) | Gethsemanekirche und Platzumbauung Gesamtanlagen siehe: Greifenhagener Straße 56/57; 58/59 Baudenkmale siehe: Gethsemanestraße 8 Stargarder Straße 7; 8; 9; 77 Gartendenkmale siehe: Greifenhagener Straße 56/57 Stargarder Straße 77 | 09090278 – Greifenhagener Straße 53, Mietshaus, 1895–1896 von Rudolph Miethe |                                                    |
| 09090256 | Gethsemanestraße 1–11 Greifenhagener Straße 17, 18, 49–59 Stargarder Straße 3–9, 75–78 (Lage) | Gethsemanekirche und Platzumbauung Gesamtanlagen siehe: Greifenhagener Straße 56/57; 58/59 Baudenkmale siehe: Gethsemanestraße 8 Stargarder Straße 7; 8; 9; 77 Gartendenkmale siehe: Greifenhagener Straße 56/57 Stargarder Straße 77 | 09090279 – Greifenhagener Straße 54, Mietshaus, 1894–1895 von Gustav Bähr |                                                    |
| 09090256 | Gethsemanestraße 1–11 Greifenhagener Straße 17, 18, 49–59 Stargarder Straße 3–9, 75–78 (Lage) | Gethsemanekirche und Platzumbauung Gesamtanlagen siehe: Greifenhagener Straße 56/57; 58/59 Baudenkmale siehe: Gethsemanestraße 8 Stargarder Straße 7; 8; 9; 77 Gartendenkmale siehe: Greifenhagener Straße 56/57 Stargarder Straße 77 | 09090280 – Greifenhagener Straße 55 / Stargarder Straße 78, Mietshaus, 1894–1895 von Hermann Kortes |                                                    |
| 09090256 | Gethsemanestraße 1–11 Greifenhagener Straße 17, 18, 49–59 Stargarder Straße 3–9, 75–78 (Lage) | Gethsemanekirche und Platzumbauung Gesamtanlagen siehe: Greifenhagener Straße 56/57; 58/59 Baudenkmale siehe: Gethsemanestraße 8 Stargarder Straße 7; 8; 9; 77 Gartendenkmale siehe: Greifenhagener Straße 56/57 Stargarder Straße 77 | 09090307 – Stargarder Straße 75, Mietshaus, 1894–1895 von Rudolph Miethe |                                                    |
| 09075056 | Göhrener Straße 1–14A Raumerstraße 16/17A Senefelderstraße 5/6, 30/31 (Lage) | Göhrener Ei, Miethäuser, Schule, Kirche mit Gemeindehaus Gesamtanlage siehe: Senefelderstraße 6 Baudenkmale siehe: Göhrener Straße 11 Senefelderstraße 5 | Weitere Bestandteile des Ensembles: | Weitere Bestandteile des Ensembles:                |
| 09075056 | Göhrener Straße 1–14A Raumerstraße 16/17A Senefelderstraße 5/6, 30/31 (Lage) | Göhrener Ei, Miethäuser, Schule, Kirche mit Gemeindehaus Gesamtanlage siehe: Senefelderstraße 6 Baudenkmale siehe: Göhrener Straße 11 Senefelderstraße 5 | 09075057 – Göhrener Straße 1 / Senefelderstraße 30, Mietshaus, 1909–1910 von Guillaume Armand |                                                    |
| 09075056 | Göhrener Straße 1–14A Raumerstraße 16/17A Senefelderstraße 5/6, 30/31 (Lage) | Göhrener Ei, Miethäuser, Schule, Kirche mit Gemeindehaus Gesamtanlage siehe: Senefelderstraße 6 Baudenkmale siehe: Göhrener Straße 11 Senefelderstraße 5 | 09075058 – Göhrener Straße 2, Mietshaus, 1910–1911 von Friedrich Foerste |                                                    |
| 09075056 | Göhrener Straße 1–14A Raumerstraße 16/17A Senefelderstraße 5/6, 30/31 (Lage) | Göhrener Ei, Miethäuser, Schule, Kirche mit Gemeindehaus Gesamtanlage siehe: Senefelderstraße 6 Baudenkmale siehe: Göhrener Straße 11 Senefelderstraße 5 | 09075059 – Göhrener Straße 3, Mietshaus, 1910–1911 von Friedrich Foerste |                                                    |
| 09075056 | Göhrener Straße 1–14A Raumerstraße 16/17A Senefelderstraße 5/6, 30/31 (Lage) | Göhrener Ei, Miethäuser, Schule, Kirche mit Gemeindehaus Gesamtanlage siehe: Senefelderstraße 6 Baudenkmale siehe: Göhrener Straße 11 Senefelderstraße 5 | 09075060 – Göhrener Straße 4, Mietshaus, 1909–1910 von J. Brömel |                                                    |
| 09075056 | Göhrener Straße 1–14A Raumerstraße 16/17A Senefelderstraße 5/6, 30/31 (Lage) | Göhrener Ei, Miethäuser, Schule, Kirche mit Gemeindehaus Gesamtanlage siehe: Senefelderstraße 6 Baudenkmale siehe: Göhrener Straße 11 Senefelderstraße 5 | 09075061 – Göhrener Straße 5 / Raumerstraße 17/17A, Mietshaus, 1909–1910 von J. Brömel |                                                    |
| 09075056 | Göhrener Straße 1–14A Raumerstraße 16/17A Senefelderstraße 5/6, 30/31 (Lage) | Göhrener Ei, Miethäuser, Schule, Kirche mit Gemeindehaus Gesamtanlage siehe: Senefelderstraße 6 Baudenkmale siehe: Göhrener Straße 11 Senefelderstraße 5 | 09075062 – Göhrener Straße 6 / Raumerstraße 16, Mietshaus, 1909–1910 von Erich Hildebrandt |                                                    |
| 09075056 | Göhrener Straße 1–14A Raumerstraße 16/17A Senefelderstraße 5/6, 30/31 (Lage) | Göhrener Ei, Miethäuser, Schule, Kirche mit Gemeindehaus Gesamtanlage siehe: Senefelderstraße 6 Baudenkmale siehe: Göhrener Straße 11 Senefelderstraße 5 | 09075063 – Göhrener Straße 7, Mietshaus, 1910–1911 von Guillaume Armand |                                                    |
| 09075056 | Göhrener Straße 1–14A Raumerstraße 16/17A Senefelderstraße 5/6, 30/31 (Lage) | Göhrener Ei, Miethäuser, Schule, Kirche mit Gemeindehaus Gesamtanlage siehe: Senefelderstraße 6 Baudenkmale siehe: Göhrener Straße 11 Senefelderstraße 5 | 09075064 – Göhrener Straße 8, Mietshaus, 1910–1911 von Guillaume Armand |                                                    |
| 09075056 | Göhrener Straße 1–14A Raumerstraße 16/17A Senefelderstraße 5/6, 30/31 (Lage) | Göhrener Ei, Miethäuser, Schule, Kirche mit Gemeindehaus Gesamtanlage siehe: Senefelderstraße 6 Baudenkmale siehe: Göhrener Straße 11 Senefelderstraße 5 | 09075065 – Göhrener Straße 9-9A, Mietshaus, 1910–1911 von W. Simon |                                                    |
| 09075056 | Göhrener Straße 1–14A Raumerstraße 16/17A Senefelderstraße 5/6, 30/31 (Lage) | Göhrener Ei, Miethäuser, Schule, Kirche mit Gemeindehaus Gesamtanlage siehe: Senefelderstraße 6 Baudenkmale siehe: Göhrener Straße 11 Senefelderstraße 5 | 09075066 – Göhrener Straße 10, Mietshaus, 1912 von W. Simon |                                                    |
| 09075056 | Göhrener Straße 1–14A Raumerstraße 16/17A Senefelderstraße 5/6, 30/31 (Lage) | Göhrener Ei, Miethäuser, Schule, Kirche mit Gemeindehaus Gesamtanlage siehe: Senefelderstraße 6 Baudenkmale siehe: Göhrener Straße 11 Senefelderstraße 5 | 09075068 – Göhrener Straße 12, Mietshaus, 1911–1912 von W. Simon |                                                    |
| 09075056 | Göhrener Straße 1–14A Raumerstraße 16/17A Senefelderstraße 5/6, 30/31 (Lage) | Göhrener Ei, Miethäuser, Schule, Kirche mit Gemeindehaus Gesamtanlage siehe: Senefelderstraße 6 Baudenkmale siehe: Göhrener Straße 11 Senefelderstraße 5 | 09075069 – Göhrener Straße 13, Mietshaus, 1912–1913 von Otto Rabe |                                                    |
| 09075056 | Göhrener Straße 1–14A Raumerstraße 16/17A Senefelderstraße 5/6, 30/31 (Lage) | Göhrener Ei, Miethäuser, Schule, Kirche mit Gemeindehaus Gesamtanlage siehe: Senefelderstraße 6 Baudenkmale siehe: Göhrener Straße 11 Senefelderstraße 5 | 09075070 – Göhrener Straße 14–14A / Senefelderstraße 31, Mietshaus, 1909–1910 von Friedrich Foerste |                                                    |
| 09050088 | Greifswalder Straße 9–23, 25, 216/217, 219 Immanuelkirchstraße 17 (Lage) | Ensemble Greifswalder Straße, Miethäuser, Schule und Gewerbebauten Gesamtanlagen siehe: Greifswalder Straße 18; 25 Baudenkmale siehe: Am Schweizer Garten 75, 76/84 Greifswalder Straße 11; 12; 15; 16; 17; 18; 19; 21; 216 | Weitere Bestandteile des Ensembles: | Weitere Bestandteile des Ensembles:                |
| 09050088 | Greifswalder Straße 9–23, 25, 216/217, 219 Immanuelkirchstraße 17 (Lage) | Ensemble Greifswalder Straße, Miethäuser, Schule und Gewerbebauten Gesamtanlagen siehe: Greifswalder Straße 18; 25 Baudenkmale siehe: Am Schweizer Garten 75, 76/84 Greifswalder Straße 11; 12; 15; 16; 17; 18; 19; 21; 216 | 09050090 – Greifswalder Straße 9, 9A / Am Märchenbrunnen 9, 11, Mietshaus, 1877–1878 von Wilhelm Koch |                                                    |
| 09050088 | Greifswalder Straße 9–23, 25, 216/217, 219 Immanuelkirchstraße 17 (Lage) | Ensemble Greifswalder Straße, Miethäuser, Schule und Gewerbebauten Gesamtanlagen siehe: Greifswalder Straße 18; 25 Baudenkmale siehe: Am Schweizer Garten 75, 76/84 Greifswalder Straße 11; 12; 15; 16; 17; 18; 19; 21; 216 | Gewerbebauten, 1929–1930 von Gustav Lanzendorf |                                                    |
| 09050088 | Greifswalder Straße 9–23, 25, 216/217, 219 Immanuelkirchstraße 17 (Lage) | Ensemble Greifswalder Straße, Miethäuser, Schule und Gewerbebauten Gesamtanlagen siehe: Greifswalder Straße 18; 25 Baudenkmale siehe: Am Schweizer Garten 75, 76/84 Greifswalder Straße 11; 12; 15; 16; 17; 18; 19; 21; 216 | 09050091 – Greifswalder Straße 10, Mietshaus, 1877–1878 von Wilhelm Koch |                                                    |
| 09050088 | Greifswalder Straße 9–23, 25, 216/217, 219 Immanuelkirchstraße 17 (Lage) | Ensemble Greifswalder Straße, Miethäuser, Schule und Gewerbebauten Gesamtanlagen siehe: Greifswalder Straße 18; 25 Baudenkmale siehe: Am Schweizer Garten 75, 76/84 Greifswalder Straße 11; 12; 15; 16; 17; 18; 19; 21; 216 | 09050448 – Greifswalder Straße 13, Mietshaus, um 1865 |                                                    |
| 09050088 | Greifswalder Straße 9–23, 25, 216/217, 219 Immanuelkirchstraße 17 (Lage) | Ensemble Greifswalder Straße, Miethäuser, Schule und Gewerbebauten Gesamtanlagen siehe: Greifswalder Straße 18; 25 Baudenkmale siehe: Am Schweizer Garten 75, 76/84 Greifswalder Straße 11; 12; 15; 16; 17; 18; 19; 21; 216 | 09050449 – Greifswalder Straße 14, Mietshaus, um 1865 |                                                    |
| 09050088 | Greifswalder Straße 9–23, 25, 216/217, 219 Immanuelkirchstraße 17 (Lage) | Ensemble Greifswalder Straße, Miethäuser, Schule und Gewerbebauten Gesamtanlagen siehe: Greifswalder Straße 18; 25 Baudenkmale siehe: Am Schweizer Garten 75, 76/84 Greifswalder Straße 11; 12; 15; 16; 17; 18; 19; 21; 216 | 09050446 – Greifswalder Straße 20, Mietshaus, um 1865 |                                                    |
| 09050088 | Greifswalder Straße 9–23, 25, 216/217, 219 Immanuelkirchstraße 17 (Lage) | Ensemble Greifswalder Straße, Miethäuser, Schule und Gewerbebauten Gesamtanlagen siehe: Greifswalder Straße 18; 25 Baudenkmale siehe: Am Schweizer Garten 75, 76/84 Greifswalder Straße 11; 12; 15; 16; 17; 18; 19; 21; 216 | 09050447 – Greifswalder Straße 22, Mietshaus, um 1865 |                                                    |
| 09050088 | Greifswalder Straße 9–23, 25, 216/217, 219 Immanuelkirchstraße 17 (Lage) | Ensemble Greifswalder Straße, Miethäuser, Schule und Gewerbebauten Gesamtanlagen siehe: Greifswalder Straße 18; 25 Baudenkmale siehe: Am Schweizer Garten 75, 76/84 Greifswalder Straße 11; 12; 15; 16; 17; 18; 19; 21; 216 | 09050573 – Greifswalder Straße 24, Bierkeller, 1853 |                                                    |
| 09050088 | Greifswalder Straße 9–23, 25, 216/217, 219 Immanuelkirchstraße 17 (Lage) | Ensemble Greifswalder Straße, Miethäuser, Schule und Gewerbebauten Gesamtanlagen siehe: Greifswalder Straße 18; 25 Baudenkmale siehe: Am Schweizer Garten 75, 76/84 Greifswalder Straße 11; 12; 15; 16; 17; 18; 19; 21; 216 | 09090097 – Greifswalder Straße 217, Mietshaus, 1877 |                                                    |
| 09050088 | Greifswalder Straße 9–23, 25, 216/217, 219 Immanuelkirchstraße 17 (Lage) | Ensemble Greifswalder Straße, Miethäuser, Schule und Gewerbebauten Gesamtanlagen siehe: Greifswalder Straße 18; 25 Baudenkmale siehe: Am Schweizer Garten 75, 76/84 Greifswalder Straße 11; 12; 15; 16; 17; 18; 19; 21; 216 | 09090098 – Greifswalder Straße 219, Mietshaus, 1885–1886 |                                                    |
| 09065221 | Heinrich-Roller-Straße 5–10 (Lage) | Miethäuser | Bestandteile des Ensembles: | Bestandteile des Ensembles:                        |
| 09065221 | Heinrich-Roller-Straße 5–10 (Lage) | Miethäuser | 09065222 – Heinrich-Roller Straße 5, Mietshaus, 1887–1888 |                                                    |
| 09065221 | Heinrich-Roller-Straße 5–10 (Lage) | Miethäuser | 09065223 – Heinrich-Roller Straße 6, Mietshaus, 1887–1888 |                                                    |
| 09065221 | Heinrich-Roller-Straße 5–10 (Lage) | Miethäuser | 09065224 – Heinrich-Roller Straße 7, Mietshaus, 1887–1888 |                                                    |
| 09065221 | Heinrich-Roller-Straße 5–10 (Lage) | Miethäuser | 09065225 – Heinrich-Roller Straße 8, Mietshaus, 1887–1888 |                                                    |
| 09065221 | Heinrich-Roller-Straße 5–10 (Lage) | Miethäuser | 09065226 – Heinrich-Roller Straße 9, Mietshaus, 1887–1888 |                                                    |
| 09065221 | Heinrich-Roller-Straße 5–10 (Lage) | Miethäuser | 09065227 – Heinrich-Roller Straße 10, Mietshaus, 1887–1888 von Willy Kohlmetz |                                                    |
| 09050104 | Heinz-Bartsch-Straße 2–6, 11–15 Erich-Boltze-Straße 2–6 Ernst-Fürstenberg-Straße 15–19 Paul-Heyse-Straße 3–17 (Lage) | Wohnanlagen Gesamtanlage siehe: Heinz-Bartsch-Straße 2–6 Gartendenkmal siehe: Heinz-Bartsch-Straße 4–6 | Weiterer Bestandteil des Ensembles: | Weiterer Bestandteil des Ensembles:                |
| 09050104 | Heinz-Bartsch-Straße 2–6, 11–15 Erich-Boltze-Straße 2–6 Ernst-Fürstenberg-Straße 15–19 Paul-Heyse-Straße 3–17 (Lage) | Wohnanlagen Gesamtanlage siehe: Heinz-Bartsch-Straße 2–6 Gartendenkmal siehe: Heinz-Bartsch-Straße 4–6 | 09050105 – Erich-Boltze-Straße 2–6 / Ernst-Fürstenberg-Straße 15–19 / Heinz-Bartsch-Straße 11–15, Wohnanlage, 1927–1928 von Mebes & Emmerich                                                                         |                                                    |
| 09065052 | Kastanienallee 1–27, 83–92, 103 (Kreuzungsbereich Schönhauser Allee / Kastanienallee / Pappelallee / Danziger Straße) Choriner Straße 42/43 Eberswalder Straße 21–24 Oderberger Straße 2–5, 8/9, 53/54, 57–61 Schönhauser Allee 145–147A (Lage)                                                         | Miethäuser, Gewerbe- und Sozialbauten Gesamtanlage siehe: Kastanienallee 7–9 Baudenkmale siehe: Eberswalder Straße 24 Kastanienallee 10; 22; 83; 103 Oderberger Straße 57–59 Schönhauser Allee 147; 147A | Weitere Bestandteile des Ensembles: | Weitere Bestandteile des Ensembles:                |
| 09065052 | Kastanienallee 1–27, 83–92, 103 (Kreuzungsbereich Schönhauser Allee / Kastanienallee / Pappelallee / Danziger Straße) Choriner Straße 42/43 Eberswalder Straße 21–24 Oderberger Straße 2–5, 8/9, 53/54, 57–61 Schönhauser Allee 145–147A (Lage)                                                         | Miethäuser, Gewerbe- und Sozialbauten Gesamtanlage siehe: Kastanienallee 7–9 Baudenkmale siehe: Eberswalder Straße 24 Kastanienallee 10; 22; 83; 103 Oderberger Straße 57–59 Schönhauser Allee 147; 147A | 09050018 – Choriner Straße 42 / Oderberger Straße 61, Mietshaus, 1886–1887 |                                                    |
| 09065052 | Kastanienallee 1–27, 83–92, 103 (Kreuzungsbereich Schönhauser Allee / Kastanienallee / Pappelallee / Danziger Straße) Choriner Straße 42/43 Eberswalder Straße 21–24 Oderberger Straße 2–5, 8/9, 53/54, 57–61 Schönhauser Allee 145–147A (Lage)                                                         | Miethäuser, Gewerbe- und Sozialbauten Gesamtanlage siehe: Kastanienallee 7–9 Baudenkmale siehe: Eberswalder Straße 24 Kastanienallee 10; 22; 83; 103 Oderberger Straße 57–59 Schönhauser Allee 147; 147A | 09050019 – Choriner Straße 43, Mietshaus, nach 1887 |                                                    |
| 09065052 | Kastanienallee 1–27, 83–92, 103 (Kreuzungsbereich Schönhauser Allee / Kastanienallee / Pappelallee / Danziger Straße) Choriner Straße 42/43 Eberswalder Straße 21–24 Oderberger Straße 2–5, 8/9, 53/54, 57–61 Schönhauser Allee 145–147A (Lage)                                                         | Miethäuser, Gewerbe- und Sozialbauten Gesamtanlage siehe: Kastanienallee 7–9 Baudenkmale siehe: Eberswalder Straße 24 Kastanienallee 10; 22; 83; 103 Oderberger Straße 57–59 Schönhauser Allee 147; 147A | 09065058 – Eberswalder Straße 21, Mietshaus, 1892–1893 |                                                    |
| 09065052 | Kastanienallee 1–27, 83–92, 103 (Kreuzungsbereich Schönhauser Allee / Kastanienallee / Pappelallee / Danziger Straße) Choriner Straße 42/43 Eberswalder Straße 21–24 Oderberger Straße 2–5, 8/9, 53/54, 57–61 Schönhauser Allee 145–147A (Lage)                                                         | Miethäuser, Gewerbe- und Sozialbauten Gesamtanlage siehe: Kastanienallee 7–9 Baudenkmale siehe: Eberswalder Straße 24 Kastanienallee 10; 22; 83; 103 Oderberger Straße 57–59 Schönhauser Allee 147; 147A | 09065059 – Eberswalder Straße 22, Mietshaus, 1892–1893 von W. Pohlandt |                                                    |
| 09065052 | Kastanienallee 1–27, 83–92, 103 (Kreuzungsbereich Schönhauser Allee / Kastanienallee / Pappelallee / Danziger Straße) Choriner Straße 42/43 Eberswalder Straße 21–24 Oderberger Straße 2–5, 8/9, 53/54, 57–61 Schönhauser Allee 145–147A (Lage)                                                         | Miethäuser, Gewerbe- und Sozialbauten Gesamtanlage siehe: Kastanienallee 7–9 Baudenkmale siehe: Eberswalder Straße 24 Kastanienallee 10; 22; 83; 103 Oderberger Straße 57–59 Schönhauser Allee 147; 147A | 09065060 – Eberswalder Straße 23, Mietshaus, 1892–1893 von W. Pohlandt |                                                    |
| 09065052 | Kastanienallee 1–27, 83–92, 103 (Kreuzungsbereich Schönhauser Allee / Kastanienallee / Pappelallee / Danziger Straße) Choriner Straße 42/43 Eberswalder Straße 21–24 Oderberger Straße 2–5, 8/9, 53/54, 57–61 Schönhauser Allee 145–147A (Lage)                                                         | Miethäuser, Gewerbe- und Sozialbauten Gesamtanlage siehe: Kastanienallee 7–9 Baudenkmale siehe: Eberswalder Straße 24 Kastanienallee 10; 22; 83; 103 Oderberger Straße 57–59 Schönhauser Allee 147; 147A | 09065061 – Kastanienallee 2, Mietshaus, 1908–1909 von R. Adam |                                                    |
| 09065052 | Kastanienallee 1–27, 83–92, 103 (Kreuzungsbereich Schönhauser Allee / Kastanienallee / Pappelallee / Danziger Straße) Choriner Straße 42/43 Eberswalder Straße 21–24 Oderberger Straße 2–5, 8/9, 53/54, 57–61 Schönhauser Allee 145–147A (Lage)                                                         | Miethäuser, Gewerbe- und Sozialbauten Gesamtanlage siehe: Kastanienallee 7–9 Baudenkmale siehe: Eberswalder Straße 24 Kastanienallee 10; 22; 83; 103 Oderberger Straße 57–59 Schönhauser Allee 147; 147A | 09065062 – Kastanienallee 3, Mietshaus, 1888–1889 |                                                    |
| 09065052 | Kastanienallee 1–27, 83–92, 103 (Kreuzungsbereich Schönhauser Allee / Kastanienallee / Pappelallee / Danziger Straße) Choriner Straße 42/43 Eberswalder Straße 21–24 Oderberger Straße 2–5, 8/9, 53/54, 57–61 Schönhauser Allee 145–147A (Lage)                                                         | Miethäuser, Gewerbe- und Sozialbauten Gesamtanlage siehe: Kastanienallee 7–9 Baudenkmale siehe: Eberswalder Straße 24 Kastanienallee 10; 22; 83; 103 Oderberger Straße 57–59 Schönhauser Allee 147; 147A | 09065063 – Kastanienallee 4, Mietshaus, 1875–1876 |                                                    |
| 09065052 | Kastanienallee 1–27, 83–92, 103 (Kreuzungsbereich Schönhauser Allee / Kastanienallee / Pappelallee / Danziger Straße) Choriner Straße 42/43 Eberswalder Straße 21–24 Oderberger Straße 2–5, 8/9, 53/54, 57–61 Schönhauser Allee 145–147A (Lage)                                                         | Miethäuser, Gewerbe- und Sozialbauten Gesamtanlage siehe: Kastanienallee 7–9 Baudenkmale siehe: Eberswalder Straße 24 Kastanienallee 10; 22; 83; 103 Oderberger Straße 57–59 Schönhauser Allee 147; 147A | Remise |                                                    |
| 09065052 | Kastanienallee 1–27, 83–92, 103 (Kreuzungsbereich Schönhauser Allee / Kastanienallee / Pappelallee / Danziger Straße) Choriner Straße 42/43 Eberswalder Straße 21–24 Oderberger Straße 2–5, 8/9, 53/54, 57–61 Schönhauser Allee 145–147A (Lage)                                                         | Miethäuser, Gewerbe- und Sozialbauten Gesamtanlage siehe: Kastanienallee 7–9 Baudenkmale siehe: Eberswalder Straße 24 Kastanienallee 10; 22; 83; 103 Oderberger Straße 57–59 Schönhauser Allee 147; 147A | 09065064 – Kastanienallee 5, Mietshaus, 1910–1911 |                                                    |
| 09065052 | Kastanienallee 1–27, 83–92, 103 (Kreuzungsbereich Schönhauser Allee / Kastanienallee / Pappelallee / Danziger Straße) Choriner Straße 42/43 Eberswalder Straße 21–24 Oderberger Straße 2–5, 8/9, 53/54, 57–61 Schönhauser Allee 145–147A (Lage)                                                         | Miethäuser, Gewerbe- und Sozialbauten Gesamtanlage siehe: Kastanienallee 7–9 Baudenkmale siehe: Eberswalder Straße 24 Kastanienallee 10; 22; 83; 103 Oderberger Straße 57–59 Schönhauser Allee 147; 147A | 09065065 – Kastanienallee 6, Mietshaus, 1875–1876 |                                                    |
| 09065052 | Kastanienallee 1–27, 83–92, 103 (Kreuzungsbereich Schönhauser Allee / Kastanienallee / Pappelallee / Danziger Straße) Choriner Straße 42/43 Eberswalder Straße 21–24 Oderberger Straße 2–5, 8/9, 53/54, 57–61 Schönhauser Allee 145–147A (Lage)                                                         | Miethäuser, Gewerbe- und Sozialbauten Gesamtanlage siehe: Kastanienallee 7–9 Baudenkmale siehe: Eberswalder Straße 24 Kastanienallee 10; 22; 83; 103 Oderberger Straße 57–59 Schönhauser Allee 147; 147A | Remise |                                                    |
| 09065052 | Kastanienallee 1–27, 83–92, 103 (Kreuzungsbereich Schönhauser Allee / Kastanienallee / Pappelallee / Danziger Straße) Choriner Straße 42/43 Eberswalder Straße 21–24 Oderberger Straße 2–5, 8/9, 53/54, 57–61 Schönhauser Allee 145–147A (Lage)                                                         | Miethäuser, Gewerbe- und Sozialbauten Gesamtanlage siehe: Kastanienallee 7–9 Baudenkmale siehe: Eberswalder Straße 24 Kastanienallee 10; 22; 83; 103 Oderberger Straße 57–59 Schönhauser Allee 147; 147A | 09065067 – Kastanienallee 11, Mietshaus, 1891–1892 von Carl Sievert |                                                    |
| 09065052 | Kastanienallee 1–27, 83–92, 103 (Kreuzungsbereich Schönhauser Allee / Kastanienallee / Pappelallee / Danziger Straße) Choriner Straße 42/43 Eberswalder Straße 21–24 Oderberger Straße 2–5, 8/9, 53/54, 57–61 Schönhauser Allee 145–147A (Lage)                                                         | Miethäuser, Gewerbe- und Sozialbauten Gesamtanlage siehe: Kastanienallee 7–9 Baudenkmale siehe: Eberswalder Straße 24 Kastanienallee 10; 22; 83; 103 Oderberger Straße 57–59 Schönhauser Allee 147; 147A | Werkstatt, 1874 |                                                    |
| 09065052 | Kastanienallee 1–27, 83–92, 103 (Kreuzungsbereich Schönhauser Allee / Kastanienallee / Pappelallee / Danziger Straße) Choriner Straße 42/43 Eberswalder Straße 21–24 Oderberger Straße 2–5, 8/9, 53/54, 57–61 Schönhauser Allee 145–147A (Lage)                                                         | Miethäuser, Gewerbe- und Sozialbauten Gesamtanlage siehe: Kastanienallee 7–9 Baudenkmale siehe: Eberswalder Straße 24 Kastanienallee 10; 22; 83; 103 Oderberger Straße 57–59 Schönhauser Allee 147; 147A | 09065068 – Kastanienallee 12, Mietshaus, 1889–1890 |                                                    |
| 09065052 | Kastanienallee 1–27, 83–92, 103 (Kreuzungsbereich Schönhauser Allee / Kastanienallee / Pappelallee / Danziger Straße) Choriner Straße 42/43 Eberswalder Straße 21–24 Oderberger Straße 2–5, 8/9, 53/54, 57–61 Schönhauser Allee 145–147A (Lage)                                                         | Miethäuser, Gewerbe- und Sozialbauten Gesamtanlage siehe: Kastanienallee 7–9 Baudenkmale siehe: Eberswalder Straße 24 Kastanienallee 10; 22; 83; 103 Oderberger Straße 57–59 Schönhauser Allee 147; 147A | Seitenflügel und drei Quergebäude |                                                    |
| 09065052 | Kastanienallee 1–27, 83–92, 103 (Kreuzungsbereich Schönhauser Allee / Kastanienallee / Pappelallee / Danziger Straße) Choriner Straße 42/43 Eberswalder Straße 21–24 Oderberger Straße 2–5, 8/9, 53/54, 57–61 Schönhauser Allee 145–147A (Lage)                                                         | Miethäuser, Gewerbe- und Sozialbauten Gesamtanlage siehe: Kastanienallee 7–9 Baudenkmale siehe: Eberswalder Straße 24 Kastanienallee 10; 22; 83; 103 Oderberger Straße 57–59 Schönhauser Allee 147; 147A | 09065069 – Kastanienallee 13/14, Mietshaus, 1873–1874 |                                                    |
| 09065052 | Kastanienallee 1–27, 83–92, 103 (Kreuzungsbereich Schönhauser Allee / Kastanienallee / Pappelallee / Danziger Straße) Choriner Straße 42/43 Eberswalder Straße 21–24 Oderberger Straße 2–5, 8/9, 53/54, 57–61 Schönhauser Allee 145–147A (Lage)                                                         | Miethäuser, Gewerbe- und Sozialbauten Gesamtanlage siehe: Kastanienallee 7–9 Baudenkmale siehe: Eberswalder Straße 24 Kastanienallee 10; 22; 83; 103 Oderberger Straße 57–59 Schönhauser Allee 147; 147A | 09065070 – Kastanienallee 15 / Oderberger Straße 8, Mietshaus, 1873–1874 |                                                    |
| 09065052 | Kastanienallee 1–27, 83–92, 103 (Kreuzungsbereich Schönhauser Allee / Kastanienallee / Pappelallee / Danziger Straße) Choriner Straße 42/43 Eberswalder Straße 21–24 Oderberger Straße 2–5, 8/9, 53/54, 57–61 Schönhauser Allee 145–147A (Lage)                                                         | Miethäuser, Gewerbe- und Sozialbauten Gesamtanlage siehe: Kastanienallee 7–9 Baudenkmale siehe: Eberswalder Straße 24 Kastanienallee 10; 22; 83; 103 Oderberger Straße 57–59 Schönhauser Allee 147; 147A | 09065071 – Kastanienallee 16/17 / Oderberger Straße 53, Mietshaus, 1887–1888 |                                                    |
| 09065052 | Kastanienallee 1–27, 83–92, 103 (Kreuzungsbereich Schönhauser Allee / Kastanienallee / Pappelallee / Danziger Straße) Choriner Straße 42/43 Eberswalder Straße 21–24 Oderberger Straße 2–5, 8/9, 53/54, 57–61 Schönhauser Allee 145–147A (Lage)                                                         | Miethäuser, Gewerbe- und Sozialbauten Gesamtanlage siehe: Kastanienallee 7–9 Baudenkmale siehe: Eberswalder Straße 24 Kastanienallee 10; 22; 83; 103 Oderberger Straße 57–59 Schönhauser Allee 147; 147A | 09065072 – Kastanienallee 18, Mietshaus, 1876–1877 |                                                    |
| 09065052 | Kastanienallee 1–27, 83–92, 103 (Kreuzungsbereich Schönhauser Allee / Kastanienallee / Pappelallee / Danziger Straße) Choriner Straße 42/43 Eberswalder Straße 21–24 Oderberger Straße 2–5, 8/9, 53/54, 57–61 Schönhauser Allee 145–147A (Lage)                                                         | Miethäuser, Gewerbe- und Sozialbauten Gesamtanlage siehe: Kastanienallee 7–9 Baudenkmale siehe: Eberswalder Straße 24 Kastanienallee 10; 22; 83; 103 Oderberger Straße 57–59 Schönhauser Allee 147; 147A | 09065073 – Kastanienallee 19/20, Mietshaus |                                                    |
| 09065052 | Kastanienallee 1–27, 83–92, 103 (Kreuzungsbereich Schönhauser Allee / Kastanienallee / Pappelallee / Danziger Straße) Choriner Straße 42/43 Eberswalder Straße 21–24 Oderberger Straße 2–5, 8/9, 53/54, 57–61 Schönhauser Allee 145–147A (Lage)                                                         | Miethäuser, Gewerbe- und Sozialbauten Gesamtanlage siehe: Kastanienallee 7–9 Baudenkmale siehe: Eberswalder Straße 24 Kastanienallee 10; 22; 83; 103 Oderberger Straße 57–59 Schönhauser Allee 147; 147A | Werkstattgebäude, 1874–1875 |                                                    |
| 09065052 | Kastanienallee 1–27, 83–92, 103 (Kreuzungsbereich Schönhauser Allee / Kastanienallee / Pappelallee / Danziger Straße) Choriner Straße 42/43 Eberswalder Straße 21–24 Oderberger Straße 2–5, 8/9, 53/54, 57–61 Schönhauser Allee 145–147A (Lage)                                                         | Miethäuser, Gewerbe- und Sozialbauten Gesamtanlage siehe: Kastanienallee 7–9 Baudenkmale siehe: Eberswalder Straße 24 Kastanienallee 10; 22; 83; 103 Oderberger Straße 57–59 Schönhauser Allee 147; 147A | 09065074 – Kastanienallee 21, Mietshaus, 1863–1864 |                                                    |
| 09065052 | Kastanienallee 1–27, 83–92, 103 (Kreuzungsbereich Schönhauser Allee / Kastanienallee / Pappelallee / Danziger Straße) Choriner Straße 42/43 Eberswalder Straße 21–24 Oderberger Straße 2–5, 8/9, 53/54, 57–61 Schönhauser Allee 145–147A (Lage)                                                         | Miethäuser, Gewerbe- und Sozialbauten Gesamtanlage siehe: Kastanienallee 7–9 Baudenkmale siehe: Eberswalder Straße 24 Kastanienallee 10; 22; 83; 103 Oderberger Straße 57–59 Schönhauser Allee 147; 147A | Seitenflügel und Quergebäude, 1901–1902 |                                                    |
| 09065052 | Kastanienallee 1–27, 83–92, 103 (Kreuzungsbereich Schönhauser Allee / Kastanienallee / Pappelallee / Danziger Straße) Choriner Straße 42/43 Eberswalder Straße 21–24 Oderberger Straße 2–5, 8/9, 53/54, 57–61 Schönhauser Allee 145–147A (Lage)                                                         | Miethäuser, Gewerbe- und Sozialbauten Gesamtanlage siehe: Kastanienallee 7–9 Baudenkmale siehe: Eberswalder Straße 24 Kastanienallee 10; 22; 83; 103 Oderberger Straße 57–59 Schönhauser Allee 147; 147A | Remise, 1891; Werkstatt und Stall, 1902 |                                                    |
| 09065052 | Kastanienallee 1–27, 83–92, 103 (Kreuzungsbereich Schönhauser Allee / Kastanienallee / Pappelallee / Danziger Straße) Choriner Straße 42/43 Eberswalder Straße 21–24 Oderberger Straße 2–5, 8/9, 53/54, 57–61 Schönhauser Allee 145–147A (Lage)                                                         | Miethäuser, Gewerbe- und Sozialbauten Gesamtanlage siehe: Kastanienallee 7–9 Baudenkmale siehe: Eberswalder Straße 24 Kastanienallee 10; 22; 83; 103 Oderberger Straße 57–59 Schönhauser Allee 147; 147A | 09065077 – Kastanienallee 23, Mietshaus, um 1890 |                                                    |
| 09065052 | Kastanienallee 1–27, 83–92, 103 (Kreuzungsbereich Schönhauser Allee / Kastanienallee / Pappelallee / Danziger Straße) Choriner Straße 42/43 Eberswalder Straße 21–24 Oderberger Straße 2–5, 8/9, 53/54, 57–61 Schönhauser Allee 145–147A (Lage)                                                         | Miethäuser, Gewerbe- und Sozialbauten Gesamtanlage siehe: Kastanienallee 7–9 Baudenkmale siehe: Eberswalder Straße 24 Kastanienallee 10; 22; 83; 103 Oderberger Straße 57–59 Schönhauser Allee 147; 147A | Quergebäude und Gartenhalle, 1898 |                                                    |
| 09065052 | Kastanienallee 1–27, 83–92, 103 (Kreuzungsbereich Schönhauser Allee / Kastanienallee / Pappelallee / Danziger Straße) Choriner Straße 42/43 Eberswalder Straße 21–24 Oderberger Straße 2–5, 8/9, 53/54, 57–61 Schönhauser Allee 145–147A (Lage)                                                         | Miethäuser, Gewerbe- und Sozialbauten Gesamtanlage siehe: Kastanienallee 7–9 Baudenkmale siehe: Eberswalder Straße 24 Kastanienallee 10; 22; 83; 103 Oderberger Straße 57–59 Schönhauser Allee 147; 147A | Tiefgarage, 1930 |                                                    |
| 09065052 | Kastanienallee 1–27, 83–92, 103 (Kreuzungsbereich Schönhauser Allee / Kastanienallee / Pappelallee / Danziger Straße) Choriner Straße 42/43 Eberswalder Straße 21–24 Oderberger Straße 2–5, 8/9, 53/54, 57–61 Schönhauser Allee 145–147A (Lage)                                                         | Miethäuser, Gewerbe- und Sozialbauten Gesamtanlage siehe: Kastanienallee 7–9 Baudenkmale siehe: Eberswalder Straße 24 Kastanienallee 10; 22; 83; 103 Oderberger Straße 57–59 Schönhauser Allee 147; 147A | 09065078 – Kastanienallee 24, Mietshaus, um 1880 |                                                    |
| 09065052 | Kastanienallee 1–27, 83–92, 103 (Kreuzungsbereich Schönhauser Allee / Kastanienallee / Pappelallee / Danziger Straße) Choriner Straße 42/43 Eberswalder Straße 21–24 Oderberger Straße 2–5, 8/9, 53/54, 57–61 Schönhauser Allee 145–147A (Lage)                                                         | Miethäuser, Gewerbe- und Sozialbauten Gesamtanlage siehe: Kastanienallee 7–9 Baudenkmale siehe: Eberswalder Straße 24 Kastanienallee 10; 22; 83; 103 Oderberger Straße 57–59 Schönhauser Allee 147; 147A | Werkstattgebäude, 1904 |                                                    |
| 09065052 | Kastanienallee 1–27, 83–92, 103 (Kreuzungsbereich Schönhauser Allee / Kastanienallee / Pappelallee / Danziger Straße) Choriner Straße 42/43 Eberswalder Straße 21–24 Oderberger Straße 2–5, 8/9, 53/54, 57–61 Schönhauser Allee 145–147A (Lage)                                                         | Miethäuser, Gewerbe- und Sozialbauten Gesamtanlage siehe: Kastanienallee 7–9 Baudenkmale siehe: Eberswalder Straße 24 Kastanienallee 10; 22; 83; 103 Oderberger Straße 57–59 Schönhauser Allee 147; 147A | 09065079 – Kastanienallee 25, Mietshaus, 1885–1886 |                                                    |
| 09065052 | Kastanienallee 1–27, 83–92, 103 (Kreuzungsbereich Schönhauser Allee / Kastanienallee / Pappelallee / Danziger Straße) Choriner Straße 42/43 Eberswalder Straße 21–24 Oderberger Straße 2–5, 8/9, 53/54, 57–61 Schönhauser Allee 145–147A (Lage)                                                         | Miethäuser, Gewerbe- und Sozialbauten Gesamtanlage siehe: Kastanienallee 7–9 Baudenkmale siehe: Eberswalder Straße 24 Kastanienallee 10; 22; 83; 103 Oderberger Straße 57–59 Schönhauser Allee 147; 147A | 09065080 – Kastanienallee 26, Mietshaus, 1909–1910 von Edmund Fuchs |                                                    |
| 09065052 | Kastanienallee 1–27, 83–92, 103 (Kreuzungsbereich Schönhauser Allee / Kastanienallee / Pappelallee / Danziger Straße) Choriner Straße 42/43 Eberswalder Straße 21–24 Oderberger Straße 2–5, 8/9, 53/54, 57–61 Schönhauser Allee 145–147A (Lage)                                                         | Miethäuser, Gewerbe- und Sozialbauten Gesamtanlage siehe: Kastanienallee 7–9 Baudenkmale siehe: Eberswalder Straße 24 Kastanienallee 10; 22; 83; 103 Oderberger Straße 57–59 Schönhauser Allee 147; 147A | Fabrikgebäude, 1873 |                                                    |
| 09065052 | Kastanienallee 1–27, 83–92, 103 (Kreuzungsbereich Schönhauser Allee / Kastanienallee / Pappelallee / Danziger Straße) Choriner Straße 42/43 Eberswalder Straße 21–24 Oderberger Straße 2–5, 8/9, 53/54, 57–61 Schönhauser Allee 145–147A (Lage)                                                         | Miethäuser, Gewerbe- und Sozialbauten Gesamtanlage siehe: Kastanienallee 7–9 Baudenkmale siehe: Eberswalder Straße 24 Kastanienallee 10; 22; 83; 103 Oderberger Straße 57–59 Schönhauser Allee 147; 147A | 09065081 – Kastanienallee 27, Mietshaus, 1891–1893 von F. Reseck |                                                    |
| 09065052 | Kastanienallee 1–27, 83–92, 103 (Kreuzungsbereich Schönhauser Allee / Kastanienallee / Pappelallee / Danziger Straße) Choriner Straße 42/43 Eberswalder Straße 21–24 Oderberger Straße 2–5, 8/9, 53/54, 57–61 Schönhauser Allee 145–147A (Lage)                                                         | Miethäuser, Gewerbe- und Sozialbauten Gesamtanlage siehe: Kastanienallee 7–9 Baudenkmale siehe: Eberswalder Straße 24 Kastanienallee 10; 22; 83; 103 Oderberger Straße 57–59 Schönhauser Allee 147; 147A | 09065102 – Kastanienallee 84, Mietshaus, 1878 |                                                    |
| 09065052 | Kastanienallee 1–27, 83–92, 103 (Kreuzungsbereich Schönhauser Allee / Kastanienallee / Pappelallee / Danziger Straße) Choriner Straße 42/43 Eberswalder Straße 21–24 Oderberger Straße 2–5, 8/9, 53/54, 57–61 Schönhauser Allee 145–147A (Lage)                                                         | Miethäuser, Gewerbe- und Sozialbauten Gesamtanlage siehe: Kastanienallee 7–9 Baudenkmale siehe: Eberswalder Straße 24 Kastanienallee 10; 22; 83; 103 Oderberger Straße 57–59 Schönhauser Allee 147; 147A | Fabrik, 1887 von Carl Koeppen |                                                    |
| 09065052 | Kastanienallee 1–27, 83–92, 103 (Kreuzungsbereich Schönhauser Allee / Kastanienallee / Pappelallee / Danziger Straße) Choriner Straße 42/43 Eberswalder Straße 21–24 Oderberger Straße 2–5, 8/9, 53/54, 57–61 Schönhauser Allee 145–147A (Lage)                                                         | Miethäuser, Gewerbe- und Sozialbauten Gesamtanlage siehe: Kastanienallee 7–9 Baudenkmale siehe: Eberswalder Straße 24 Kastanienallee 10; 22; 83; 103 Oderberger Straße 57–59 Schönhauser Allee 147; 147A | 09065104 – Kastanienallee 85, Mietshaus, 1878 |                                                    |
| 09065052 | Kastanienallee 1–27, 83–92, 103 (Kreuzungsbereich Schönhauser Allee / Kastanienallee / Pappelallee / Danziger Straße) Choriner Straße 42/43 Eberswalder Straße 21–24 Oderberger Straße 2–5, 8/9, 53/54, 57–61 Schönhauser Allee 145–147A (Lage)                                                         | Miethäuser, Gewerbe- und Sozialbauten Gesamtanlage siehe: Kastanienallee 7–9 Baudenkmale siehe: Eberswalder Straße 24 Kastanienallee 10; 22; 83; 103 Oderberger Straße 57–59 Schönhauser Allee 147; 147A | Seitenflügel, Quergebäude und Remise, 1895–1896 |                                                    |
| 09065052 | Kastanienallee 1–27, 83–92, 103 (Kreuzungsbereich Schönhauser Allee / Kastanienallee / Pappelallee / Danziger Straße) Choriner Straße 42/43 Eberswalder Straße 21–24 Oderberger Straße 2–5, 8/9, 53/54, 57–61 Schönhauser Allee 145–147A (Lage)                                                         | Miethäuser, Gewerbe- und Sozialbauten Gesamtanlage siehe: Kastanienallee 7–9 Baudenkmale siehe: Eberswalder Straße 24 Kastanienallee 10; 22; 83; 103 Oderberger Straße 57–59 Schönhauser Allee 147; 147A | 09065105 – Kastanienallee 86, Mietshaus, um 1870 |                                                    |
| 09065052 | Kastanienallee 1–27, 83–92, 103 (Kreuzungsbereich Schönhauser Allee / Kastanienallee / Pappelallee / Danziger Straße) Choriner Straße 42/43 Eberswalder Straße 21–24 Oderberger Straße 2–5, 8/9, 53/54, 57–61 Schönhauser Allee 145–147A (Lage)                                                         | Miethäuser, Gewerbe- und Sozialbauten Gesamtanlage siehe: Kastanienallee 7–9 Baudenkmale siehe: Eberswalder Straße 24 Kastanienallee 10; 22; 83; 103 Oderberger Straße 57–59 Schönhauser Allee 147; 147A | 09065106 – Kastanienallee 87, Mietshaus, 1885–1886 |                                                    |
| 09065052 | Kastanienallee 1–27, 83–92, 103 (Kreuzungsbereich Schönhauser Allee / Kastanienallee / Pappelallee / Danziger Straße) Choriner Straße 42/43 Eberswalder Straße 21–24 Oderberger Straße 2–5, 8/9, 53/54, 57–61 Schönhauser Allee 145–147A (Lage)                                                         | Miethäuser, Gewerbe- und Sozialbauten Gesamtanlage siehe: Kastanienallee 7–9 Baudenkmale siehe: Eberswalder Straße 24 Kastanienallee 10; 22; 83; 103 Oderberger Straße 57–59 Schönhauser Allee 147; 147A | 09065107 – Kastanienallee 88, Mietshaus, 1885–1886 |                                                    |
| 09065052 | Kastanienallee 1–27, 83–92, 103 (Kreuzungsbereich Schönhauser Allee / Kastanienallee / Pappelallee / Danziger Straße) Choriner Straße 42/43 Eberswalder Straße 21–24 Oderberger Straße 2–5, 8/9, 53/54, 57–61 Schönhauser Allee 145–147A (Lage)                                                         | Miethäuser, Gewerbe- und Sozialbauten Gesamtanlage siehe: Kastanienallee 7–9 Baudenkmale siehe: Eberswalder Straße 24 Kastanienallee 10; 22; 83; 103 Oderberger Straße 57–59 Schönhauser Allee 147; 147A | 09065108 – Kastanienallee 89, Mietshaus, 1885–1887 |                                                    |
| 09065052 | Kastanienallee 1–27, 83–92, 103 (Kreuzungsbereich Schönhauser Allee / Kastanienallee / Pappelallee / Danziger Straße) Choriner Straße 42/43 Eberswalder Straße 21–24 Oderberger Straße 2–5, 8/9, 53/54, 57–61 Schönhauser Allee 145–147A (Lage)                                                         | Miethäuser, Gewerbe- und Sozialbauten Gesamtanlage siehe: Kastanienallee 7–9 Baudenkmale siehe: Eberswalder Straße 24 Kastanienallee 10; 22; 83; 103 Oderberger Straße 57–59 Schönhauser Allee 147; 147A | 09065109 – Kastanienallee 90, Mietshaus, 1885–1886 |                                                    |
| 09065052 | Kastanienallee 1–27, 83–92, 103 (Kreuzungsbereich Schönhauser Allee / Kastanienallee / Pappelallee / Danziger Straße) Choriner Straße 42/43 Eberswalder Straße 21–24 Oderberger Straße 2–5, 8/9, 53/54, 57–61 Schönhauser Allee 145–147A (Lage)                                                         | Miethäuser, Gewerbe- und Sozialbauten Gesamtanlage siehe: Kastanienallee 7–9 Baudenkmale siehe: Eberswalder Straße 24 Kastanienallee 10; 22; 83; 103 Oderberger Straße 57–59 Schönhauser Allee 147; 147A | 09065110 – Kastanienallee 91/92 / Oderberger Straße 54, Mietshaus, 1885–1886 |                                                    |
| 09065052 | Kastanienallee 1–27, 83–92, 103 (Kreuzungsbereich Schönhauser Allee / Kastanienallee / Pappelallee / Danziger Straße) Choriner Straße 42/43 Eberswalder Straße 21–24 Oderberger Straße 2–5, 8/9, 53/54, 57–61 Schönhauser Allee 145–147A (Lage)                                                         | Miethäuser, Gewerbe- und Sozialbauten Gesamtanlage siehe: Kastanienallee 7–9 Baudenkmale siehe: Eberswalder Straße 24 Kastanienallee 10; 22; 83; 103 Oderberger Straße 57–59 Schönhauser Allee 147; 147A | 09065117 – Oderberger Straße 2, Mietshaus, 1886–1888 von H. Enders |                                                    |
| 09065052 | Kastanienallee 1–27, 83–92, 103 (Kreuzungsbereich Schönhauser Allee / Kastanienallee / Pappelallee / Danziger Straße) Choriner Straße 42/43 Eberswalder Straße 21–24 Oderberger Straße 2–5, 8/9, 53/54, 57–61 Schönhauser Allee 145–147A (Lage)                                                         | Miethäuser, Gewerbe- und Sozialbauten Gesamtanlage siehe: Kastanienallee 7–9 Baudenkmale siehe: Eberswalder Straße 24 Kastanienallee 10; 22; 83; 103 Oderberger Straße 57–59 Schönhauser Allee 147; 147A | 09065118 – Oderberger Straße 3, Mietshaus, 1886–1888 von H. Enders |                                                    |
| 09065052 | Kastanienallee 1–27, 83–92, 103 (Kreuzungsbereich Schönhauser Allee / Kastanienallee / Pappelallee / Danziger Straße) Choriner Straße 42/43 Eberswalder Straße 21–24 Oderberger Straße 2–5, 8/9, 53/54, 57–61 Schönhauser Allee 145–147A (Lage)                                                         | Miethäuser, Gewerbe- und Sozialbauten Gesamtanlage siehe: Kastanienallee 7–9 Baudenkmale siehe: Eberswalder Straße 24 Kastanienallee 10; 22; 83; 103 Oderberger Straße 57–59 Schönhauser Allee 147; 147A | 09065119 – Oderberger Straße 4, Mietshaus, 1886–1887 von H. Enders |                                                    |
| 09065052 | Kastanienallee 1–27, 83–92, 103 (Kreuzungsbereich Schönhauser Allee / Kastanienallee / Pappelallee / Danziger Straße) Choriner Straße 42/43 Eberswalder Straße 21–24 Oderberger Straße 2–5, 8/9, 53/54, 57–61 Schönhauser Allee 145–147A (Lage)                                                         | Miethäuser, Gewerbe- und Sozialbauten Gesamtanlage siehe: Kastanienallee 7–9 Baudenkmale siehe: Eberswalder Straße 24 Kastanienallee 10; 22; 83; 103 Oderberger Straße 57–59 Schönhauser Allee 147; 147A | 09065120 – Oderberger Straße 5, Mietshaus, 1886–1888 von H. Enders |                                                    |
| 09065052 | Kastanienallee 1–27, 83–92, 103 (Kreuzungsbereich Schönhauser Allee / Kastanienallee / Pappelallee / Danziger Straße) Choriner Straße 42/43 Eberswalder Straße 21–24 Oderberger Straße 2–5, 8/9, 53/54, 57–61 Schönhauser Allee 145–147A (Lage)                                                         | Miethäuser, Gewerbe- und Sozialbauten Gesamtanlage siehe: Kastanienallee 7–9 Baudenkmale siehe: Eberswalder Straße 24 Kastanienallee 10; 22; 83; 103 Oderberger Straße 57–59 Schönhauser Allee 147; 147A | 09065122 – Oderberger Straße 9, Mietshaus, um 1873 |                                                    |
| 09065052 | Kastanienallee 1–27, 83–92, 103 (Kreuzungsbereich Schönhauser Allee / Kastanienallee / Pappelallee / Danziger Straße) Choriner Straße 42/43 Eberswalder Straße 21–24 Oderberger Straße 2–5, 8/9, 53/54, 57–61 Schönhauser Allee 145–147A (Lage)                                                         | Miethäuser, Gewerbe- und Sozialbauten Gesamtanlage siehe: Kastanienallee 7–9 Baudenkmale siehe: Eberswalder Straße 24 Kastanienallee 10; 22; 83; 103 Oderberger Straße 57–59 Schönhauser Allee 147; 147A | 09050033 – Oderberger Straße 60, Mietshaus, um 1885 |                                                    |
| 09050451 | Knaackstraße 3–5, 6–8, 12–22, 23, 24–32, 33/34 Belforter Straße 26–29 Diedenhofer Straße 3–9, 11–12 Kollwitzstraße 54 Kolmarer Straße 1, 3–6 Mülhauser Straße 1, 2–5, 8 Prenzlauer Allee 227/228 Rykestraße 1, 2, 53/54 (Lage)                                                                          | Wasserturmplatz mit Mietshausbebauung und Schule Gesamtanlagen siehe: Knaackstraße 23 Prenzlauer Allee 227/228 Rykestraße 53 Baudenkmale siehe: Diedenhofer Straße 3; 4; 5 Knaackstraße 22–24 Kollwitzstraße 54 Gartendenkmal siehe: Knaackstraße 23 | Weitere Bestandteile des Ensembles: | Weitere Bestandteile des Ensembles:                |
| 09050451 | Knaackstraße 3–5, 6–8, 12–22, 23, 24–32, 33/34 Belforter Straße 26–29 Diedenhofer Straße 3–9, 11–12 Kollwitzstraße 54 Kolmarer Straße 1, 3–6 Mülhauser Straße 1, 2–5, 8 Prenzlauer Allee 227/228 Rykestraße 1, 2, 53/54 (Lage)                                                                          | Wasserturmplatz mit Mietshausbebauung und Schule Gesamtanlagen siehe: Knaackstraße 23 Prenzlauer Allee 227/228 Rykestraße 53 Baudenkmale siehe: Diedenhofer Straße 3; 4; 5 Knaackstraße 22–24 Kollwitzstraße 54 Gartendenkmal siehe: Knaackstraße 23 | 09070150 – Belforter Straße 26 / Kolmarer Straße 1, Mietshaus, 1878 |                                                    |
| 09050451 | Knaackstraße 3–5, 6–8, 12–22, 23, 24–32, 33/34 Belforter Straße 26–29 Diedenhofer Straße 3–9, 11–12 Kollwitzstraße 54 Kolmarer Straße 1, 3–6 Mülhauser Straße 1, 2–5, 8 Prenzlauer Allee 227/228 Rykestraße 1, 2, 53/54 (Lage)                                                                          | Wasserturmplatz mit Mietshausbebauung und Schule Gesamtanlagen siehe: Knaackstraße 23 Prenzlauer Allee 227/228 Rykestraße 53 Baudenkmale siehe: Diedenhofer Straße 3; 4; 5 Knaackstraße 22–24 Kollwitzstraße 54 Gartendenkmal siehe: Knaackstraße 23 | 09070151 – Belforter Straße 27 / Diedenhofer Straße 12, Mietshaus, 1876–1877 von Johann Georg Ludwig |                                                    |
| 09050451 | Knaackstraße 3–5, 6–8, 12–22, 23, 24–32, 33/34 Belforter Straße 26–29 Diedenhofer Straße 3–9, 11–12 Kollwitzstraße 54 Kolmarer Straße 1, 3–6 Mülhauser Straße 1, 2–5, 8 Prenzlauer Allee 227/228 Rykestraße 1, 2, 53/54 (Lage)                                                                          | Wasserturmplatz mit Mietshausbebauung und Schule Gesamtanlagen siehe: Knaackstraße 23 Prenzlauer Allee 227/228 Rykestraße 53 Baudenkmale siehe: Diedenhofer Straße 3; 4; 5 Knaackstraße 22–24 Kollwitzstraße 54 Gartendenkmal siehe: Knaackstraße 23 | 09070152 – Belforter Straße 28, Mietshaus, 1875–1876 von Paul Schröder |                                                    |
| 09050451 | Knaackstraße 3–5, 6–8, 12–22, 23, 24–32, 33/34 Belforter Straße 26–29 Diedenhofer Straße 3–9, 11–12 Kollwitzstraße 54 Kolmarer Straße 1, 3–6 Mülhauser Straße 1, 2–5, 8 Prenzlauer Allee 227/228 Rykestraße 1, 2, 53/54 (Lage)                                                                          | Wasserturmplatz mit Mietshausbebauung und Schule Gesamtanlagen siehe: Knaackstraße 23 Prenzlauer Allee 227/228 Rykestraße 53 Baudenkmale siehe: Diedenhofer Straße 3; 4; 5 Knaackstraße 22–24 Kollwitzstraße 54 Gartendenkmal siehe: Knaackstraße 23 | 09070153 – Belforter Straße 29, Mietshaus, 1876–1877 von Carl Wecker |                                                    |
| 09050451 | Knaackstraße 3–5, 6–8, 12–22, 23, 24–32, 33/34 Belforter Straße 26–29 Diedenhofer Straße 3–9, 11–12 Kollwitzstraße 54 Kolmarer Straße 1, 3–6 Mülhauser Straße 1, 2–5, 8 Prenzlauer Allee 227/228 Rykestraße 1, 2, 53/54 (Lage)                                                                          | Wasserturmplatz mit Mietshausbebauung und Schule Gesamtanlagen siehe: Knaackstraße 23 Prenzlauer Allee 227/228 Rykestraße 53 Baudenkmale siehe: Diedenhofer Straße 3; 4; 5 Knaackstraße 22–24 Kollwitzstraße 54 Gartendenkmal siehe: Knaackstraße 23 | 09070156 – Diedenhofer Straße 6, Mietshaus, 1877–1885 von den Gebrüdern Schultze |                                                    |
| 09050451 | Knaackstraße 3–5, 6–8, 12–22, 23, 24–32, 33/34 Belforter Straße 26–29 Diedenhofer Straße 3–9, 11–12 Kollwitzstraße 54 Kolmarer Straße 1, 3–6 Mülhauser Straße 1, 2–5, 8 Prenzlauer Allee 227/228 Rykestraße 1, 2, 53/54 (Lage)                                                                          | Wasserturmplatz mit Mietshausbebauung und Schule Gesamtanlagen siehe: Knaackstraße 23 Prenzlauer Allee 227/228 Rykestraße 53 Baudenkmale siehe: Diedenhofer Straße 3; 4; 5 Knaackstraße 22–24 Kollwitzstraße 54 Gartendenkmal siehe: Knaackstraße 23 | 09070157 – Diedenhofer Straße 7/8, Mietshaus, 1888 |                                                    |
| 09050451 | Knaackstraße 3–5, 6–8, 12–22, 23, 24–32, 33/34 Belforter Straße 26–29 Diedenhofer Straße 3–9, 11–12 Kollwitzstraße 54 Kolmarer Straße 1, 3–6 Mülhauser Straße 1, 2–5, 8 Prenzlauer Allee 227/228 Rykestraße 1, 2, 53/54 (Lage)                                                                          | Wasserturmplatz mit Mietshausbebauung und Schule Gesamtanlagen siehe: Knaackstraße 23 Prenzlauer Allee 227/228 Rykestraße 53 Baudenkmale siehe: Diedenhofer Straße 3; 4; 5 Knaackstraße 22–24 Kollwitzstraße 54 Gartendenkmal siehe: Knaackstraße 23 | 09070159 – Knaackstraße 3, Mietshaus, 1886–1888 von A. Thieke |                                                    |
| 09050451 | Knaackstraße 3–5, 6–8, 12–22, 23, 24–32, 33/34 Belforter Straße 26–29 Diedenhofer Straße 3–9, 11–12 Kollwitzstraße 54 Kolmarer Straße 1, 3–6 Mülhauser Straße 1, 2–5, 8 Prenzlauer Allee 227/228 Rykestraße 1, 2, 53/54 (Lage)                                                                          | Wasserturmplatz mit Mietshausbebauung und Schule Gesamtanlagen siehe: Knaackstraße 23 Prenzlauer Allee 227/228 Rykestraße 53 Baudenkmale siehe: Diedenhofer Straße 3; 4; 5 Knaackstraße 22–24 Kollwitzstraße 54 Gartendenkmal siehe: Knaackstraße 23 | 09070160 – Knaackstraße 5, Mietshaus, 1886–1889 von F. Böhmert und H. Enders |                                                    |
| 09050451 | Knaackstraße 3–5, 6–8, 12–22, 23, 24–32, 33/34 Belforter Straße 26–29 Diedenhofer Straße 3–9, 11–12 Kollwitzstraße 54 Kolmarer Straße 1, 3–6 Mülhauser Straße 1, 2–5, 8 Prenzlauer Allee 227/228 Rykestraße 1, 2, 53/54 (Lage)                                                                          | Wasserturmplatz mit Mietshausbebauung und Schule Gesamtanlagen siehe: Knaackstraße 23 Prenzlauer Allee 227/228 Rykestraße 53 Baudenkmale siehe: Diedenhofer Straße 3; 4; 5 Knaackstraße 22–24 Kollwitzstraße 54 Gartendenkmal siehe: Knaackstraße 23 | 09070161 – Knaackstraße 6, Mietshaus, 1889–1890 |                                                    |
| 09050451 | Knaackstraße 3–5, 6–8, 12–22, 23, 24–32, 33/34 Belforter Straße 26–29 Diedenhofer Straße 3–9, 11–12 Kollwitzstraße 54 Kolmarer Straße 1, 3–6 Mülhauser Straße 1, 2–5, 8 Prenzlauer Allee 227/228 Rykestraße 1, 2, 53/54 (Lage)                                                                          | Wasserturmplatz mit Mietshausbebauung und Schule Gesamtanlagen siehe: Knaackstraße 23 Prenzlauer Allee 227/228 Rykestraße 53 Baudenkmale siehe: Diedenhofer Straße 3; 4; 5 Knaackstraße 22–24 Kollwitzstraße 54 Gartendenkmal siehe: Knaackstraße 23 | 09070163 – Knaackstraße 8, Mietshaus, 1889–1890 von Max Schubring |                                                    |
| 09050451 | Knaackstraße 3–5, 6–8, 12–22, 23, 24–32, 33/34 Belforter Straße 26–29 Diedenhofer Straße 3–9, 11–12 Kollwitzstraße 54 Kolmarer Straße 1, 3–6 Mülhauser Straße 1, 2–5, 8 Prenzlauer Allee 227/228 Rykestraße 1, 2, 53/54 (Lage)                                                                          | Wasserturmplatz mit Mietshausbebauung und Schule Gesamtanlagen siehe: Knaackstraße 23 Prenzlauer Allee 227/228 Rykestraße 53 Baudenkmale siehe: Diedenhofer Straße 3; 4; 5 Knaackstraße 22–24 Kollwitzstraße 54 Gartendenkmal siehe: Knaackstraße 23 | 09070165 – Knaackstraße 12, Mietshaus, 1889 |                                                    |
| 09050451 | Knaackstraße 3–5, 6–8, 12–22, 23, 24–32, 33/34 Belforter Straße 26–29 Diedenhofer Straße 3–9, 11–12 Kollwitzstraße 54 Kolmarer Straße 1, 3–6 Mülhauser Straße 1, 2–5, 8 Prenzlauer Allee 227/228 Rykestraße 1, 2, 53/54 (Lage)                                                                          | Wasserturmplatz mit Mietshausbebauung und Schule Gesamtanlagen siehe: Knaackstraße 23 Prenzlauer Allee 227/228 Rykestraße 53 Baudenkmale siehe: Diedenhofer Straße 3; 4; 5 Knaackstraße 22–24 Kollwitzstraße 54 Gartendenkmal siehe: Knaackstraße 23 | 09070166 – Knaackstraße 14, Mietshaus, 1889 |                                                    |
| 09050451 | Knaackstraße 3–5, 6–8, 12–22, 23, 24–32, 33/34 Belforter Straße 26–29 Diedenhofer Straße 3–9, 11–12 Kollwitzstraße 54 Kolmarer Straße 1, 3–6 Mülhauser Straße 1, 2–5, 8 Prenzlauer Allee 227/228 Rykestraße 1, 2, 53/54 (Lage)                                                                          | Wasserturmplatz mit Mietshausbebauung und Schule Gesamtanlagen siehe: Knaackstraße 23 Prenzlauer Allee 227/228 Rykestraße 53 Baudenkmale siehe: Diedenhofer Straße 3; 4; 5 Knaackstraße 22–24 Kollwitzstraße 54 Gartendenkmal siehe: Knaackstraße 23 | 09070167 – Knaackstraße 16–20 / Rykestraße 1, Mietshaus, um 1890 |                                                    |
| 09050451 | Knaackstraße 3–5, 6–8, 12–22, 23, 24–32, 33/34 Belforter Straße 26–29 Diedenhofer Straße 3–9, 11–12 Kollwitzstraße 54 Kolmarer Straße 1, 3–6 Mülhauser Straße 1, 2–5, 8 Prenzlauer Allee 227/228 Rykestraße 1, 2, 53/54 (Lage)                                                                          | Wasserturmplatz mit Mietshausbebauung und Schule Gesamtanlagen siehe: Knaackstraße 23 Prenzlauer Allee 227/228 Rykestraße 53 Baudenkmale siehe: Diedenhofer Straße 3; 4; 5 Knaackstraße 22–24 Kollwitzstraße 54 Gartendenkmal siehe: Knaackstraße 23 | 09070168 – Knaackstraße 26–28, Mietshaus, 1887–1888 |                                                    |
| 09050451 | Knaackstraße 3–5, 6–8, 12–22, 23, 24–32, 33/34 Belforter Straße 26–29 Diedenhofer Straße 3–9, 11–12 Kollwitzstraße 54 Kolmarer Straße 1, 3–6 Mülhauser Straße 1, 2–5, 8 Prenzlauer Allee 227/228 Rykestraße 1, 2, 53/54 (Lage)                                                                          | Wasserturmplatz mit Mietshausbebauung und Schule Gesamtanlagen siehe: Knaackstraße 23 Prenzlauer Allee 227/228 Rykestraße 53 Baudenkmale siehe: Diedenhofer Straße 3; 4; 5 Knaackstraße 22–24 Kollwitzstraße 54 Gartendenkmal siehe: Knaackstraße 23 | 09070169 – Knaackstraße 30–32, Mietshaus, 1887–1888 |                                                    |
| 09050451 | Knaackstraße 3–5, 6–8, 12–22, 23, 24–32, 33/34 Belforter Straße 26–29 Diedenhofer Straße 3–9, 11–12 Kollwitzstraße 54 Kolmarer Straße 1, 3–6 Mülhauser Straße 1, 2–5, 8 Prenzlauer Allee 227/228 Rykestraße 1, 2, 53/54 (Lage)                                                                          | Wasserturmplatz mit Mietshausbebauung und Schule Gesamtanlagen siehe: Knaackstraße 23 Prenzlauer Allee 227/228 Rykestraße 53 Baudenkmale siehe: Diedenhofer Straße 3; 4; 5 Knaackstraße 22–24 Kollwitzstraße 54 Gartendenkmal siehe: Knaackstraße 23 | 09070170 – Knaackstraße 33, Mietshaus, 1887–1888 von Arthur Kricke |                                                    |
| 09050451 | Knaackstraße 3–5, 6–8, 12–22, 23, 24–32, 33/34 Belforter Straße 26–29 Diedenhofer Straße 3–9, 11–12 Kollwitzstraße 54 Kolmarer Straße 1, 3–6 Mülhauser Straße 1, 2–5, 8 Prenzlauer Allee 227/228 Rykestraße 1, 2, 53/54 (Lage)                                                                          | Wasserturmplatz mit Mietshausbebauung und Schule Gesamtanlagen siehe: Knaackstraße 23 Prenzlauer Allee 227/228 Rykestraße 53 Baudenkmale siehe: Diedenhofer Straße 3; 4; 5 Knaackstraße 22–24 Kollwitzstraße 54 Gartendenkmal siehe: Knaackstraße 23 | 09070171 – Knaackstraße 34, Mietshaus, 1880–1881 von C. Bühling |                                                    |
| 09050451 | Knaackstraße 3–5, 6–8, 12–22, 23, 24–32, 33/34 Belforter Straße 26–29 Diedenhofer Straße 3–9, 11–12 Kollwitzstraße 54 Kolmarer Straße 1, 3–6 Mülhauser Straße 1, 2–5, 8 Prenzlauer Allee 227/228 Rykestraße 1, 2, 53/54 (Lage)                                                                          | Wasserturmplatz mit Mietshausbebauung und Schule Gesamtanlagen siehe: Knaackstraße 23 Prenzlauer Allee 227/228 Rykestraße 53 Baudenkmale siehe: Diedenhofer Straße 3; 4; 5 Knaackstraße 22–24 Kollwitzstraße 54 Gartendenkmal siehe: Knaackstraße 23 | 09070086 – Kollwitzstraße 54, Mietshaus, 1874 |                                                    |
| 09050451 | Knaackstraße 3–5, 6–8, 12–22, 23, 24–32, 33/34 Belforter Straße 26–29 Diedenhofer Straße 3–9, 11–12 Kollwitzstraße 54 Kolmarer Straße 1, 3–6 Mülhauser Straße 1, 2–5, 8 Prenzlauer Allee 227/228 Rykestraße 1, 2, 53/54 (Lage)                                                                          | Wasserturmplatz mit Mietshausbebauung und Schule Gesamtanlagen siehe: Knaackstraße 23 Prenzlauer Allee 227/228 Rykestraße 53 Baudenkmale siehe: Diedenhofer Straße 3; 4; 5 Knaackstraße 22–24 Kollwitzstraße 54 Gartendenkmal siehe: Knaackstraße 23 | 09070231 – Kolmarer Straße 3, Mietshaus, 1888–1889 |                                                    |
| 09050451 | Knaackstraße 3–5, 6–8, 12–22, 23, 24–32, 33/34 Belforter Straße 26–29 Diedenhofer Straße 3–9, 11–12 Kollwitzstraße 54 Kolmarer Straße 1, 3–6 Mülhauser Straße 1, 2–5, 8 Prenzlauer Allee 227/228 Rykestraße 1, 2, 53/54 (Lage)                                                                          | Wasserturmplatz mit Mietshausbebauung und Schule Gesamtanlagen siehe: Knaackstraße 23 Prenzlauer Allee 227/228 Rykestraße 53 Baudenkmale siehe: Diedenhofer Straße 3; 4; 5 Knaackstraße 22–24 Kollwitzstraße 54 Gartendenkmal siehe: Knaackstraße 23 | 09070232 – Kolmarer Straße 4 / Mülhauser Straße 1, Mietshaus, 1888–1889 von Rudolph Gebert |                                                    |
| 09050451 | Knaackstraße 3–5, 6–8, 12–22, 23, 24–32, 33/34 Belforter Straße 26–29 Diedenhofer Straße 3–9, 11–12 Kollwitzstraße 54 Kolmarer Straße 1, 3–6 Mülhauser Straße 1, 2–5, 8 Prenzlauer Allee 227/228 Rykestraße 1, 2, 53/54 (Lage)                                                                          | Wasserturmplatz mit Mietshausbebauung und Schule Gesamtanlagen siehe: Knaackstraße 23 Prenzlauer Allee 227/228 Rykestraße 53 Baudenkmale siehe: Diedenhofer Straße 3; 4; 5 Knaackstraße 22–24 Kollwitzstraße 54 Gartendenkmal siehe: Knaackstraße 23 | 09070233 – Kolmarer Straße 6, Mietshaus, 1886–1890 |                                                    |
| 09050451 | Knaackstraße 3–5, 6–8, 12–22, 23, 24–32, 33/34 Belforter Straße 26–29 Diedenhofer Straße 3–9, 11–12 Kollwitzstraße 54 Kolmarer Straße 1, 3–6 Mülhauser Straße 1, 2–5, 8 Prenzlauer Allee 227/228 Rykestraße 1, 2, 53/54 (Lage)                                                                          | Wasserturmplatz mit Mietshausbebauung und Schule Gesamtanlagen siehe: Knaackstraße 23 Prenzlauer Allee 227/228 Rykestraße 53 Baudenkmale siehe: Diedenhofer Straße 3; 4; 5 Knaackstraße 22–24 Kollwitzstraße 54 Gartendenkmal siehe: Knaackstraße 23 | 09070234 – Mülhauser Straße 2, Mietshaus, 1889 |                                                    |
| 09050451 | Knaackstraße 3–5, 6–8, 12–22, 23, 24–32, 33/34 Belforter Straße 26–29 Diedenhofer Straße 3–9, 11–12 Kollwitzstraße 54 Kolmarer Straße 1, 3–6 Mülhauser Straße 1, 2–5, 8 Prenzlauer Allee 227/228 Rykestraße 1, 2, 53/54 (Lage)                                                                          | Wasserturmplatz mit Mietshausbebauung und Schule Gesamtanlagen siehe: Knaackstraße 23 Prenzlauer Allee 227/228 Rykestraße 53 Baudenkmale siehe: Diedenhofer Straße 3; 4; 5 Knaackstraße 22–24 Kollwitzstraße 54 Gartendenkmal siehe: Knaackstraße 23 | 09070235 – Mülhauser Straße 3/4, Mietshaus, 1889 |                                                    |
| 09050451 | Knaackstraße 3–5, 6–8, 12–22, 23, 24–32, 33/34 Belforter Straße 26–29 Diedenhofer Straße 3–9, 11–12 Kollwitzstraße 54 Kolmarer Straße 1, 3–6 Mülhauser Straße 1, 2–5, 8 Prenzlauer Allee 227/228 Rykestraße 1, 2, 53/54 (Lage)                                                                          | Wasserturmplatz mit Mietshausbebauung und Schule Gesamtanlagen siehe: Knaackstraße 23 Prenzlauer Allee 227/228 Rykestraße 53 Baudenkmale siehe: Diedenhofer Straße 3; 4; 5 Knaackstraße 22–24 Kollwitzstraße 54 Gartendenkmal siehe: Knaackstraße 23 | 09070236 – Mülhauser Straße 5, Mietshaus, 1886–1888 |                                                    |
| 09050451 | Knaackstraße 3–5, 6–8, 12–22, 23, 24–32, 33/34 Belforter Straße 26–29 Diedenhofer Straße 3–9, 11–12 Kollwitzstraße 54 Kolmarer Straße 1, 3–6 Mülhauser Straße 1, 2–5, 8 Prenzlauer Allee 227/228 Rykestraße 1, 2, 53/54 (Lage)                                                                          | Wasserturmplatz mit Mietshausbebauung und Schule Gesamtanlagen siehe: Knaackstraße 23 Prenzlauer Allee 227/228 Rykestraße 53 Baudenkmale siehe: Diedenhofer Straße 3; 4; 5 Knaackstraße 22–24 Kollwitzstraße 54 Gartendenkmal siehe: Knaackstraße 23 | 09012519 – Rykestraße 2, Mietshaus, 1891–1893 von W. Gläser |                                                    |
| 09050451 | Knaackstraße 3–5, 6–8, 12–22, 23, 24–32, 33/34 Belforter Straße 26–29 Diedenhofer Straße 3–9, 11–12 Kollwitzstraße 54 Kolmarer Straße 1, 3–6 Mülhauser Straße 1, 2–5, 8 Prenzlauer Allee 227/228 Rykestraße 1, 2, 53/54 (Lage)                                                                          | Wasserturmplatz mit Mietshausbebauung und Schule Gesamtanlagen siehe: Knaackstraße 23 Prenzlauer Allee 227/228 Rykestraße 53 Baudenkmale siehe: Diedenhofer Straße 3; 4; 5 Knaackstraße 22–24 Kollwitzstraße 54 Gartendenkmal siehe: Knaackstraße 23 | Ehemaliger Bestandteil des Ensembles: |                                                    |
| 09050451 | Knaackstraße 3–5, 6–8, 12–22, 23, 24–32, 33/34 Belforter Straße 26–29 Diedenhofer Straße 3–9, 11–12 Kollwitzstraße 54 Kolmarer Straße 1, 3–6 Mülhauser Straße 1, 2–5, 8 Prenzlauer Allee 227/228 Rykestraße 1, 2, 53/54 (Lage)                                                                          | Wasserturmplatz mit Mietshausbebauung und Schule Gesamtanlagen siehe: Knaackstraße 23 Prenzlauer Allee 227/228 Rykestraße 53 Baudenkmale siehe: Diedenhofer Straße 3; 4; 5 Knaackstraße 22–24 Kollwitzstraße 54 Gartendenkmal siehe: Knaackstraße 23 | 09070158 – Diedenhofer Straße 9/11, Wohnanlage, um 1960 |                                                    |
| 09050451 | Knaackstraße 3–5, 6–8, 12–22, 23, 24–32, 33/34 Belforter Straße 26–29 Diedenhofer Straße 3–9, 11–12 Kollwitzstraße 54 Kolmarer Straße 1, 3–6 Mülhauser Straße 1, 2–5, 8 Prenzlauer Allee 227/228 Rykestraße 1, 2, 53/54 (Lage)                                                                          | Wasserturmplatz mit Mietshausbebauung und Schule Gesamtanlagen siehe: Knaackstraße 23 Prenzlauer Allee 227/228 Rykestraße 53 Baudenkmale siehe: Diedenhofer Straße 3; 4; 5 Knaackstraße 22–24 Kollwitzstraße 54 Gartendenkmal siehe: Knaackstraße 23 | Nicht konstituierender Bestandteil des Ensembles: Knaackstraße 7 / Kolmarer Straße 7 |                                                    |
| 09050453 | Kollwitzstraße 60–62, 69–71, 73–84, 87/88 Husemannstraße 1–16 Knaackstraße 43–49, 52–58 Kollwitzplatz Sredzkistraße 32–34, 46–48, 51–53 Wörther Straße 12, 35–39 (Lage) | Kollwitzplatz mit Mietshausbebauung Baudenkmale siehe: Knaackstraße 43–45 Kollwitzplatz Wörther Straße 37; 38 | Weitere Bestandteile des Ensembles: | Weitere Bestandteile des Ensembles:                |
| 09050453 | Kollwitzstraße 60–62, 69–71, 73–84, 87/88 Husemannstraße 1–16 Knaackstraße 43–49, 52–58 Kollwitzplatz Sredzkistraße 32–34, 46–48, 51–53 Wörther Straße 12, 35–39 (Lage) | Kollwitzplatz mit Mietshausbebauung Baudenkmale siehe: Knaackstraße 43–45 Kollwitzplatz Wörther Straße 37; 38 | 09070260 – Husemannstraße / Sredzkistraße, Litfaßsäule, ehem. Transformatorensäule, wohl um 1910, ergänzt 1987 |                                                    |
| 09050453 | Kollwitzstraße 60–62, 69–71, 73–84, 87/88 Husemannstraße 1–16 Knaackstraße 43–49, 52–58 Kollwitzplatz Sredzkistraße 32–34, 46–48, 51–53 Wörther Straße 12, 35–39 (Lage) | Kollwitzplatz mit Mietshausbebauung Baudenkmale siehe: Knaackstraße 43–45 Kollwitzplatz Wörther Straße 37; 38 | 09070200 – Husemannstraße 1 / Wörther Straße 36, Mietshaus, 1874–1877 |                                                    |
| 09050453 | Kollwitzstraße 60–62, 69–71, 73–84, 87/88 Husemannstraße 1–16 Knaackstraße 43–49, 52–58 Kollwitzplatz Sredzkistraße 32–34, 46–48, 51–53 Wörther Straße 12, 35–39 (Lage) | Kollwitzplatz mit Mietshausbebauung Baudenkmale siehe: Knaackstraße 43–45 Kollwitzplatz Wörther Straße 37; 38 | 09070201 – Husemannstraße 2 / Wörther Straße 35, Mietshaus, um 1880 |                                                    |
| 09050453 | Kollwitzstraße 60–62, 69–71, 73–84, 87/88 Husemannstraße 1–16 Knaackstraße 43–49, 52–58 Kollwitzplatz Sredzkistraße 32–34, 46–48, 51–53 Wörther Straße 12, 35–39 (Lage) | Kollwitzplatz mit Mietshausbebauung Baudenkmale siehe: Knaackstraße 43–45 Kollwitzplatz Wörther Straße 37; 38 | 09070202 – Husemannstraße 3, Mietshaus, 1883–1887 | histor. Detail des Hauses anno 1987                |
| 09050453 | Kollwitzstraße 60–62, 69–71, 73–84, 87/88 Husemannstraße 1–16 Knaackstraße 43–49, 52–58 Kollwitzplatz Sredzkistraße 32–34, 46–48, 51–53 Wörther Straße 12, 35–39 (Lage) | Kollwitzplatz mit Mietshausbebauung Baudenkmale siehe: Knaackstraße 43–45 Kollwitzplatz Wörther Straße 37; 38 | 09070203 – Husemannstraße 4, Mietshaus, 1883–1884 |                                                    |
| 09050453 | Kollwitzstraße 60–62, 69–71, 73–84, 87/88 Husemannstraße 1–16 Knaackstraße 43–49, 52–58 Kollwitzplatz Sredzkistraße 32–34, 46–48, 51–53 Wörther Straße 12, 35–39 (Lage) | Kollwitzplatz mit Mietshausbebauung Baudenkmale siehe: Knaackstraße 43–45 Kollwitzplatz Wörther Straße 37; 38 | 09070204 – Husemannstraße 5, Mietshaus, 1884 |                                                    |
| 09050453 | Kollwitzstraße 60–62, 69–71, 73–84, 87/88 Husemannstraße 1–16 Knaackstraße 43–49, 52–58 Kollwitzplatz Sredzkistraße 32–34, 46–48, 51–53 Wörther Straße 12, 35–39 (Lage) | Kollwitzplatz mit Mietshausbebauung Baudenkmale siehe: Knaackstraße 43–45 Kollwitzplatz Wörther Straße 37; 38 | 09070205 – Husemannstraße 6, Mietshaus, 1883–1884 |                                                    |
| 09050453 | Kollwitzstraße 60–62, 69–71, 73–84, 87/88 Husemannstraße 1–16 Knaackstraße 43–49, 52–58 Kollwitzplatz Sredzkistraße 32–34, 46–48, 51–53 Wörther Straße 12, 35–39 (Lage) | Kollwitzplatz mit Mietshausbebauung Baudenkmale siehe: Knaackstraße 43–45 Kollwitzplatz Wörther Straße 37; 38 | 09070206 – Husemannstraße 7, Mietshaus, 1884 |                                                    |
| 09050453 | Kollwitzstraße 60–62, 69–71, 73–84, 87/88 Husemannstraße 1–16 Knaackstraße 43–49, 52–58 Kollwitzplatz Sredzkistraße 32–34, 46–48, 51–53 Wörther Straße 12, 35–39 (Lage) | Kollwitzplatz mit Mietshausbebauung Baudenkmale siehe: Knaackstraße 43–45 Kollwitzplatz Wörther Straße 37; 38 | 09070207 – Husemannstraße 8, Mietshaus, 1883–1884 |                                                    |
| 09050453 | Kollwitzstraße 60–62, 69–71, 73–84, 87/88 Husemannstraße 1–16 Knaackstraße 43–49, 52–58 Kollwitzplatz Sredzkistraße 32–34, 46–48, 51–53 Wörther Straße 12, 35–39 (Lage) | Kollwitzplatz mit Mietshausbebauung Baudenkmale siehe: Knaackstraße 43–45 Kollwitzplatz Wörther Straße 37; 38 | 09070208 – Husemannstraße 9, Mietshaus, 1884–1885 |                                                    |
| 09050453 | Kollwitzstraße 60–62, 69–71, 73–84, 87/88 Husemannstraße 1–16 Knaackstraße 43–49, 52–58 Kollwitzplatz Sredzkistraße 32–34, 46–48, 51–53 Wörther Straße 12, 35–39 (Lage) | Kollwitzplatz mit Mietshausbebauung Baudenkmale siehe: Knaackstraße 43–45 Kollwitzplatz Wörther Straße 37; 38 | 09070209 – Husemannstraße 10, Mietshaus, 1888–1890 von Thöns & Schmidtmann |                                                    |
| 09050453 | Kollwitzstraße 60–62, 69–71, 73–84, 87/88 Husemannstraße 1–16 Knaackstraße 43–49, 52–58 Kollwitzplatz Sredzkistraße 32–34, 46–48, 51–53 Wörther Straße 12, 35–39 (Lage) | Kollwitzplatz mit Mietshausbebauung Baudenkmale siehe: Knaackstraße 43–45 Kollwitzplatz Wörther Straße 37; 38 | 09070210 – Husemannstraße 11, Mietshaus, 1884–1885 |                                                    |
| 09050453 | Kollwitzstraße 60–62, 69–71, 73–84, 87/88 Husemannstraße 1–16 Knaackstraße 43–49, 52–58 Kollwitzplatz Sredzkistraße 32–34, 46–48, 51–53 Wörther Straße 12, 35–39 (Lage) | Kollwitzplatz mit Mietshausbebauung Baudenkmale siehe: Knaackstraße 43–45 Kollwitzplatz Wörther Straße 37; 38 | 09070211 – Husemannstraße 12, Mietshaus, 1892–1893 von Paul Höfchen |                                                    |
| 09050453 | Kollwitzstraße 60–62, 69–71, 73–84, 87/88 Husemannstraße 1–16 Knaackstraße 43–49, 52–58 Kollwitzplatz Sredzkistraße 32–34, 46–48, 51–53 Wörther Straße 12, 35–39 (Lage) | Kollwitzplatz mit Mietshausbebauung Baudenkmale siehe: Knaackstraße 43–45 Kollwitzplatz Wörther Straße 37; 38 | 09070212 – Husemannstraße 13, Mietshaus, 1885–1886 |                                                    |
| 09050453 | Kollwitzstraße 60–62, 69–71, 73–84, 87/88 Husemannstraße 1–16 Knaackstraße 43–49, 52–58 Kollwitzplatz Sredzkistraße 32–34, 46–48, 51–53 Wörther Straße 12, 35–39 (Lage) | Kollwitzplatz mit Mietshausbebauung Baudenkmale siehe: Knaackstraße 43–45 Kollwitzplatz Wörther Straße 37; 38 | 09070213 – Husemannstraße 14, Mietshaus, 1887–1890 von Thöns & Schmidtmann |                                                    |
| 09050453 | Kollwitzstraße 60–62, 69–71, 73–84, 87/88 Husemannstraße 1–16 Knaackstraße 43–49, 52–58 Kollwitzplatz Sredzkistraße 32–34, 46–48, 51–53 Wörther Straße 12, 35–39 (Lage) | Kollwitzplatz mit Mietshausbebauung Baudenkmale siehe: Knaackstraße 43–45 Kollwitzplatz Wörther Straße 37; 38 | 09070214 – Husemannstraße 15 / Sredzkistraße 32, Mietshaus, 1887–1888 |                                                    |
| 09050453 | Kollwitzstraße 60–62, 69–71, 73–84, 87/88 Husemannstraße 1–16 Knaackstraße 43–49, 52–58 Kollwitzplatz Sredzkistraße 32–34, 46–48, 51–53 Wörther Straße 12, 35–39 (Lage) | Kollwitzplatz mit Mietshausbebauung Baudenkmale siehe: Knaackstraße 43–45 Kollwitzplatz Wörther Straße 37; 38 | 09070215 – Husemannstraße 16 / Sredzkistraße 34, Mietshaus, 1887–1889 von Thöns & Schmidtmann |                                                    |
| 09050453 | Kollwitzstraße 60–62, 69–71, 73–84, 87/88 Husemannstraße 1–16 Knaackstraße 43–49, 52–58 Kollwitzplatz Sredzkistraße 32–34, 46–48, 51–53 Wörther Straße 12, 35–39 (Lage) | Kollwitzplatz mit Mietshausbebauung Baudenkmale siehe: Knaackstraße 43–45 Kollwitzplatz Wörther Straße 37; 38 | 09070172 – Knaackstraße 47–49 / Wörtherstraße 12, Mietshaus, 1878 von A. Sasse und W. Engel |                                                    |
| 09050453 | Kollwitzstraße 60–62, 69–71, 73–84, 87/88 Husemannstraße 1–16 Knaackstraße 43–49, 52–58 Kollwitzplatz Sredzkistraße 32–34, 46–48, 51–53 Wörther Straße 12, 35–39 (Lage) | Kollwitzplatz mit Mietshausbebauung Baudenkmale siehe: Knaackstraße 43–45 Kollwitzplatz Wörther Straße 37; 38 | 09070173 – Knaackstraße 52 / Wörther Straße 39, Mietshaus |                                                    |
| 09050453 | Kollwitzstraße 60–62, 69–71, 73–84, 87/88 Husemannstraße 1–16 Knaackstraße 43–49, 52–58 Kollwitzplatz Sredzkistraße 32–34, 46–48, 51–53 Wörther Straße 12, 35–39 (Lage) | Kollwitzplatz mit Mietshausbebauung Baudenkmale siehe: Knaackstraße 43–45 Kollwitzplatz Wörther Straße 37; 38 | 09070174 – Knaackstraße 54, Mietshaus, 1880–1881 von G. Franke |                                                    |
| 09050453 | Kollwitzstraße 60–62, 69–71, 73–84, 87/88 Husemannstraße 1–16 Knaackstraße 43–49, 52–58 Kollwitzplatz Sredzkistraße 32–34, 46–48, 51–53 Wörther Straße 12, 35–39 (Lage) | Kollwitzplatz mit Mietshausbebauung Baudenkmale siehe: Knaackstraße 43–45 Kollwitzplatz Wörther Straße 37; 38 | 09070175 – Knaackstraße 56, Mietshaus, um 1885 |                                                    |
| 09050453 | Kollwitzstraße 60–62, 69–71, 73–84, 87/88 Husemannstraße 1–16 Knaackstraße 43–49, 52–58 Kollwitzplatz Sredzkistraße 32–34, 46–48, 51–53 Wörther Straße 12, 35–39 (Lage) | Kollwitzplatz mit Mietshausbebauung Baudenkmale siehe: Knaackstraße 43–45 Kollwitzplatz Wörther Straße 37; 38 | 09070176 – Knaackstraße 58, Mietshaus, 1885–1887 von Thöns & Schmidtmann |                                                    |
| 09050453 | Kollwitzstraße 60–62, 69–71, 73–84, 87/88 Husemannstraße 1–16 Knaackstraße 43–49, 52–58 Kollwitzplatz Sredzkistraße 32–34, 46–48, 51–53 Wörther Straße 12, 35–39 (Lage) | Kollwitzplatz mit Mietshausbebauung Baudenkmale siehe: Knaackstraße 43–45 Kollwitzplatz Wörther Straße 37; 38 | 09070255 – Kollwitzplatz / Knaackstraße / Wörther Straße, Litfaßsäule, wohl um 1900 |                                                    |
| 09050453 | Kollwitzstraße 60–62, 69–71, 73–84, 87/88 Husemannstraße 1–16 Knaackstraße 43–49, 52–58 Kollwitzplatz Sredzkistraße 32–34, 46–48, 51–53 Wörther Straße 12, 35–39 (Lage) | Kollwitzplatz mit Mietshausbebauung Baudenkmale siehe: Knaackstraße 43–45 Kollwitzplatz Wörther Straße 37; 38 | 09070256 – Kollwitzplatz / Kollwitzstraße / Wörther Straße, Litfaßsäule, wohl 1910–1920, ergänzt 1987 |                                                    |
| 09050453 | Kollwitzstraße 60–62, 69–71, 73–84, 87/88 Husemannstraße 1–16 Knaackstraße 43–49, 52–58 Kollwitzplatz Sredzkistraße 32–34, 46–48, 51–53 Wörther Straße 12, 35–39 (Lage) | Kollwitzplatz mit Mietshausbebauung Baudenkmale siehe: Knaackstraße 43–45 Kollwitzplatz Wörther Straße 37; 38 | 09070091 – Kollwitzstraße 60, Mietshaus, 1873 vom Deutsch-Holländischen Actien-Bauverein |                                                    |
| 09050453 | Kollwitzstraße 60–62, 69–71, 73–84, 87/88 Husemannstraße 1–16 Knaackstraße 43–49, 52–58 Kollwitzplatz Sredzkistraße 32–34, 46–48, 51–53 Wörther Straße 12, 35–39 (Lage) | Kollwitzplatz mit Mietshausbebauung Baudenkmale siehe: Knaackstraße 43–45 Kollwitzplatz Wörther Straße 37; 38 | 09070092 – Kollwitzstraße 62, Mietshaus, 1873 vom Deutsch-Holländischen Actien-Bauverein |                                                    |
| 09050453 | Kollwitzstraße 60–62, 69–71, 73–84, 87/88 Husemannstraße 1–16 Knaackstraße 43–49, 52–58 Kollwitzplatz Sredzkistraße 32–34, 46–48, 51–53 Wörther Straße 12, 35–39 (Lage) | Kollwitzplatz mit Mietshausbebauung Baudenkmale siehe: Knaackstraße 43–45 Kollwitzplatz Wörther Straße 37; 38 | 09070095 – Kollwitzstraße 69, Mietshaus, um 1875 vom Deutsch-Holländischen Actien-Bauverein |                                                    |
| 09050453 | Kollwitzstraße 60–62, 69–71, 73–84, 87/88 Husemannstraße 1–16 Knaackstraße 43–49, 52–58 Kollwitzplatz Sredzkistraße 32–34, 46–48, 51–53 Wörther Straße 12, 35–39 (Lage) | Kollwitzplatz mit Mietshausbebauung Baudenkmale siehe: Knaackstraße 43–45 Kollwitzplatz Wörther Straße 37; 38 | 09070096 – Kollwitzstraße 71, Mietshaus, 1874 von Otto Möbius für den Deutsch-Holländischen Actien-Bauverein |                                                    |
| 09050453 | Kollwitzstraße 60–62, 69–71, 73–84, 87/88 Husemannstraße 1–16 Knaackstraße 43–49, 52–58 Kollwitzplatz Sredzkistraße 32–34, 46–48, 51–53 Wörther Straße 12, 35–39 (Lage) | Kollwitzplatz mit Mietshausbebauung Baudenkmale siehe: Knaackstraße 43–45 Kollwitzplatz Wörther Straße 37; 38 | 09070041 – Kollwitzstraße 73, Mietshaus, um 1875 vom Deutsch-Holländischen Actien-Bauverein (?) |                                                    |
| 09050453 | Kollwitzstraße 60–62, 69–71, 73–84, 87/88 Husemannstraße 1–16 Knaackstraße 43–49, 52–58 Kollwitzplatz Sredzkistraße 32–34, 46–48, 51–53 Wörther Straße 12, 35–39 (Lage) | Kollwitzplatz mit Mietshausbebauung Baudenkmale siehe: Knaackstraße 43–45 Kollwitzplatz Wörther Straße 37; 38 | 09070042 – Kollwitzstraße 74, Mietshaus, 1874–1876 von Otto Klau für den Deutsch-Holländischen Actien-Bauverein |                                                    |
| 09050453 | Kollwitzstraße 60–62, 69–71, 73–84, 87/88 Husemannstraße 1–16 Knaackstraße 43–49, 52–58 Kollwitzplatz Sredzkistraße 32–34, 46–48, 51–53 Wörther Straße 12, 35–39 (Lage) | Kollwitzplatz mit Mietshausbebauung Baudenkmale siehe: Knaackstraße 43–45 Kollwitzplatz Wörther Straße 37; 38 | 09070043 – Kollwitzstraße 75, Mietshaus, 1874–1875 vom Deutsch-Holländischen Actien-Bauverein |                                                    |
| 09050453 | Kollwitzstraße 60–62, 69–71, 73–84, 87/88 Husemannstraße 1–16 Knaackstraße 43–49, 52–58 Kollwitzplatz Sredzkistraße 32–34, 46–48, 51–53 Wörther Straße 12, 35–39 (Lage) | Kollwitzplatz mit Mietshausbebauung Baudenkmale siehe: Knaackstraße 43–45 Kollwitzplatz Wörther Straße 37; 38 | 09070049 – Kollwitzstraße 76, Mietshaus, 1874 von Otto Klau für den Deutsch-Holländischen Actien-Bauverein |                                                    |
| 09050453 | Kollwitzstraße 60–62, 69–71, 73–84, 87/88 Husemannstraße 1–16 Knaackstraße 43–49, 52–58 Kollwitzplatz Sredzkistraße 32–34, 46–48, 51–53 Wörther Straße 12, 35–39 (Lage) | Kollwitzplatz mit Mietshausbebauung Baudenkmale siehe: Knaackstraße 43–45 Kollwitzplatz Wörther Straße 37; 38 | 09070047 – Kollwitzstraße 77, Mietshaus, 1874 von Otto Möbius für den Deutsch-Holländischen Actien-Bauverein |                                                    |
| 09050453 | Kollwitzstraße 60–62, 69–71, 73–84, 87/88 Husemannstraße 1–16 Knaackstraße 43–49, 52–58 Kollwitzplatz Sredzkistraße 32–34, 46–48, 51–53 Wörther Straße 12, 35–39 (Lage) | Kollwitzplatz mit Mietshausbebauung Baudenkmale siehe: Knaackstraße 43–45 Kollwitzplatz Wörther Straße 37; 38 | 09070048 – Kollwitzstraße 78, Mietshaus, 1874–1875 von Otto Klau für den Deutsch-Holländischen Actien-Bauverein |                                                    |
| 09050453 | Kollwitzstraße 60–62, 69–71, 73–84, 87/88 Husemannstraße 1–16 Knaackstraße 43–49, 52–58 Kollwitzplatz Sredzkistraße 32–34, 46–48, 51–53 Wörther Straße 12, 35–39 (Lage) | Kollwitzplatz mit Mietshausbebauung Baudenkmale siehe: Knaackstraße 43–45 Kollwitzplatz Wörther Straße 37; 38 | 09070057 – Kollwitzstraße 79, Mietshaus, 1874–1876 von Otto Möbius für den Deutsch-Holländischen Actien-Bauverein |                                                    |
| 09050453 | Kollwitzstraße 60–62, 69–71, 73–84, 87/88 Husemannstraße 1–16 Knaackstraße 43–49, 52–58 Kollwitzplatz Sredzkistraße 32–34, 46–48, 51–53 Wörther Straße 12, 35–39 (Lage) | Kollwitzplatz mit Mietshausbebauung Baudenkmale siehe: Knaackstraße 43–45 Kollwitzplatz Wörther Straße 37; 38 | 09070058 – Kollwitzstraße 80, Mietshaus, 1874 von Otto Klau für den Deutsch-Holländischen Actien-Bauverein |                                                    |
| 09050453 | Kollwitzstraße 60–62, 69–71, 73–84, 87/88 Husemannstraße 1–16 Knaackstraße 43–49, 52–58 Kollwitzplatz Sredzkistraße 32–34, 46–48, 51–53 Wörther Straße 12, 35–39 (Lage) | Kollwitzplatz mit Mietshausbebauung Baudenkmale siehe: Knaackstraße 43–45 Kollwitzplatz Wörther Straße 37; 38 | 09070044 – Kollwitzstraße 81–83 / Sredzkistraße 46–48, Miethäuser, 1884 |                                                    |
| 09050453 | Kollwitzstraße 60–62, 69–71, 73–84, 87/88 Husemannstraße 1–16 Knaackstraße 43–49, 52–58 Kollwitzplatz Sredzkistraße 32–34, 46–48, 51–53 Wörther Straße 12, 35–39 (Lage) | Kollwitzplatz mit Mietshausbebauung Baudenkmale siehe: Knaackstraße 43–45 Kollwitzplatz Wörther Straße 37; 38 | 09070045 – Kollwitzstraße 82, Mietshaus, 1885–1886 |                                                    |
| 09050453 | Kollwitzstraße 60–62, 69–71, 73–84, 87/88 Husemannstraße 1–16 Knaackstraße 43–49, 52–58 Kollwitzplatz Sredzkistraße 32–34, 46–48, 51–53 Wörther Straße 12, 35–39 (Lage) | Kollwitzplatz mit Mietshausbebauung Baudenkmale siehe: Knaackstraße 43–45 Kollwitzplatz Wörther Straße 37; 38 | 09070046 – Kollwitzstraße 84, Mietshaus, 1887–1889 |                                                    |
| 09050453 | Kollwitzstraße 60–62, 69–71, 73–84, 87/88 Husemannstraße 1–16 Knaackstraße 43–49, 52–58 Kollwitzplatz Sredzkistraße 32–34, 46–48, 51–53 Wörther Straße 12, 35–39 (Lage) | Kollwitzplatz mit Mietshausbebauung Baudenkmale siehe: Knaackstraße 43–45 Kollwitzplatz Wörther Straße 37; 38 | 09070060 – Kollwitzstraße 87 / Sredzkistraße 51, Mietshaus, 1885 |                                                    |
| 09050453 | Kollwitzstraße 60–62, 69–71, 73–84, 87/88 Husemannstraße 1–16 Knaackstraße 43–49, 52–58 Kollwitzplatz Sredzkistraße 32–34, 46–48, 51–53 Wörther Straße 12, 35–39 (Lage) | Kollwitzplatz mit Mietshausbebauung Baudenkmale siehe: Knaackstraße 43–45 Kollwitzplatz Wörther Straße 37; 38 | 09070061 – Kollwitzstraße 88 / Sredzkistraße 53, Mietshaus, 1886–1888 |                                                    |
| 09065210 | Kopenhagener Straße 71–78 (Lage) | Miethäuser und Gewerbebauten | Bestandteile des Ensembles: | Bestandteile des Ensembles:                        |
| 09065210 | Kopenhagener Straße 71–78 (Lage) | Miethäuser und Gewerbebauten | 09065211 – Kopenhagener Straße 71, Mietshaus und Fabrik, 1902 |                                                    |
| 09065210 | Kopenhagener Straße 71–78 (Lage) | Miethäuser und Gewerbebauten | 09065212 – Kopenhagener Straße 72, Mietshaus und Fabrik, 1902 |                                                    |
| 09065210 | Kopenhagener Straße 71–78 (Lage) | Miethäuser und Gewerbebauten | 09065213 – Kopenhagener Straße 73, Mietshaus, 1902–1903 von Hermann Günther |                                                    |
| 09065210 | Kopenhagener Straße 71–78 (Lage) | Miethäuser und Gewerbebauten | 09065214 – Kopenhagener Straße 74, Mietshaus, 1901–1902 von E. Rauhut |                                                    |
| 09065210 | Kopenhagener Straße 71–78 (Lage) | Miethäuser und Gewerbebauten | 09065215 – Kopenhagener Straße 75, Mietshaus, 1901 von E. Rauhut |                                                    |
| 09065210 | Kopenhagener Straße 71–78 (Lage) | Miethäuser und Gewerbebauten | 09065216 – Kopenhagener Straße 76, Mietshaus, 1901 von Hermann Günther |                                                    |
| 09065210 | Kopenhagener Straße 71–78 (Lage) | Miethäuser und Gewerbebauten | 09065217 – Kopenhagener Straße 77, Mietshaus, 1901 |                                                    |
| 09065210 | Kopenhagener Straße 71–78 (Lage) | Miethäuser und Gewerbebauten | 09065218 – Kopenhagener Straße 78, Mietshaus, 1900–1901 von E. Rauhut |                                                    |
| 09090290 | Mandelstraße 6–8, 12–14 Greifswalder Straße 147–149 Ostseestraße 108–126 (Lage) | Schule und Wohnanlage Gesamtanlage siehe: Mandelstraße 6–8 | Weiterer Bestandteil des Ensembles: | Weiterer Bestandteil des Ensembles:                |
| 09090290 | Mandelstraße 6–8, 12–14 Greifswalder Straße 147–149 Ostseestraße 108–126 (Lage) | Schule und Wohnanlage Gesamtanlage siehe: Mandelstraße 6–8 | 09090292 – Greifswalder Straße 147–149 / Mandelstraße 12–14 / Ostseestraße 108–126, Wohnanlage, 1929–1931 von Fedler & Kraffert                                                                                      |                                                    |
| 09090128 | Marienburger Straße 16, 16A Greifswalder Straße 207/208B (Lage) | Stützpunkt und Abspannwerk der BEWAG, Miethäuser Gesamtanlage siehe: Marienburger Straße 16, 16A | Weitere Bestandteile des Ensembles: | Weitere Bestandteile des Ensembles:                |
| 09090128 | Marienburger Straße 16, 16A Greifswalder Straße 207/208B (Lage) | Stützpunkt und Abspannwerk der BEWAG, Miethäuser Gesamtanlage siehe: Marienburger Straße 16, 16A | 09090103 – Greifswalder Straße 207–207B, Mietshaus, 1888 |                                                    |
| 09090128 | Marienburger Straße 16, 16A Greifswalder Straße 207/208B (Lage) | Stützpunkt und Abspannwerk der BEWAG, Miethäuser Gesamtanlage siehe: Marienburger Straße 16, 16A | Fabrik, um 1910 |                                                    |
| 09090128 | Marienburger Straße 16, 16A Greifswalder Straße 207/208B (Lage) | Stützpunkt und Abspannwerk der BEWAG, Miethäuser Gesamtanlage siehe: Marienburger Straße 16, 16A | 09090102 – Greifswalder Straße 208–208B, Mietshaus, um 1890 |                                                    |
| 09090128 | Marienburger Straße 16, 16A Greifswalder Straße 207/208B (Lage) | Stützpunkt und Abspannwerk der BEWAG, Miethäuser Gesamtanlage siehe: Marienburger Straße 16, 16A | Fabrik, um 1900 |                                                    |
| 09030327 | Ostseestraße 41–49, 61–91, 95, 99–101, 105 Goethestraße 2–6 Gubitzstraße 21–28 Hosemannstraße 22, 34–38 Mandelstraße 11 Paul-Grasse-Straße 2–6, 12–18, 23–29, 31, 33–38 (Lage) | Wohnanlage, bestehend aus mehreren Bauabschnitten | Bestandteile des Ensembles: | Bestandteile des Ensembles:                        |
| 09030327 | Ostseestraße 41–49, 61–91, 95, 99–101, 105 Goethestraße 2–6 Gubitzstraße 21–28 Hosemannstraße 22, 34–38 Mandelstraße 11 Paul-Grasse-Straße 2–6, 12–18, 23–29, 31, 33–38 (Lage) | Wohnanlage, bestehend aus mehreren Bauabschnitten | 09090294 – Goethestraße 2–6 / Gubitzstraße 21–23, 26–28 / Hosemannstraße 22, 36–38 / Mandelstraße 11 / Ostseestraße 41–49, 61–91, 95, 99–101, 105 / Paul-Grasse-Straße 2–6, 12–18, 24–28, 34–38, Wohnanlage, um 1955 |                                                    |
| 09030327 | Ostseestraße 41–49, 61–91, 95, 99–101, 105 Goethestraße 2–6 Gubitzstraße 21–28 Hosemannstraße 22, 34–38 Mandelstraße 11 Paul-Grasse-Straße 2–6, 12–18, 23–29, 31, 33–38 (Lage) | Wohnanlage, bestehend aus mehreren Bauabschnitten | 09090295 – Gubitzstraße 24, 25 / Hosemannstraße 34, 35 / Paul-Grasse-Straße 23–37, Wohnanlage, um 1955 |                                                    |
| 09090207 | Pappelallee 3–6 (Lage) | Hutfabrik Ephraim Brandt, Fabrik- und Werkstattgebäude Baudenkmal siehe: Pappelallee 3/4 | Weitere Bestandteile des Ensembles: | Weitere Bestandteile des Ensembles:                |
| 09090207 | Pappelallee 3–6 (Lage) | Hutfabrik Ephraim Brandt, Fabrik- und Werkstattgebäude Baudenkmal siehe: Pappelallee 3/4 | 09090218 – Pappelallee 5, Mietshaus, 1874–1875 von R. Garbe |                                                    |
| 09090207 | Pappelallee 3–6 (Lage) | Hutfabrik Ephraim Brandt, Fabrik- und Werkstattgebäude Baudenkmal siehe: Pappelallee 3/4 | Werkstattgebäude |                                                    |
| 09090207 | Pappelallee 3–6 (Lage) | Hutfabrik Ephraim Brandt, Fabrik- und Werkstattgebäude Baudenkmal siehe: Pappelallee 3/4 | 09090219 – Pappelallee 5A, Werkstattgebäude, 1874–1875 von R. Garbe |                                                    |
| 09090207 | Pappelallee 3–6 (Lage) | Hutfabrik Ephraim Brandt, Fabrik- und Werkstattgebäude Baudenkmal siehe: Pappelallee 3/4 | 09090220 – Pappelallee 6, Werkstattgebäude, 1874–1875 von R. Garbe |                                                    |
| 09090310 | Pappelallee 15–17 (Lage) | Ehemaliger Friedhof, Feierhalle und Ledigenheim der Freireligiösen Gemeinde Baudenkmal siehe: Pappelallee 15A Gartendenkmal siehe: Pappelallee 15A, 16/17 | Weiterer Bestandteil des Ensembles: | Weiterer Bestandteil des Ensembles:                |
| 09090310 | Pappelallee 15–17 (Lage) | Ehemaliger Friedhof, Feierhalle und Ledigenheim der Freireligiösen Gemeinde Baudenkmal siehe: Pappelallee 15A Gartendenkmal siehe: Pappelallee 15A, 16/17 | 09090311 – Pappelallee 15, ehem. Ledigenheim (Hofgebäude), 1920–1921 |                                                    |
| 09090221 | Pappelallee 32A–35, 60–61 Greifenhagener Straße 10/11 Stargarder Straße 15 (Lage) | Mietshausgruppe und Sankt-Josefsheim Gesamtanlage siehe: Pappelallee 60–61 | Weitere Bestandteile des Ensembles: | Weitere Bestandteile des Ensembles:                |
| 09090221 | Pappelallee 32A–35, 60–61 Greifenhagener Straße 10/11 Stargarder Straße 15 (Lage) | Mietshausgruppe und Sankt-Josefsheim Gesamtanlage siehe: Pappelallee 60–61 | 09090223 – Pappelallee 32A, Mietshaus, 1888–1889 von F. Reseck |                                                    |
| 09090221 | Pappelallee 32A–35, 60–61 Greifenhagener Straße 10/11 Stargarder Straße 15 (Lage) | Mietshausgruppe und Sankt-Josefsheim Gesamtanlage siehe: Pappelallee 60–61 | 09090224 – Pappelallee 33, Mietshaus, 1888–1889 |                                                    |
| 09090221 | Pappelallee 32A–35, 60–61 Greifenhagener Straße 10/11 Stargarder Straße 15 (Lage) | Mietshausgruppe und Sankt-Josefsheim Gesamtanlage siehe: Pappelallee 60–61 | 09090225 – Pappelallee 34, Mietshaus, 1886–1888 von W. Gäding |                                                    |
| 09090221 | Pappelallee 32A–35, 60–61 Greifenhagener Straße 10/11 Stargarder Straße 15 (Lage) | Mietshausgruppe und Sankt-Josefsheim Gesamtanlage siehe: Pappelallee 60–61 | 09090226 – Pappelallee 35 / Stargarder Straße 15, Mietshaus, 1892–1893 |                                                    |
| 09090221 | Pappelallee 32A–35, 60–61 Greifenhagener Straße 10/11 Stargarder Straße 15 (Lage) | Mietshausgruppe und Sankt-Josefsheim Gesamtanlage siehe: Pappelallee 60–61 | Ehemaliger Bestandteil des Ensembles: |                                                    |
| 09090221 | Pappelallee 32A–35, 60–61 Greifenhagener Straße 10/11 Stargarder Straße 15 (Lage) | Mietshausgruppe und Sankt-Josefsheim Gesamtanlage siehe: Pappelallee 60–61 | 09090309 – Pappelallee 60, Seitenflügel, 1924–1926 von H. Bunning, 2018 aberkannt |                                                    |
| 09090108 | Prenzlauer Allee 28 Immanuelkirchstraße 1/1A (Lage) | Immanuelkirche und Gemeindehaus Baudenkmale siehe: Immanuelkirchstraße 1A Prenzlauer Allee 28 | |                                                    |
| 09060001 | Prenzlauer Allee 178–179 Ahlbecker Straße 2–5 Kanzowstraße 15–18 (Lage) | Bahnhofsanlage Prenzlauer Allee mit Mühlenstumpfrest und Mietshäusern Baudenkmal siehe: S-Bahnhof Prenzlauer Allee | Weitere Bestandteile des Ensembles: | Weitere Bestandteile des Ensembles:                |
| 09060001 | Prenzlauer Allee 178–179 Ahlbecker Straße 2–5 Kanzowstraße 15–18 (Lage) | Bahnhofsanlage Prenzlauer Allee mit Mühlenstumpfrest und Mietshäusern Baudenkmal siehe: S-Bahnhof Prenzlauer Allee | 09075023 – Ahlbecker Straße 2, Mietshaus, 1912 von August Pippow |                                                    |
| 09060001 | Prenzlauer Allee 178–179 Ahlbecker Straße 2–5 Kanzowstraße 15–18 (Lage) | Bahnhofsanlage Prenzlauer Allee mit Mühlenstumpfrest und Mietshäusern Baudenkmal siehe: S-Bahnhof Prenzlauer Allee | 09075024 – Ahlbecker Straße 3, Mietshaus, 1912 von Hans Thomas |                                                    |
| 09060001 | Prenzlauer Allee 178–179 Ahlbecker Straße 2–5 Kanzowstraße 15–18 (Lage) | Bahnhofsanlage Prenzlauer Allee mit Mühlenstumpfrest und Mietshäusern Baudenkmal siehe: S-Bahnhof Prenzlauer Allee | 09075025 – Ahlbecker Straße 4, Mietshaus, 1912–1913 von Konrad Zylla |                                                    |
| 09060001 | Prenzlauer Allee 178–179 Ahlbecker Straße 2–5 Kanzowstraße 15–18 (Lage) | Bahnhofsanlage Prenzlauer Allee mit Mühlenstumpfrest und Mietshäusern Baudenkmal siehe: S-Bahnhof Prenzlauer Allee | 09075026 – Ahlbecker Straße 5, Mietshaus, 1914–1915 von Konrad Zylla |                                                    |
| 09060001 | Prenzlauer Allee 178–179 Ahlbecker Straße 2–5 Kanzowstraße 15–18 (Lage) | Bahnhofsanlage Prenzlauer Allee mit Mühlenstumpfrest und Mietshäusern Baudenkmal siehe: S-Bahnhof Prenzlauer Allee | 09060003 – Kanzowstraße 15, Mietshaus, 1911–1913 von E. Reimann |                                                    |
| 09060001 | Prenzlauer Allee 178–179 Ahlbecker Straße 2–5 Kanzowstraße 15–18 (Lage) | Bahnhofsanlage Prenzlauer Allee mit Mühlenstumpfrest und Mietshäusern Baudenkmal siehe: S-Bahnhof Prenzlauer Allee | 09060004 – Kanzowstraße 16, Mietshaus, 1911–1913 von Deute & Paul |                                                    |
| 09060001 | Prenzlauer Allee 178–179 Ahlbecker Straße 2–5 Kanzowstraße 15–18 (Lage) | Bahnhofsanlage Prenzlauer Allee mit Mühlenstumpfrest und Mietshäusern Baudenkmal siehe: S-Bahnhof Prenzlauer Allee | 09060005 – Prenzlauer Allee 178 / Kanzowstraße 17–18, Mietshaus, 1910–1911 von Olander Gröffell |                                                    |
| 09060001 | Prenzlauer Allee 178–179 Ahlbecker Straße 2–5 Kanzowstraße 15–18 (Lage) | Bahnhofsanlage Prenzlauer Allee mit Mühlenstumpfrest und Mietshäusern Baudenkmal siehe: S-Bahnhof Prenzlauer Allee | 09055141 – Prenzlauer Allee 179, Fundamentsockel der Kleinau´schen Mühle, 1844, 1873 |                                                    |
| 09095361 | Prenzlauer Allee 242–246 Metzer Straße 11–20, 24–26 Saarbrücker Straße 3–7, 29–30 Straßburger Straße 18 (Lage) | Bötzow-Brauerei, Denkmal, Miethäuser und Gewerbebauten Gesamtanlage siehe: Prenzlauer Allee 242–246 Baudenkmal siehe: Metzer Straße 13 Prenzlauer Allee | Weitere Bestandteile des Ensembles: | Weitere Bestandteile des Ensembles:                |
| 09095361 | Prenzlauer Allee 242–246 Metzer Straße 11–20, 24–26 Saarbrücker Straße 3–7, 29–30 Straßburger Straße 18 (Lage) | Bötzow-Brauerei, Denkmal, Miethäuser und Gewerbebauten Gesamtanlage siehe: Prenzlauer Allee 242–246 Baudenkmal siehe: Metzer Straße 13 Prenzlauer Allee | 09095377 – Metzer Straße 11, Mietshaus, 1877 und Remise |                                                    |
| 09095361 | Prenzlauer Allee 242–246 Metzer Straße 11–20, 24–26 Saarbrücker Straße 3–7, 29–30 Straßburger Straße 18 (Lage) | Bötzow-Brauerei, Denkmal, Miethäuser und Gewerbebauten Gesamtanlage siehe: Prenzlauer Allee 242–246 Baudenkmal siehe: Metzer Straße 13 Prenzlauer Allee | Remise |                                                    |
| 09095361 | Prenzlauer Allee 242–246 Metzer Straße 11–20, 24–26 Saarbrücker Straße 3–7, 29–30 Straßburger Straße 18 (Lage) | Bötzow-Brauerei, Denkmal, Miethäuser und Gewerbebauten Gesamtanlage siehe: Prenzlauer Allee 242–246 Baudenkmal siehe: Metzer Straße 13 Prenzlauer Allee | 09095379 – Metzer Straße 12, Mietshaus, 1876 |                                                    |
| 09095361 | Prenzlauer Allee 242–246 Metzer Straße 11–20, 24–26 Saarbrücker Straße 3–7, 29–30 Straßburger Straße 18 (Lage) | Bötzow-Brauerei, Denkmal, Miethäuser und Gewerbebauten Gesamtanlage siehe: Prenzlauer Allee 242–246 Baudenkmal siehe: Metzer Straße 13 Prenzlauer Allee | 09095381 – Metzer Straße 14, Mietshaus, 1878 |                                                    |
| 09095361 | Prenzlauer Allee 242–246 Metzer Straße 11–20, 24–26 Saarbrücker Straße 3–7, 29–30 Straßburger Straße 18 (Lage) | Bötzow-Brauerei, Denkmal, Miethäuser und Gewerbebauten Gesamtanlage siehe: Prenzlauer Allee 242–246 Baudenkmal siehe: Metzer Straße 13 Prenzlauer Allee | 09095382 – Metzer Straße 15, Mietshaus, 1876 |                                                    |
| 09095361 | Prenzlauer Allee 242–246 Metzer Straße 11–20, 24–26 Saarbrücker Straße 3–7, 29–30 Straßburger Straße 18 (Lage) | Bötzow-Brauerei, Denkmal, Miethäuser und Gewerbebauten Gesamtanlage siehe: Prenzlauer Allee 242–246 Baudenkmal siehe: Metzer Straße 13 Prenzlauer Allee | 09095383 – Metzer Straße 16, Mietshaus, 1876 |                                                    |
| 09095361 | Prenzlauer Allee 242–246 Metzer Straße 11–20, 24–26 Saarbrücker Straße 3–7, 29–30 Straßburger Straße 18 (Lage) | Bötzow-Brauerei, Denkmal, Miethäuser und Gewerbebauten Gesamtanlage siehe: Prenzlauer Allee 242–246 Baudenkmal siehe: Metzer Straße 13 Prenzlauer Allee | 09095384 – Metzer Straße 17, Mietshaus, 1876 |                                                    |
| 09095361 | Prenzlauer Allee 242–246 Metzer Straße 11–20, 24–26 Saarbrücker Straße 3–7, 29–30 Straßburger Straße 18 (Lage) | Bötzow-Brauerei, Denkmal, Miethäuser und Gewerbebauten Gesamtanlage siehe: Prenzlauer Allee 242–246 Baudenkmal siehe: Metzer Straße 13 Prenzlauer Allee | 09095385 – Metzer Straße 18, Mietshaus, 1877 |                                                    |
| 09095361 | Prenzlauer Allee 242–246 Metzer Straße 11–20, 24–26 Saarbrücker Straße 3–7, 29–30 Straßburger Straße 18 (Lage) | Bötzow-Brauerei, Denkmal, Miethäuser und Gewerbebauten Gesamtanlage siehe: Prenzlauer Allee 242–246 Baudenkmal siehe: Metzer Straße 13 Prenzlauer Allee | 09095386 – Metzer Straße 19, Mietshaus, 1882 |                                                    |
| 09095361 | Prenzlauer Allee 242–246 Metzer Straße 11–20, 24–26 Saarbrücker Straße 3–7, 29–30 Straßburger Straße 18 (Lage) | Bötzow-Brauerei, Denkmal, Miethäuser und Gewerbebauten Gesamtanlage siehe: Prenzlauer Allee 242–246 Baudenkmal siehe: Metzer Straße 13 Prenzlauer Allee | 09095387 – Metzer Straße 20, Mietshaus, 1877 |                                                    |
| 09095361 | Prenzlauer Allee 242–246 Metzer Straße 11–20, 24–26 Saarbrücker Straße 3–7, 29–30 Straßburger Straße 18 (Lage) | Bötzow-Brauerei, Denkmal, Miethäuser und Gewerbebauten Gesamtanlage siehe: Prenzlauer Allee 242–246 Baudenkmal siehe: Metzer Straße 13 Prenzlauer Allee | 09090304 – Metzer Straße 24, Mietshaus, 1876–1877 |                                                    |
| 09095361 | Prenzlauer Allee 242–246 Metzer Straße 11–20, 24–26 Saarbrücker Straße 3–7, 29–30 Straßburger Straße 18 (Lage) | Bötzow-Brauerei, Denkmal, Miethäuser und Gewerbebauten Gesamtanlage siehe: Prenzlauer Allee 242–246 Baudenkmal siehe: Metzer Straße 13 Prenzlauer Allee | 09090305 – Metzer Straße 25, Mietshaus, 1876–1877 |                                                    |
| 09095361 | Prenzlauer Allee 242–246 Metzer Straße 11–20, 24–26 Saarbrücker Straße 3–7, 29–30 Straßburger Straße 18 (Lage) | Bötzow-Brauerei, Denkmal, Miethäuser und Gewerbebauten Gesamtanlage siehe: Prenzlauer Allee 242–246 Baudenkmal siehe: Metzer Straße 13 Prenzlauer Allee | 09090306 – Metzer Straße 26, Mietshaus, 1876–1877 von G. Kleist |                                                    |
| 09095361 | Prenzlauer Allee 242–246 Metzer Straße 11–20, 24–26 Saarbrücker Straße 3–7, 29–30 Straßburger Straße 18 (Lage) | Bötzow-Brauerei, Denkmal, Miethäuser und Gewerbebauten Gesamtanlage siehe: Prenzlauer Allee 242–246 Baudenkmal siehe: Metzer Straße 13 Prenzlauer Allee | 09095389 – Saarbrücker Straße 6, Mietshaus, 1883 |                                                    |
| 09095361 | Prenzlauer Allee 242–246 Metzer Straße 11–20, 24–26 Saarbrücker Straße 3–7, 29–30 Straßburger Straße 18 (Lage) | Bötzow-Brauerei, Denkmal, Miethäuser und Gewerbebauten Gesamtanlage siehe: Prenzlauer Allee 242–246 Baudenkmal siehe: Metzer Straße 13 Prenzlauer Allee | 09095390 – Saarbrücker Straße 7, Mietshaus, 1884 |                                                    |
| 09095361 | Prenzlauer Allee 242–246 Metzer Straße 11–20, 24–26 Saarbrücker Straße 3–7, 29–30 Straßburger Straße 18 (Lage) | Bötzow-Brauerei, Denkmal, Miethäuser und Gewerbebauten Gesamtanlage siehe: Prenzlauer Allee 242–246 Baudenkmal siehe: Metzer Straße 13 Prenzlauer Allee | 09095400 – Saarbrücker Straße 29, Mietshaus, 1883 |                                                    |
| 09095361 | Prenzlauer Allee 242–246 Metzer Straße 11–20, 24–26 Saarbrücker Straße 3–7, 29–30 Straßburger Straße 18 (Lage) | Bötzow-Brauerei, Denkmal, Miethäuser und Gewerbebauten Gesamtanlage siehe: Prenzlauer Allee 242–246 Baudenkmal siehe: Metzer Straße 13 Prenzlauer Allee | 09095401 – Saarbrücker Straße 30, Mietshaus, 1884 |                                                    |
| 09095361 | Prenzlauer Allee 242–246 Metzer Straße 11–20, 24–26 Saarbrücker Straße 3–7, 29–30 Straßburger Straße 18 (Lage) | Bötzow-Brauerei, Denkmal, Miethäuser und Gewerbebauten Gesamtanlage siehe: Prenzlauer Allee 242–246 Baudenkmal siehe: Metzer Straße 13 Prenzlauer Allee | 09095408 – Straßburger Straße 18, Mietshaus, um 1880 |                                                    |
| 09095361 | Prenzlauer Allee 242–246 Metzer Straße 11–20, 24–26 Saarbrücker Straße 3–7, 29–30 Straßburger Straße 18 (Lage) | Bötzow-Brauerei, Denkmal, Miethäuser und Gewerbebauten Gesamtanlage siehe: Prenzlauer Allee 242–246 Baudenkmal siehe: Metzer Straße 13 Prenzlauer Allee | Werkstattgebäude, um 1880 |                                                    |
| 09050070 | Schivelbeiner Straße 42–47 (Lage) | Miethäuser | Bestandteile des Ensembles: | Bestandteile des Ensembles:                        |
| 09050070 | Schivelbeiner Straße 42–47 (Lage) | Miethäuser | 09050071 – Schivelbeiner Straße 42, Mietshaus, 1905 von Emil Rödiger |                                                    |
| 09050070 | Schivelbeiner Straße 42–47 (Lage) | Miethäuser | 09050072 – Schivelbeiner Straße 43–44, Mietshaus, 1905 von A. Wischkat |                                                    |
| 09050070 | Schivelbeiner Straße 42–47 (Lage) | Miethäuser | 09050073 – Schivelbeiner Straße 45 Mietshaus, um 1905 |                                                    |
| 09050070 | Schivelbeiner Straße 42–47 (Lage) | Miethäuser | 09050074 – Schivelbeiner Straße 46 Mietshaus, um 1905 |                                                    |
| 09050070 | Schivelbeiner Straße 42–47 (Lage) | Miethäuser | 09050075 – Schivelbeiner Straße 47, Mietshaus, 1905 |                                                    |
| 09090296 | Schneeglöckchenstraße 20–22, 26, 30–32, 40/42 Chrysanthemenstraße 1–3, 4/12 Maiglöckchenstraße 34–36 Oderbruchstraße 5–11 Oleanderstraße 15, 17–19 (Lage) | Wohnanlagen und Finanzamt Baudenkmal siehe: Schneeglöckchenstraße 26 | Weitere Bestandteile des Ensembles: | Weitere Bestandteile des Ensembles:                |
| 09090296 | Schneeglöckchenstraße 20–22, 26, 30–32, 40/42 Chrysanthemenstraße 1–3, 4/12 Maiglöckchenstraße 34–36 Oderbruchstraße 5–11 Oleanderstraße 15, 17–19 (Lage) | Wohnanlagen und Finanzamt Baudenkmal siehe: Schneeglöckchenstraße 26 | 09090298 – Chrysanthemenstraße 2–12 / Oderbruchstraße 5–11 / Schneeglöckchenstraße 20–22, Wohnanlage, 1927–1930 von Paul Karchow, Rehne und Zühlke                                                                   |                                                    |
| 09090296 | Schneeglöckchenstraße 20–22, 26, 30–32, 40/42 Chrysanthemenstraße 1–3, 4/12 Maiglöckchenstraße 34–36 Oderbruchstraße 5–11 Oleanderstraße 15, 17–19 (Lage) | Wohnanlagen und Finanzamt Baudenkmal siehe: Schneeglöckchenstraße 26 | 09090299 – Maiglöckchenstraße 34–36 / Schneeglöckchenstraße 40–42, Wohnanlage, 1929–1930 von Georg Pfeiffer |                                                    |
| 09090296 | Schneeglöckchenstraße 20–22, 26, 30–32, 40/42 Chrysanthemenstraße 1–3, 4/12 Maiglöckchenstraße 34–36 Oderbruchstraße 5–11 Oleanderstraße 15, 17–19 (Lage) | Wohnanlagen und Finanzamt Baudenkmal siehe: Schneeglöckchenstraße 26 | 09090300 – Oleanderstraße 15–19 / Schneeglöckchenstraße 30–32, 1930–1931 von Siegfried Bernstein & Paul Müller |                                                    |
| 09050076 | Schönfließer Straße 5–7 (Lage) | Miethäuser und Schule Gesamtanlage siehe: Schönfließer Straße 7 Baudenkmal siehe: Schönfließer Straße 5 | Weiterer Bestandteil des Ensembles: | Weiterer Bestandteil des Ensembles:                |
| 09050076 | Schönfließer Straße 5–7 (Lage) | Miethäuser und Schule Gesamtanlage siehe: Schönfließer Straße 7 Baudenkmal siehe: Schönfließer Straße 5 | 09050078 – Schönfließer Straße 6, Mietshaus, 1905–1906 |                                                    |
| 09050110 | Senefelderplatz Kollwitzstraße 2, 6–12 Saarbrücker Straße 15–17 (Lage) | Platzanlage, Denkmal, U-Bahnhof, Miethäuser Baudenkmale siehe: Kollwitzstraße 2; 6; 8; 10 Saarbrücker Straße 15 Senefelderplatz, Denkmal, U-Bahnhof Gartendenkmal siehe: Senefelderplatz | Weitere Bestandteile des Ensembles: | Weitere Bestandteile des Ensembles:                |
| 09050110 | Senefelderplatz Kollwitzstraße 2, 6–12 Saarbrücker Straße 15–17 (Lage) | Platzanlage, Denkmal, U-Bahnhof, Miethäuser Baudenkmale siehe: Kollwitzstraße 2; 6; 8; 10 Saarbrücker Straße 15 Senefelderplatz, Denkmal, U-Bahnhof Gartendenkmal siehe: Senefelderplatz | 09095368 – Kollwitzstraße 12, Mietshaus, 1874 von G. Schmidt |                                                    |
| 09050110 | Senefelderplatz Kollwitzstraße 2, 6–12 Saarbrücker Straße 15–17 (Lage) | Platzanlage, Denkmal, U-Bahnhof, Miethäuser Baudenkmale siehe: Kollwitzstraße 2; 6; 8; 10 Saarbrücker Straße 15 Senefelderplatz, Denkmal, U-Bahnhof Gartendenkmal siehe: Senefelderplatz | 09095398 – Saarbrücker Straße 16, Mietshaus, 1877 von Otto Marquardt |                                                    |
| 09090301 | Storkower Straße 2–24 Greifswalder Straße 81, 84 Pieskower Weg 2–14 (Lage) | Wohnanlage und Geschäftshaus der Rudolph Karstadt AG Gesamtanlage siehe: Greifswalder Straße 81, 84 | Weiterer Bestandteil des Ensembles: | Weiterer Bestandteil des Ensembles:                |
| 09090301 | Storkower Straße 2–24 Greifswalder Straße 81, 84 Pieskower Weg 2–14 (Lage) | Wohnanlage und Geschäftshaus der Rudolph Karstadt AG Gesamtanlage siehe: Greifswalder Straße 81, 84 | 09090303 – Pieskower Weg 2–14 / Storkower Straße 13, Wohnanlage, 1930 von Schneckenburg | Pieskower Weg 2–14                                 |
| 09010216 | Torstraße 75, 79, 83–87 Zehdenicker Straße 26–28 (Lage) | Wohnanlage der Berliner Gemeinnützigen Baugesellschaft von 1852 und Miethäuser Baudenkmale siehe: Torstraße 75; 85–87 | Weitere Bestandteile des Ensembles: | Weitere Bestandteile des Ensembles:                |
| 09010216 | Torstraße 75, 79, 83–87 Zehdenicker Straße 26–28 (Lage) | Wohnanlage der Berliner Gemeinnützigen Baugesellschaft von 1852 und Miethäuser Baudenkmale siehe: Torstraße 75; 85–87 | 09095572 – Torstraße 79, Mietshaus, nach 1850 |                                                    |
| 09010216 | Torstraße 75, 79, 83–87 Zehdenicker Straße 26–28 (Lage) | Wohnanlage der Berliner Gemeinnützigen Baugesellschaft von 1852 und Miethäuser Baudenkmale siehe: Torstraße 75; 85–87 | 09095573 – Torstraße 83, Mietshaus, 1852 |                                                    |
| 09010216 | Torstraße 75, 79, 83–87 Zehdenicker Straße 26–28 (Lage) | Wohnanlage der Berliner Gemeinnützigen Baugesellschaft von 1852 und Miethäuser Baudenkmale siehe: Torstraße 75; 85–87 | Zehdenicker Straße 28, Mietshaus, 1887–1888 |                                                    |
| 09060040 | Wichertstraße 21–23 Stahlheimer Straße 2/3A (Lage) | Kath. Pfarrkirche zur Heiligen Familie mit Pfarr- und Gemeindehaus und Wohnanlage Baudenkmal siehe: Wichertstraße 22/23 | Weiterer Bestandteil des Ensembles: | Weiterer Bestandteil des Ensembles:                |
| 09060040 | Wichertstraße 21–23 Stahlheimer Straße 2/3A (Lage) | Kath. Pfarrkirche zur Heiligen Familie mit Pfarr- und Gemeindehaus und Wohnanlage Baudenkmal siehe: Wichertstraße 22/23 | 09060042 – Wichertstraße 21 / Stahlheimer Straße 2/3A, Wohnanlage, 1926–1928 von Johann Tenne |                                                    |
| 09060007 | Wisbyer Straße 18–31 Dunckerstraße 36––58 Erich-Weinert-Straße 55/89 Glaßbrennerstraße 1––22 Gudvanger Straße 15/57,24–52 Krügerstraße 1–25 Kuglerstraße 45–99 Meyerheimstraße 5–6A, 11–13 Prenzlauer Allee 136–144, 147–150 Scherenbergstraße 9–13 Stahlheimer Straße 4–20 Varnhagenstraße 1–44 (Lage) | Wohnanlagen Gesamtanlagen siehe: Krügerstraße 2–16 Kuglerstraße 76–82; 77–85 Prenzlauer Allee 139–144 | Weitere Bestandteile des Ensembles: | Weitere Bestandteile des Ensembles:                |
| 09060007 | Wisbyer Straße 18–31 Dunckerstraße 36––58 Erich-Weinert-Straße 55/89 Glaßbrennerstraße 1––22 Gudvanger Straße 15/57,24–52 Krügerstraße 1–25 Kuglerstraße 45–99 Meyerheimstraße 5–6A, 11–13 Prenzlauer Allee 136–144, 147–150 Scherenbergstraße 9–13 Stahlheimer Straße 4–20 Varnhagenstraße 1–44 (Lage) | Wohnanlagen Gesamtanlagen siehe: Krügerstraße 2–16 Kuglerstraße 76–82; 77–85 Prenzlauer Allee 139–144 | 09060012 – Erich-Weinert-Straße 77–79 / Dunckerstraße 36–39 / Meyerheimstraße 11–13 / Kuglerstraße 90–94, Wohnanlage, 1928 von Mebes & Emmerich                                                                      |                                                    |
| 09060007 | Wisbyer Straße 18–31 Dunckerstraße 36––58 Erich-Weinert-Straße 55/89 Glaßbrennerstraße 1––22 Gudvanger Straße 15/57,24–52 Krügerstraße 1–25 Kuglerstraße 45–99 Meyerheimstraße 5–6A, 11–13 Prenzlauer Allee 136–144, 147–150 Scherenbergstraße 9–13 Stahlheimer Straße 4–20 Varnhagenstraße 1–44 (Lage) | Wohnanlagen Gesamtanlagen siehe: Krügerstraße 2–16 Kuglerstraße 76–82; 77–85 Prenzlauer Allee 139–144 | 09060013 – Erich-Weinert-Straße 85–89 / Prenzlauer Allee 147–150 / Meyerheimstraße 5/6A, Wohnanlage, 1927–1928 von Josef Tiedemann                                                                                   |                                                    |
| 09060007 | Wisbyer Straße 18–31 Dunckerstraße 36––58 Erich-Weinert-Straße 55/89 Glaßbrennerstraße 1––22 Gudvanger Straße 15/57,24–52 Krügerstraße 1–25 Kuglerstraße 45–99 Meyerheimstraße 5–6A, 11–13 Prenzlauer Allee 136–144, 147–150 Scherenbergstraße 9–13 Stahlheimer Straße 4–20 Varnhagenstraße 1–44 (Lage) | Wohnanlagen Gesamtanlagen siehe: Krügerstraße 2–16 Kuglerstraße 76–82; 77–85 Prenzlauer Allee 139–144 | 09060014 – Kuglerstraße 45–47 / Glaßbrennerstraße 1–17 / Wisbyer Straße 18–19 / Scherenbergstraße 9–13, Wohnanlage, 1929 von Brandt für die Gagfah                                                                   |                                                    |
| 09060007 | Wisbyer Straße 18–31 Dunckerstraße 36––58 Erich-Weinert-Straße 55/89 Glaßbrennerstraße 1––22 Gudvanger Straße 15/57,24–52 Krügerstraße 1–25 Kuglerstraße 45–99 Meyerheimstraße 5–6A, 11–13 Prenzlauer Allee 136–144, 147–150 Scherenbergstraße 9–13 Stahlheimer Straße 4–20 Varnhagenstraße 1–44 (Lage) | Wohnanlagen Gesamtanlagen siehe: Krügerstraße 2–16 Kuglerstraße 76–82; 77–85 Prenzlauer Allee 139–144 | 09060015 – Kuglerstraße 53–55 / Stahlheimer Straße 15–20 / Wisbyer Straße 20/21 / Glaßbrennerstraße 2–22, Wohnanlage, 1929 von Mebes & Emmerich für die Degewo                                                       |                                                    |
| 09060007 | Wisbyer Straße 18–31 Dunckerstraße 36––58 Erich-Weinert-Straße 55/89 Glaßbrennerstraße 1––22 Gudvanger Straße 15/57,24–52 Krügerstraße 1–25 Kuglerstraße 45–99 Meyerheimstraße 5–6A, 11–13 Prenzlauer Allee 136–144, 147–150 Scherenbergstraße 9–13 Stahlheimer Straße 4–20 Varnhagenstraße 1–44 (Lage) | Wohnanlagen Gesamtanlagen siehe: Krügerstraße 2–16 Kuglerstraße 76–82; 77–85 Prenzlauer Allee 139–144 | 09060016 – Kuglerstraße 59–65 / Varnhagenstraße 19–39 / Wisbyer Straße 22/23 / Stahlheimer Straße 9–14A, Wohnanlage, 1929–1930 von Franz Fedler & Hans Kraffert                                                      |                                                    |
| 09060007 | Wisbyer Straße 18–31 Dunckerstraße 36––58 Erich-Weinert-Straße 55/89 Glaßbrennerstraße 1––22 Gudvanger Straße 15/57,24–52 Krügerstraße 1–25 Kuglerstraße 45–99 Meyerheimstraße 5–6A, 11–13 Prenzlauer Allee 136–144, 147–150 Scherenbergstraße 9–13 Stahlheimer Straße 4–20 Varnhagenstraße 1–44 (Lage) | Wohnanlagen Gesamtanlagen siehe: Krügerstraße 2–16 Kuglerstraße 76–82; 77–85 Prenzlauer Allee 139–144 | 09060018 – Kuglerstraße 60–66 / Varnhagenstraße 1–17 / Erich-Weinert-Straße 57 / Stahlheimer Straße 5–8, Wohnanlage, 1928–1929 von Werner Berndt                                                                     |                                                    |
| 09060007 | Wisbyer Straße 18–31 Dunckerstraße 36––58 Erich-Weinert-Straße 55/89 Glaßbrennerstraße 1––22 Gudvanger Straße 15/57,24–52 Krügerstraße 1–25 Kuglerstraße 45–99 Meyerheimstraße 5–6A, 11–13 Prenzlauer Allee 136–144, 147–150 Scherenbergstraße 9–13 Stahlheimer Straße 4–20 Varnhagenstraße 1–44 (Lage) | Wohnanlagen Gesamtanlagen siehe: Krügerstraße 2–16 Kuglerstraße 76–82; 77–85 Prenzlauer Allee 139–144 | 09060019 – Kuglerstraße 68–72 / Gudvanger Straße 15–29 / Erich-Weinert-Straße 59–63 / Varnhagenstraße 2–14, Wohnanlage, 1929–1930 von Werner Berndt                                                                  |                                                    |
| 09060007 | Wisbyer Straße 18–31 Dunckerstraße 36––58 Erich-Weinert-Straße 55/89 Glaßbrennerstraße 1––22 Gudvanger Straße 15/57,24–52 Krügerstraße 1–25 Kuglerstraße 45–99 Meyerheimstraße 5–6A, 11–13 Prenzlauer Allee 136–144, 147–150 Scherenbergstraße 9–13 Stahlheimer Straße 4–20 Varnhagenstraße 1–44 (Lage) | Wohnanlagen Gesamtanlagen siehe: Krügerstraße 2–16 Kuglerstraße 76–82; 77–85 Prenzlauer Allee 139–144 | 09060017 – Kuglerstraße 69–71 / Gudvanger Straße 31–57 / Wisbyer Straße 24/25 / Varnhagenstraße 18–44, Wohnanlage, 1929–1930 von Franz Fedler & Hans Kraffert                                                        |                                                    |
| 09060007 | Wisbyer Straße 18–31 Dunckerstraße 36––58 Erich-Weinert-Straße 55/89 Glaßbrennerstraße 1––22 Gudvanger Straße 15/57,24–52 Krügerstraße 1–25 Kuglerstraße 45–99 Meyerheimstraße 5–6A, 11–13 Prenzlauer Allee 136–144, 147–150 Scherenbergstraße 9–13 Stahlheimer Straße 4–20 Varnhagenstraße 1–44 (Lage) | Wohnanlagen Gesamtanlagen siehe: Krügerstraße 2–16 Kuglerstraße 76–82; 77–85 Prenzlauer Allee 139–144 | 09060010 – Prenzlauer Allee 136–138 / Krügerstraße 21–25 / Dunckerstraße 42–45 / Wisbyer Straße 30/31, Wohnanlage, 1927–1928 von Mebes & Emmerich                                                                    |                                                    |

## Denkmalbereiche (Gesamtanlagen)
| Nr.                | Lage | Offizielle Bezeichnung | Beschreibung | Bild |
| ------------------ | --- | --- | --- | --- |
| 09040273           | Berliner Mauer Bornholmer Straße | Berliner Mauer, Grenzmauerabschnitte und Wachtürme | 1961-1989; „Hinterlandsicherungsmauer“ auf der nördlichen Böschung der östlichen Brückenrampe der ehemaligen innerstädtischen Grenzanlage am einstigen Grenzübergang Bornholmer Straße | |
| 09040273           | Norweger Straße | Berliner Mauer, Grenzmauerabschnitte und Wachtürme | Sicherungsmauer der ehemaligen innerstädtischen Grenzanlage in der Nähe des einstigen Grenzübergangs Bornholmer Straße, nach 1961 | |
| 09040273           | Behmstraße | Berliner Mauer, Grenzmauerabschnitte und Wachtürme | Plattenwand der Vorfeldsicherung der ehemaligen innerstädtischen Grenzanlage im Bereich des Nordkreuzes | |
| 09040273           | Mauerpark Schwedter Straße | Berliner Mauer, Grenzmauerabschnitte und Wachtürme | „Hinterlandmauer“ der ehemaligen innerstädtischen Grenzanlage im Friedrich-Ludwig-Jahn-Sportpark | |
| 09040273           | Mauerpark Schwedter Straße | Berliner Mauer, Grenzmauerabschnitte und Wachtürme | Weitere Abschnitte des Denkmals: siehe Denkmallisten Pankow und Wilhelmsruh | |
| 09065232           | Bötzowstraße 11 (Lage) | 257. und 294. Gemeinde- schule und 8. Hilfsschule Bestandteil des Ensembles: Bötzowstraße                                                                         | 1907–1908 von Ludwig Hoffmann | |
| 09090205           | Buchholzer Straße 10–22 Gneiststraße 1–20 Greifenhagener Straße 1–4, 65–68 Pappelallee 69–73 Schönhauser Allee 58/58A, 59A-B (Lage) | Wohnanlage der Berliner gemeinnützigen Baugesellschaft (Bremer Höhe) Bestandteil des Ensembles: Buchholzer Straße                                                 | 1871–1913 von J. Hesse, B. Lorenz, Richard Krebs, Eckert & Dannenberg | 1871–1913 von J. Hesse, B. Lorenz, Richard Krebs, Eckert & Dannenberg |
| 09090205           | Buchholzer Straße 10–22 Gneiststraße 1–20 Greifenhagener Straße 1–4, 65–68 Pappelallee 69–73 Schönhauser Allee 58/58A, 59A-B (Lage) | Wohnanlage der Berliner gemeinnützigen Baugesellschaft (Bremer Höhe) Bestandteil des Ensembles: Buchholzer Straße                                                 | Buchholzer Straße 10–11/Schönhauser Allee 59A–B | |
| 09090205           | Buchholzer Straße 10–22 Gneiststraße 1–20 Greifenhagener Straße 1–4, 65–68 Pappelallee 69–73 Schönhauser Allee 58/58A, 59A-B (Lage) | Wohnanlage der Berliner gemeinnützigen Baugesellschaft (Bremer Höhe) Bestandteil des Ensembles: Buchholzer Straße                                                 | Buchholzer Straße 12–16/Greifenhagener Straße 65 | |
| 09090205           | Buchholzer Straße 10–22 Gneiststraße 1–20 Greifenhagener Straße 1–4, 65–68 Pappelallee 69–73 Schönhauser Allee 58/58A, 59A-B (Lage) | Wohnanlage der Berliner gemeinnützigen Baugesellschaft (Bremer Höhe) Bestandteil des Ensembles: Buchholzer Straße                                                 | Buchholzer Straße 17–20/Greifenhagener Straße 4 | |
| 09090205           | Buchholzer Straße 10–22 Gneiststraße 1–20 Greifenhagener Straße 1–4, 65–68 Pappelallee 69–73 Schönhauser Allee 58/58A, 59A-B (Lage) | Wohnanlage der Berliner gemeinnützigen Baugesellschaft (Bremer Höhe) Bestandteil des Ensembles: Buchholzer Straße                                                 | Buchholzer Straße 21–22 | |
| 09090205           | Buchholzer Straße 10–22 Gneiststraße 1–20 Greifenhagener Straße 1–4, 65–68 Pappelallee 69–73 Schönhauser Allee 58/58A, 59A-B (Lage) | Wohnanlage der Berliner gemeinnützigen Baugesellschaft (Bremer Höhe) Bestandteil des Ensembles: Buchholzer Straße                                                 | Gneiststraße 1 | |
| 09090205           | Buchholzer Straße 10–22 Gneiststraße 1–20 Greifenhagener Straße 1–4, 65–68 Pappelallee 69–73 Schönhauser Allee 58/58A, 59A-B (Lage) | Wohnanlage der Berliner gemeinnützigen Baugesellschaft (Bremer Höhe) Bestandteil des Ensembles: Buchholzer Straße                                                 | Gneiststraße 2–3 | |
| 09090205           | Buchholzer Straße 10–22 Gneiststraße 1–20 Greifenhagener Straße 1–4, 65–68 Pappelallee 69–73 Schönhauser Allee 58/58A, 59A-B (Lage) | Wohnanlage der Berliner gemeinnützigen Baugesellschaft (Bremer Höhe) Bestandteil des Ensembles: Buchholzer Straße                                                 | Gneiststraße 4 | |
| 09090205           | Buchholzer Straße 10–22 Gneiststraße 1–20 Greifenhagener Straße 1–4, 65–68 Pappelallee 69–73 Schönhauser Allee 58/58A, 59A-B (Lage) | Wohnanlage der Berliner gemeinnützigen Baugesellschaft (Bremer Höhe) Bestandteil des Ensembles: Buchholzer Straße                                                 | Gneiststraße 5–6 | |
| 09090205           | Buchholzer Straße 10–22 Gneiststraße 1–20 Greifenhagener Straße 1–4, 65–68 Pappelallee 69–73 Schönhauser Allee 58/58A, 59A-B (Lage) | Wohnanlage der Berliner gemeinnützigen Baugesellschaft (Bremer Höhe) Bestandteil des Ensembles: Buchholzer Straße                                                 | Gneiststraße 7–8 | |
| 09090205           | Buchholzer Straße 10–22 Gneiststraße 1–20 Greifenhagener Straße 1–4, 65–68 Pappelallee 69–73 Schönhauser Allee 58/58A, 59A-B (Lage) | Wohnanlage der Berliner gemeinnützigen Baugesellschaft (Bremer Höhe) Bestandteil des Ensembles: Buchholzer Straße                                                 | Gneiststraße 9 | |
| 09090205           | Buchholzer Straße 10–22 Gneiststraße 1–20 Greifenhagener Straße 1–4, 65–68 Pappelallee 69–73 Schönhauser Allee 58/58A, 59A-B (Lage) | Wohnanlage der Berliner gemeinnützigen Baugesellschaft (Bremer Höhe) Bestandteil des Ensembles: Buchholzer Straße                                                 | Gneiststraße 10–13/Greifenhagener Straße 1–3/Pappelallee 73 | |
| 09090205           | Buchholzer Straße 10–22 Gneiststraße 1–20 Greifenhagener Straße 1–4, 65–68 Pappelallee 69–73 Schönhauser Allee 58/58A, 59A-B (Lage) | Wohnanlage der Berliner gemeinnützigen Baugesellschaft (Bremer Höhe) Bestandteil des Ensembles: Buchholzer Straße                                                 | Hofgebäude Greifenhagener Straße 3 | |
| 09090205           | Buchholzer Straße 10–22 Gneiststraße 1–20 Greifenhagener Straße 1–4, 65–68 Pappelallee 69–73 Schönhauser Allee 58/58A, 59A-B (Lage) | Wohnanlage der Berliner gemeinnützigen Baugesellschaft (Bremer Höhe) Bestandteil des Ensembles: Buchholzer Straße                                                 | Gneiststraße 16/Greifenhagener Straße 66–68 | |
| 09090205           | Buchholzer Straße 10–22 Gneiststraße 1–20 Greifenhagener Straße 1–4, 65–68 Pappelallee 69–73 Schönhauser Allee 58/58A, 59A-B (Lage) | Wohnanlage der Berliner gemeinnützigen Baugesellschaft (Bremer Höhe) Bestandteil des Ensembles: Buchholzer Straße                                                 | Gneiststraße 17–19 | |
| 09090205           | Buchholzer Straße 10–22 Gneiststraße 1–20 Greifenhagener Straße 1–4, 65–68 Pappelallee 69–73 Schönhauser Allee 58/58A, 59A-B (Lage) | Wohnanlage der Berliner gemeinnützigen Baugesellschaft (Bremer Höhe) Bestandteil des Ensembles: Buchholzer Straße                                                 | Gneiststraße 20 | |
| 09090205           | Buchholzer Straße 10–22 Gneiststraße 1–20 Greifenhagener Straße 1–4, 65–68 Pappelallee 69–73 Schönhauser Allee 58/58A, 59A-B (Lage) | Wohnanlage der Berliner gemeinnützigen Baugesellschaft (Bremer Höhe) Bestandteil des Ensembles: Buchholzer Straße                                                 | Greifhagener Straße 66 & 67 | |
| 09090205           | Buchholzer Straße 10–22 Gneiststraße 1–20 Greifenhagener Straße 1–4, 65–68 Pappelallee 69–73 Schönhauser Allee 58/58A, 59A-B (Lage) | Wohnanlage der Berliner gemeinnützigen Baugesellschaft (Bremer Höhe) Bestandteil des Ensembles: Buchholzer Straße                                                 | Pappelallee 69 | |
| 09090205           | Buchholzer Straße 10–22 Gneiststraße 1–20 Greifenhagener Straße 1–4, 65–68 Pappelallee 69–73 Schönhauser Allee 58/58A, 59A-B (Lage) | Wohnanlage der Berliner gemeinnützigen Baugesellschaft (Bremer Höhe) Bestandteil des Ensembles: Buchholzer Straße                                                 | Pappelallee 70 | |
| 09090205           | Buchholzer Straße 10–22 Gneiststraße 1–20 Greifenhagener Straße 1–4, 65–68 Pappelallee 69–73 Schönhauser Allee 58/58A, 59A-B (Lage) | Wohnanlage der Berliner gemeinnützigen Baugesellschaft (Bremer Höhe) Bestandteil des Ensembles: Buchholzer Straße                                                 | Pappelallee 71, 72 | |
| 09090205           | Buchholzer Straße 10–22 Gneiststraße 1–20 Greifenhagener Straße 1–4, 65–68 Pappelallee 69–73 Schönhauser Allee 58/58A, 59A-B (Lage) | Wohnanlage der Berliner gemeinnützigen Baugesellschaft (Bremer Höhe) Bestandteil des Ensembles: Buchholzer Straße                                                 | Schönhauser Allee 58, 58A | |
| 09090080           | Christburger Straße 7 (Lage) | 239. und 296. Gemeindeschule (heute: Grundschule an der Marie) | Schule, 1906–1908 von Ludwig Hoffmann | |
| 09090080           | Christburger Straße 7 (Lage) | 239. und 296. Gemeindeschule (heute: Grundschule an der Marie) | Lehrerwohnhaus | Grundschule an der Marie Lehrerhaus |
| 09090080           | Christburger Straße 7 (Lage) | 239. und 296. Gemeindeschule (heute: Grundschule an der Marie) | Umfassungsmauer | Grundschule an der Marie Umfassungsmauer |
| 09090081           | Christburger Straße 14 (Lage) | Ehem. Gemeindedoppelschule (heute: Freie Evangelische Schulen Berlin)                                                                                             | Schule, 1895–1896 | |
| 09090081           | Christburger Straße 14 (Lage) | Ehem. Gemeindedoppelschule (heute: Freie Evangelische Schulen Berlin)                                                                                             | Lehrerwohnhaus | |
| 09090081           | Christburger Straße 14 (Lage) | Ehem. Gemeindedoppelschule (heute: Freie Evangelische Schulen Berlin)                                                                                             | Turnhalle | |
| 09090081           | Christburger Straße 14 (Lage) | Ehem. Gemeindedoppelschule (heute: Freie Evangelische Schulen Berlin)                                                                                             | Umfassungsmauer | |
| 09095422           | Christinenstraße 18–19 Schönhauser Allee 176 (Lage) | Brauerei Pfefferberg Bestandteil des Ensembles: Teutoburger Platz                                                                                                 | 1842–1914 von Carl Koeppen, Arthur Rohmer, G. Dittrich (siehe auch Gartendenkmal Gaststättengarten der Pfefferbergbrauerei) | |
| 09095422           | Christinenstraße 18–19 Schönhauser Allee 176 (Lage) | Denkmalverlust: Pförtnerhaus mit Anbau | Ehemalige Einfahrt auf das Brauereigelände, Abgerissen 2010 aufgrund der Nachnutzung | |
| 09070139           | Danziger Straße 50 (Lage) | 162. und 197. Gemeindeschule | Schule, 1893–1894 von Hermann Blankenstein und Vinzent Dylewski | |
| 09070139           | Danziger Straße 50 (Lage) | 162. und 197. Gemeindeschule | Rektorenwohnhaus, 1893–1894 von Hermann Blankenstein und Vinzent Dylewski | |
| 09070139           | Danziger Straße 50 (Lage) | 162. und 197. Gemeindeschule | Abort | |
| 09070139           | Danziger Straße 50 (Lage) | 162. und 197. Gemeindeschule | Schuppen an der Schule | |
| 09090085           | Danziger Straße 101/105, 111 (Lage) | IV. Städtische Gasanstalt | Verwaltungsgebäude, 1872–1873, 1913 (heute: Theater unterm Dach) | |
| 09090085           | Danziger Straße 101/105, 111 (Lage) | IV. Städtische Gasanstalt | Gasmesserhaus II, 1901–1902 | |
| 09090085           | Danziger Straße 101/105, 111 (Lage) | IV. Städtische Gasanstalt | Magazin, 1887–1902, 1907–1909 | |
| 09090085           | Danziger Straße 101/105, 111 (Lage) | IV. Städtische Gasanstalt | Regulierhaus III, 1906 Umbau zum Kulturhaus Prenzlauer Berg, 1985–1986 | |
| 09090085           | Danziger Straße 101/105, 111 (Lage) | IV. Städtische Gasanstalt | Pförtnerhaus und Umfassungsmauer, 1909–1913 | |
| 09090085           | Danziger Straße 101/105, 111 (Lage) | IV. Städtische Gasanstalt | Neubau Gaststätte mit Mehrzwecksaal „Wabe“, 1985–86 von Gottfried Hein, Bärbel Kabitzke und Burkhard Kalkowsky (siehe auch Gesamtanlage Siedlung Ernst-Thälmann-Park) | |
| 09065200           | Driesener Straße 22 (Lage) | 42. und 275. Gemeindeschule | Schule, 1907–1908 von Ludwig Hoffmann | |
| 09065200           | Driesener Straße 22 (Lage) | 42. und 275. Gemeindeschule | Lehrerwohnhaus | |
| 09060006           | Dunckerstraße 64 (Lage) | 309. und 310. Gemeinde- schule und 9. Hilfsschule (heute: Heinrich-Schliemann-Gymnasium)                                                                          | Schule, 1912–1914 von Ludwig Hoffmann | Heinrich-Schliemann-Oberschule (Gymnasium) |
| 09060006           | Dunckerstraße 64 (Lage) | 309. und 310. Gemeinde- schule und 9. Hilfsschule (heute: Heinrich-Schliemann-Gymnasium)                                                                          | Lehrerwohnhaus | |
| 09060006           | Dunckerstraße 64 (Lage) | 309. und 310. Gemeinde- schule und 9. Hilfsschule (heute: Heinrich-Schliemann-Gymnasium)                                                                          | Straßenreinigungsdepot | |
| 09075046           | Dunckerstraße 65/66 (Lage) | 209. und 215. Gemeindeschule (heute: Käthe-Kollwitz-Gymnasium) | Gemeindeschule 1898–1900 von Ludwig Hoffmann | |
| 09075046           | Dunckerstraße 65/66 (Lage) | 209. und 215. Gemeindeschule (heute: Käthe-Kollwitz-Gymnasium) | Lehrerwohnhaus, 1898–1900 von Ludwig Hoffmann | |
| 09075046           | Dunckerstraße 65/66 (Lage) | 209. und 215. Gemeindeschule (heute: Käthe-Kollwitz-Gymnasium) | Turnhalle | |
| 09065054           | Eberswalder Straße 10 (Lage) | 117. und 178. Gemeindeschule | Lehrerwohnhaus, 1888–1889 von Hermann Blankenstein | Lehrerwohnhaus |
| 09065054           | Eberswalder Straße 10 (Lage) | 117. und 178. Gemeindeschule | Schulgebäude, 1888–1889 von Hermann Blankenstein | |
| 09065054           | Eberswalder Straße 10 (Lage) | 117. und 178. Gemeindeschule | Turnhalle, 1888–1889 von Hermann Blankenstein, Erweiterung, um 1910 | |
| 09065054           | Eberswalder Straße 10 (Lage) | 117. und 178. Gemeindeschule | Einfriedung 1888–1889 | |
| 09065055           | Eberswalder Straße 17/18 (Lage) | St. Elisabeth-Stift | Vorderhaus, 1875–1876 von Friedrich August Wilhelm Strauch und 1892 von Kurt Berndt | |
| 09065055           | Eberswalder Straße 17/18 (Lage) | St. Elisabeth-Stift | Seitenflügel | |
| 09090124           | Eldenaer Straße 34–36, 42–46, An den Eldenaer Höfen 1–83 August-Lindemann-Straße 4A/6C, 9 Hausburgstraße 32 Hermann-Blankenstein-Straße 1, 20 James-Hobrecht-Straße Kurt-Exner-Straße 4/6 Landsberger Allee 104A-D Otto-Ostrowski-Straße14/16, 29-31, 33/35, 40, 44/46 Thaerstraße 30–31 Walter-Friedländer-Straße 19/35 Zum Langen Jammer 7 Zur Rinderauktionshalle (Lage) | Zentralvieh- und Schlachthof | Neuer Schlachthof, 1895–1899 von August Lindemann | Neuer Schlachthof, 1895–1899 von August Lindemann |
| 09090124           | Eldenaer Straße 34–36, 42–46, An den Eldenaer Höfen 1–83 August-Lindemann-Straße 4A/6C, 9 Hausburgstraße 32 Hermann-Blankenstein-Straße 1, 20 James-Hobrecht-Straße Kurt-Exner-Straße 4/6 Landsberger Allee 104A-D Otto-Ostrowski-Straße14/16, 29-31, 33/35, 40, 44/46 Thaerstraße 30–31 Walter-Friedländer-Straße 19/35 Zum Langen Jammer 7 Zur Rinderauktionshalle (Lage) | Zentralvieh- und Schlachthof | 2 Schweineschlachthäuser (Landsberger Allee) | |
| 09090124           | Eldenaer Straße 34–36, 42–46, An den Eldenaer Höfen 1–83 August-Lindemann-Straße 4A/6C, 9 Hausburgstraße 32 Hermann-Blankenstein-Straße 1, 20 James-Hobrecht-Straße Kurt-Exner-Straße 4/6 Landsberger Allee 104A-D Otto-Ostrowski-Straße14/16, 29-31, 33/35, 40, 44/46 Thaerstraße 30–31 Walter-Friedländer-Straße 19/35 Zum Langen Jammer 7 Zur Rinderauktionshalle (Lage) | Zentralvieh- und Schlachthof | Verkaufshalle für ausländische Schweine | |
| 09090124           | Eldenaer Straße 34–36, 42–46, An den Eldenaer Höfen 1–83 August-Lindemann-Straße 4A/6C, 9 Hausburgstraße 32 Hermann-Blankenstein-Straße 1, 20 James-Hobrecht-Straße Kurt-Exner-Straße 4/6 Landsberger Allee 104A-D Otto-Ostrowski-Straße14/16, 29-31, 33/35, 40, 44/46 Thaerstraße 30–31 Walter-Friedländer-Straße 19/35 Zum Langen Jammer 7 Zur Rinderauktionshalle (Lage) | Zentralvieh- und Schlachthof | Schweinestall | |
| 09090124           | Eldenaer Straße 34–36, 42–46, An den Eldenaer Höfen 1–83 August-Lindemann-Straße 4A/6C, 9 Hausburgstraße 32 Hermann-Blankenstein-Straße 1, 20 James-Hobrecht-Straße Kurt-Exner-Straße 4/6 Landsberger Allee 104A-D Otto-Ostrowski-Straße14/16, 29-31, 33/35, 40, 44/46 Thaerstraße 30–31 Walter-Friedländer-Straße 19/35 Zum Langen Jammer 7 Zur Rinderauktionshalle (Lage) | Zentralvieh- und Schlachthof | Wasserturm | |
| 09090124           | Eldenaer Straße 34–36, 42–46, An den Eldenaer Höfen 1–83 August-Lindemann-Straße 4A/6C, 9 Hausburgstraße 32 Hermann-Blankenstein-Straße 1, 20 James-Hobrecht-Straße Kurt-Exner-Straße 4/6 Landsberger Allee 104A-D Otto-Ostrowski-Straße14/16, 29-31, 33/35, 40, 44/46 Thaerstraße 30–31 Walter-Friedländer-Straße 19/35 Zum Langen Jammer 7 Zur Rinderauktionshalle (Lage) | Zentralvieh- und Schlachthof | Rinderstall (heute Sporthalle) | |
| 09090124           | Eldenaer Straße 34–36, 42–46, An den Eldenaer Höfen 1–83 August-Lindemann-Straße 4A/6C, 9 Hausburgstraße 32 Hermann-Blankenstein-Straße 1, 20 James-Hobrecht-Straße Kurt-Exner-Straße 4/6 Landsberger Allee 104A-D Otto-Ostrowski-Straße14/16, 29-31, 33/35, 40, 44/46 Thaerstraße 30–31 Walter-Friedländer-Straße 19/35 Zum Langen Jammer 7 Zur Rinderauktionshalle (Lage) | Zentralvieh- und Schlachthof | Verwaltungsgebäude | |
| 09090124           | Eldenaer Straße 34–36, 42–46, An den Eldenaer Höfen 1–83 August-Lindemann-Straße 4A/6C, 9 Hausburgstraße 32 Hermann-Blankenstein-Straße 1, 20 James-Hobrecht-Straße Kurt-Exner-Straße 4/6 Landsberger Allee 104A-D Otto-Ostrowski-Straße14/16, 29-31, 33/35, 40, 44/46 Thaerstraße 30–31 Walter-Friedländer-Straße 19/35 Zum Langen Jammer 7 Zur Rinderauktionshalle (Lage) | Zentralvieh- und Schlachthof | Straßenreinigungsdepot | |
| 09090124           | Eldenaer Straße 34–36, 42–46, An den Eldenaer Höfen 1–83 August-Lindemann-Straße 4A/6C, 9 Hausburgstraße 32 Hermann-Blankenstein-Straße 1, 20 James-Hobrecht-Straße Kurt-Exner-Straße 4/6 Landsberger Allee 104A-D Otto-Ostrowski-Straße14/16, 29-31, 33/35, 40, 44/46 Thaerstraße 30–31 Walter-Friedländer-Straße 19/35 Zum Langen Jammer 7 Zur Rinderauktionshalle (Lage) | Zentralvieh- und Schlachthof | Darmschleimerei | |
| 09090124           | Eldenaer Straße 34–36, 42–46, An den Eldenaer Höfen 1–83 August-Lindemann-Straße 4A/6C, 9 Hausburgstraße 32 Hermann-Blankenstein-Straße 1, 20 James-Hobrecht-Straße Kurt-Exner-Straße 4/6 Landsberger Allee 104A-D Otto-Ostrowski-Straße14/16, 29-31, 33/35, 40, 44/46 Thaerstraße 30–31 Walter-Friedländer-Straße 19/35 Zum Langen Jammer 7 Zur Rinderauktionshalle (Lage) | Zentralvieh- und Schlachthof | Schuppen | |
| 09090124           | Eldenaer Straße 34–36, 42–46, An den Eldenaer Höfen 1–83 August-Lindemann-Straße 4A/6C, 9 Hausburgstraße 32 Hermann-Blankenstein-Straße 1, 20 James-Hobrecht-Straße Kurt-Exner-Straße 4/6 Landsberger Allee 104A-D Otto-Ostrowski-Straße14/16, 29-31, 33/35, 40, 44/46 Thaerstraße 30–31 Walter-Friedländer-Straße 19/35 Zum Langen Jammer 7 Zur Rinderauktionshalle (Lage) | Zentralvieh- und Schlachthof | Lederfabrik | |
| 09090124           | Eldenaer Straße 34–36, 42–46, An den Eldenaer Höfen 1–83 August-Lindemann-Straße 4A/6C, 9 Hausburgstraße 32 Hermann-Blankenstein-Straße 1, 20 James-Hobrecht-Straße Kurt-Exner-Straße 4/6 Landsberger Allee 104A-D Otto-Ostrowski-Straße14/16, 29-31, 33/35, 40, 44/46 Thaerstraße 30–31 Walter-Friedländer-Straße 19/35 Zum Langen Jammer 7 Zur Rinderauktionshalle (Lage) | Zentralvieh- und Schlachthof | Lederfabrik und Verwaltung | |
| 09090124           | Eldenaer Straße 34–36, 42–46, An den Eldenaer Höfen 1–83 August-Lindemann-Straße 4A/6C, 9 Hausburgstraße 32 Hermann-Blankenstein-Straße 1, 20 James-Hobrecht-Straße Kurt-Exner-Straße 4/6 Landsberger Allee 104A-D Otto-Ostrowski-Straße14/16, 29-31, 33/35, 40, 44/46 Thaerstraße 30–31 Walter-Friedländer-Straße 19/35 Zum Langen Jammer 7 Zur Rinderauktionshalle (Lage) | Zentralvieh- und Schlachthof | Pförtnerhaus | |
| 09090124           | Eldenaer Straße 34–36, 42–46, An den Eldenaer Höfen 1–83 August-Lindemann-Straße 4A/6C, 9 Hausburgstraße 32 Hermann-Blankenstein-Straße 1, 20 James-Hobrecht-Straße Kurt-Exner-Straße 4/6 Landsberger Allee 104A-D Otto-Ostrowski-Straße14/16, 29-31, 33/35, 40, 44/46 Thaerstraße 30–31 Walter-Friedländer-Straße 19/35 Zum Langen Jammer 7 Zur Rinderauktionshalle (Lage) | Zentralvieh- und Schlachthof | Zentralvieh- und Schlachthof, 1878–1881 von Hermann Blankenstein | |
| 09090124           | Eldenaer Straße 34–36, 42–46, An den Eldenaer Höfen 1–83 August-Lindemann-Straße 4A/6C, 9 Hausburgstraße 32 Hermann-Blankenstein-Straße 1, 20 James-Hobrecht-Straße Kurt-Exner-Straße 4/6 Landsberger Allee 104A-D Otto-Ostrowski-Straße14/16, 29-31, 33/35, 40, 44/46 Thaerstraße 30–31 Walter-Friedländer-Straße 19/35 Zum Langen Jammer 7 Zur Rinderauktionshalle (Lage) | Zentralvieh- und Schlachthof | Rinderverkaufshalle | |
| 09090124           | Eldenaer Straße 34–36, 42–46, An den Eldenaer Höfen 1–83 August-Lindemann-Straße 4A/6C, 9 Hausburgstraße 32 Hermann-Blankenstein-Straße 1, 20 James-Hobrecht-Straße Kurt-Exner-Straße 4/6 Landsberger Allee 104A-D Otto-Ostrowski-Straße14/16, 29-31, 33/35, 40, 44/46 Thaerstraße 30–31 Walter-Friedländer-Straße 19/35 Zum Langen Jammer 7 Zur Rinderauktionshalle (Lage) | Zentralvieh- und Schlachthof | Hammelauktionshalle | |
| 09090124           | Eldenaer Straße 34–36, 42–46, An den Eldenaer Höfen 1–83 August-Lindemann-Straße 4A/6C, 9 Hausburgstraße 32 Hermann-Blankenstein-Straße 1, 20 James-Hobrecht-Straße Kurt-Exner-Straße 4/6 Landsberger Allee 104A-D Otto-Ostrowski-Straße14/16, 29-31, 33/35, 40, 44/46 Thaerstraße 30–31 Walter-Friedländer-Straße 19/35 Zum Langen Jammer 7 Zur Rinderauktionshalle (Lage) | Zentralvieh- und Schlachthof | Stationsgebäude | |
| 09090124           | Eldenaer Straße 34–36, 42–46, An den Eldenaer Höfen 1–83 August-Lindemann-Straße 4A/6C, 9 Hausburgstraße 32 Hermann-Blankenstein-Straße 1, 20 James-Hobrecht-Straße Kurt-Exner-Straße 4/6 Landsberger Allee 104A-D Otto-Ostrowski-Straße14/16, 29-31, 33/35, 40, 44/46 Thaerstraße 30–31 Walter-Friedländer-Straße 19/35 Zum Langen Jammer 7 Zur Rinderauktionshalle (Lage) | Zentralvieh- und Schlachthof | Verwaltungsgebäude (West, heute: Kita) | |
| 09090124           | Eldenaer Straße 34–36, 42–46, An den Eldenaer Höfen 1–83 August-Lindemann-Straße 4A/6C, 9 Hausburgstraße 32 Hermann-Blankenstein-Straße 1, 20 James-Hobrecht-Straße Kurt-Exner-Straße 4/6 Landsberger Allee 104A-D Otto-Ostrowski-Straße14/16, 29-31, 33/35, 40, 44/46 Thaerstraße 30–31 Walter-Friedländer-Straße 19/35 Zum Langen Jammer 7 Zur Rinderauktionshalle (Lage) | Zentralvieh- und Schlachthof | Verwaltungsgebäude (Ost, heute: Sozialstation) | |
| 09090124           | Eldenaer Straße 34–36, 42–46, An den Eldenaer Höfen 1–83 August-Lindemann-Straße 4A/6C, 9 Hausburgstraße 32 Hermann-Blankenstein-Straße 1, 20 James-Hobrecht-Straße Kurt-Exner-Straße 4/6 Landsberger Allee 104A-D Otto-Ostrowski-Straße14/16, 29-31, 33/35, 40, 44/46 Thaerstraße 30–31 Walter-Friedländer-Straße 19/35 Zum Langen Jammer 7 Zur Rinderauktionshalle (Lage) | Zentralvieh- und Schlachthof | Pförtnerhaus | |
| 09090124           | Eldenaer Straße 34–36, 42–46, An den Eldenaer Höfen 1–83 August-Lindemann-Straße 4A/6C, 9 Hausburgstraße 32 Hermann-Blankenstein-Straße 1, 20 James-Hobrecht-Straße Kurt-Exner-Straße 4/6 Landsberger Allee 104A-D Otto-Ostrowski-Straße14/16, 29-31, 33/35, 40, 44/46 Thaerstraße 30–31 Walter-Friedländer-Straße 19/35 Zum Langen Jammer 7 Zur Rinderauktionshalle (Lage) | Zentralvieh- und Schlachthof | 2 Hammelställe | |
| 09090124           | Eldenaer Straße 34–36, 42–46, An den Eldenaer Höfen 1–83 August-Lindemann-Straße 4A/6C, 9 Hausburgstraße 32 Hermann-Blankenstein-Straße 1, 20 James-Hobrecht-Straße Kurt-Exner-Straße 4/6 Landsberger Allee 104A-D Otto-Ostrowski-Straße14/16, 29-31, 33/35, 40, 44/46 Thaerstraße 30–31 Walter-Friedländer-Straße 19/35 Zum Langen Jammer 7 Zur Rinderauktionshalle (Lage) | Zentralvieh- und Schlachthof | Wagenschuppen | |
| 09090124           | Eldenaer Straße 34–36, 42–46, An den Eldenaer Höfen 1–83 August-Lindemann-Straße 4A/6C, 9 Hausburgstraße 32 Hermann-Blankenstein-Straße 1, 20 James-Hobrecht-Straße Kurt-Exner-Straße 4/6 Landsberger Allee 104A-D Otto-Ostrowski-Straße14/16, 29-31, 33/35, 40, 44/46 Thaerstraße 30–31 Walter-Friedländer-Straße 19/35 Zum Langen Jammer 7 Zur Rinderauktionshalle (Lage) | Zentralvieh- und Schlachthof | Häutesalzerei | |
| 09090124           | Eldenaer Straße 34–36, 42–46, An den Eldenaer Höfen 1–83 August-Lindemann-Straße 4A/6C, 9 Hausburgstraße 32 Hermann-Blankenstein-Straße 1, 20 James-Hobrecht-Straße Kurt-Exner-Straße 4/6 Landsberger Allee 104A-D Otto-Ostrowski-Straße14/16, 29-31, 33/35, 40, 44/46 Thaerstraße 30–31 Walter-Friedländer-Straße 19/35 Zum Langen Jammer 7 Zur Rinderauktionshalle (Lage) | Zentralvieh- und Schlachthof | 3 Rinderställe | |
| 09090124           | Eldenaer Straße 34–36, 42–46, An den Eldenaer Höfen 1–83 August-Lindemann-Straße 4A/6C, 9 Hausburgstraße 32 Hermann-Blankenstein-Straße 1, 20 James-Hobrecht-Straße Kurt-Exner-Straße 4/6 Landsberger Allee 104A-D Otto-Ostrowski-Straße14/16, 29-31, 33/35, 40, 44/46 Thaerstraße 30–31 Walter-Friedländer-Straße 19/35 Zum Langen Jammer 7 Zur Rinderauktionshalle (Lage) | Zentralvieh- und Schlachthof | 4 Rinderstallfronten | |
| 09090124           | Eldenaer Straße 34–36, 42–46, An den Eldenaer Höfen 1–83 August-Lindemann-Straße 4A/6C, 9 Hausburgstraße 32 Hermann-Blankenstein-Straße 1, 20 James-Hobrecht-Straße Kurt-Exner-Straße 4/6 Landsberger Allee 104A-D Otto-Ostrowski-Straße14/16, 29-31, 33/35, 40, 44/46 Thaerstraße 30–31 Walter-Friedländer-Straße 19/35 Zum Langen Jammer 7 Zur Rinderauktionshalle (Lage) | Denkmalverlust: Alter Schlachthof & diverse Bauten | 6 Rinderställe, nur 4 Fronten sind stehen geblieben | |
| 09090124           | Eldenaer Straße 34–36, 42–46, An den Eldenaer Höfen 1–83 August-Lindemann-Straße 4A/6C, 9 Hausburgstraße 32 Hermann-Blankenstein-Straße 1, 20 James-Hobrecht-Straße Kurt-Exner-Straße 4/6 Landsberger Allee 104A-D Otto-Ostrowski-Straße14/16, 29-31, 33/35, 40, 44/46 Thaerstraße 30–31 Walter-Friedländer-Straße 19/35 Zum Langen Jammer 7 Zur Rinderauktionshalle (Lage) | Denkmalverlust: Alter Schlachthof & diverse Bauten | 2005 Abriss von Alter Schlachthof, Abbruch der Rinderschlachthalle von R. Ermisch und anderer Gebäude | |
| 09060038           | Erich-Weinert-Straße 70 (Lage) | 15. Realschule | Schule, 1913–1916 von Ludwig Hoffmann | |
| 09060038           | Erich-Weinert-Straße 70 (Lage) | 15. Realschule | Lehrerwohnhaus | |
| 09090282           | Erich-Weinert-Straße 98–100, 101 Georg-Blank-Straße 1–5 Gubitzstraße 32–46 Küselstraße 4–6, 16–18, 28–30, 34 Lindenhoekweg 2–6, 12–16 Sodtkestraße 1–34, 36–46 Sültstraße 11–27, 30–44 Trachtenbrodtstraße 2–34 (Lage) | Wohnstadt Carl Legien Teil des Weltkulturerbes Siedlungen der Berliner Moderne Bestandteil des Ensembles: Wohnstadt Carl-Legien                                   | 14 Wohnzeilen, 1928–1930 von Bruno Taut und Franz Hillinger | |
| 09090282           | Erich-Weinert-Straße 98–100, 101 Georg-Blank-Straße 1–5 Gubitzstraße 32–46 Küselstraße 4–6, 16–18, 28–30, 34 Lindenhoekweg 2–6, 12–16 Sodtkestraße 1–34, 36–46 Sültstraße 11–27, 30–44 Trachtenbrodtstraße 2–34 (Lage) | Wohnstadt Carl Legien Teil des Weltkulturerbes Siedlungen der Berliner Moderne Bestandteil des Ensembles: Wohnstadt Carl-Legien                                   | 6 Kopfbauten am Ende der Innenhöfe | |
| 09090282           | Erich-Weinert-Straße 98–100, 101 Georg-Blank-Straße 1–5 Gubitzstraße 32–46 Küselstraße 4–6, 16–18, 28–30, 34 Lindenhoekweg 2–6, 12–16 Sodtkestraße 1–34, 36–46 Sültstraße 11–27, 30–44 Trachtenbrodtstraße 2–34 (Lage) | Wohnstadt Carl Legien Teil des Weltkulturerbes Siedlungen der Berliner Moderne Bestandteil des Ensembles: Wohnstadt Carl-Legien                                   | Verwaltungsturm | |
| 09090282           | Erich-Weinert-Straße 98–100, 101 Georg-Blank-Straße 1–5 Gubitzstraße 32–46 Küselstraße 4–6, 16–18, 28–30, 34 Lindenhoekweg 2–6, 12–16 Sodtkestraße 1–34, 36–46 Sültstraße 11–27, 30–44 Trachtenbrodtstraße 2–34 (Lage) | Wohnstadt Carl Legien Teil des Weltkulturerbes Siedlungen der Berliner Moderne Bestandteil des Ensembles: Wohnstadt Carl-Legien                                   | Innenhöfe | |
| 09090282           | Erich-Weinert-Straße 98–100, 101 Georg-Blank-Straße 1–5 Gubitzstraße 32–46 Küselstraße 4–6, 16–18, 28–30, 34 Lindenhoekweg 2–6, 12–16 Sodtkestraße 1–34, 36–46 Sültstraße 11–27, 30–44 Trachtenbrodtstraße 2–34 (Lage) | Wohnstadt Carl Legien Teil des Weltkulturerbes Siedlungen der Berliner Moderne Bestandteil des Ensembles: Wohnstadt Carl-Legien                                   | Waschhaus | |
| 09090282           | Erich-Weinert-Straße 98–100, 101 Georg-Blank-Straße 1–5 Gubitzstraße 32–46 Küselstraße 4–6, 16–18, 28–30, 34 Lindenhoekweg 2–6, 12–16 Sodtkestraße 1–34, 36–46 Sültstraße 11–27, 30–44 Trachtenbrodtstraße 2–34 (Lage) | Wohnstadt Carl Legien Teil des Weltkulturerbes Siedlungen der Berliner Moderne Bestandteil des Ensembles: Wohnstadt Carl-Legien                                   | Ladenzeile | |
| 09090286           | Erich-Weinert-Straße 131-131A (Lage) | Pumpstation Radialsystem XI | Pumphaus, 1906–1908 von Hösel | |
| 09090286           | Erich-Weinert-Straße 131-131A (Lage) | Pumpstation Radialsystem XI | Verwaltungsgebäude | |
| 09090286           | Erich-Weinert-Straße 131-131A (Lage) | Pumpstation Radialsystem XI | Wohnhaus | |
| 09090286           | Erich-Weinert-Straße 131-131A (Lage) | Pumpstation Radialsystem XI | Werkhalle | |
| 09090286           | Erich-Weinert-Straße 131-131A (Lage) | Pumpstation Radialsystem XI | Umfassungsmauer | |
| 09095536           | Fehrbelliner Straße 98/99 Schönhauser Allee 182 (Lage) | Kath. Herz-Jesu-Kirche Bestandteil des Ensembles: Teutoburger Platz                                                                                               | Kirche, 1896–1898 von Christoph Hehl | |
| 09095536           | Fehrbelliner Straße 98/99 Schönhauser Allee 182 (Lage) | Kath. Herz-Jesu-Kirche Bestandteil des Ensembles: Teutoburger Platz                                                                                               | Pfarrhaus | |
| 09095536           | Fehrbelliner Straße 98/99 Schönhauser Allee 182 (Lage) | Kath. Herz-Jesu-Kirche Bestandteil des Ensembles: Teutoburger Platz                                                                                               | Mädchenschule | |
| 09090088           | Fröbelstraße 15 Diesterwegstraße 18/32 Ella-Kay-Straße (Lage) | Städtisches Obdach | Hauptgebäude, 1886–1887 von Hermann Blankenstein, 1892 von Vinzent Dylewski | |
| 09090088           | Fröbelstraße 15 Diesterwegstraße 18/32 Ella-Kay-Straße (Lage) | Städtisches Obdach | Rückgebäude (Ost) | |
| 09090088           | Fröbelstraße 15 Diesterwegstraße 18/32 Ella-Kay-Straße (Lage) | Städtisches Obdach | Shedhalle | |
| 09090088           | Fröbelstraße 15 Diesterwegstraße 18/32 Ella-Kay-Straße (Lage) | Städtisches Obdach | Krankenstation (Nord-Ost Ecke) | |
| 09090088           | Fröbelstraße 15 Diesterwegstraße 18/32 Ella-Kay-Straße (Lage) | Städtisches Obdach | Krankenstation (West Ecke) | |
| 09090088           | Fröbelstraße 15 Diesterwegstraße 18/32 Ella-Kay-Straße (Lage) | Städtisches Obdach | Kraftwerk mit Werkhalle | |
| 09090088           | Fröbelstraße 15 Diesterwegstraße 18/32 Ella-Kay-Straße (Lage) | Städtisches Obdach | Schuppen | |
| 09090088           | Fröbelstraße 15 Diesterwegstraße 18/32 Ella-Kay-Straße (Lage) | Städtisches Obdach | Freiflächen | |
| 09090089           | Fröbelstraße 17 Diesterwegstraße Prenzlauer Allee 70, 75, 77 (Lage) | Städtisches Hospital und Siechenhaus mit Freiflächen (heute: Bezirksamt Prenzlauer Berg)                                                                          | Haus 4 mit Turnhalle, 1886–1889 von Hermann Blankenstein, 1896 von Vinzent Dylewski | |
| 09090089           | Fröbelstraße 17 Diesterwegstraße Prenzlauer Allee 70, 75, 77 (Lage) | Städtisches Hospital und Siechenhaus mit Freiflächen (heute: Bezirksamt Prenzlauer Berg)                                                                          | Haus 2 (Ost) | |
| 09090089           | Fröbelstraße 17 Diesterwegstraße Prenzlauer Allee 70, 75, 77 (Lage) | Städtisches Hospital und Siechenhaus mit Freiflächen (heute: Bezirksamt Prenzlauer Berg)                                                                          | Haus 3 (West) | |
| 09090089           | Fröbelstraße 17 Diesterwegstraße Prenzlauer Allee 70, 75, 77 (Lage) | Städtisches Hospital und Siechenhaus mit Freiflächen (heute: Bezirksamt Prenzlauer Berg)                                                                          | Haus 6 | Städtisches Krankenhaus Prenzlauer Berg |
| 09090089           | Fröbelstraße 17 Diesterwegstraße Prenzlauer Allee 70, 75, 77 (Lage) | Städtisches Hospital und Siechenhaus mit Freiflächen (heute: Bezirksamt Prenzlauer Berg)                                                                          | Haus 5 & 7 | |
| 09090089           | Fröbelstraße 17 Diesterwegstraße Prenzlauer Allee 70, 75, 77 (Lage) | Städtisches Hospital und Siechenhaus mit Freiflächen (heute: Bezirksamt Prenzlauer Berg)                                                                          | Kraftwerk mit 2 Nebengebäuden | |
| 09090089           | Fröbelstraße 17 Diesterwegstraße Prenzlauer Allee 70, 75, 77 (Lage) | Städtisches Hospital und Siechenhaus mit Freiflächen (heute: Bezirksamt Prenzlauer Berg)                                                                          | Haus 9 | |
| 09090089           | Fröbelstraße 17 Diesterwegstraße Prenzlauer Allee 70, 75, 77 (Lage) | Städtisches Hospital und Siechenhaus mit Freiflächen (heute: Bezirksamt Prenzlauer Berg)                                                                          | Haus 8 (Kapelle) | |
| 09090089           | Fröbelstraße 17 Diesterwegstraße Prenzlauer Allee 70, 75, 77 (Lage) | Städtisches Hospital und Siechenhaus mit Freiflächen (heute: Bezirksamt Prenzlauer Berg)                                                                          | Pförtnerhaus | |
| 09090089           | Fröbelstraße 17 Diesterwegstraße Prenzlauer Allee 70, 75, 77 (Lage) | Städtisches Hospital und Siechenhaus mit Freiflächen (heute: Bezirksamt Prenzlauer Berg)                                                                          | Umfassungsmauer | |
| 09090089           | Fröbelstraße 17 Diesterwegstraße Prenzlauer Allee 70, 75, 77 (Lage) | Städtisches Hospital und Siechenhaus mit Freiflächen (heute: Bezirksamt Prenzlauer Berg)                                                                          | Freiflächen | |
| 09050080           | Gleimstraße 30, 31, 35 Schönhauser Allee 123 (Lage) | ehem. Straßenbahnbetriebshof | Fassaden des Betriebshofes der „Großen Berliner Pferde-Eisenbahn-Actien-Gesellschaft“, 1894-1895 von Joseph Fischer-Dick, ab 1902 Straßenbahnbetriebshof | |
| 09050080           | Gleimstraße 30, 31, 35 Schönhauser Allee 123 (Lage) | ehem. Straßenbahnbetriebshof | Kino Colosseum, 1924 von Fritz Wilms nach Max Bischoff, Umbau, 1955-1957 von Friedrich Wildner und Adalbert Lemke | |
| 09050080           | Gleimstraße 30, 31, 35 Schönhauser Allee 123 (Lage) | ehem. Straßenbahnbetriebshof | nördliche Stallungen? | |
| 09050080           | Gleimstraße 30, 31, 35 Schönhauser Allee 123 (Lage) | ehem. Straßenbahnbetriebshof | westlicher Schuppen? | |
| 09065207           | Gleimstraße 47–49 Ystadter Straße 1–8 (Lage) | ehem. Gemeindeschule und Gymnasium | Schulgebäude, 1914–1915 von Ludwig Hoffmann | |
| 09065207           | Gleimstraße 47–49 Ystadter Straße 1–8 (Lage) | ehem. Gemeindeschule und Gymnasium | Lehrerwohnhaus | |
| 09065207           | Gleimstraße 47–49 Ystadter Straße 1–8 (Lage) | ehem. Gemeindeschule und Gymnasium | Aula- und Turnhallengebäude | |
| 09090259           | Greifenhagener Straße 56/57 Stargarder Straße 3–5 (Lage) | Wohnanlage des „Berliner Spar- und Bauvereins von 1892“ Bestandteil des Ensembles: Gethsemanestraße                                                               | Vorderhaus, 1899–1900 von Alfred Messel und Paul Kolb (siehe auch Gartendenkmal Innenhof) | |
| 09090259           | Greifenhagener Straße 56/57 Stargarder Straße 3–5 (Lage) | Wohnanlage des „Berliner Spar- und Bauvereins von 1892“ Bestandteil des Ensembles: Gethsemanestraße                                                               | Hofgebäude | |
| 09090259           | Greifenhagener Straße 56/57 Stargarder Straße 3–5 (Lage) | Wohnanlage des „Berliner Spar- und Bauvereins von 1892“ Bestandteil des Ensembles: Gethsemanestraße                                                               | Pferdestall | |
| 09090259           | Greifenhagener Straße 56/57 Stargarder Straße 3–5 (Lage) | Wohnanlage des „Berliner Spar- und Bauvereins von 1892“ Bestandteil des Ensembles: Gethsemanestraße                                                               | 2 Schuppen | |
| 09090260           | Greifenhagener Straße 58/59 (Lage) | 249. und 261. Gemeindeschule Bestandteil des Ensembles: Gethsemanestraße                                                                                          | 1904–1907 von Ludwig Hoffmann und Vinzent Dylewski | |
| 09030002           | Greifswalder Straße Danziger Straße 105/109 Ella-Kay-Straße 4/52 Lilli-Henoch-Straße 1–20 (Lage) | Siedlung Ernst-Thälmann-Park | 1984–1986, Städtebau: Eugen Schröder, Helmut Stingl, Dietrich Kabisch, Dorothea Krause, Marianne Battke; Wohnungsbau: Dietrich Kabisch, Gerfried Mantey, Ulrich Weigert, Manfred Zumpe, U. Pommeranz; Gemeinschaftseinrichtungen: Karl-Ernst Swora, G. Derdau, Gerfried Mantey, Hartmut Pautsch, unter der Oberleitung der Baudirektion Berlin, Erhardt Gißke (siehe auch Gesamtanlage IV. Städtische Gasanstalt) | 1984–1986, Städtebau: Eugen Schröder, Helmut Stingl, Dietrich Kabisch, Dorothea Krause, Marianne Battke; Wohnungsbau: Dietrich Kabisch, Gerfried Mantey, Ulrich Weigert, Manfred Zumpe, U. Pommeranz; Gemeinschaftseinrichtungen: Karl-Ernst Swora, G. Derdau, Gerfried Mantey, Hartmut Pautsch, unter der Oberleitung der Baudirektion Berlin, Erhardt Gißke (siehe auch Gesamtanlage IV. Städtische Gasanstalt) |
| 09030002           | Greifswalder Straße Danziger Straße 105/109 Ella-Kay-Straße 4/52 Lilli-Henoch-Straße 1–20 (Lage) | Siedlung Ernst-Thälmann-Park | Ernst-Thälmann-Denkmal, 1985–1986 von Lew Kerbel, bis 11/2024 eigenständiges Baudenkmal | |
| 09030002           | Greifswalder Straße Danziger Straße 105/109 Ella-Kay-Straße 4/52 Lilli-Henoch-Straße 1–20 (Lage) | Siedlung Ernst-Thälmann-Park | 3 Wohnzeilenblocks | |
| 09030002           | Greifswalder Straße Danziger Straße 105/109 Ella-Kay-Straße 4/52 Lilli-Henoch-Straße 1–20 (Lage) | Siedlung Ernst-Thälmann-Park | 4 Punkthochhäuser | |
| 09030002           | Greifswalder Straße Danziger Straße 105/109 Ella-Kay-Straße 4/52 Lilli-Henoch-Straße 1–20 (Lage) | Siedlung Ernst-Thälmann-Park | Restaurant mit Terrasse | |
| 09030002           | Greifswalder Straße Danziger Straße 105/109 Ella-Kay-Straße 4/52 Lilli-Henoch-Straße 1–20 (Lage) | Siedlung Ernst-Thälmann-Park | Konsum (Wabe) | Ernst-Thälmann-Park Wabe |
| 09030002           | Greifswalder Straße Danziger Straße 105/109 Ella-Kay-Straße 4/52 Lilli-Henoch-Straße 1–20 (Lage) | Siedlung Ernst-Thälmann-Park | Schwimmhalle | |
| 09030002           | Greifswalder Straße Danziger Straße 105/109 Ella-Kay-Straße 4/52 Lilli-Henoch-Straße 1–20 (Lage) | Siedlung Ernst-Thälmann-Park | Umspannwerk | |
| 09030002           | Greifswalder Straße Danziger Straße 105/109 Ella-Kay-Straße 4/52 Lilli-Henoch-Straße 1–20 (Lage) | Siedlung Ernst-Thälmann-Park | Freiflächen mit Teichanlage | |
| 09030002           | Greifswalder Straße Danziger Straße 105/109 Ella-Kay-Straße 4/52 Lilli-Henoch-Straße 1–20 (Lage) | Siedlung Ernst-Thälmann-Park | Wasserspielplatz | |
| 09050098           | Greifswalder Straße 18 (Lage) | Kath. St. Katharinen-Stift und St. Gertrud-Kapelle Bestandteil des Ensembles: Greifswalder Straße                                                                 | St. Gertrud-Kapelle, 1895–1896 von August Menken | |
| 09050098           | Greifswalder Straße 18 (Lage) | Kath. St. Katharinen-Stift und St. Gertrud-Kapelle Bestandteil des Ensembles: Greifswalder Straße                                                                 | St. Katharinen-Stift, 1895–1896 von August Menken | |
| 09050098           | Greifswalder Straße 18 (Lage) | Kath. St. Katharinen-Stift und St. Gertrud-Kapelle Bestandteil des Ensembles: Greifswalder Straße                                                                 | Erweiterung und Umbauten 1905, 1912 | |
| 09050102           | Greifswalder Straße 25 (Lage) | Königstädtisches Lyzeum Bestandteil des Ensembles: Greifswalder Straße                                                                                            | Lehrerwohnhaus und Turnhallengebäude, 1913–1914 von Ludwig Hoffmann | |
| 09050102           | Greifswalder Straße 25 (Lage) | Königstädtisches Lyzeum Bestandteil des Ensembles: Greifswalder Straße                                                                                            | Lyzeum | |
| 09050102           | Greifswalder Straße 25 (Lage) | Königstädtisches Lyzeum Bestandteil des Ensembles: Greifswalder Straße                                                                                            | Hofmauer | |
| 09050103           | Greifswalder Straße 52–62 Anton-Saefkow-Straße 2–26 Eugen-Schönhaar-Straße 11–27 John-Schehr-Straße 1–21 Olga-Benario-Prestes-Straße 1–13 (Lage) | Wohnanlage | Wohnblock, 1939 | |
| 09050103           | Greifswalder Straße 52–62 Anton-Saefkow-Straße 2–26 Eugen-Schönhaar-Straße 11–27 John-Schehr-Straße 1–21 Olga-Benario-Prestes-Straße 1–13 (Lage) | Wohnanlage | 2 Zeilenbauten | |
| 09050103           | Greifswalder Straße 52–62 Anton-Saefkow-Straße 2–26 Eugen-Schönhaar-Straße 11–27 John-Schehr-Straße 1–21 Olga-Benario-Prestes-Straße 1–13 (Lage) | Wohnanlage | 2 Wohnhöfe | |
| 09090302           | Greifswalder Straße 81, 84 Storkower Straße 2–24 (Lage) | Geschäftshaus und Wohnanlage der Rudolph-Karstadt AG Bestandteil des Ensembles: Storkower Straße                                                                  | 1929–1930 | |
| 09090302           | Greifswalder Straße 81, 84 Storkower Straße 2–24 (Lage) | Geschäftshaus und Wohnanlage der Rudolph-Karstadt AG Bestandteil des Ensembles: Storkower Straße                                                                  | Wohnanlage | |
| 09090285           | Grellstraße 39–53 Greifswalder Straße 166 Hosemannstraße 3/4 Naugarder Straße 46–52 Rietzestraße 2–32 (Lage) | Wohnanlage | Kopfbau, 1927–1930 von Bruno Taut und Franz Hoffmann (siehe auch Gartendenkmal Siedlungsgrün) | |
| 09090285           | Grellstraße 39–53 Greifswalder Straße 166 Hosemannstraße 3/4 Naugarder Straße 46–52 Rietzestraße 2–32 (Lage) | Wohnanlage | Wohnzeile Osten | |
| 09090285           | Grellstraße 39–53 Greifswalder Straße 166 Hosemannstraße 3/4 Naugarder Straße 46–52 Rietzestraße 2–32 (Lage) | Wohnanlage | Wohnzeile Westen | |
| 09090285           | Grellstraße 39–53 Greifswalder Straße 166 Hosemannstraße 3/4 Naugarder Straße 46–52 Rietzestraße 2–32 (Lage) | Wohnanlage | 6 Wohnzeilen | |
| 09090106           | Heinrich-Roller-Straße 18 (Lage) | 58. und 95. Gemeindeschule | 58. Gemeindeschule, 1873 von Hermann Blankenstein | |
| 09090106           | Heinrich-Roller-Straße 18 (Lage) | 58. und 95. Gemeindeschule | 95. Gemeindeschule, 1877 von Hermann Blankenstein | |
| 09090106           | Heinrich-Roller-Straße 18 (Lage) | 58. und 95. Gemeindeschule | Turnhalle | |
| 09050106           | Heinz-Bartsch-Straße 2–6 Ernst-Fürstenberg-Straße Paul-Heyse-Straße 3–17 (Lage) | Wohnanlage Bestandteil des Ensembles: Heinz-Bartsch-Straße | 1926–1927 von Bruno Taut (siehe auch Gartendenkmal Vorhof der Wohnanlage) | |
| 09050083           | Hoch- und Untergrundbahn (Lage) | Hoch- und Untergrundbahn, Erweiterung der Innenstadtlinie (heute Teil der U-Bahn-Linie U2, als Hochbahn zwischen den Bahnhöfen Senefelder Platz und Vinetastraße) | 1911–1913 von Alfred Grenander und Johannes Bousset (siehe auch Baudenkmale U-Bahnhöfe Eberswalder Straße und Schönhauser Allee) | |
| 09065208           | Ibsenstraße 17 (Lage) | 49. und 303. Gemeindeschule und 13. Hilfsschule (heute: Bornholmer Grundschule)                                                                                   | Schulgebäude, 1911–1912 von Ludwig Hoffmann | |
| 09065208           | Ibsenstraße 17 (Lage) | 49. und 303. Gemeindeschule und 13. Hilfsschule (heute: Bornholmer Grundschule)                                                                                   | Lehrerwohnhaus, 1911–1912 von Ludwig Hoffmann | |
| 09065208           | Ibsenstraße 17 (Lage) | 49. und 303. Gemeindeschule und 13. Hilfsschule (heute: Bornholmer Grundschule)                                                                                   | Turnhalle, 1927 um eine Etage aufgestockt | |
| 09065178           | Kastanienallee 7–9 (Lage) | Berliner Prater Bestandteil des Ensembles: Kastanienallee | Tanzsaal, 1856–1857, Erweiterung 1905–1906 von Carl Koeppen | |
| 09065178           | Kastanienallee 7–9 (Lage) | Berliner Prater Bestandteil des Ensembles: Kastanienallee | Pferdeställe | |
| 09065178           | Kastanienallee 7–9 (Lage) | Berliner Prater Bestandteil des Ensembles: Kastanienallee | Freilichtbühne, 1959–1960 von W. Rubinow | |
| 09070141           | Knaackstraße 23 (Lage) | Wasserturmplatz, Wasserversorgungsanlage Bestandteil des Ensembles: Knaackstraße                                                                                  | Maschinenhaus, 1852–1875 von Henry Gill für die Berlin-Waterworks-Company AG und die Städtischen Wasserwerke (siehe auch Gartendenkmal Wasserturmplatz) | |
| 09070141           | Knaackstraße 23 (Lage) | Wasserturmplatz, Wasserversorgungsanlage Bestandteil des Ensembles: Knaackstraße                                                                                  | Kleiner Tiefbehälter, 1889 überwölbt | |
| 09070141           | Knaackstraße 23 (Lage) | Wasserturmplatz, Wasserversorgungsanlage Bestandteil des Ensembles: Knaackstraße                                                                                  | Großer Tiefbehälter, 1889 | |
| 09070141           | Knaackstraße 23 (Lage) | Wasserturmplatz, Wasserversorgungsanlage Bestandteil des Ensembles: Knaackstraße                                                                                  | Schwimmerhäuschen, 1889 | |
| 09060009           | Krügerstraße 2–16 Dunckerstraße 52–58 Erich-Weinert-Straße 65–75 Kuglerstraße 88 (Lage) | Wohnanlage und Innenhof Bestandteil des Ensembles: Wisbyer Straße                                                                                                 | 1926–1928 von Josef Braun & Alfred Gunzenhauser | |
| 09060009           | Krügerstraße 2–16 Dunckerstraße 52–58 Erich-Weinert-Straße 65–75 Kuglerstraße 88 (Lage) | Wohnanlage und Innenhof Bestandteil des Ensembles: Wisbyer Straße                                                                                                 | Innenhof | |
| 09060008           | Kuglerstraße 76–82 Gudvanger Straße 24–28 Krügerstraße 1–9 (Lage) | Wohnanlage Bestandteil des Ensembles: Wisbyer Straße | 1928–1929 von Max Wutzky | |
| 09060020           | Kuglerstraße 77–85 Dunckerstraße 46–51 Gudvanger Straße 30–52 Krügerstraße 13–19 Wisbyer Straße 26–29 (Lage) | Wohnanlage Bestandteil des Ensembles: Wisbyer Straße | 1928–1929 von Reinhardt & Süßenguth und Fedler & Kraffert | |
| 09060020           | Kuglerstraße 77–85 Dunckerstraße 46–51 Gudvanger Straße 30–52 Krügerstraße 13–19 Wisbyer Straße 26–29 (Lage) | Wohnanlage Bestandteil des Ensembles: Wisbyer Straße | Innenhof | |
| 09090291           | Mandelstraße 6/8 (Lage) | 306. und 307. Gemeindeschule Bestandteil des Ensembles: Mandelstraße                                                                                              | Schule, 1915–1923 von Ludwig Hoffmann | |
| 09090291           | Mandelstraße 6/8 (Lage) | 306. und 307. Gemeindeschule Bestandteil des Ensembles: Mandelstraße                                                                                              | Lehrerwohnhaus | Schule und Lehrerwohnhaus, heute OSZ |
| 09090291           | Mandelstraße 6/8 (Lage) | 306. und 307. Gemeindeschule Bestandteil des Ensembles: Mandelstraße                                                                                              | Schuppen | |
| 09090140           | Marienburger Straße 16, 16A (Lage) | BEWAG-Stützpunkt und Abspannwerk Bestandteil des Ensembles: Marienburger Straße                                                                                   | Verwaltungsgebäude, 1927–1928 von Hans Heinrich Müller | |
| 09090140           | Marienburger Straße 16, 16A (Lage) | BEWAG-Stützpunkt und Abspannwerk Bestandteil des Ensembles: Marienburger Straße                                                                                   | Abspannwerk | |
| 09090140           | Marienburger Straße 16, 16A (Lage) | BEWAG-Stützpunkt und Abspannwerk Bestandteil des Ensembles: Marienburger Straße                                                                                   | Nebengebäude | |
| 09065179           | Milastraße 1–4 Cantianstraße 13/14 Schönhauser Allee 129/130 (Lage) | Groterjan-Brauerei | Wirtschaftsgebäude, 1896–1897 von Ernst Jacob, ehemals einzelnes Baudenkmal | |
| 09065179           | Milastraße 1–4 Cantianstraße 13/14 Schönhauser Allee 129/130 (Lage) | Groterjan-Brauerei | Restaurationsgebäude, 1896–1897 von Ernst Jacob | |
| 09065179           | Milastraße 1–4 Cantianstraße 13/14 Schönhauser Allee 129/130 (Lage) | Groterjan-Brauerei | Mälzerei (Hinterhof) | |
| 09065179           | Milastraße 1–4 Cantianstraße 13/14 Schönhauser Allee 129/130 (Lage) | Groterjan-Brauerei | Wohngebäude (Schönhauser Allee 129), 1905–1907 von Georg Rathenau und Friedrich August Hartmann, ehemals einzelnes Baudenkmal | |
| 09065179           | Milastraße 1–4 Cantianstraße 13/14 Schönhauser Allee 129/130 (Lage) | Groterjan-Brauerei | Villa Groterjan (Milastraße 2) | |
| 09065179           | Milastraße 1–4 Cantianstraße 13/14 Schönhauser Allee 129/130 (Lage) | Groterjan-Brauerei | Saalbau | |
| 09065179           | Milastraße 1–4 Cantianstraße 13/14 Schönhauser Allee 129/130 (Lage) | Groterjan-Brauerei | Mietshaus (Milastraße 1/Schönhauser Allee 130), 1910–1911 von Carl Schmidt | |
| 09065179           | Milastraße 1–4 Cantianstraße 13/14 Schönhauser Allee 129/130 (Lage) | Groterjan-Brauerei | Mietshaus (Milastraße 3), 1910–1911 von Carl Schmidt | |
| 09090222           | Pappelallee 60–61 Greifenhagener Straße 10/11 (Lage) | Sankt-Josefsheim Bestandteil des Ensembles: Pappelallee | Heimgebäude, 1894–1896 von A. Knape | |
| 09090222           | Pappelallee 60–61 Greifenhagener Straße 10/11 (Lage) | Sankt-Josefsheim Bestandteil des Ensembles: Pappelallee | Gründerhaus, um 1875 | |
| 09090222           | Pappelallee 60–61 Greifenhagener Straße 10/11 (Lage) | Sankt-Josefsheim Bestandteil des Ensembles: Pappelallee | Notkirche „Zum guten Hirten“ im Hof, 1908–1909 von August Kaufhold | |
| 09050108           | Pasteurstraße 7–11 (Lage) | Königstädtische Oberrealschule | Schule, 1910–1911 von Ludwig Hoffmann | |
| 09050108           | Pasteurstraße 7–11 (Lage) | Königstädtische Oberrealschule | Lehrerwohnhaus | |
| 09050107           | Pasteurstraße 10–12 Esmarchstraße 18 (Lage) | 228. und 279. Gemeindeschule | Gemeindeschule Pasteurstraße, 1906 von Ludwig Hoffmann | |
| 09050107           | Pasteurstraße 10–12 Esmarchstraße 18 (Lage) | 228. und 279. Gemeindeschule | Lehrerwohnhaus Esmarchstraße, 1906 von Ludwig Hoffmann | |
| 09050107           | Pasteurstraße 10–12 Esmarchstraße 18 (Lage) | 228. und 279. Gemeindeschule | Turnhalle mit Stabnetzwerktonne (Typ Ruhland), VEB Metallleichtbaukombinat, Werk Ruhland, 1974 | |
| 09090161           | Prenzlauer Allee 33 (Lage) | Umformwerk, Unterstation, Mietshaus | Mietshaus, 1879-1880 (im Hinterhof) | |
| 09090161           | Prenzlauer Allee 33 (Lage) | Umformwerk, Unterstation, Mietshaus | Unterstation, 1908-1909 | |
| 09090161           | Prenzlauer Allee 33 (Lage) | Umformwerk, Unterstation, Mietshaus | Umformwerk, 1926–1927 von Hans Heinrich Müller | |
| 09030003 (03/2025) | Prenzlauer Allee 80 Diesterwegstraße (Lage) | Zeiss-Großplanetarium | 1985–1987 von Marianne Battke, Erhardt Gißke, Gottfried Hein, Dorothea Krause, Ulrich Müther, Gertrud Schille, Hubert Schlotter, Eugen Schröter, Erhard Stefke. Eröffnet am 9. Oktober 1987 im Zuge des 750-jährigen Stadtjubiläums Berlins. | |
| 09030003 (03/2025) | Prenzlauer Allee 80 Diesterwegstraße (Lage) | Zeiss-Großplanetarium | Instrumenten- und Lichtmasten | |
| 09030003 (03/2025) | Prenzlauer Allee 80 Diesterwegstraße (Lage) | Zeiss-Großplanetarium | Sonnenuhr | |
| 09030003 (03/2025) | Prenzlauer Allee 80 Diesterwegstraße (Lage) | Zeiss-Großplanetarium | „Kosmonautenspielplatz“ | |
| 09030003 (03/2025) | Prenzlauer Allee 80 Diesterwegstraße (Lage) | Zeiss-Großplanetarium | Freiflächen mit Wegen und Plätzen | |
| 09060011           | Prenzlauer Allee 139–144 Dunckerstraße 41/41A Kuglerstraße 89–99 Krügerstraße 18–22 (Lage) | Wohnanlage Bestandteil des Ensembles: Wisbyer Straße | 1926–1927 von Eugen Schmohl | |
| 09060011           | Prenzlauer Allee 139–144 Dunckerstraße 41/41A Kuglerstraße 89–99 Krügerstraße 18–22 (Lage) | Wohnanlage Bestandteil des Ensembles: Wisbyer Straße | Schließung der Lücke in der Blockrandbebauung, 1932 von Georg Schmidt | |
| 09070258           | Prenzlauer Allee 227/228 Kolmarer Straße 5 Mülhauser Straße 8 (Lage) | 105. und 121. Gemeindeschule Bestandteil des Ensembles: Knaackstraße                                                                                              | 1884–1886 von Hermann Blankenstein und I. Berghaus | |
| 09070258           | Prenzlauer Allee 227/228 Kolmarer Straße 5 Mülhauser Straße 8 (Lage) | 105. und 121. Gemeindeschule Bestandteil des Ensembles: Knaackstraße                                                                                              | Lehrerwohnhaus | |
| 09070258           | Prenzlauer Allee 227/228 Kolmarer Straße 5 Mülhauser Straße 8 (Lage) | 105. und 121. Gemeindeschule Bestandteil des Ensembles: Knaackstraße                                                                                              | Turnhalle | |
| 09095420           | Prenzlauer Allee 242–246 Saarbrücker Straße 3–5 (Lage) | Bötzow-Brauerei Bestandteil des Ensembles: Bötzow Brauerei | 1884–1905 von A. Wirth, G. Dittrich, J. Ph. Lipps, Gustav Hochgürtel und J. L. Langeloth | Histor. ansicht der Bötzow-Brauerei |
| 09065235           | Rudi-Arndt-Straße 2–11 Conrad-Blenkle-Straße 58–60A (Lage) | Wohnanlage | 1926–1927 von Bruno Taut | |
| 09065235           | Rudi-Arndt-Straße 2–11 Conrad-Blenkle-Straße 58–60A (Lage) | Wohnanlage | Erweiterung, 1953 | |
| 09050109           | Rudi-Arndt-Straße 19 Paul-Heyse-Straße 6–8 (Lage) | 104. und 159. Gemeindeschule | Gemeindeschule um 1889 von Hermann Blankenstein | |
| 09050109           | Rudi-Arndt-Straße 19 Paul-Heyse-Straße 6–8 (Lage) | 104. und 159. Gemeindeschule | Lehrerwohnhaus um 1889 von Hermann Blankenstein | |
| 09070254           | Rykestraße 53 (Lage) | Synagoge Rykestraße Bestandteil des Ensembles: Knaackstraße | Synagoge, 1903–1904 von Johann Hoeniger für die Jüdische Gemeinde zu Berlin | |
| 09070254           | Rykestraße 53 (Lage) | Synagoge Rykestraße Bestandteil des Ensembles: Knaackstraße | Vorderhaus mit Religionsschule | |
| 09070254           | Rykestraße 53 (Lage) | Synagoge Rykestraße Bestandteil des Ensembles: Knaackstraße | Schulbaracke, 1929 | |
| 09095421           | Saarbrücker Straße 18–24 Schönhauser Allee 12 Straßburger Straße (Lage) | Brauerei Königstadt | Darre & Mälzerei (Saarbrücker Straße 20, 24), 1891–1892 von Arthur Rohmer, Alterthum & Zadek, Umbau 1895–1896 | |
| 09095421           | Saarbrücker Straße 18–24 Schönhauser Allee 12 Straßburger Straße (Lage) | Brauerei Königstadt | Lagerkeller (Saarbrücker Straße 24), 1868 von Arthur Rohmer, Umbau 1887 | |
| 09095421           | Saarbrücker Straße 18–24 Schönhauser Allee 12 Straßburger Straße (Lage) | Brauerei Königstadt | Schwankhalle (Saarbrücker Straße 23), um 1870 von Arthur Rohmer, Umbau 1887 | |
| 09095421           | Saarbrücker Straße 18–24 Schönhauser Allee 12 Straßburger Straße (Lage) | Brauerei Königstadt | Flaschenkeller (Saarbrücker Straße 24), 1896 von Alterthum & Zadek | |
| 09095421           | Saarbrücker Straße 18–24 Schönhauser Allee 12 Straßburger Straße (Lage) | Brauerei Königstadt | Kesselhaus (Saarbrücker Straße 18, 24), 1887–1888, Umbau 1902 | |
| 09095421           | Saarbrücker Straße 18–24 Schönhauser Allee 12 Straßburger Straße (Lage) | Brauerei Königstadt | Maschinenhaus (Saarbrücker Straße 18), 1897 von Alterthum & Zadek, Umbau 1904–1905 | |
| 09095421           | Saarbrücker Straße 18–24 Schönhauser Allee 12 Straßburger Straße (Lage) | Brauerei Königstadt | Eismaschinenhaus & Wasserturm & Remise (Saarbrücker Straße 24) | |
| 09095421           | Saarbrücker Straße 18–24 Schönhauser Allee 12 Straßburger Straße (Lage) | Brauerei Königstadt | Pferdeställe (Saarbrücker Straße 21), 1862 von Alterthum & Zadek, Umbau 1892, 1894–1895, 1910 | |
| 09095421           | Saarbrücker Straße 18–24 Schönhauser Allee 12 Straßburger Straße (Lage) | Brauerei Königstadt | Wohnhaus mit Garten (Saarbrücker Straße 24), 1862, Umbau 1885 | |
| 09095421           | Saarbrücker Straße 18–24 Schönhauser Allee 12 Straßburger Straße (Lage) | Brauerei Königstadt | Verwaltungsgebäude (Schönhauser Allee 12), 1898–1899 von Alterthum & Zadek | |
| 09095421           | Saarbrücker Straße 18–24 Schönhauser Allee 12 Straßburger Straße (Lage) | Brauerei Königstadt | Kelleranlagen | |
| 09050079           | Schönfließer Straße 7 (Lage) | 51. und 304. Gemeindeschule Bestandteil des Ensembles: Schönfließer Straße                                                                                        | Schulgebäude, 1913–1915 von Ludwig Hoffmann | |
| 09050079           | Schönfließer Straße 7 (Lage) | 51. und 304. Gemeindeschule Bestandteil des Ensembles: Schönfließer Straße                                                                                        | Lehrerwohnhaus, 1913–1915 von Ludwig Hoffmann | |
| 09070261           | Schönhauser Allee 36–39B Knaackstraße 77/97 Sredzkistraße 1 (Lage) | Schultheiss-Brauerei (heute: Kulturbrauerei) | 1871–1926 von Franz Schwechten, Arthur Rohmer und Carl Teichen (siehe auch Gartendenkmal Vorgarten) | |
| 09075083           | Senefelderstraße 6 (Lage) | 288. und 289. Gemeindeschule Bestandteil des Ensembles: Göhrener Ei                                                                                               | Gemeindeschule, 1905–1908 von Ludwig Hoffmann | |
| 09075083           | Senefelderstraße 6 (Lage) | 288. und 289. Gemeindeschule Bestandteil des Ensembles: Göhrener Ei                                                                                               | Lehrerwohnhaus, 1905–1908 von Ludwig Hoffmann | |
| 09095419           | Torstraße 3–15 (Lage) | Wohnanlage Torstraße | 1903–1906 von Erich Köhn | |
| 09095419           | Torstraße 3–15 (Lage) | Wohnanlage Torstraße | 2 Innenhöfe | |
| 09060021           | Wichertstraße 63–65 Greifenhagener Straße 23–25 Rodenbergstraße 18–22 Scherenbergstraße 25–27 (Lage) | Beamten-Wohnanlage Wichertstraße | 1901–1902 von Erich Köhn | |
| 09060021           | Wichertstraße 63–65 Greifenhagener Straße 23–25 Rodenbergstraße 18–22 Scherenbergstraße 25–27 (Lage) | Beamten-Wohnanlage Wichertstraße | Zeilenbauten im Innenhof | |
| 09060024           | Wisbyer Straße 8–12A Kuglerstraße 17/27 (Lage) | Wohnanlage | um 1930 von M.W. Baars | |
| 09060024           | Wisbyer Straße 8–12A Kuglerstraße 17/27 (Lage) | Wohnanlage | Innenhof | |

## Baudenkmale

### Baudenkmale A–L
| Nr.      | Lage                                                                | Offizielle Bezeichnung                                                                               | Beschreibung | Bild                              |
| -------- | ------------------------------------------------------------------- | --- | --- | --------------------------------- |
| 09075035 | Ahlbecker Straße 22 Prenzlauer Allee 181 (Lage)                     | Wohn- und Geschäftshaus für Rudolph Karstadt AG                                                      | 1928–1929 von Philipp Schaefer |                                   |
| 09050101 | Am Schweizer Garten 75, 76/84 (Lage)                                | Schneiders Brauerei Bestandteil des Ensembles: Greifswalder Straße                                   | 1892–1893 von Arthur Rohmer |                                   |
| 09050101 | Am Schweizer Garten 75, 76/84 (Lage)                                | Teilverlust: Werkstattgebäude                                                                        | Werkstattgebäude im Hofraum, Abriss um 2010 |                                   |
| 09065184 | Arnimplatz (Lage)                                                   | Netzstation                                                                                          | 1926–1927 von Hans Heinrich Müller (siehe auch Gartendenkmal Stadtplatz) |                                   |
| 09065233 | Arnswalder Platz (Lage)                                             | Fruchtbarkeitsbrunnen                                                                                | 1927–1932 von Hugo Lederer (siehe auch Gartendenkmal Stadtplatz) | Fruchtbarkeits- oder Stierbrunnen |
| 09090123 | August-Lindemann-Straße Hermann-Blankenstein-Straße (Lage)          | Teil der Fußgängerbrücke des Zentralvieh- und Schlachthofes                                          | Überweg, 1937–1940 |                                   |
| 09090123 | August-Lindemann-Straße Hermann-Blankenstein-Straße (Lage)          | Teil der Fußgängerbrücke des Zentralvieh- und Schlachthofes                                          | Abgang zum S-Bhf. Storkower Straße |                                   |
| 09090123 | August-Lindemann-Straße Hermann-Blankenstein-Straße (Lage)          | Denkmalverlust: Teil der Fußgängerbrücke „Langer Jammer“ des Zentralvieh- und Schlachthofes          | 1937–1940, 2002 Teilabriss der Fußgängerbrücke |                                   |
| 09070129 | Belforter Straße 18 Prenzlauer Allee 234 (Lage)                     | Mietshaus Bestandteil des Ensembles: Belforter Straße                                                | 1876 |                                   |
| 09065188 | Bornholmer Straße 90 (Lage)                                         | Mietshaus und Innenhof Bestandteil des Ensembles: Bornholmer Straße                                  | 1909–1910 von S. Kulisch und A. Wischkat |                                   |
| 09065188 | Bornholmer Straße 90 (Lage)                                         | Mietshaus und Innenhof Bestandteil des Ensembles: Bornholmer Straße                                  | Innenhof |                                   |
| 09030358 | Bornholmer Straße (Lage)                                            | Hindenburgbrücke (Bösebrücke, Bornholmer Brücke) Für weiteren Teil des Denkmals siehe: Gesundbrunnen | 1912–1916 von Friedrich Krause, F. Hedde, Sievers, Behrens, Pohl, Marcus und Heinzel |                                   |
| 09030358 | Bornholmer Straße (Lage)                                            | Hindenburgbrücke (Bösebrücke, Bornholmer Brücke) Für weiteren Teil des Denkmals siehe: Gesundbrunnen | Treppenanlagen, von Richard Wolffenstein |                                   |
| 09065185 | Bornholmer Straße (Lage)                                            | S-Bahnhof Bornholmer Straße                                                                          | Bahnsteig, 1935 von Richard Brademann |                                   |
| 09065185 | Bornholmer Straße (Lage)                                            | S-Bahnhof Bornholmer Straße                                                                          | Eingangsgebäude |                                   |
| 09065234 | Bötzowstraße 1–5 (Lage)                                             | Filmtheater am Friedrichshain                                                                        | 1924 von Otto Werner und 1958 von Götz Keller | Kino am Friedrichshain            |
| 09090064 | Chodowieckistraße 25 (Lage)                                         | Mietshaus                                                                                            | 1908 von Erich Hildebrandt |                                   |
| 09090065 | Chodowieckistraße 26 (Lage)                                         | Mietshaus                                                                                            | 1908 (?) |                                   |
| 09095502 | Choriner Straße 4 (Lage)                                            | Mietshaus Bestandteil des Ensembles: Teutoburger Platz                                               | 1864 |                                   |
| 09095508 | Christinenstraße 5 (Lage)                                           | Mietshaus Bestandteil des Ensembles: Teutoburger Platz                                               | 1861–1862 |                                   |
| 09095508 | Christinenstraße 5 (Lage)                                           | Mietshaus Bestandteil des Ensembles: Teutoburger Platz                                               | Quergebäude, 1892 |                                   |
| 09095511 | Christinenstraße 8 Lottumstraße 23 (Lage)                           | Mietshaus Bestandteil des Ensembles: Teutoburger Platz                                               | 1860–1861 |                                   |
| 09095441 | Christinenstraße 24 Schwedter Straße 265 (Lage)                     | Mietshaus Bestandteil des Ensembles: Teutoburger Platz                                               | 1862–1863 von W. Meyer |                                   |
| 09095442 | Christinenstraße 25 Schwedter Straße 264 (Lage)                     | Mietshaus Bestandteil des Ensembles: Teutoburger Platz                                               | 1862–1863 von W. Meyer |                                   |
| 09095516 | Christinenstraße 31 Fehrbelliner Straße 94 (Lage)                   | Mietshaus Bestandteil des Ensembles: Teutoburger Platz                                               | 1863–1864 |                                   |
| 09095520 | Christinenstraße 35 Lottumstraße 7 (Lage)                           | Mietshaus Bestandteil des Ensembles: Teutoburger Platz                                               | 1862–1863 von C. Weiss |                                   |
| 09065236 | Conrad-Blenkle-Straße 64 (Lage)                                     | Kath. Corpus-Christi-Kirche                                                                          | 1904–1908 und Wiederaufbau 1915–1920 von Max Hasak |                                   |
| 09095194 | Dänenstraße 17/18 (Lage)                                            | Kath. St. Augustinus-Kirche und Gemeindehaus                                                         | Kirche, 1927–1928 von Josef Bachem und Heinrich Horvatin |                                   |
| 09095194 | Dänenstraße 17/18 (Lage)                                            | Kath. St. Augustinus-Kirche und Gemeindehaus                                                         | Gemeindehaus |                                   |
| 09090083 | Danziger Straße Diesterwegstraße (Lage)                             | Freiplastik für die Opfer des Widerstandes                                                           | 1979 von Werner Richter |                                   |
| 09075102 | Danziger Straße 57 Senefelderstraße 35 (Lage)                       | Mietshaus                                                                                            | 1893–1894 von Eugen Reethen |                                   |
| 09075102 | Danziger Straße 57 Senefelderstraße 35 (Lage)                       | Mietshaus                                                                                            | Werkstattgebäude, um 1910 |                                   |
| 09050087 | Danziger Straße 201 Heinz-Bartsch-Straße 1 (Lage)                   | Ev. Adventkirche                                                                                     | 1910–1911 von Dinklage, Paulus & Lilloe |                                   |
| 09070155 | Diedenhofer Straße 3 (Lage)                                         | Mietshaus Bestandteil des Ensembles: Knaackstraße                                                    | 1884–1885 |                                   |
| 09070137 | Diedenhofer Straße 4 (Lage)                                         | Mietshaus Bestandteil des Ensembles: Knaackstraße                                                    | 1884–1885 von den Gebrüdern Schultze |                                   |
| 09070137 | Diedenhofer Straße 4 (Lage)                                         | Mietshaus Bestandteil des Ensembles: Knaackstraße                                                    | Hinterhofgebäude, zusammen mit Diedenhofer Straße 5 |                                   |
| 09070138 | Diedenhofer Straße 5 (Lage)                                         | Mietshaus Bestandteil des Ensembles: Knaackstraße                                                    | 1884–1885 von den Gebrüdern Schultze |                                   |
| 09065053 | Eberswalder Straße 6–9 (Lage)                                       | Postamt                                                                                              | 1913–1915, Umbau 1927–1928 (heute Polizeiwache) |                                   |
| 09065053 | Eberswalder Straße 6–9 (Lage)                                       | Postamt                                                                                              | Erweiterungsbau, 1927–1928 |                                   |
| 09050455 | Eberswalder Straße 24 Kastanienallee 1 Schönhauser Allee 145 (Lage) | Mietshaus Bestandteil des Ensembles: Kastanienallee                                                  | nach 1893 |                                   |
| 09060029 | Erich-Weinert-Straße 5 (Lage)                                       | Mietshaus Bestandteil des Ensembles: Erich-Weinert-Straße                                            | 1903 von Wilhelm Heinrich |                                   |
| 09090287 | Erich-Weinert-Straße 145 (Lage)                                     | Pianofabrik (heute: Panda-Schuhfabrik)                                                               | 1899–1900 von Stiebitz & Köpchen |                                   |
| 09090287 | Erich-Weinert-Straße 145 (Lage)                                     | Pianofabrik (heute: Panda-Schuhfabrik)                                                               | Seitenflügel |                                   |
| 09095526 | Fehrbelliner Straße 87 (Lage)                                       | Mietshaus Bestandteil des Ensembles: Teutoburger Platz                                               | 1865–1866 |                                   |
| 09095526 | Fehrbelliner Straße 87 (Lage)                                       | Mietshaus Bestandteil des Ensembles: Teutoburger Platz                                               | Quergebäude |                                   |
| 09095528 | Fehrbelliner Straße 89 (Lage)                                       | Mietshaus und Remise Bestandteil des Ensembles: Teutoburger Platz                                    | 1863–1864 von R. Menzel und C. Peisner |                                   |
| 09095528 | Fehrbelliner Straße 89 (Lage)                                       | Mietshaus und Remise Bestandteil des Ensembles: Teutoburger Platz                                    | Remise |                                   |
| 09095530 | Fehrbelliner Straße 91 (Lage)                                       | Mietshaus Bestandteil des Ensembles: Teutoburger Platz                                               | 1864–1865 |                                   |
| 09070089 | Fröbelstraße 16–18                                                  | Schützende Mutter                                                                                    | Gedenkstein für Käthe Kollwitz, 1951 von Fritz Diederich |                                   |
| 09090258 | Gethsemanestraße 8 (Lage)                                           | Mietshaus Bestandteil des Ensembles: Gethsemanestraße                                                | 1902 von Rudolph Miethe |                                   |
| 09065204 | Gleimstraße (Lage)                                                  | Gleimtunnel                                                                                          | 1903–1904 von Zabinski | Gleimtunnel                       |
| 09075067 | Göhrener Straße 11 (Lage)                                           | Gemeindehaus der Ev. Elias-Kirchgemeinde Bestandteil des Ensembles: Göhrener Ei                      | 1926–1928 von Otto Werner |                                   |
| 09075067 | Göhrener Straße 11 (Lage)                                           | Gemeindehaus der Ev. Elias-Kirchgemeinde Bestandteil des Ensembles: Göhrener Ei                      | Gemeindesaal |                                   |
| 09070263 | Greifenhagener Straße (Lage)                                        | Greifenhagener Brücke                                                                                | 1910–1911 von Fritz Hedde (Ingenieur-Entwurf) und Arno Körnig (Architektur-Entwurf) |                                   |
| 09050092 | Greifswalder Straße 11 (Lage)                                       | Mietshaus Bestandteil des Ensembles: Greifswalder Straße                                             | 1877–1878 von Wilhelm Koch |                                   |
| 09050092 | Greifswalder Straße 11 (Lage)                                       | Mietshaus Bestandteil des Ensembles: Greifswalder Straße                                             | Pferdestall |                                   |
| 09050093 | Greifswalder Straße 12 (Lage)                                       | Mietshaus Bestandteil des Ensembles: Greifswalder Straße                                             | 1877–1878 von Wilhelm Koch |                                   |
| 09050093 | Greifswalder Straße 12 (Lage)                                       | Mietshaus Bestandteil des Ensembles: Greifswalder Straße                                             | Pferdestall |                                   |
| 09050094 | Greifswalder Straße 15 (Lage)                                       | Mietshaus Bestandteil des Ensembles: Greifswalder Straße                                             | 1862–1863 von D. Hauschultz und H. Wolff |                                   |
| 09050095 | Greifswalder Straße 16 (Lage)                                       | Mietshaus Bestandteil des Ensembles: Greifswalder Straße                                             | 1861–1862 von Carl Reuter und C. Göhrlich |                                   |
| 09050096 | Greifswalder Straße 17 (Lage)                                       | Mietshaus Bestandteil des Ensembles: Greifswalder Straße                                             | 1861–1862 von D. Hauschultz und H. Wolff |                                   |
| 09050097 | Greifswalder Straße 18 (Lage)                                       | Mietshaus Bestandteil des Ensembles: Greifswalder Straße                                             | nach 1860 |                                   |
| 09050099 | Greifswalder Straße 19 (Lage)                                       | Mietshaus Bestandteil des Ensembles: Greifswalder Straße                                             | 1859–1860 von D. Hauschultz und H. Wolff |                                   |
| 09050100 | Greifswalder Straße 21 (Lage)                                       | Mietshaus Bestandteil des Ensembles: Greifswalder Straße                                             | Mietshaus, 1858–1860 |                                   |
| 09050100 | Greifswalder Straße 21 (Lage)                                       | Mietshaus Bestandteil des Ensembles: Greifswalder Straße                                             | Werkstätten- und Remisengebäude im ersten Hofraum, 1860–1882 |                                   |
| 09050100 | Greifswalder Straße 21 (Lage)                                       | Mietshaus Bestandteil des Ensembles: Greifswalder Straße                                             | Zweiter Hinterhof |                                   |
| 09090100 | Greifswalder Straße 200 (Lage)                                      | Wohnhaus                                                                                             | nach 1864 von Paul Louis Hermann Krüger |                                   |
| 09090096 | Greifswalder Straße 216 Immanuelkirchstraße 17 (Lage)               | Mietshaus Bestandteil des Ensembles: Greifswalder Straße                                             | 1876 von E. Müller |                                   |
| 09070140 | Hagenauer Straße 10 (Lage)                                          | Mietshaus                                                                                            | 1889–1890 von Otto Marzillier |                                   |
| 09090228 | Helmholtzplatz (Lage)                                               | BEWAG-Netzstation                                                                                    | 1928 |                                   |
| 09090110 | Immanuelkirchstraße 1A Prenzlauer Allee 28 (Lage)                   | Gemeindehaus der Ev. Immanuelkirche mit Gemeindesaal Bestandteil des Ensembles: Immanuelkirche       | 1927–1929 von Otto Werner |                                   |
| 09090110 | Immanuelkirchstraße 1A Prenzlauer Allee 28 (Lage)                   | Gemeindehaus der Ev. Immanuelkirche mit Gemeindesaal Bestandteil des Ensembles: Immanuelkirche       | Gemeindesaal |                                   |
| 09090111 | Immanuelkirchstraße 3–4 (Lage)                                      | Miets- und Gewerbebau                                                                                | um 1905 |                                   |
| 09090111 | Immanuelkirchstraße 3–4 (Lage)                                      | Miets- und Gewerbebau                                                                                | Gewerbeflügel |                                   |
| 09065066 | Kastanienallee 10 (Lage)                                            | Mietshaus und Fabrikgebäude                                                                          | Mietshaus (Vorderhaus und Seitenflügel), 1891 von Carl Sievert |                                   |
| 09065066 | Kastanienallee 10 (Lage)                                            | Mietshaus und Fabrikgebäude                                                                          | Fabrik- und Hofgebäude, 1886–1887 von E. Friedrich |                                   |
| 09065066 | Kastanienallee 10 (Lage)                                            | Mietshaus und Fabrikgebäude                                                                          | Mietshaus (Quergebäude), 1886–1887 von E. Friedrich |                                   |
| 09065075 | Kastanienallee 22 (Lage)                                            | Mietshaus und Messias-Kapelle Bestandteil des Ensembles: Kastanienallee                              | Mietshaus, 1872–1873 von Johann Friedrich Hoff |                                   |
| 09065075 | Kastanienallee 22 (Lage)                                            | Mietshaus und Messias-Kapelle Bestandteil des Ensembles: Kastanienallee                              | Messias-Kapelle, Entwurf von Franz Brewing, Ausführung durch August Westphal 1901–1902, Bauherr Gesellschaft zur Beförderung des Christentums unter den Juden, während der NS-Zeit Zufluchtsort für Christen jüdischer Herkunft |                                   |
| 09065084 | Kastanienallee 71 (Lage)                                            | Verwaltungs- und Fabrikgebäude                                                                       | Verwaltungsgebäude, 1881–1882 von Overbeck & Lüdecke |                                   |
| 09065084 | Kastanienallee 71 (Lage)                                            | Verwaltungs- und Fabrikgebäude                                                                       | Fabrikgebäude |                                   |
| 09065095 | Kastanienallee 77 (Lage)                                            | Mietshaus                                                                                            | 1852–1853 von G. Gause und Seeger |                                   |
| 09065095 | Kastanienallee 77 (Lage)                                            | Mietshaus                                                                                            | Werkstatt, Stall und Remise, 1893–1894 |                                   |
| 09065101 | Kastanienallee 83 (Lage)                                            | Mietshaus Bestandteil des Ensembles: Kastanienallee                                                  | nach 1870 |                                   |
| 09065101 | Kastanienallee 83 (Lage)                                            | Mietshaus Bestandteil des Ensembles: Kastanienallee                                                  | Schuppen |                                   |
| 09065116 | Kastanienallee 103 Schönhauser Allee 146 (Lage)                     | Mietshaus Bestandteil des Ensembles: Kastanienallee                                                  | 1886 von C. Strasser |                                   |
| 09070142 | Knaackstraße 22–24 Rykestraße 54 (Lage)                             | Mietshaus Bestandteil des Ensembles: Knaackstraße                                                    | 1887 von Scheidler |                                   |
| 09070143 | Knaackstraße 43–45 (Lage)                                           | Mietshaus Bestandteil des Ensembles: Kollwitzstraße                                                  | 1890–1891 von Hugo Maass |                                   |
| 09070144 | Kollwitzplatz (Lage)                                                | Käthe-Kollwitz-Denkmal Bestandteil des Ensembles: Kollwitzstraße                                     | 1957 von Gustav Seitz |                                   |
| 09095362 | Kollwitzstraße 2 Saarbrücker Straße 17 (Lage)                       | Mietshaus Bestandteil des Ensembles: Senefelderplatz                                                 | 1875–1876 von Otto Marquardt |                                   |
| 09095363 | Kollwitzstraße 6 (Lage)                                             | Mietshaus Bestandteil des Ensembles: Senefelderplatz                                                 | 1875–1876 |                                   |
| 09095363 | Kollwitzstraße 6 (Lage)                                             | Mietshaus Bestandteil des Ensembles: Senefelderplatz                                                 | Stallgebäude mit Turm |                                   |
| 09095365 | Kollwitzstraße 8 (Lage)                                             | Toranlage Bestandteil des Ensembles: Senefelderplatz                                                 | 1876 von Klingenberg & Schild |                                   |
| 09095367 | Kollwitzstraße 10 (Lage)                                            | Mietshaus Bestandteil des Ensembles: Senefelderplatz                                                 | 1874 von G. Schmidt |                                   |
| 09070085 | Kollwitzstraße 53 (Lage)                                            | Mietshaus                                                                                            | 1873–1874 von Otto Klau für den Deutsch-Holländischen Actien-Bauverein |                                   |
| 09070135 | Kollwitzstraße 54 (Lage)                                            | Fabrik Bestandteil des Ensembles: Knaackstraße                                                       | 1876 von Julius Laurent |                                   |
| 09065209 | Kopenhagener Straße 58–63 Sonnenburger Straße 69–75 (Lage)          | Umspannwerk Humboldt                                                                                 | 1925–1927 von Hans Heinrich Müller |                                   |
| 09060022 | Kuglerstraße 2 Schönhauser Allee 88 (Lage)                          | Mietshaus                                                                                            | 1903–1904 von F. Leppien |                                   |
| 09060023 | Kuglerstraße 4 (Lage)                                               | Mietshaus                                                                                            | 1903–1904 von Wilhelm Heinrich (?) |                                   |
| 09090241 | Lettestraße 7 (Lage)                                                | Treppenhaus im Vorderhaus                                                                            | um 1895 |                                   |
| 09095564 | Lottumstraße 29 Schönhauser Allee 184 (Lage)                        | Mietshaus Bestandteil des Ensembles: Teutoburger Platz                                               | 1867–1868 von W. Maschke und Chr. Dunkel |                                   |
| 09012520 | Lychener Straße 28 (Lage)                                           | Dekorationsmalerei in Einfahrt und Treppenhaus                                                       | 1884–1895 und um 1907 |                                   |

### Baudenkmale M–Z
| Nr.      | Lage                                                                      | Offizielle Bezeichnung                                                                      | Beschreibung | Bild                 |
| -------- | ------------------------------------------------------------------------- | ------------------------------------------------------------------------------------------- | --- | -------------------- |
| 09090288 | Maiglöckchenstraße 23 (Lage)                                              | Mehrfamilienhaus                                                                            | 1933 von Adolph Ehrenberg |                      |
| 09065219 | Malmöer Straße 6 Schivelbeiner Straße 23 (Lage)                           | Mietshaus                                                                                   | um 1905 von Louis Rödiger und A. Wischkat |                      |
| 09095380 | Metzer Straße 13 (Lage)                                                   | Wohnhaus Bestandteil des Ensembles: Bötzow Brauerei                                         | 1844. Erstes Haus am heutigen Prenzlauer Berg (damals Mühlenberg vor dem Prenzlauer Tor). Bauherr: Müller Herrmann. Später umgenutzt als Polizeistation, Kfz-Werkstätte und Bezirksamt. 2012 Beginn der denkmalgerechten Instandsetzung und erneuten Umnutzung als Wohnhaus. |                      |
| 09065136 | Oderberger Straße 24/25 (Lage)                                            | Feuerwache                                                                                  | nach 1880 |                      |
| 09065136 | Oderberger Straße 24/25 (Lage)                                            | Feuerwache                                                                                  | Remise |                      |
| 09065150 | Oderberger Straße 43 (Lage)                                               | Mietshaus                                                                                   | 1888–1889 von Thöns & Schmidtmann |                      |
| 09065159 | Oderberger Straße 57–59 (Lage)                                            | Stadtbad Prenzlauer Berg Bestandteil des Ensembles: Kastanienallee                          | Stadtbad, 1899–1902 von Ludwig Hoffmann |                      |
| 09065159 | Oderberger Straße 57–59 (Lage)                                            | Stadtbad Prenzlauer Berg Bestandteil des Ensembles: Kastanienallee                          | Innenansicht | Innenansicht         |
| 09090217 | Pappelallee 3/4 (Lage)                                                    | Fabrikgebäude Bestandteil des Ensembles: Hutfabrik Ephraim Brandt                           | 1886–1887, Erweiterung 1900–1902 von Kurt Berndt |                      |
| 09090217 | Pappelallee 3/4 (Lage)                                                    | Fabrikgebäude Bestandteil des Ensembles: Hutfabrik Ephraim Brandt                           | Wohngebäude |                      |
| 09090217 | Pappelallee 3/4 (Lage)                                                    | Fabrikgebäude Bestandteil des Ensembles: Hutfabrik Ephraim Brandt                           | Heizhaus mit Schornstein |                      |
| 09090203 | Pappelallee 15A (Lage)                                                    | Feierhalle der Freireligiösen Gemeinde Bestandteil des Ensembles: Freireligiöse Gemeinde    | 1907 von Otto Trewendt (siehe auch Gartendenkmal Friedhof) |                      |
| 09090200 | Pappelallee 78/79 (Lage)                                                  | Wäschefabrik                                                                                | 1915 von Georg Jacobowitz |                      |
| 09090157 | Prenzlauer Allee 25 Raabestraße 17 (Lage)                                 | Mietshaus                                                                                   | vor 1905 |                      |
| 09090109 | Prenzlauer Allee 28 Immanuelkirchstraße 1 (Lage)                          | Ev. Immanuelkirche Bestandteil des Ensembles: Immanuelkirche                                | 1892–1893 von Bernhard Kühn |                      |
| 09090109 | Prenzlauer Allee 28 Immanuelkirchstraße 1 (Lage)                          | Ev. Immanuelkirche Bestandteil des Ensembles: Immanuelkirche                                | Einfriedung |                      |
| 09090167 | Prenzlauer Allee 45, 45A (Lage)                                           | Mietshaus                                                                                   | 1896–1898 von Max Gosebruch |                      |
| 09060002 | Prenzlauer Allee 179 (Lage)                                               | S-Bahnhof Prenzlauer Allee Bestandteil des Ensembles: Bahnhofsanlage Prenzlauer Allee       | Empfangsgebäude, 1891–1892 |                      |
| 09060002 | Prenzlauer Allee 179 (Lage)                                               | S-Bahnhof Prenzlauer Allee Bestandteil des Ensembles: Bahnhofsanlage Prenzlauer Allee       | Bahnsteig |                      |
| 09060002 | Prenzlauer Allee 179 (Lage)                                               | S-Bahnhof Prenzlauer Allee Bestandteil des Ensembles: Bahnhofsanlage Prenzlauer Allee       | Brückenwände |                      |
| 09075103 | Prenzlauer Allee 195 (Lage)                                               | Mietshaus                                                                                   | 1894–1895 von Georg Roll |                      |
| 09070113 | Prenzlauer Allee 212 (Lage)                                               | Mietshaus                                                                                   | 1891–1895 von Wilhelm Heinrich |                      |
| 09070121 | Prenzlauer Allee 221 (Lage)                                               | Mietshaus                                                                                   | 1889–1890 von Martin Woelfert |                      |
| 09070122 | Prenzlauer Allee 222 (Lage)                                               | Mietshaus                                                                                   | 1889–1891 von H. Enders |                      |
| 09070123 | Prenzlauer Allee 223 (Lage)                                               | Mietshaus                                                                                   | 1889–1892 von H. Enders |                      |
| 09050112 | Prenzlauer Allee Saarbrücker Straße 3 (Lage)                              | Denkmal für Karl Liebknecht Bestandteil des Ensembles: Bötzow Brauerei                      | 1958 von Hans Füssel |                      |
| 09070259 | Rykestraße 25 (Lage)                                                      | Mietshaus                                                                                   | 1891–1892 von H. Enders |                      |
| 09095397 | Saarbrücker Straße 15 (Lage)                                              | Mietshaus Bestandteil des Ensembles: Senefelderplatz                                        | 1875–1876 von Otto Marquardt |                      |
| 09090297 | Schneeglöckchenstraße 26 Chrysanthemenstraße 1–3 Oleanderstraße 18 (Lage) | Finanzamt Bestandteil des Ensembles: Schneeglöckchenstraße                                  | 1929–1930 von Fritz Hambrock |                      |
| 09050077 | Schönfließer Straße 5 (Lage)                                              | Mietshaus Bestandteil des Ensembles: Schönfließer Straße                                    | 1905–1906 |                      |
| 09095402 | Schönhauser Allee 8-8B (Lage)                                             | Wohn-, Geschäfts- und Fabrikgebäude                                                         | 1911–1912 von E. Hoepfner |                      |
| 09095402 | Schönhauser Allee 8-8B (Lage)                                             | Wohn-, Geschäfts- und Fabrikgebäude                                                         | Fabrik |                      |
| 09070262 | Schönhauser Allee 22 (Lage)                                               | Jüdisches Altersheim                                                                        | 1881–1883 von Carl Schwatlo |                      |
| 09090201 | Schönhauser Allee 55 (Lage)                                               | Mietshaus                                                                                   | 1858 von Müller |                      |
| 09090202 | Schönhauser Allee 59 (Lage)                                               | ehem. Männersiechenhaus und Vorgarten Bestandteil des Ensembles: Buchholzer Straße          | 1856–1857 |                      |
| 09050081 | Schönhauser Allee 134A (Lage)                                             | Mietshaus                                                                                   | um 1860 |                      |
| 09050082 | Schönhauser Allee 140 (Lage)                                              | Mietshaus                                                                                   | 1912 von Carl Koeppen |                      |
| 09050082 | Schönhauser Allee 140 (Lage)                                              | Mietshaus                                                                                   | Wohnhöfe |                      |
| 09065161 | Schönhauser Allee 147 (Lage)                                              | Mietshaus Bestandteil des Ensembles: Kastanienallee                                         | 1873–1874 von R. Garbe |                      |
| 09065161 | Schönhauser Allee 147 (Lage)                                              | Teilverlust: Seitenflügel                                                                   | Abriss erfolgte beim Neubau der Kastanienallee Nr. 102 |                      |
| 09065162 | Schönhauser Allee 147A (Lage)                                             | Mietshaus Bestandteil des Ensembles: Kastanienallee                                         | 1872 von R. Garbe |                      |
| 09065051 | Schönhauser Allee 161 (Lage)                                              | Ev. Segenskirche                                                                            | Kirche, 1905–1908 von Georg Dinklage, Ernst Paulus und Olaf Lilloe |                      |
| 09065051 | Schönhauser Allee 161 (Lage)                                              | Ev. Segenskirche                                                                            | Pfarr- und Gemeindehaus |                      |
| 09095454 | Schönhauser Allee 173 Schwedter Straße (Lage)                             | Mietshaus Bestandteil des Ensembles: Teutoburger Platz                                      | 1887–1889 von Hermann Wolff |                      |
| 09095460 | Schwedter Straße 261/262 Templiner Straße 19 (Lage)                       | Mietshaus und Fachwerkremise Bestandteil des Ensembles: Teutoburger Platz                   | Mietshaus, 1863–1864 |                      |
| 09095460 | Schwedter Straße 261/262 Templiner Straße 19 (Lage)                       | Mietshaus und Fachwerkremise Bestandteil des Ensembles: Teutoburger Platz                   | Hofgebäude |                      |
| 09095460 | Schwedter Straße 261/262 Templiner Straße 19 (Lage)                       | Mietshaus und Fachwerkremise Bestandteil des Ensembles: Teutoburger Platz                   | Fachwerkremise |                      |
| 09095460 | Schwedter Straße 261/262 Templiner Straße 19 (Lage)                       | Mietshaus und Fachwerkremise Bestandteil des Ensembles: Teutoburger Platz                   | Garagen |                      |
| 09095460 | Schwedter Straße 261/262 Templiner Straße 19 (Lage)                       | Mietshaus und Fachwerkremise Bestandteil des Ensembles: Teutoburger Platz                   | Tankstelle 1928 |                      |
| 09095462 | Schwedter Straße 263 Zionskirchstraße 75 (Lage)                           | Miets- und Verwaltungsgebäude Bestandteil des Ensembles: Teutoburger Platz                  | Mietshaus, 1885–1886 |                      |
| 09095462 | Schwedter Straße 263 Zionskirchstraße 75 (Lage)                           | Miets- und Verwaltungsgebäude Bestandteil des Ensembles: Teutoburger Platz                  | Fabrik, 1896–1897 |                      |
| 09095462 | Schwedter Straße 263 Zionskirchstraße 75 (Lage)                           | Miets- und Verwaltungsgebäude Bestandteil des Ensembles: Teutoburger Platz                  | Garagen |                      |
| 09095464 | Schwedter Straße 266 (Lage)                                               | Mietshaus Bestandteil des Ensembles: Teutoburger Platz                                      | 1862 von G. Gause und S. Santzer |                      |
| 09095464 | Schwedter Straße 266 (Lage)                                               | Mietshaus Bestandteil des Ensembles: Teutoburger Platz                                      | Schulhaus, 1891, Umbau 1936 |                      |
| 09095465 | Schwedter Straße 267 (Lage)                                               | Mietshaus Bestandteil des Ensembles: Teutoburger Platz                                      | 1871–1872 von H. Seimert |                      |
| 09095466 | Schwedter Straße 268 (Lage)                                               | Mietshaus Bestandteil des Ensembles: Teutoburger Platz                                      | 1875–1876 von W. Doehring |                      |
| 09050084 | Seelower Straße 7 (Lage)                                                  | Spinnerinnen-Brunnen                                                                        | 1897 von Herrmann Hidding |                      |
| 09050111 | Senefelderplatz (Lage)                                                    | Denkmal Alois Senefelder Bestandteil des Ensembles: Senefelderplatz                         | 1892 von Rudolf Pohle (siehe auch Gartendenkmal Stadtplatz) |                      |
| 09075082 | Senefelderstraße 5 (Lage)                                                 | Ev. Eliaskirche Bestandteil des Ensembles: Göhrener Ei                                      | 1907–1910 von Gustav Werner |                      |
| 09075082 | Senefelderstraße 5 (Lage)                                                 | Ev. Eliaskirche Bestandteil des Ensembles: Göhrener Ei                                      | Kircheninnern |                      |
| 09075097 | Senefelderstraße 26 (Lage)                                                | Mietshaus                                                                                   | 1911–1912 von J. Markgraf |                      |
| 09070241 | Sredzkistraße 40 (Lage)                                                   | Mietshaus                                                                                   | um 1880 |                      |
| 09090261 | Stargarder Straße 7 (Lage)                                                | Mietshaus Bestandteil des Ensembles: Gethsemanestraße                                       | 1891–1893 von Eduard Friedrich |                      |
| 09090262 | Stargarder Straße 8 (Lage)                                                | Mietshaus Bestandteil des Ensembles: Gethsemanestraße                                       | 1893–1894 von Eduard Friedrich |                      |
| 09090263 | Stargarder Straße 9 (Lage)                                                | Mietshaus Bestandteil des Ensembles: Gethsemanestraße                                       | 1895 von Eduard Friedrich |                      |
| 09090257 | Stargarder Straße 77 (Lage)                                               | Ev. Gethsemanekirche Bestandteil des Ensembles: Gethsemanestraße                            | 1890–1893 von August Orth (siehe auch Gartendenkmal Kirchhof) | Gethsemanekirche     |
| 09090289 | Stedingerweg 25 (Lage)                                                    | Einfamilienhaus                                                                             | 1933 von Otto Richter |                      |
| 09075123 | Stubbenkammerstraße 7 Senefelderstraße ()                                 | Garagenanlage mit Wohnungen                                                                 | 1929–1930 von Alfred Wiener und Hans Jaretzki |                      |
| 09075123 | Stubbenkammerstraße 7 Senefelderstraße ()                                 | Garagenanlage mit Wohnungen                                                                 | Wohnungserweiterung, 1935 von Hermann Mannkopf |                      |
| 09050454 | Topsstraße (Lage)                                                         | Gedenkstätte Einsame Pappel                                                                 | Pappel und Freifläche |                      |
| 09050454 | Topsstraße (Lage)                                                         | Gedenkstätte Einsame Pappel                                                                 | Hochbeet und Gedenkplatte, 1950er Jahre, 1967, 1986–1988 |                      |
| 09050113 | Torstraße 1 Prenzlauer Allee (Lage)                                       | Kredit-Warenhaus der Jonaß & Co. AG (heute: Soho House Berlin)                              | Warenhaus, 1927–1929 von Gustav Bauer und S. Friedländer |                      |
| 09050113 | Torstraße 1 Prenzlauer Allee (Lage)                                       | Kredit-Warenhaus der Jonaß & Co. AG (heute: Soho House Berlin)                              | Seitenflügel |                      |
| 09095571 | Torstraße 75 Christinenstraße (Lage)                                      | Mietshaus Bestandteil des Ensembles: Torstraße                                              | um 1885 |                      |
| 09095574 | Torstraße 85–87 Zehdenicker Straße 26–28 (Lage)                           | Wohnanlage der Berliner Gemeinnützigen Baugesellschaft Bestandteil des Ensembles: Torstraße | Vorderhaus, 1850–1851 |                      |
| 09095574 | Torstraße 85–87 Zehdenicker Straße 26–28 (Lage)                           | Wohnanlage der Berliner Gemeinnützigen Baugesellschaft Bestandteil des Ensembles: Torstraße | Erweiterung, 1886–1888 von Richard Krebs |                      |
| 09095574 | Torstraße 85–87 Zehdenicker Straße 26–28 (Lage)                           | Wohnanlage der Berliner Gemeinnützigen Baugesellschaft Bestandteil des Ensembles: Torstraße | Zweite Erweiterung, 1912 |                      |
| 09040274 | U-Bahnhof Eberswalder Straße (Lage)                                       | U-Bahnhof Eberswalder Straße (Hochbahnhof)                                                  | 1911–1913 von Alfred Grenander (siehe auch Gesamtanlage Hoch- und Untergrundbahn) |                      |
| 09040276 | U-Bahnhof Schönhauser Allee (Lage)                                        | U-Bahnhof Schönhauser Allee (Hochbahnhof)                                                   | 1911–1913 von Alfred Grenander (siehe auch Gesamtanlage Hoch- und Untergrundbahn) |                      |
| 09055134 | U-Bahnhof Senefelderplatz (Lage)                                          | U-Bahnhof Senefelderplatz Bestandteil des Ensembles: Senefelderplatz                        | 1911–1913 von Alfred Grenander |                      |
| 09060041 | Wichertstraße 22/23 (Lage)                                                | Kath. Pfarrkirche Zur Heiligen Familie Bestandteil des Ensembles: Wichertstraße             | 1928–1932 von Carl Kühn |                      |
| 09060041 | Wichertstraße 22/23 (Lage)                                                | Kath. Pfarrkirche Zur Heiligen Familie Bestandteil des Ensembles: Wichertstraße             | Kircheninnern |                      |
| 09060041 | Wichertstraße 22/23 (Lage)                                                | Kath. Pfarrkirche Zur Heiligen Familie Bestandteil des Ensembles: Wichertstraße             | Pfarr- und Gemeindehäuser |                      |
| 09060041 | Wichertstraße 22/23 (Lage)                                                | Kath. Pfarrkirche Zur Heiligen Familie Bestandteil des Ensembles: Wichertstraße             | Kapelle auf dem Hof |                      |
| 09060039 | Wisbyer Straße 7 (Lage)                                                   | Ev. Paul-Gerhardt-Kirche                                                                    | 1908–1910 von Gustav Werner | Paul-Gerhardt-Kirche |
| 09070249 | Wörther Straße 9 (Lage)                                                   | Mietshaus                                                                                   | 1874–1875 vom Deutsch-Holländischen Actien-Bauverein (?) |                      |
| 09070252 | Wörther Straße 37 (Lage)                                                  | Mietshaus Bestandteil des Ensembles: Kollwitzstraße                                         | um 1875 |                      |
| 09070253 | Wörther Straße 38 (Lage)                                                  | Mietshaus Bestandteil des Ensembles: Kollwitzstraße                                         | um 1875 |                      |
| 09095575 | Zehdenicker Straße 2 (Lage)                                               | Mietshaus Bestandteil des Ensembles: Teutoburger Platz                                      | 1885 von Otto Meyer |                      |
| 09090544 | Zelterstraße 13 Dunckerstraße 31 (Lage)                                   | Neuapostolische Kirche und Gemeindehaus                                                     | 1933–1934 von Bruno Nerlich |                      |
| 09095481 | Zionskirchstraße 66 (Lage)                                                | Mietshaus Bestandteil des Ensembles: Teutoburger Platz                                      | 1873 von Joseph Hoffmann und E. Buhtz |                      |

## Gartendenkmale
| Nr.      | Lage | Offizielle Bezeichnung                                                                       | Beschreibung | Bild      |
| -------- | --- | -------------------------------------------------------------------------------------------- | --- | --------- |
| 09046105 | Arnimplatz (Lage)                                                                                            | Stadtplatz                                                                                   | 1905–1907 von Hermann Mächtig, Veränderungen seit den 1950er Jahren (siehe auch Baudenkmal Netzstation) |           |
| 09046097 | Arnswalder Platz (Lage)                                                                                      | Stadtplatz                                                                                   | 1904–1907 von Hermann Mächtig, Neugestaltung 1933–1934 von Richard Ermisch (siehe auch Baudenkmal Fruchtbarkeitsbrunnen)                                                                                     |           |
| 09046098 | Christinenstraße 18-19 Schönhauser Allee 176 (Lage)                                                          | Gaststättengarten der Pfefferbergbrauerei Bestandteil des Ensembles: Teutoburger Platz       | 1842, Umgestaltungen um 1880, 1911 (siehe auch Gesamtanlage Brauerei Pfefferberg) |           |
| 09046099 | Greifenhagener Straße 56/57 Stargarder Straße 3–5 (Lage)                                                     | Innenhof Bestandteil des Ensembles: Gethsemanestraße                                         | um 1900 (siehe auch Gesamtanlage Wohnanlage des „Berliner Spar- und Bauvereins von 1892“) |           |
| 09050116 | Greifswalder Straße 229 Heinrich-Roller-Straße 4 Prenzlauer Berg (Lage)                                      | Friedhof I der Georgen-Parochialgemeinde                                                     | angelegt 1814, Erweiterungen 1832 und 1842 |           |
| 09050116 | Greifswalder Straße 229 Heinrich-Roller-Straße 4 Prenzlauer Berg (Lage)                                      | Friedhof I der Georgen-Parochialgemeinde                                                     | Grabstätte Franz Wallner |           |
| 09046101 | Grellstraße 39–53 Greifswalder Straße 166 Hosemannstraße 3/4 Naugarder Straße 46–52 Rietzestraße 2–32 (Lage) | Siedlungsgrün                                                                                | um 1930 (siehe auch Gesamtanlage Wohnanlage) |           |
| 09046102 | Heinz-Bartsch-Straße 4–6 Ernst-Fürstenberg-Straße Paul-Heyse-Straße 7–17 (Lage)                              | Vorhof der Wohnanlage Bestandteil des Ensembles: Heinz-Bartsch-Straße                        | um 1930 (siehe auch Gesamtanlage Wohnanlage) |           |
| 09046103 | Knaackstraße 23 (Lage)                                                                                       | Wasserturmplatz Bestandteil des Ensembles: Knaackstraße                                      | Park, seit 1916 öffentliche Grünanlage von Albert Brodersen, 1935–1937 Umgestaltung von Paul Mittelstädt, seit 1945 verändert, 2003–2007 wiederhergestellt (siehe auch Gesamtanlage Wasserversorgungsanlage) |           |
| 09046103 | Knaackstraße 23 (Lage)                                                                                       | Wasserturmplatz Bestandteil des Ensembles: Knaackstraße                                      | Gedenkstein für die Opfer des Nationalsozialismus, 1976 von Joachim Guentzel |           |
| 09046104 | Pappelallee 15A, 16/17 (Lage)                                                                                | Friedhof der Freireligiösen Gemeinde Bestandteil des Ensembles: Freireligiöse Gemeinde       | angelegt 1847, 1990–1995 Neugestaltung zum Friedhofspark Pappelallee (siehe auch Baudenkmal Feierhalle) |           |
| 09050114 | Prenzlauer Allee 1 Mollstraße Prenzlauer Berg (Lage)                                                         | Alter Kirchhof der St. Nikolai- und St. Mariengemeinde                                       | angelegt 1802, Erweiterungen 1814–1847 |           |
| 09050114 | Prenzlauer Allee 1 Mollstraße Prenzlauer Berg (Lage)                                                         | Alter Kirchhof der St. Nikolai- und St. Mariengemeinde                                       | Grabstätten Eduard Knoblauch |           |
| 09050114 | Prenzlauer Allee 1 Mollstraße Prenzlauer Berg (Lage)                                                         | Alter Kirchhof der St. Nikolai- und St. Mariengemeinde                                       | Grabstätten Bernhard Rode |           |
| 09050114 | Prenzlauer Allee 1 Mollstraße Prenzlauer Berg (Lage)                                                         | Alter Kirchhof der St. Nikolai- und St. Mariengemeinde                                       | Grabstätten Heinrich-Wilhelm Dove |           |
| 09046106 | Schönhauser Allee 23 Knaackstraße 41 (Lage)                                                                  | Jüdischer Friedhof                                                                           | 1827 von Friedrich Wilhelm Langerhans |           |
| 09046106 | Schönhauser Allee 23 Knaackstraße 41 (Lage)                                                                  | Jüdischer Friedhof                                                                           | Judengang, nach 1871 | Judengang |
| 09046107 | Schönhauser Allee 36–37 Sredzkistraße (Lage)                                                                 | Vorgarten der Schultheiss-Brauerei mit Einfriedung                                           | um 1890 (siehe auch Gesamtanlage Schultheiss-Brauerei) |           |
| 09046108 | Senefelderplatz (Lage)                                                                                       | Stadtplatz Bestandteil des Ensembles: Senefelderplatz                                        | um 1885 von Hermann Mächtig (?), Veränderungen um 1914 und seit den 1950er Jahren, Wiederherstellung seit 1994 (siehe auch Baudenkmal Denkmal Alois Senefelder)                                              |           |
| 09046108 | Senefelderplatz (Lage)                                                                                       | Stadtplatz Bestandteil des Ensembles: Senefelderplatz                                        | Bedürfnisanstalt, um 1890 |           |
| 09046100 | Stargarder Straße 77 (Lage)                                                                                  | Kirchgarten der Gethsemanekirche mit Einfriedung Bestandteil des Ensembles: Gethsemanestraße | um 1893 (siehe auch Baudenkmal Ev. Gethsemanekirche) |           |
| 09046100 | Stargarder Straße 77 (Lage)                                                                                  | Kirchgarten der Gethsemanekirche mit Einfriedung Bestandteil des Ensembles: Gethsemanestraße | Einfriedung |           |

## Ehemalige Denkmale
| Nr.      | Lage                                                                                | Offizielle Bezeichnung | Beschreibung                                                               | Bild |
| -------- | ----------------------------------------------------------------------------------- | --- | -------------------------------------------------------------------------- | ---- |
| 09090122 | Eldenaer Straße 33–37 Hausburgstraße Landsberger Allee 104 Thaerstraße 29–31 (Lage) | Zentralvieh- und Schlachthof mit Fußgängerbrücke Gesamtanlage siehe: Eldenaer Straße 33–37 Baudenkmal siehe: Eldenaer Straße | Gesamtensemble nicht mehr vorhanden, für Denkmalverlust siehe Gesamtanlage |      |